# Église Saint-Josse de Parnes
Pour les articles homonymes, voir Église Saint-Josse et Parnes.
L'église Saint-Josse est une église catholique paroissiale située à Parnes, dans l'Oise, en France. Sa construction à partir de 1089 fut motivée par l'attrait des reliques de saint Josse exercé sur les pèlerins. L'église qui lui avait précédée était dédiée à saint Martin, mais ce premier vocable tomba dans l'oubli. De dimensions généreuses par rapport à la taille du village, l'église Saint-Josse est un édifice très complexe, et sa forme actuelle n'est que le fruit des remaniements successifs. Ceci n'empêche pas une construction soignée et des qualités architecturales indéniables. L'église réunit des parties marquées par les différents stades d'évolution de l'architecture gothique, et possède notamment un portail flamboyant d'une grande richesse sculpturale. D'autre part, l'abside romane édifiée vers l'an 1100 avec son cul-de-four nervé et ses arcatures décoratives est tout autant d'un grand intérêt archéologique. Les parties basses du clocher et l'étage de beffroi remontent à la même époque. L'édifice a été restauré pendant les années 1860-1870, et est classé monument historique depuis 1913. Son état s'est considérablement dégradé depuis, mais les travaux de réparation les plus urgents ont été entamés vers 2010. L'église Saint-Josse est aujourd'hui affiliée à la paroisse Saint-François-d'Assise du Vexin. Elle est uniquement utilisée pour des célébrations particulières.

## Localisation

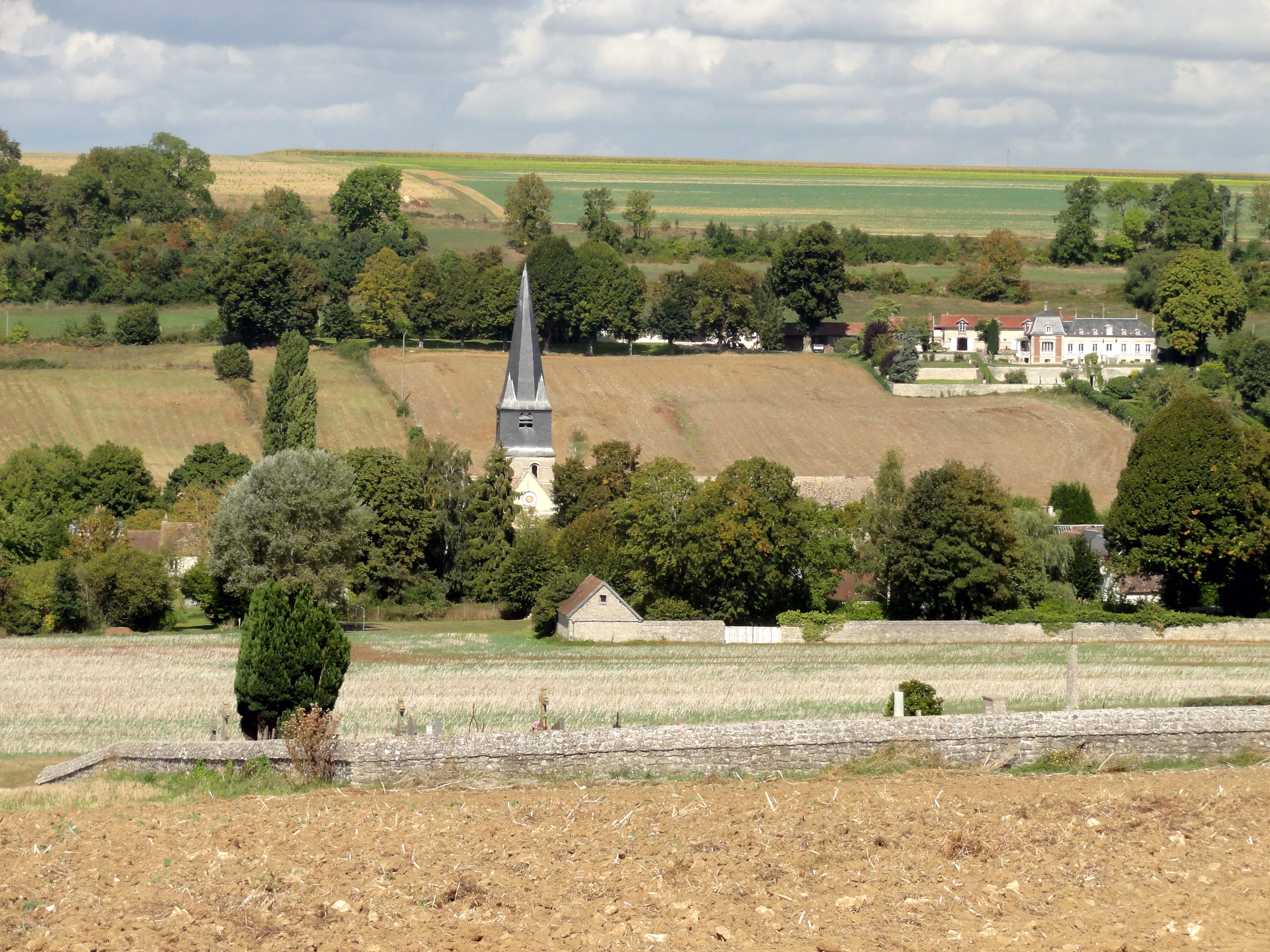
Approche par le sud.

L'église se situe en France, dans la région des Hauts-de-France, dans l'extrémité sud-ouest du département de l'Oise, près de la limite avec le Val-d'Oise et l'Eure et donc avec les régions Normandie et Île-de-France, dans le Vexin français, dans la vallée du Cudron affluent de l'Epte, sur la commune de Parnes, au milieu du village, rue Henri-Monnier (RD 509), près de la fourchette avec la rue Arthur-Lefrançois. L'élévation méridionale de l'église est alignée sur la rue, qui s'élargit aux abords de l'édifice pour former une petite place. Jusqu'en 1861, le cimetière bordait l'église au sud, et la rue passait donc à la limite sud de la place actuelle. L'on accède à l'église par la première travée du sud : seulement un étroit passage sépare le mur occidental de la nef du mur d'enceinte d'une propriété voisine, de sorte qu'il n'y a pas de façade occidentale proprement dite. Le chevet donne quant à lui sur l'entrée de la ferme de l'ancien prieuré Saint-Josse. Sa partie nord est enclavée dans cette propriété privée, et le corps de logis de l'ancien prieuré est mitoyen du croisillon nord. Une bonne partie de l'église n'est ainsi pas visible depuis le domaine public.

## Historique

### Les origines de l'église et le prieuré

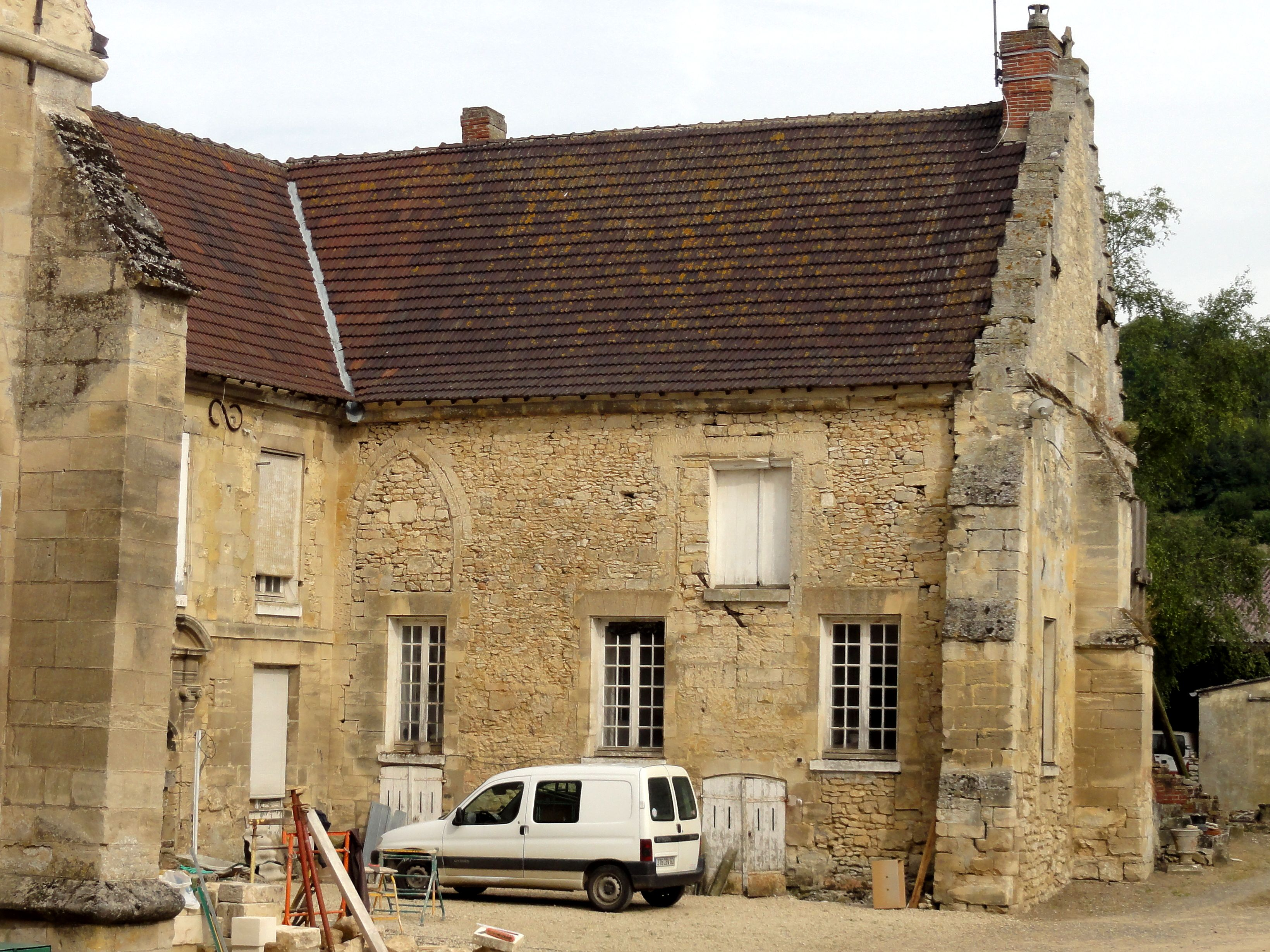
Logis du prieuré.

Sous l'Ancien Régime, la paroisse de Parnes relève du doyenné de Magny-en-Vexin, de l'archidiaconé du Vexin français avec siège à Pontoise, et de l'Archidiocèse de Rouen. Sa première église est dédiée à saint Martin. En 1050, Henri Ier offre à l'église de Parnes les reliques de saint Josse dont il s'était emparé en Bretagne. On leur attribue de fortes vertus miraculeuses, et elles attirent de nombreux pèlerins, si bien que le patron initial de l'église est presque oublié. En 1069, le roi Philippe Ier en personne fait le déplacement pour se recueillir devant les reliques de saint Josse.
En 1067 déjà, Foulque de Chaudry, seigneur de Parnes, donne l'église à l'abbaye de Saint-Évroult. Celle-ci devient donc le collateur de la cure, qui installe peu de temps après un prieuré sur place. Le prieur perçoit toutes les dîmes de la paroisse. Par ailleurs, la même abbaye est à l'origine de la fondation d'une chapelle dans le village voisin de La Chapelle-en-Vexin, en 1066. Comme le consigne Orderic Vital, moine de Saint-Évroult, dans son « livre III » rédigé en 1123, la vieille église est démolie en 1089, mais la nouvelle n'est pas encore achevée au moment qu'il écrit les lignes. Cette nouvelle église de style roman est placée naturellement sous le vocable de saint Josse. Le prieur au moment de la reconstruction de l'église est un moine nommé Goisbert, célèbre pour ses connaissances médicales. On lui a attribué le rôle de l'architecte des églises de Parnes et de Maule, mais rien dans les écrits d'Orderic Vital ne justifie une telle affirmation.
Au second quart du XIIIe siècle, les religieux font édifier une salle capitulaire attenante à l'église et au prieuré. Vers la fin du même siècle, elle est déjà amputée de la moitié de sa surface pour libérer la place à une nouvelle chapelle latérale au nord du chœur (voir le chapitre suivant). Faut-il en conclure que l'effectif du prieuré s'est déjà réduit à un ou deux moines avant 1300 ? — Au XVe siècle déjà, le prieuré devient un simple bénéfice, c'est-à-dire, que ses terres et revenus sont mis en affermage (comme par exemple à Genainville, où cela est très bien documenté), et qu'il n'y a plus de religieux sur place. Parnes ne semble ainsi pas faire partie des nombreux prieuré-cures du Vexin, car un prieuré-cure est un prieuré qui fonctionnement toujours normalement, mais avec un ou deux religieux seulement, qui officient en même temps comme curé (et vicaire, s'il y a lieu). À Parnes, le rôle de curé est donc assumé par un vicaire perpétuel désigné et rémunéré par l'abbaye de Saint-Évroult. L'abbaye étant le curé primitif, il n'a pas le droit d'utiliser le titre de curé. Au siècle suivant, le prieuré tombe en commende. L'histoire de la paroisse de Parnes et du prieuré Saint-Josse n'ayant pas fait l'objet de publications à ce jour, il n'est pas envisageable de les présenter plus amplement dans le cadre du présent article. L'église Saint-Josse est aujourd'hui affiliée à la paroisse Saint-François-d'Assise du Vexin avec siège à Chaumont-en-Vexin, et des messes dominicales n'y sont plus célébrées qu'à titre exceptionnel.

### Les campagnes de construction de l'église

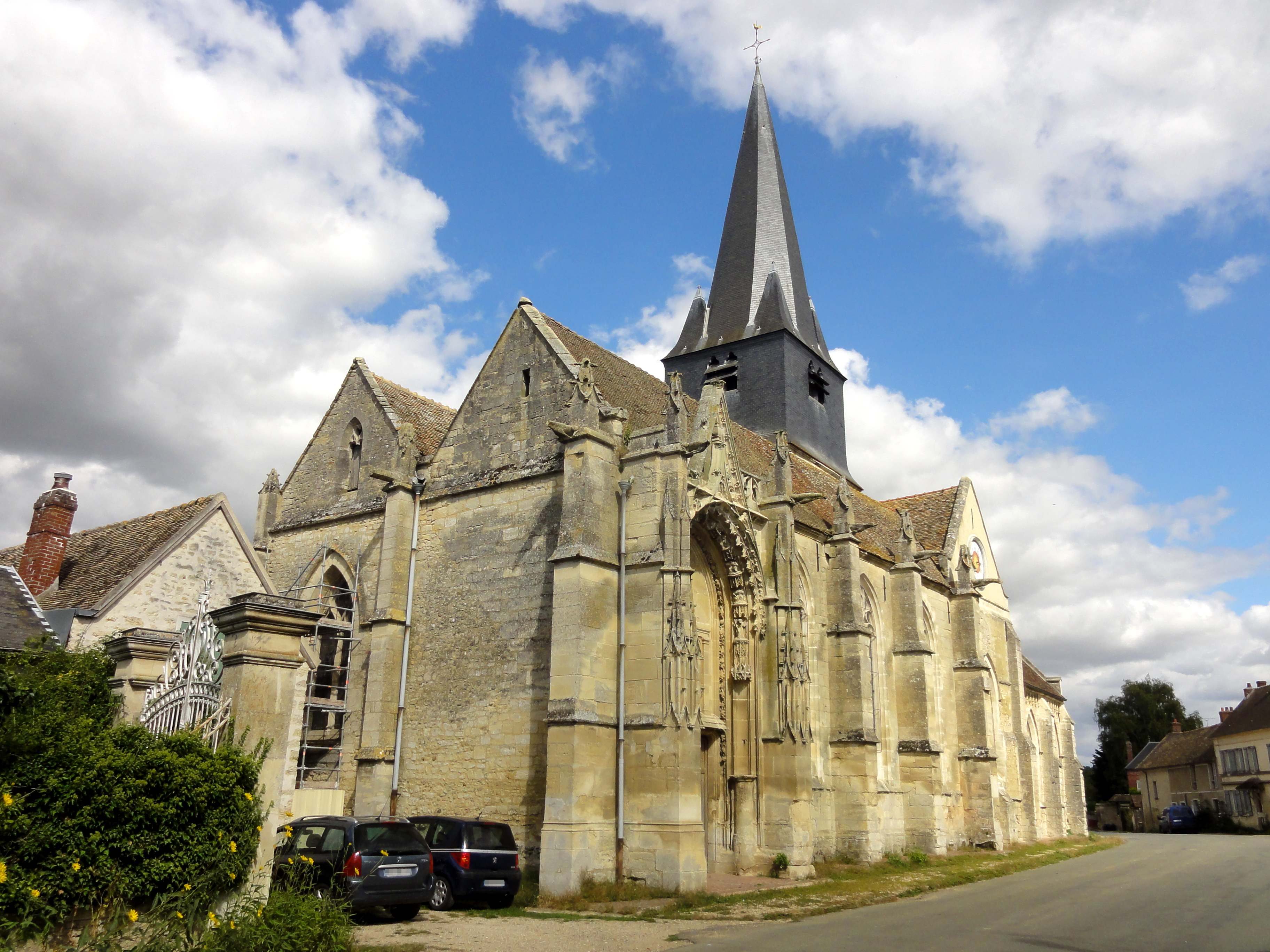
Vue depuis le sud-ouest.

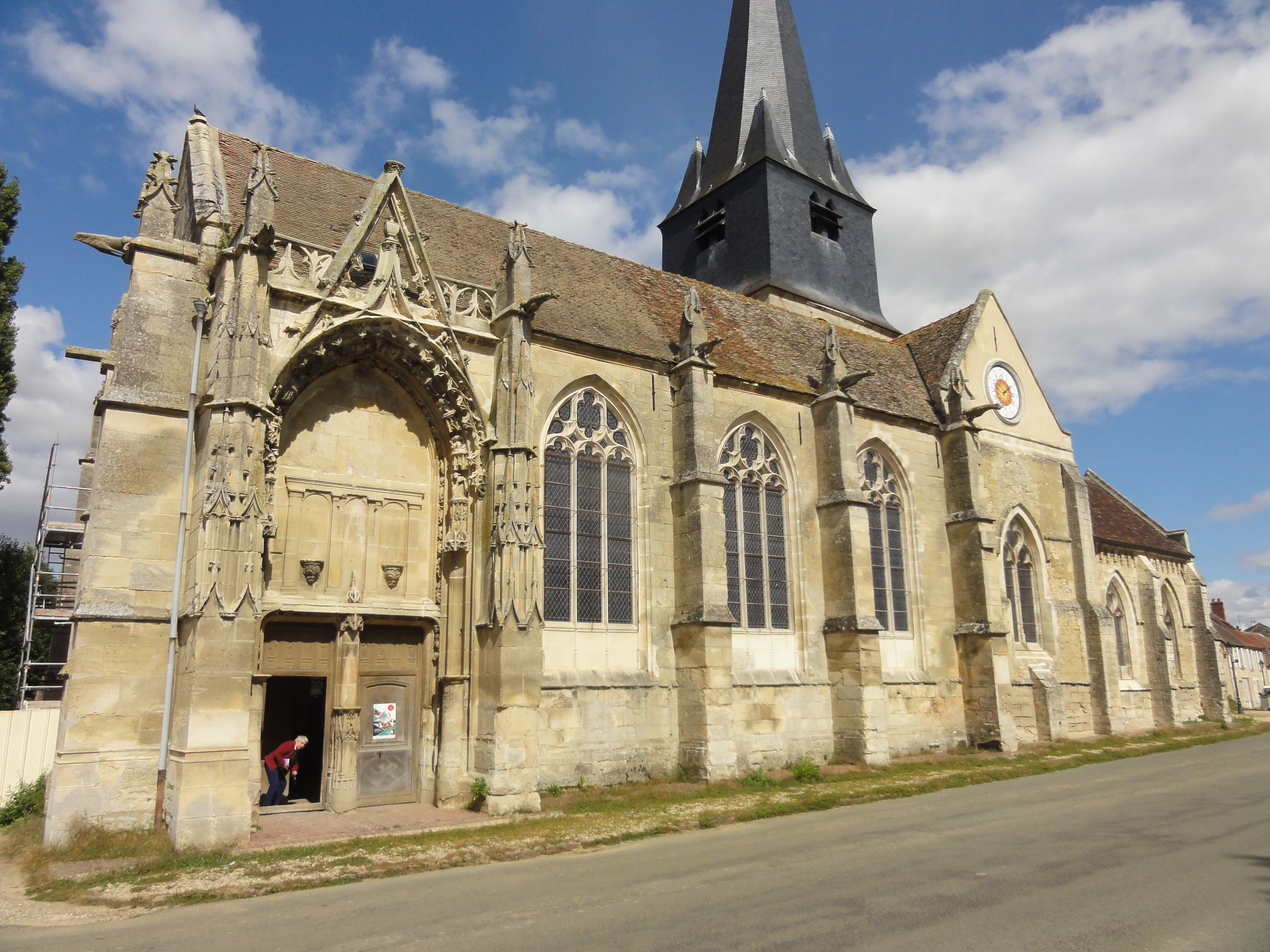
Vue depuis le sud-ouest.

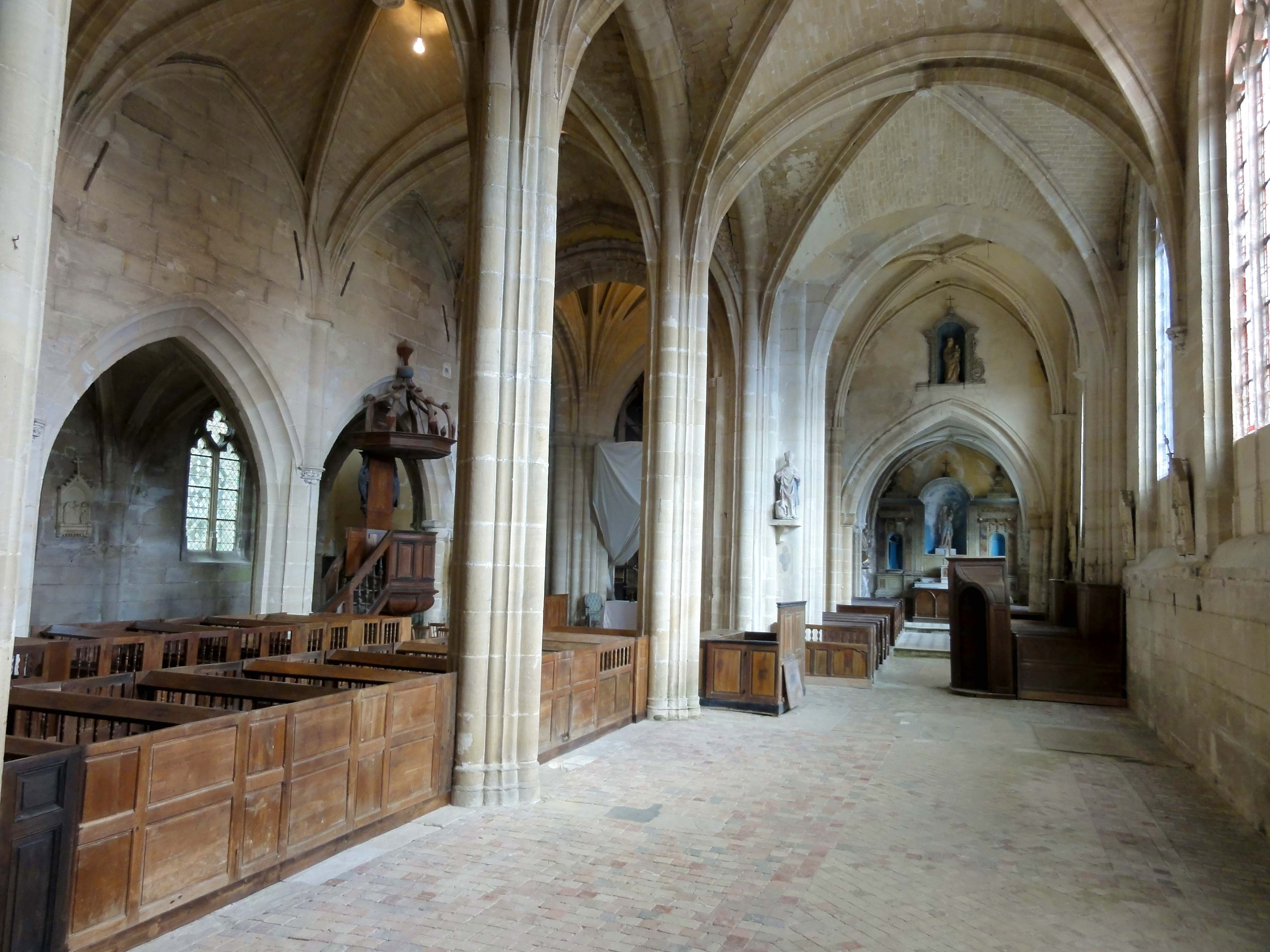
Vue diagonale vers le nord-est depuis l'entrée.

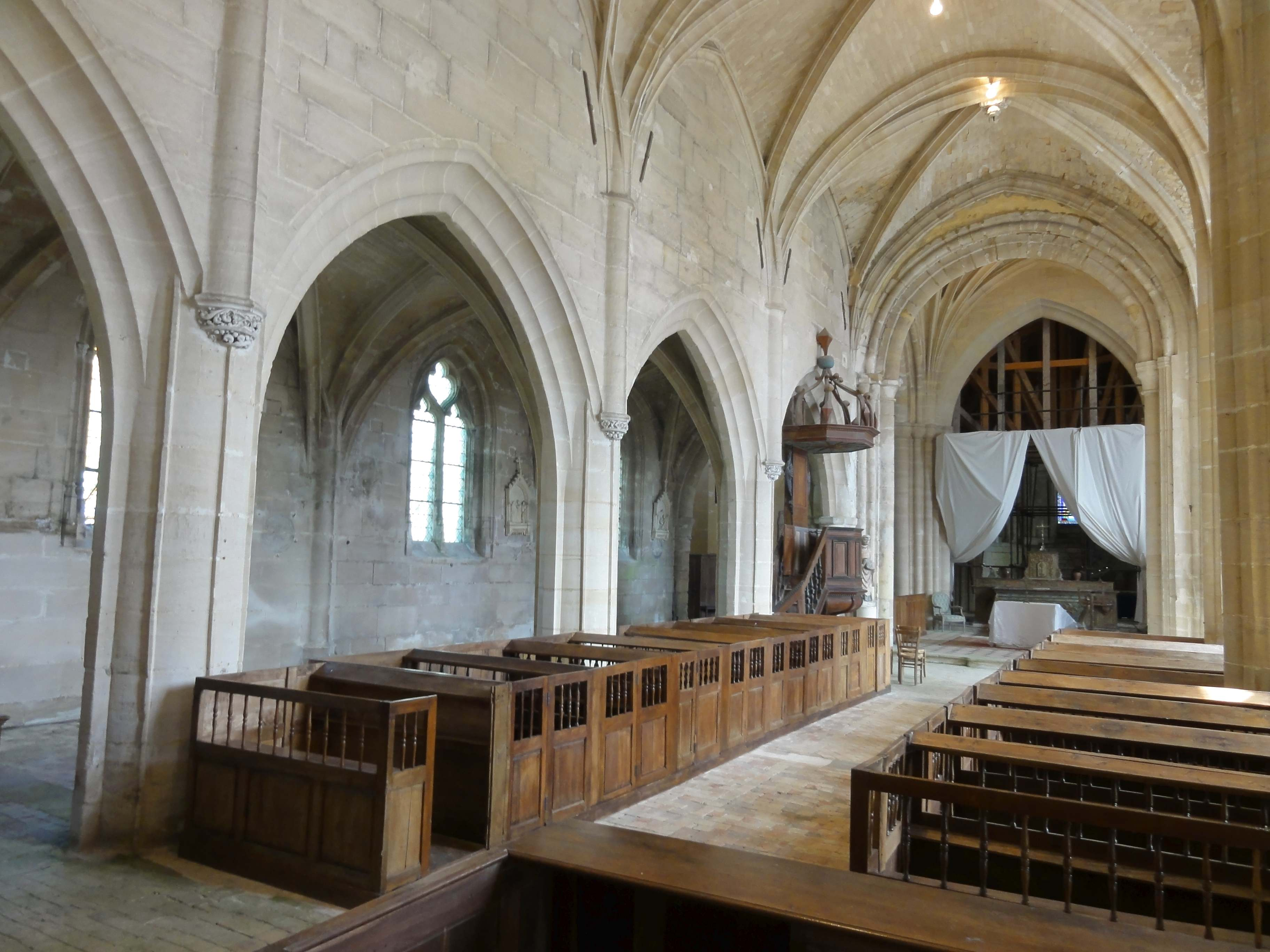
Nef, vue vers le nord-est.

Les dimensions de l'église romane sont considérables, car elle a déjà la même longueur et la même extension nord-sud que l'église actuelle malgré la reconstruction successive de la plupart de ses parties. Dans l'élévation, seule l'abside romane et le premier étage du clocher subsistent en l'état, mais le transept et le mur occidental conservent néanmoins des traces romanes, notamment à l'extérieur. Sur le mur occidental du bas-côté sud, se dessinent les contours du demi-pignon et du mur du bas-côté sud. Ici, les murs romans sont en petits moellons irréguliers, plus épais que les autres, et les murs gothiques en parpaings assez réguliers, ce qui permet à Louis Régnier de conclure que le mur occidental de la nef est également roman, abstraction faite des ajouts et modifications postérieurs. Après son achèvement au second quart du XIIe siècle, l'église Saint-Josse se serait ainsi composée d'une nef accompagnée de deux bas-côtés ; d'un transept ; et d'un chœur de deux travées, à savoir une travée droite et une abside voûtée en cul-de-four. Le plan du chœur et du transept demeurent inchangés, et il est probable que le mur septentrional de la nef au-dessus des grandes arcades remonte également au premier quart du XIIe siècle,.
Au début du XIIIe siècle, le transept est voûté d'ogives, comme le démontrent les voûtes des deux croisillons, et les faisceaux de colonnettes dans les angles et à l'intersection des travées (sauf dans l'angle sud-ouest de la croisée du transept). Cela laisse entendre que le transept roman n'était pas voûté. Or, l'église n'était pas achevée en 1123, et le voûtement d'ogives était déjà connu à l'époque. Le tracé en plein cintre des arcades ouest et nord de la croisée du transept et leur modénature indique justement le deuxième ou troisième quart du XIIe siècle, et le style roman. Les arcades profilées d'un gros boudin pour le rouleau inférieur et d'un tore pour chaque côté du rouleau supérieur se trouvent aussi dans les bases des clochers de Saint-Gervais et Seraincourt, qui sont voûtées d'arêtes. Peut-être fut-ce le type de voûtement de la base du clocher de Parnes. — Vers le milieu du XIIIe siècle, une chapelle de deux travées est ajoutée au sud du chœur, et à la fin du XIIIe siècle selon Dominique Vermand ou au XIVe siècle selon Louis Régnier, un second collatéral est édifié au nord. Ces aménagements entraînent bien entendu la disparition des murs latéraux du chœur et le transforment profondément. En outre, ils font transparaître toute trace des absidioles ou niches d'autel qui devaient probablement exister à l'est des croisillons, suivant Louis Régnier. Des absidioles romanes existent encore dans le Vexin à Auvers-sur-Oise (une seule, en hémicycle), Moussy (au chevet plat), et Us (une seule, en hémicycle),. — Comme autre création de la période gothique, il faut signaler la sacristie du second quart du XIIIe siècle, qui était initialement conçue comme salle capitulaire, et ne communique de plain-pied avec l'église que depuis l'abaissement du sol de la salle, en 1876. L'accès se fit auparavant par un escalier de douze marches disposé à angle droit, ainsi que par la cage d'escalier dans l'angle du croisillon nord. La moitié sud de la salle capitulaire disparaît par ailleurs dès la construction de la chapelle latérale nord, deux ou trois générations plus tard.
Vers la fin du XVe siècle, la baie occidentale de la nef est repercée et pourvue d'un réseau gothique flamboyant. C'est le prélude à une vaste campagne de reconstruction. L'on ignore quel impact eut la guerre de Cent Ans sur l'église de Parnes, mais il lui causa certainement des préjudices. Que ce soit par l'impossibilité d'assurer son entretien pendant la longue période trouble, ou en raison de dommages de guerre insuffisamment réparés, compromettant l'avenir de la nef et des bas-côtés, ces parties de l'église sont complètement refaites à partir du début du XVIe siècle. En premier lieu, un nouveau bas-côté est construit au nord. Ses grandes arcades sont parfaitement homogènes avec ses voûtes et celles de la nef, et le mur haut de la nef du côté nord présente le même appareil en parpaings assez réguliers que les parties refaites du mur occidental, ce qui exclut en principe qu'il s'agisse du résultat d'une reprise en sous-œuvre du mur haut de la période romane (contrairement à l'église de Saint-Clair-sur-Epte du côté sud). La reconstruction de la nef commence apparemment vers le milieu des années 1520, et s'accompagne de la construction simultanée d'un collatéral porté à la même hauteur du côté sud. Puisque les arcades au sud de la nef sont différentes de celles du nord, il fallut achever les voûtes du collatéral sud avant de pouvoir voûter le vaisseau principal. Louis Régnier a observé les collages au-dessus de plusieurs piliers du nord. L'auteur écrit aussi qu’« il est visible que mur et portail ont été construits en dernier lieu, mais toutefois avant les voûtes des trois autres travées, et peut-être avant le remplage des fenêtres ». La succession des différentes campagnes de travaux se trouve ainsi globalement fixée. Reste à préciser la datation.
Le portail est datable des alentours de 1530, et est attribué à l'« école de Gisors », c'est-à-dire à Robert Grappin ou l'un de ses élèves. Il évoque les portails septentrionaux des églises de Chaumont-en-Vexin et de Gisors, qui est datable grâce aux documents conservés dans les archives. C'est par la date du portail que l'on déduit la période des parties antérieures. Ensuite, la facture des culs-de-lampe et clés de voûte de la nef et du collatéral, déjà légèrement influencés par la Renaissance, est caractéristique du milieu du règne de François Ier (1515-1547) selon les dires de Louis Régnier. Ceci conduit aux alentours de 1531 ou plutôt aux années 1530, vu ce qui a été dit sur le déroulement du chantier. La clé de voûte pendante de la dernière travée de la nef arbore par ailleurs du côté ouest un écu supporté par deux anges, et sur lequel on aperçoit difficilement un chevron. Celui-ci est certainement tiré du blason des Neufville de Villeroy, qui deviennent seigneurs de Parnes en 1525. Si l'on doute de la valeur de l'analyse stylistique, on dispose ainsi d'un indice matériel que les voûtes de la nef devraient être postérieures à 1525. Nicolas de Neufville, première de sa lignée à assurer la fonction du seigneur de Parnes, a donc participé au financement des travaux. De son côté, l'abbaye de Saint-Évroult doit également engager des travaux pour pérenniser le clocher et la chapelle latérale sud du chœur : la voûte de la croisée est refaite en même temps que les arcades est et sud, et les baies du croisillon sud ainsi que de la chapelle reçoivent un remplage flamboyant,. En 1699 au plus tard, la fenêtre du chevet de la chapelle latérale sud est bouchée à la faveur de l'installation d'un retable. En 1739, la voûte de la travée droite du chœur, qui datait de la première moitié du XVIe siècle, est refaite ou fortement réparée sous le prieur André Falconnet. En 1776, le portail latéral dans la première travée du bas-côté nord est bouché consécutivement à un vol perpétré dans l'église.

### Modifications et restaurations modernes

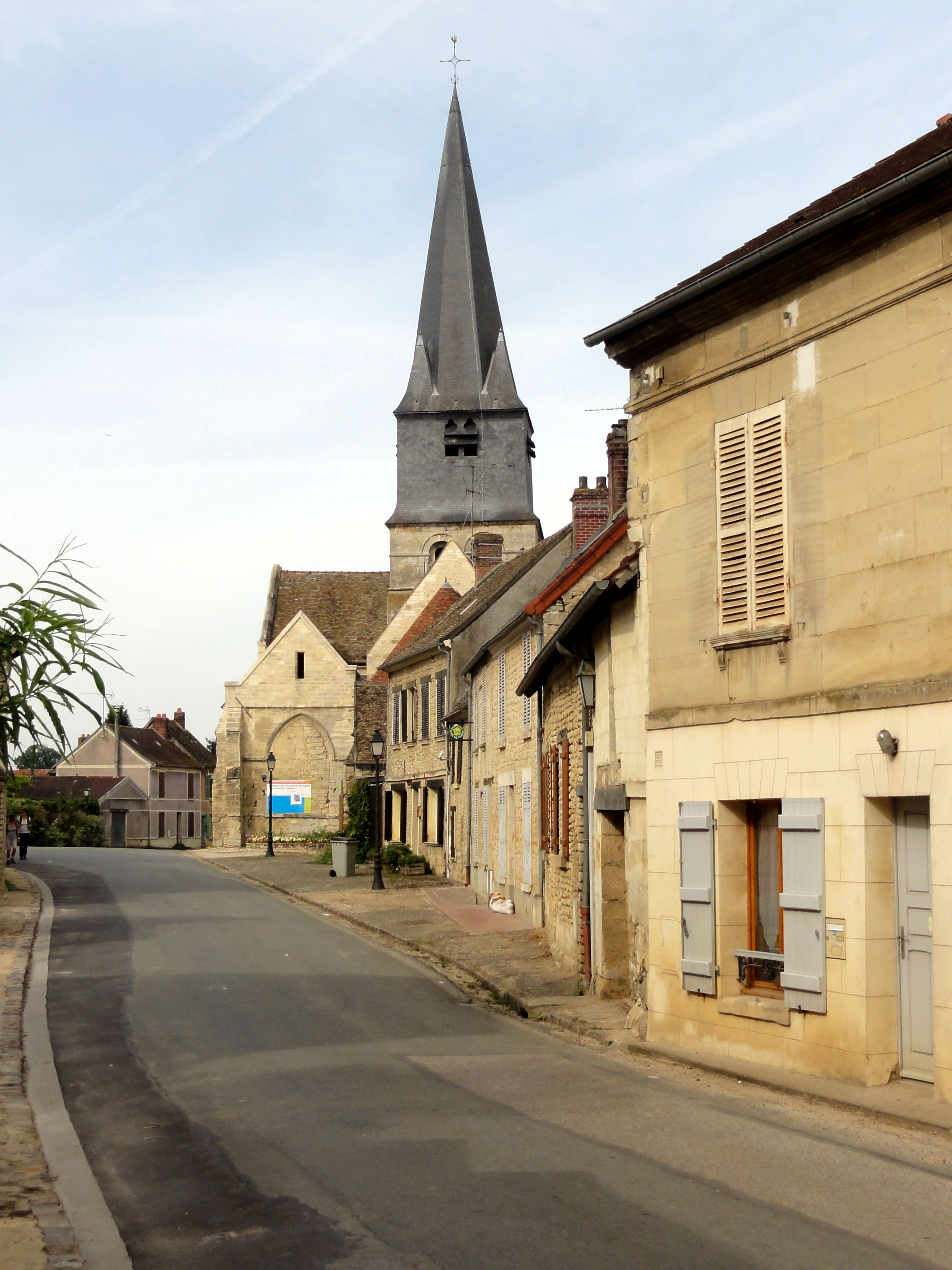
Approche par l'est - rue Arsène-Sarazin.

Dans les années 1860 et 1870, écrit Dominique Vermand, l'église est victime d'une restauration indigne qui lui fait perdre beaucoup de son authenticité, tout particulièrement dans le transept et le chœur. Premièrement, les arcades au nord et au sud de la travée droite du chœur sont reconstruites de toutes pièces sans tenir compte de leur caractère antérieur : c'étaient des arcades brisées frustes sans impostes (ni chapiteaux). Deuxièmement, les chapiteaux romans des baies de l'abside sont excessivement grattés, voire remplacés par des copies, et les délicats réseaux rayonnants tardifs de la chapelle latérale nord sont restaurés trop sèchement. Troisièmement, la totalité des chapiteaux du transept et de la travée droite du chœur, de même que les consoles des colonnettes de la voûte de l'abside, sont remplacés par des corbeilles simplement épannelées, sans aucune sculpture (comme on peut le voir aussi à Cinqueux, Chars, Hérouville, Osny, etc., parfois avec de simples cubes de pierre en guise de chapiteaux). Du côté de la nef, les piliers, entaillés pour la pose de boiseries à l'époque moderne, sont reconstitués d'une façon approximative. Selon des témoignages recueillis par Louis Régnier, les chapiteaux n'étaient déjà que des sortes de tambours sans sculpture bien avant la restauration. Or, dans la cage d'escalier du croisillon nord subsistent, bien à l'abri, les chapiteaux de l'angle nord-est du croisillon, qui affichent des crochets végétaux et des feuilles de chêne stylisées. En tout cas, la restauration a le mérite de rétablir les baies latérales de l'abside, qui avaient été élargies, et de dégager le sol de l'abside romane. On y descend désormais par un petit escalier. Dans le reste de l'église, les bases de colonnettes demeurent enterrées, car le sol de l'église avait été exhaussé de 1,25 m (probablement dans la seconde moitié du XVIe siècle) pour lutter contre les inondations par les crues du Cudron.
Reste à faire quelques remarques sur la reconstruction de l'ancienne salle capitulaire en 1876. Elle était, depuis longtemps déjà, affectée comme sacristie, et avait déjà été amputée de la moitié de sa superficie à la fin du XIIIe siècle ou au début du siècle suivant. Elle comptait encore deux étages jusqu'en 1876. Il y avait deux caveaux de dimensions inégales au rez-de-chaussée, et une salle au-dessus. Le rez-de-chaussée appartenait au propriétaire de l'ancien prieuré. Il le vendit à la municipalité, qui le fit remblayer afin de pouvoir abaisser le sol de la salle à l'étage. Sa voûte avait déjà été démolie en 1832 parce qu'elle menaçait ruine. Elle reposait sur une (primitivement deux) colonne(s) centrale(s), qui depuis 1861 sert de fût au calvaire près du pont d'Aincourt. La voûte actuelle est en bois et date de 1876. Son style est fidèle à celui en vigueur avant le milieu du XIIIe siècle, et dans le même sens, tous les détails de l'architecture à l'extérieur ont été scrupuleusement reproduits.
En 1904, Louis Régnier note : « L'église de Parnes est actuellement dans un état de solidité satisfaisant. Des chaînages établis en ces dernières années ont assuré la stabilité de quelques murailles qui tendaient à se déverser ou à se lézarder, notamment dans le chœur, au nord de la nef principale, à la chapelle sud et dans la tour. Le poids de l'énorme clocher en charpente ajouté au XVIe siècle a été certainement la cause des désordres survenus dans les murailles de la tour ». L'église Saint-Josse est classée au titre des monuments historiques par arrêté du 15 novembre 1913. Elle ne fait, pendant près d'un siècle, plus l'objet de travaux de restauration, et l'entretien courant est réduit à un minimum, si bien qu'elle doit être fermée au public pour des raisons de sécurité le 7 janvier 2004. Une première souscription lancée par la Fondation du patrimoine a permis la restauration complète du croisillon sud et de la toiture du chœur. Les dons ont couvert les 32 % du montant des travaux, qui s'élève à 247 752 € hors taxes. La deuxième souscription a visé la restauration de la chapelle latérale sud, du croisillon nord et du bas-côté nord en trois tranches. Ici, les dons recueillis ont atteint seulement 12 % du montant des travaux, qui, il est vrai, est plus élevé et s'élève à 339 510 € hors taxes. La restauration est cependant loin d'être achevée. La voûte de la travée droite du chœur ne tient que grâce à des étais, qui encombrent toute la travée, et des signes de délabrement sont visibles partout à l'intérieur de l'édifice. Une troisième souscription vient donc d'être lancée. Elle porte sur la restauration de la toiture du collatéral sud et de la nef, mais également le sondage des fondations du pilier nord-ouest du clocher. Les travaux sont estimés à 402 857 € hors taxes

## Description

### Aperçu général

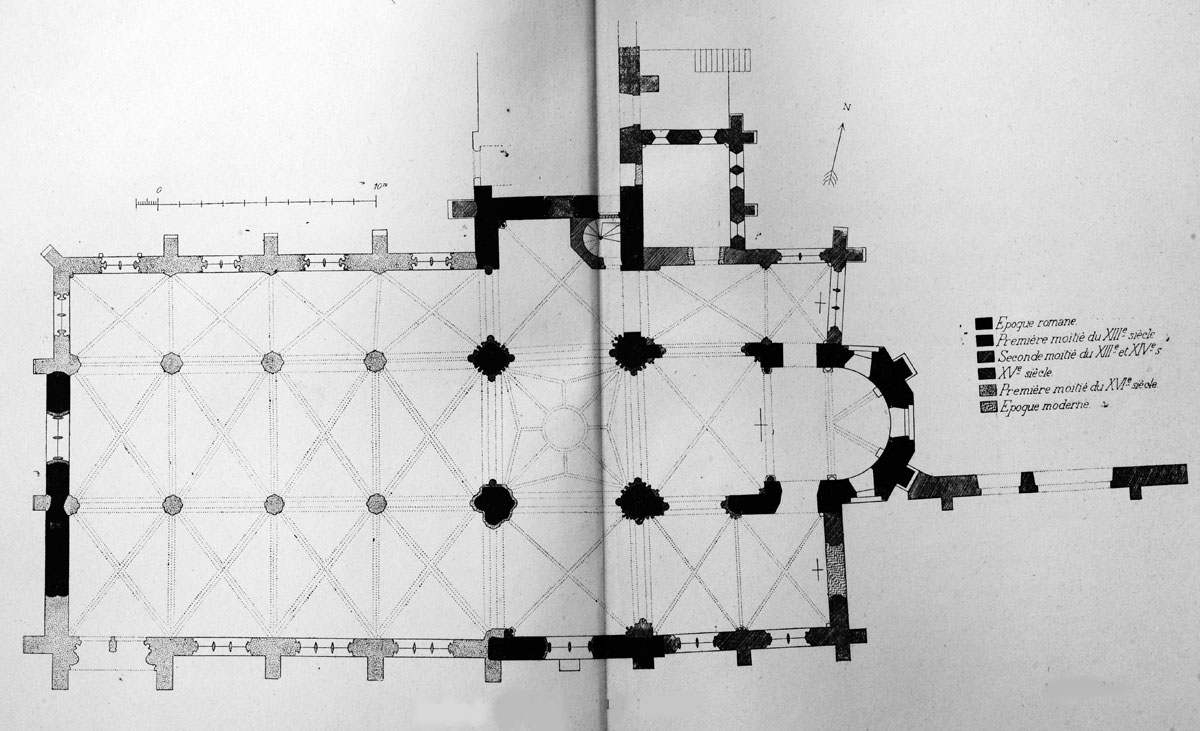
Plan de l'église.

Régulièrement orientée, avec une légère déviation de l'axe vers le nord-est du côté du chevet, l'église Saint-Josse répond à un plan cruciforme, qui a été rendu quasiment rectangulaire par l'adjonction de travées supplémentaires. Seule l'abside fait saillie, du côté est. Plus encore que le plan ne le révèle, les élévations sont loin d'être symétriques le long de l'axe : les deux chapelles latérales du chœur sont différentes, et la nef est accompagnée d'un bas-côté au nord, effectivement de faible hauteur, mais d'un collatéral porté à la même hauteur du côté sud. L'édifice se compose d'une nef de quatre travées carrées ; d'un bas-côté nord moitié moins large que la nef ; d'un collatéral sud un peu moins large que la nef, avec un grand portail devant sa première travée ; d'un transept dont les croisillons se rapprochent des dimensions des travées du collatéral sud ; d'un clocher central se dressant au-dessus du carré du transept ; de la travée droite du chœur ; d'une abside en fer à cheval (en hémicycle à l'intérieur et à pans coupés à l'extérieur) ; et de deux chapelles latérales du chœur de deux travées chacune. Le croisillon nord et la première travée de la chapelle latérale nord sont mitoyens de l'ancien prieuré, transformé en ferme depuis sa dissolution. Au nord de la première travée de la chapelle, l'ancienne salle capitulaire, perpendiculaire à l'église, a été transformée en sacristie, et communique uniquement avec l'église depuis la Révolution française.
L'ensemble de l'église est voûté d'ogives, sauf l'abside, qui comporte une section voûtée en berceau et une section recouverte d'une voûte en cul-de-four nervurée. La voûte d'ogives de la sacristie est en bois et remplace quatre petites voûtes autour d'une colonnette centrale (à laquelle s'ajoutaient jadis deux autres petites voûtes et une seconde colonnette). La structure des toitures se présente comme suit. La nef, la travée droite du chœur et les croisillons sont recouverts de toitures à deux versants, perpendiculairement et contigües au clocher. Le toit en appentis du bas-côté nord est établi en continuité avec la toiture de la nef. Le collatéral sud de la nef et les deux chapelles latérales du chœur sont munis de toits en bâtière, de même que la sacristie, dont le pignon devait initialement se situer au nord et non à l'est, car son extension maximale se développait du nord au sud. La toiture de l'abside se termine par trois croupes, et le clocher est coiffé d'une flèche octogonale en charpente, couverte d'ardoise, et flanqué de quatre pyramidons pour assurer la transition du plan carré vers le plan octogonal. — La longueur dans l'œuvre de l'édifice se porte à 37,20 m, dont 19,15 m incombent à la nef ; 6,55 m au carré du transept ; 6,00 m à la travée droite du chœur ; et 6,10 m à l'abside. La largeur dans l'œuvre de l'édifice varie entre 16,40 m au niveau de la nef et 18,75 m au niveau du transept. La largeur des parties occidentales se répartit entre 6,35 m pour la nef ; 5,95 m pour le collatéral sud ; et 4,10 m pour le bas-côté nord. Le vaisseau central du chœur dépasse en largeur la nef de 0,50 m. Les voûtes du vaisseau central sont portées à une hauteur assez modeste de 9,70 m (10,00 m dans la croisée du transept). Il est toutefois à considérer que le sol a été exhaussé de 1,25 m environ, ce qui donne une hauteur initiale de près de 11,00 m. Depuis son déblaiement, l'abside romane des alentours de 1100 atteint tout de même une hauteur de 8,90 m.

### Nef et collatéral sud

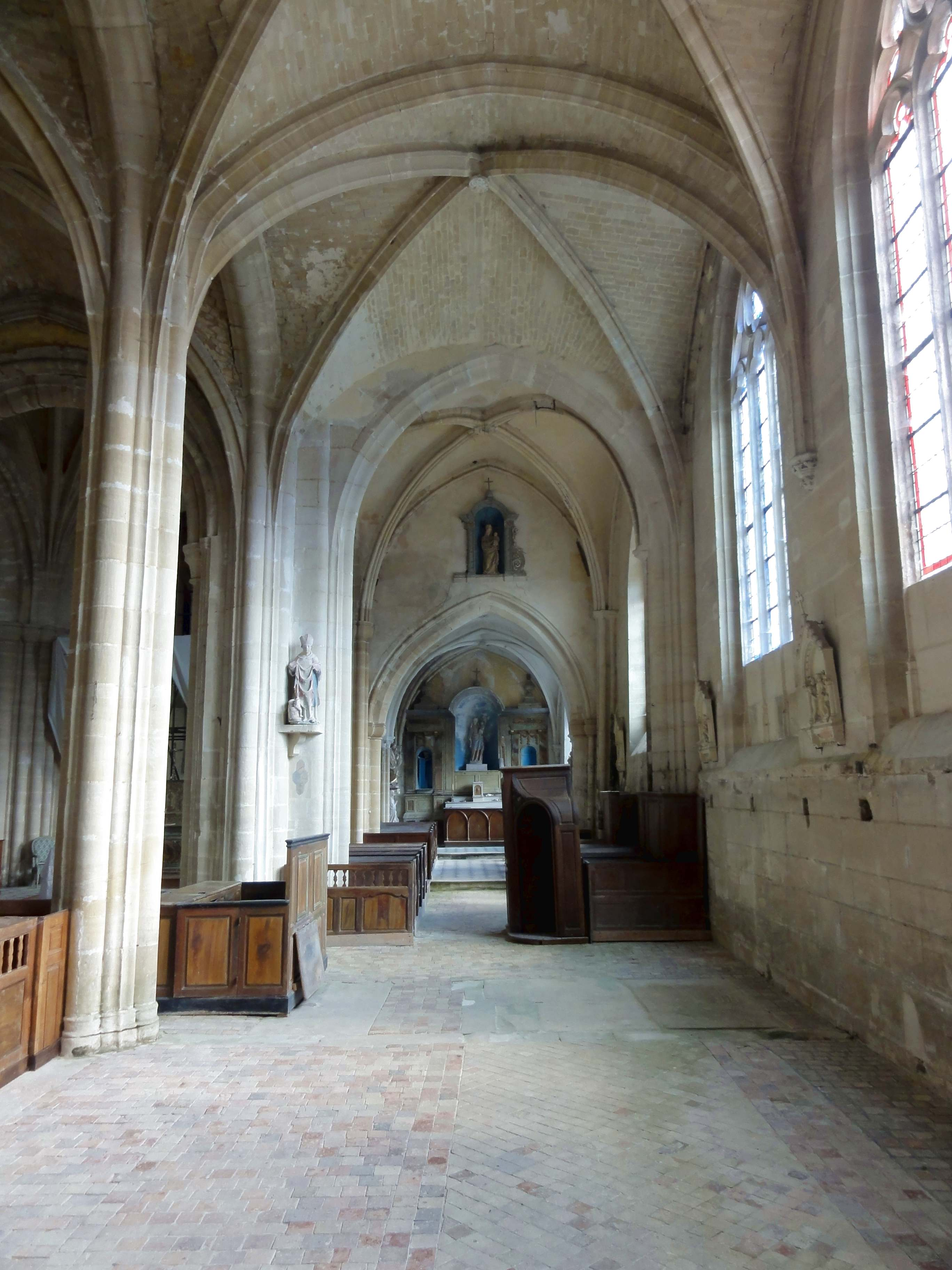
Collatéral sud, vue vers l'est.

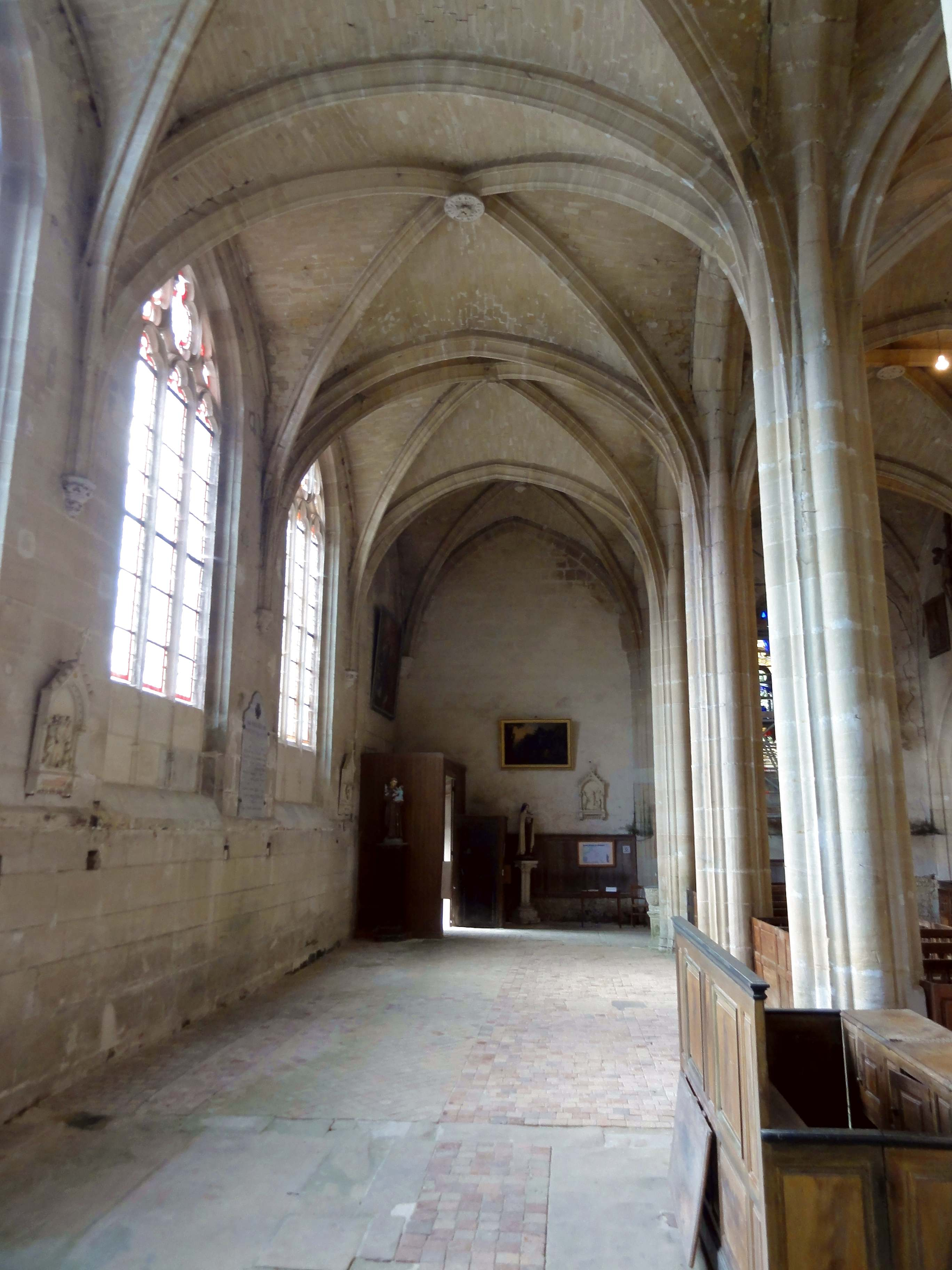
Collatéral sud, vue vers l'ouest.

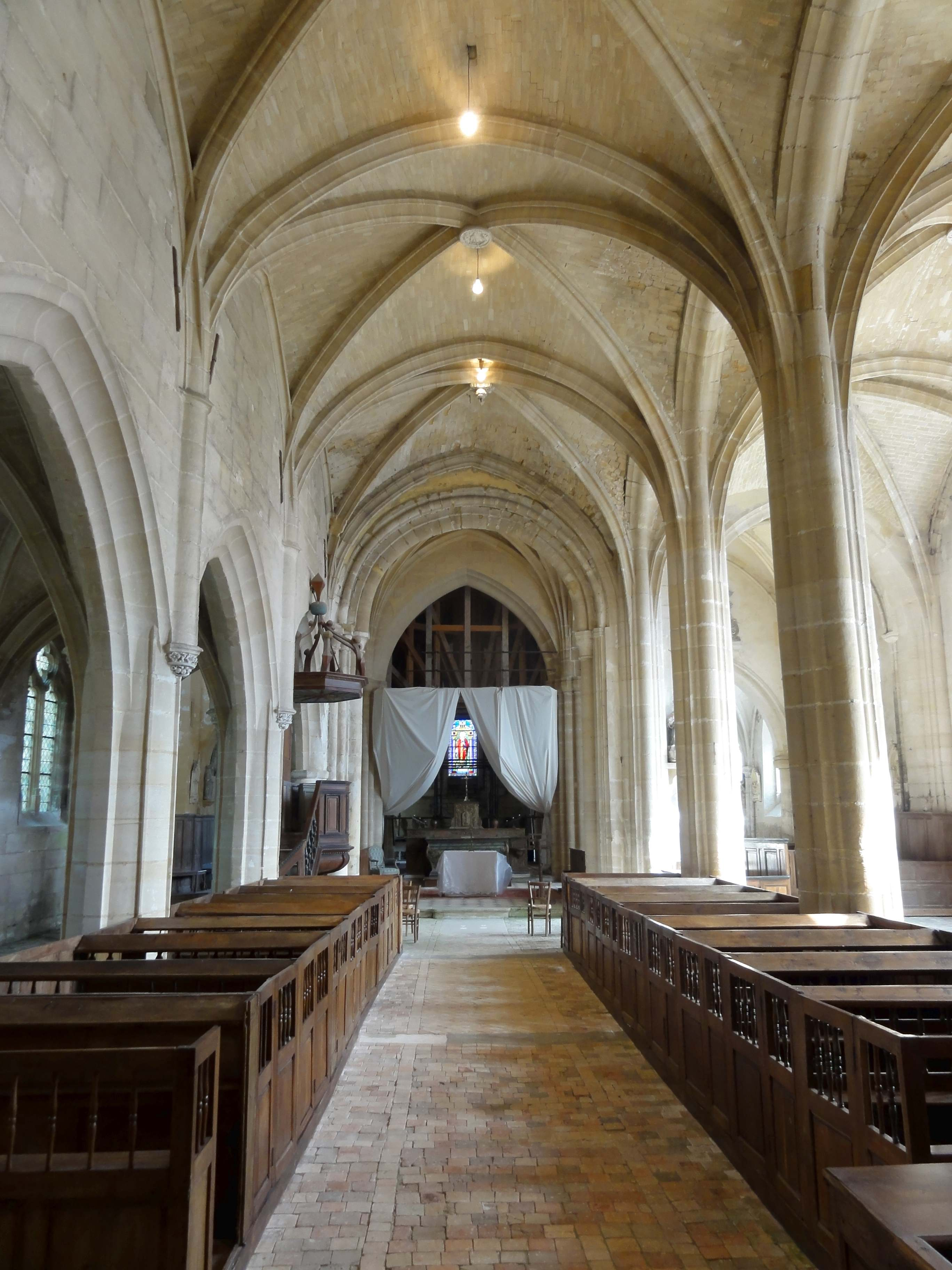
Nef, vue vers l'est.

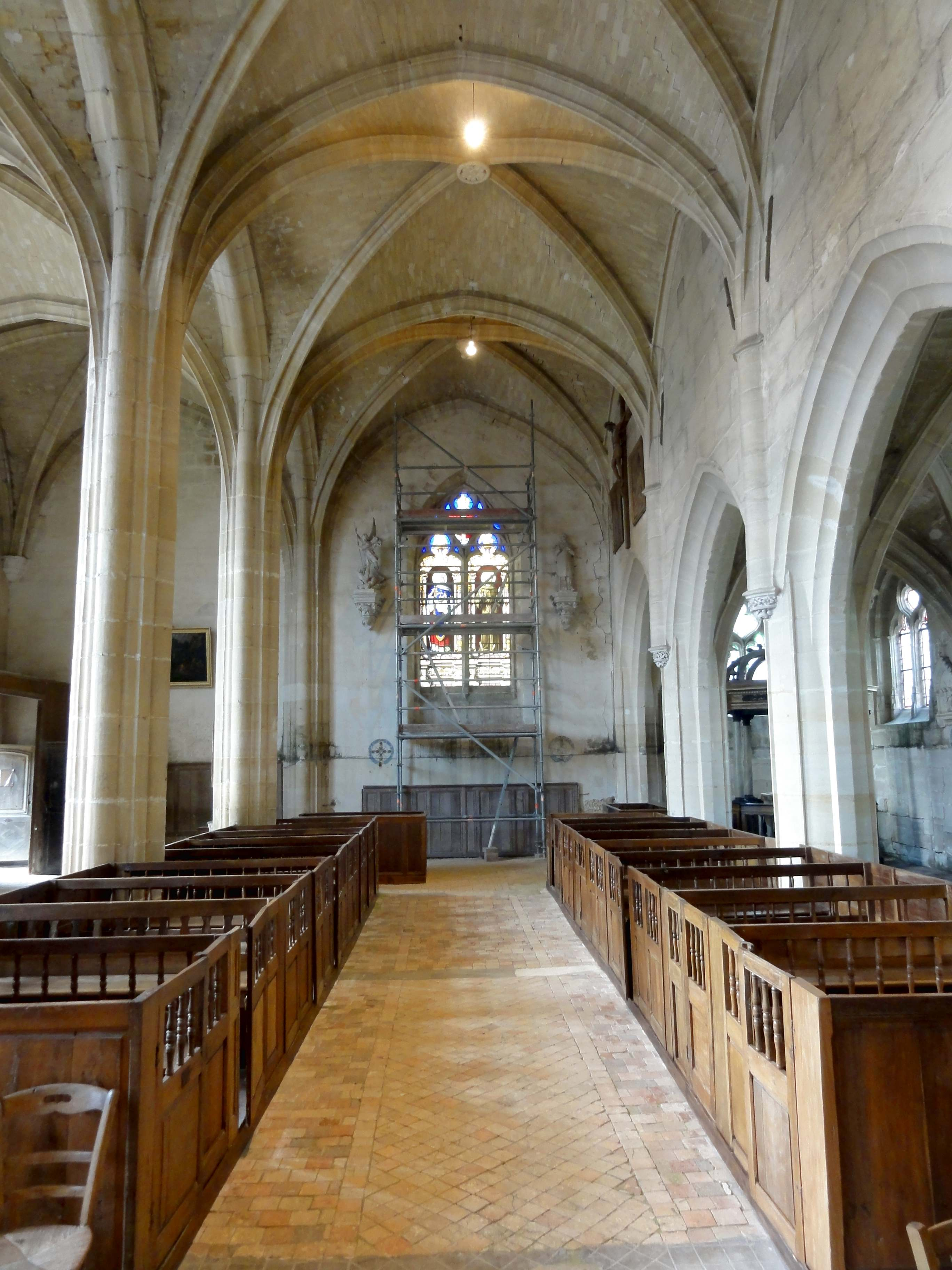
Nef, vue vers l'ouest.

On n'entre dans l'église que par le grand portail latéral dans la première travée du sud. Si cela est inhabituel, quelques autres églises du Vexin sont ainsi dépourvues de portail occidental, comme par exemple Brignancourt, Commeny, Magny-en-Vexin, Oinville-sur-Montcient et Le Perchay, et cela toujours par manque de place ou indisponibilité du terrain. Les parties occidentales de l'église de Parnes se caractérisent par la présence d'un bas-côté nord roman à côté d'un double vaisseau flamboyant, à l'instar de Bonneuil-en-Valois (où le voûtement n'a jamais été réalisé), Montjavoult, Sacy-le-Grand (où les voûtes sont néo-gothiques) et Saint-Clair-sur-Epte, où les supports d'origine subsistent toutefois au sud. Ensuite, il est remarquable que la nef et le collatéral sud soient voûtés à la même hauteur. Il s'agit d'un résultat relativement fréquent de la reconstruction flamboyante dans le Vexin. Monique Richard-Rivoire écrit à ce propos : « Eugène Lefèvre-Pontalis pensait que, dans l'Île-de-France, les nefs flamboyantes sans éclairage direct étaient toujours ainsi plus élevées que les bas-côtés. En fait, nous trouvons en Vexin français des exemples plus nombreux encore d'édifices dont les collatéraux ont la même hauteur que le vaisseau central. Ce sont les nefs de Montjavoult, de Parnes du côté sud ; de Jambville, d'Oinville-sur-Montcient, de Vaudancourt, de Boury, de Limay, de Fontenay-Saint-Père, de Villers-en-Arthies ».
En l'occurrence, le collatéral et la nef doivent être compris comme un ensemble, qui est aussi cohérent que les circonstances de sa construction le permettaient. Le mur occidental, le bas-côté nord, la croisée du transept et les chapelles latérales du chœur, en fait toutes les autres parties de l'église, ont existé avant la construction du double vaisseau. L'ancienne nef devait être totalement démolie au moment du lancement du chantier, car si sa charpente a provisoirement pu prendre appui sur le nouveau mur gouttereau nord bâti en même temps que le bas-côté, elle ne pouvait être privée d'une assise solide des deux côtés en même temps. Parmi les circonstances de la construction, compte aussi l'évolution stylistique ou le changement d'architecte, car rien n'aurait en effet empêché le maître d'œuvre de donner aux doubleaux longitudinaux le même profil qu'aux grandes arcades du nord, d'une dizaine d'années plus jeunes seulement. Reste la question pourquoi le collatéral sud n'atteint pas la largeur de la nef (alors qu'à Montjavoult, le collatéral sud est plus large que la nef) : la raison ne saura être que le manque de place du côté sud, où le cimetière, assez étriqué, était coincé entre l'église et la route. En même temps, les grandes arcades de la nef devaient aboutir devant les piliers occidentaux de la croisée du transept pour éviter un effet disgracieux. Dans ce contexte, on peut signaler une colonnette du XIIIe siècle dans l'angle nord-est de la nef, qui fait partie de la pile nord-ouest du carré du transept, et démontre que le voûtement de la nef était déjà prévu au moment de la reconstruction gothique du transept et du chœur.
Comme déjà évoqué, la baie occidentale de la nef est l'un des rares éléments conservés des réparations à l'issue de la guerre de Cent Ans, avant qu'il ne fut décidée de rebâtir entièrement les parties occidentales. Le remplage de cette baie, emblématique du style flamboyant, se compose de deux lancettes à têtes trilobées, surmontées d'un grand soufflet, et est datable de la fin du XVe siècle grâce à ses formes aigües. Les réseaux des baies du croisillon sud et de la chapelle latérale sud sont par ailleurs identiques. Les réseaux du second quart du XVIe siècle du collatéral sud se distinguent par leurs têtes trilobées en arcs de cercle, qui augurent du retour de l'arc en plein cintre sous l'influence de la Renaissance. À ce titre, il convient de jeter un œil sur le remplage des baies de la deuxième, troisième et quatrième baie du sud (il n'y en a pas dans la première travée). Ces trois baies ont le même réseau. Il se compose de trois lancettes à têtes trilobées, surmontées de deux écoinçons losangés, et d'un soufflet curieusement symétrique autour de son axe vertical, qui est flanqué de deux mouchettes affrontés de chaque côté. Le réseau des fenêtres de l'église de Chaumont-en-Vexin en a apparemment été dérivé, par suppression des têtes trilobées et redents. — Si l'ébrasement des baies de la fin du XVe siècle est simplement taillé en biseau, le pourtour des baies du sud est profilé d'une large et d'une étroite moulure concave, comme c'est la règle à l'époque. Avec seulement quatre fenêtres pour huit travées, l'éclairage du double vaisseau des années 1525/40 n'est pas très généreux. Sur ce plan, l'église de Parnes ne forme pas exception à la période flamboyante, quand les fenêtres hautes n'apparaissent plus que dans les églises les plus importantes (Saint-Étienne de Beauvais, Chaumont-en-Vexin, Gisors…), ou seulement en partie reconstruites (La Roche-Guyon, Serans Vétheuil…). Il y a donc une importante portion de murs nus et lisses au-dessus des grandes arcades du nord, qui, avant l'exhaussement du sol, devait déjà dépasser un tiers de la hauteur totale de l'élévation nord.
Du fait du plan barlong des travées, il ne surprend pas que les arcs formerets et doubleaux longitudinaux soient plus aigües que les doubleaux transversaux. Que ceux-ci se rapprochent de l'arc en plein cintre dans le collatéral est certainement imputable à l'époque de construction, mais soulève la question pourquoi ce n'est pas le cas dans la nef. Elle est en effet plus large, et ses voûtes sont plus récentes. L'arc d'inscription de la dernière voûte du collatéral sud est par ailleurs franchement en plein cintre. Ici, l'architecte a renoncé à un formeret. Il y en a en revanche au-dessus de l'arcade ouvrant sur la croisée du transept, ainsi qu'à l'extrémité occidentale. Ces trois formerets sont en tiers-point, dont même celui au début du collatéral sud, ce qui paraît incohérent. Le profil des ogives est celui qui se rencontre partout dans le Vexin à la période flamboyante, à savoir un filet entre deux étroites moulures concaves, devant une large moulure concave de chaque côté, dégagée des voûtains par un filet saillant. Le profil des formerets correspond, comme à l'accoutumée, à la moitié des ogives, et les doubleaux longitudinaux, assez forts, accusent un gros boudin entre deux gorges. C'est un profil particulièrement répandu pour les grandes arcades, que l'on retrouve sur l'arcade ouvrant sur le croisillon sud. En l'absence de formeret devant cette arcade, ce qui traduit un raccordement malaisé, elle ne saura être strictement contemporaine du collatéral. Des clés de voûte pendantes, sans aucune extravagance, se trouvent dans la première travée du collatéral sud, ainsi que dans la première et la dernière travée de la nef. Ici, Louis Régnier a identifié le chevron des Neufville de Villeroy du côté est. Le pendentif Renaissance est curieusement entouré de découpages flamboyants. Une seule clé est ornée d'un écusson. C'est celle de la deuxième travée du collatéral, qui arbore les armes des Mornay, seigneurs du fief des Boves à Parnes. Dans la deuxième travée de la nef, on trouve une rose entourée d'une guirlande, aux intervalles découpés à jour. Les trois clés restantes sont des disques sculptés en bas-relief, et affichent des motifs Renaissance et flamboyants, ainsi qu'un motif bien spécifique, dans la troisième travée de la nef : trois épis de blé sortant d'une même tige, entre deux fleurs de lys et au-dessus de palmes, et en dessous de deux poissons convergeant vers un petit épi de blé. Les trois épis de blé symbolisent la sainte Trinité. L'épi de blé est l'un des symboles de l'Eucharistie, tandis que le poisson est l'un des symboles les plus anciens du Christianisme.
Ce qu'il y a de particulier dans le double vaisseau de l'église Saint-Josse sont les piliers et la manière dont retombent les voûtes du côté nord. Les piliers et les grandes arcades du nord font partie de la campagne de construction du bas-côté, et seront décrits dans son contexte. La retombée des voûtes du côté nord est indépendante du type des piliers et des grandes arcades, car elle s'effectue sur des piliers engagés qui butent sur des culs-de-lampe au niveau du tas de charge des piliers. Ces culs-de-lampe sont du même type qu'utilisé à l'intérieur du bas-côté, au revers des mêmes piliers. Les piliers engagés semblent donc également faire partie de la campagne du bas-côté, mais seulement jusqu'au larmier placé à l'emplacement habituel des chapiteaux des hautes-voûtes, au même niveau que le sommet des grandes arcades. En plan, les piliers engagés se présentent comme une accolade, l'une des formes de base du vocabulaire architectural flamboyant. On trouve le même dispositif au chœur de Montjavoult. Ce sont les formerets qui retombent le plus bas, et se fondent dans les piliers engagés immédiatement au-dessus du larmier. Les doubleaux se fondent dans les piliers engagés un peu au-dessus. Encore un peu plus haut, les ogives se fondent directement dans les murs, sans jamais atteindre les piliers, non sans avoir interpénétré préalablement les formerets. On voit que les nervures des voûtes ont été incrustées dans le mur haut de la nef postérieurement à sa construction, car les niveaux des assises ne correspondent pas. Au droit du mur gouttereau sud, la retombée des voûtes est au contraire tout à fait ordinaire. Ce qui mérite d'être signalé ici est l'absence de piliers engagés (sauf dans l'angle sud-est), ce qui résulte en une surface murale inhabituellement lisse. Les nervures des voûtes sont donc réceptionnées sur des culs-de-lampe (y compris dans l'angle nord-ouest). Le cul-de-lampe du deuxième doubleau est une tête humaine, stylistiquement inclassable. Le cul-de-lampe de l'angle sud-ouest présente des glyphe et des godrons, et appartient donc à la Renaissance, tandis que le cul-de-lampe du troisième doubleau est sculpté de feuillages de goût flamboyant. Le cul-de-lampe du premier doubleau réunit les deux motifs. Quant aux piliers des grandes arcades ou doubleaux longitudinaux, leur section se compose de quatre demi-cercles engagés, réunis par autant d'accolades. C'est le type de piliers de l'église de Chaumont-en-Vexin et de la nef de Gisors, commencée en 1528. Selon Monique Richard-Rivoire, c'est le seul type de piliers propre au Vexin, et il n'a été répéré que dans les trois églises citées. La partie supérieure des bases de ces piliers demeure visible : il s'agit d'un cavet au-dessus d'un tore, ainsi que plus bas, d'un autre tore. Les bases proprement dites sont toutefois enterrées,.

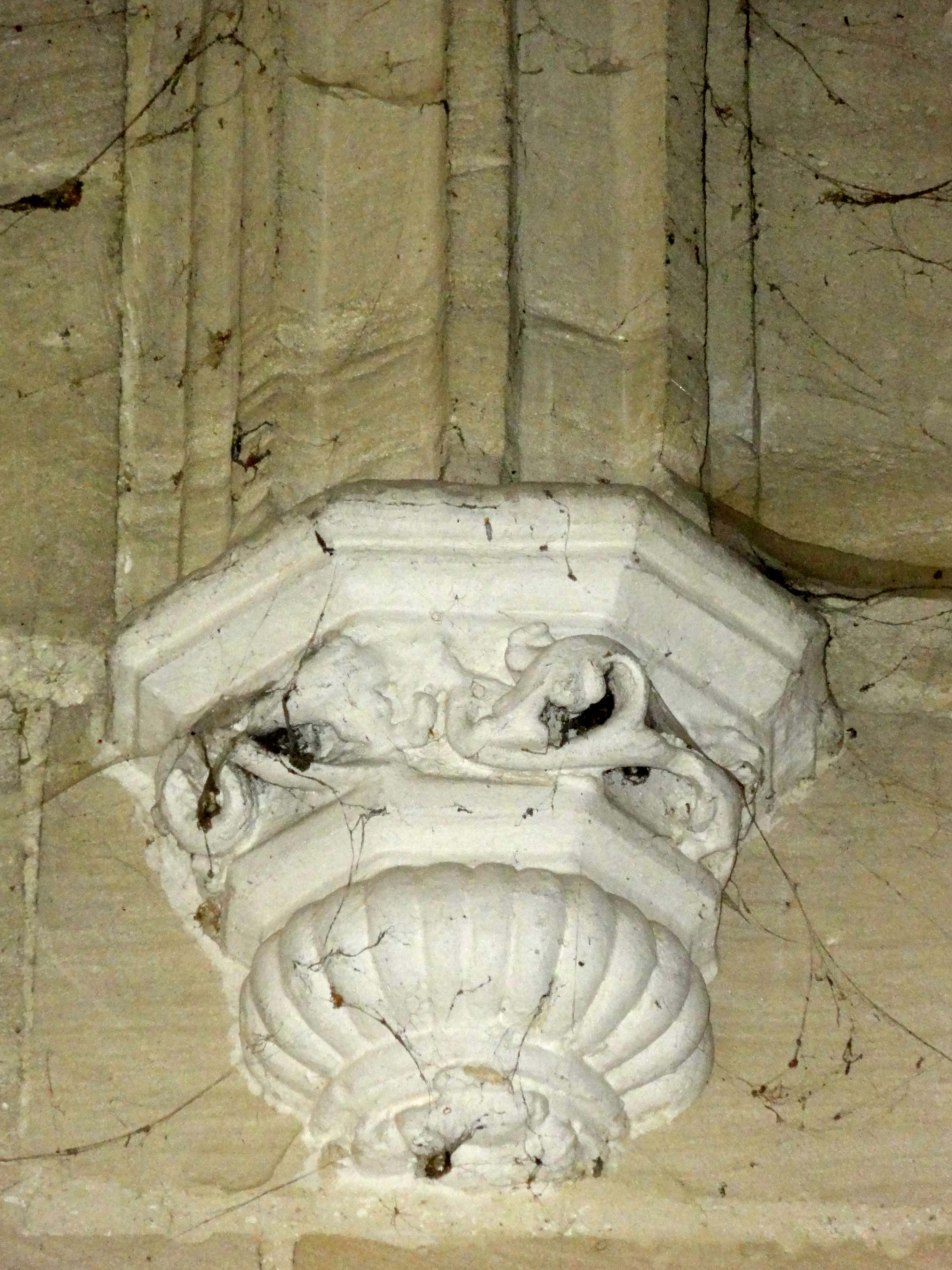
Collatéral sud, cul-de-lampe du 1er doubleau.
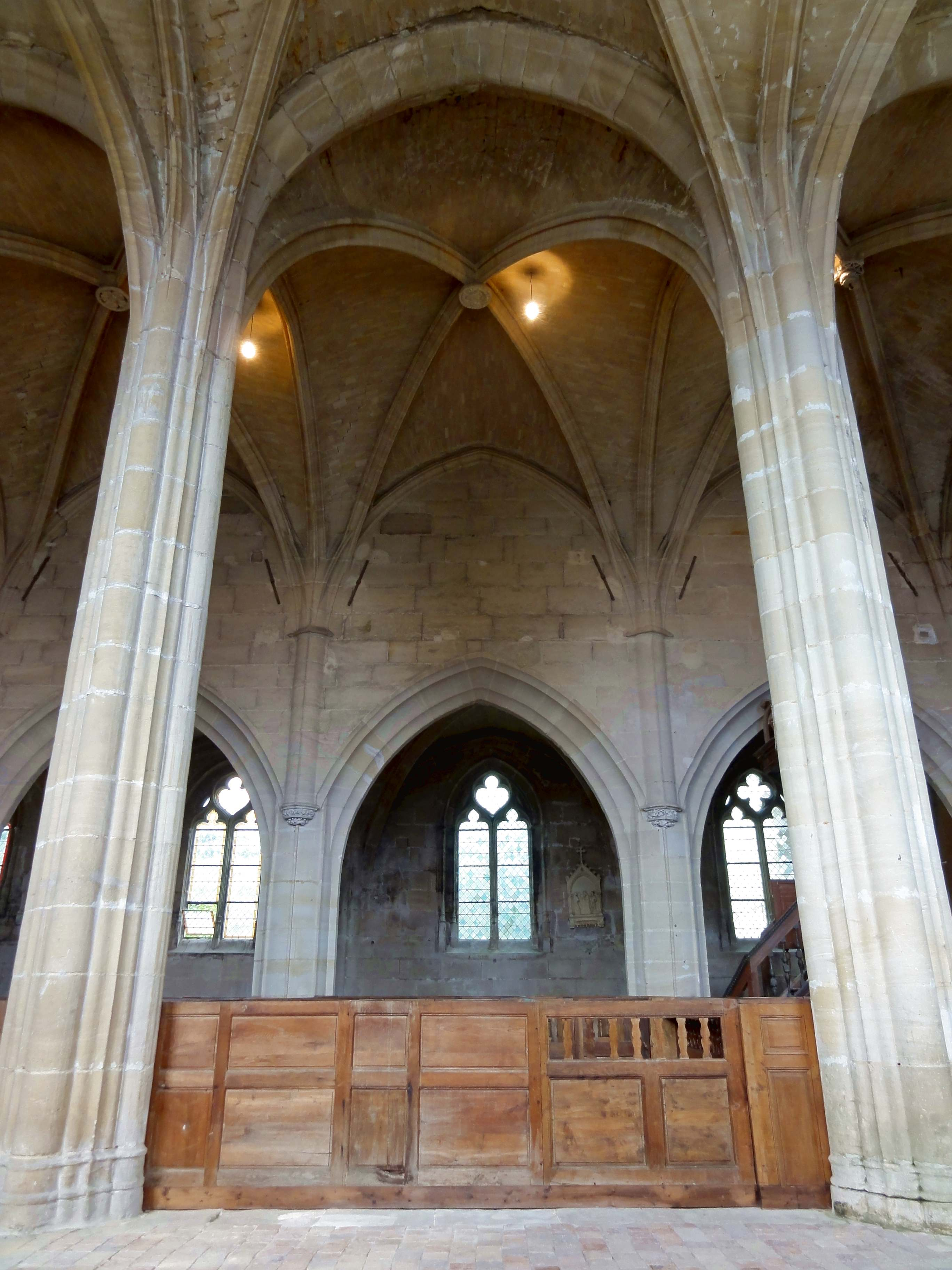
Collatéral sud, 3e travée, vue vers le nord.
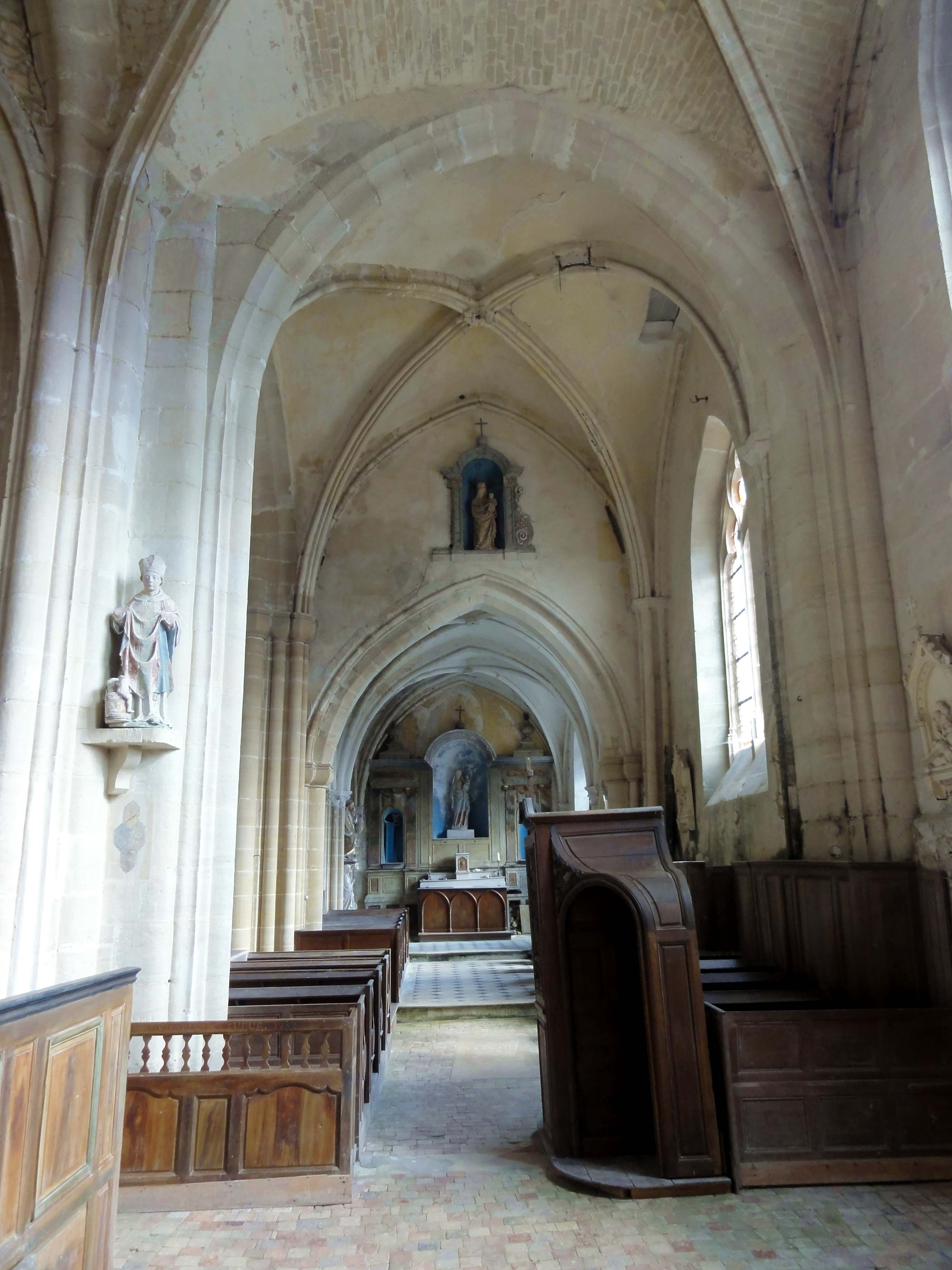
Collatéral sud, vue vers l'est dans le croisillon.
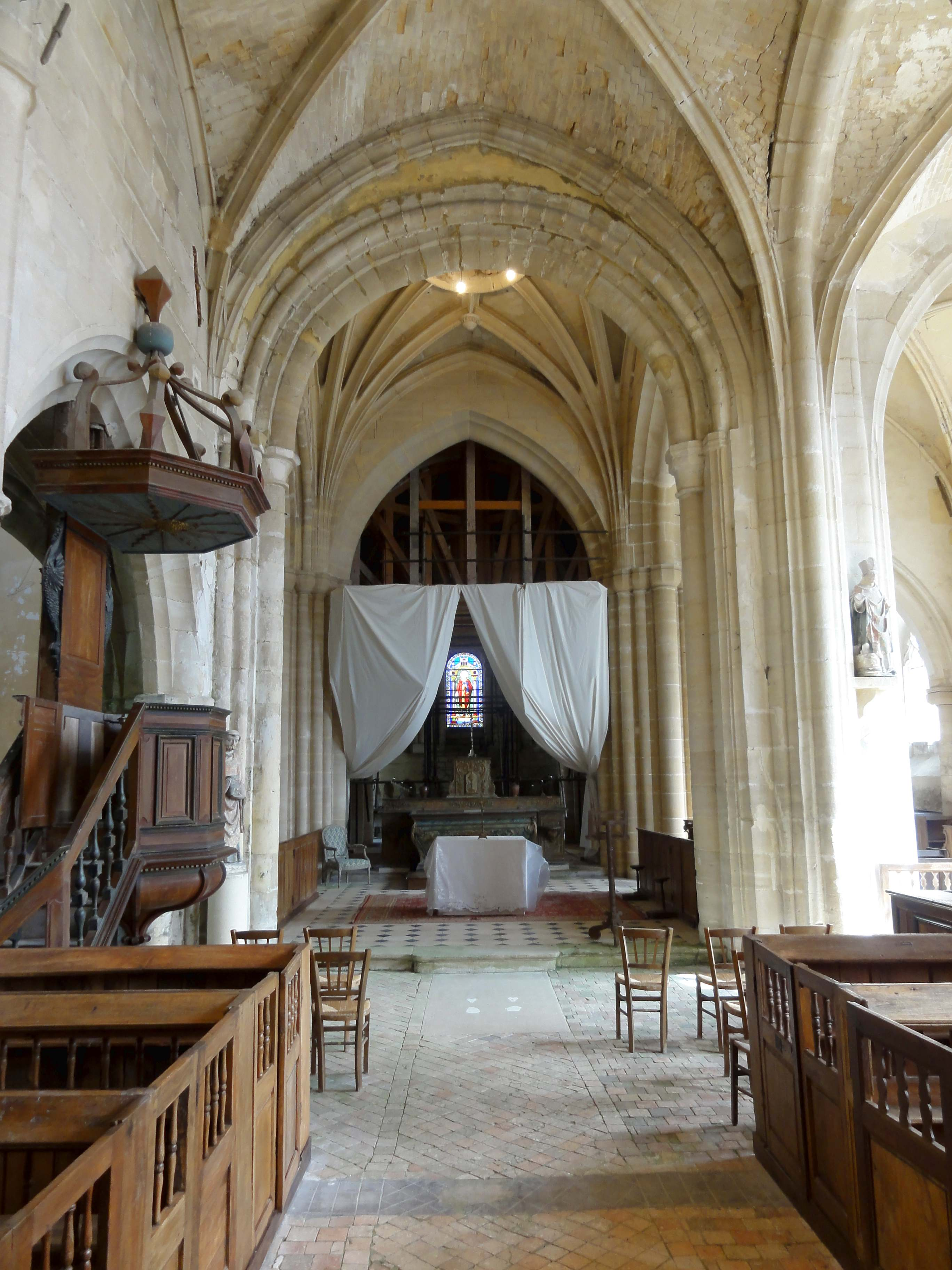
Nef, vue vers l'est dans le carré du transept.
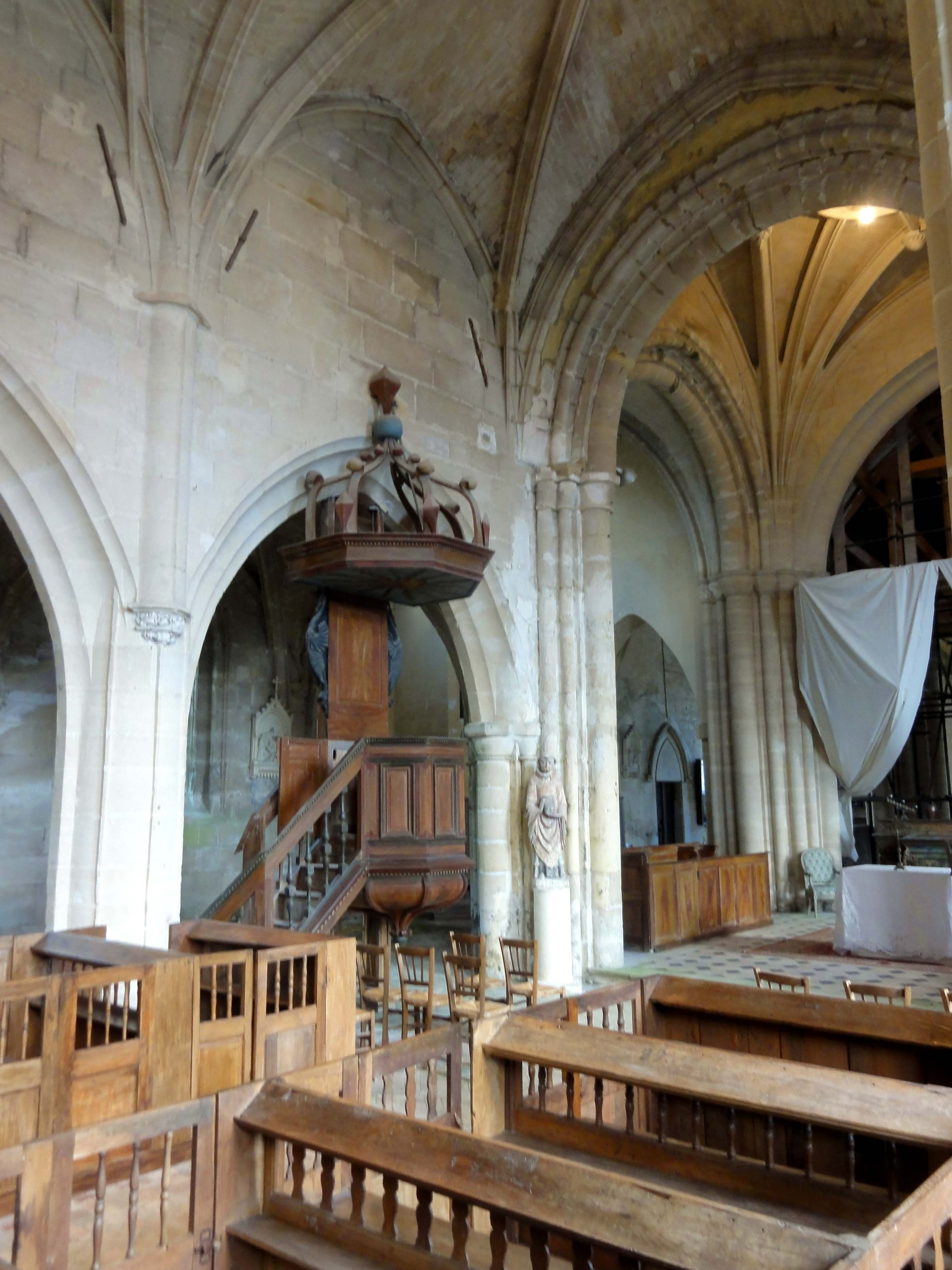
Nef, 4e travée, vue vers le nord-est.
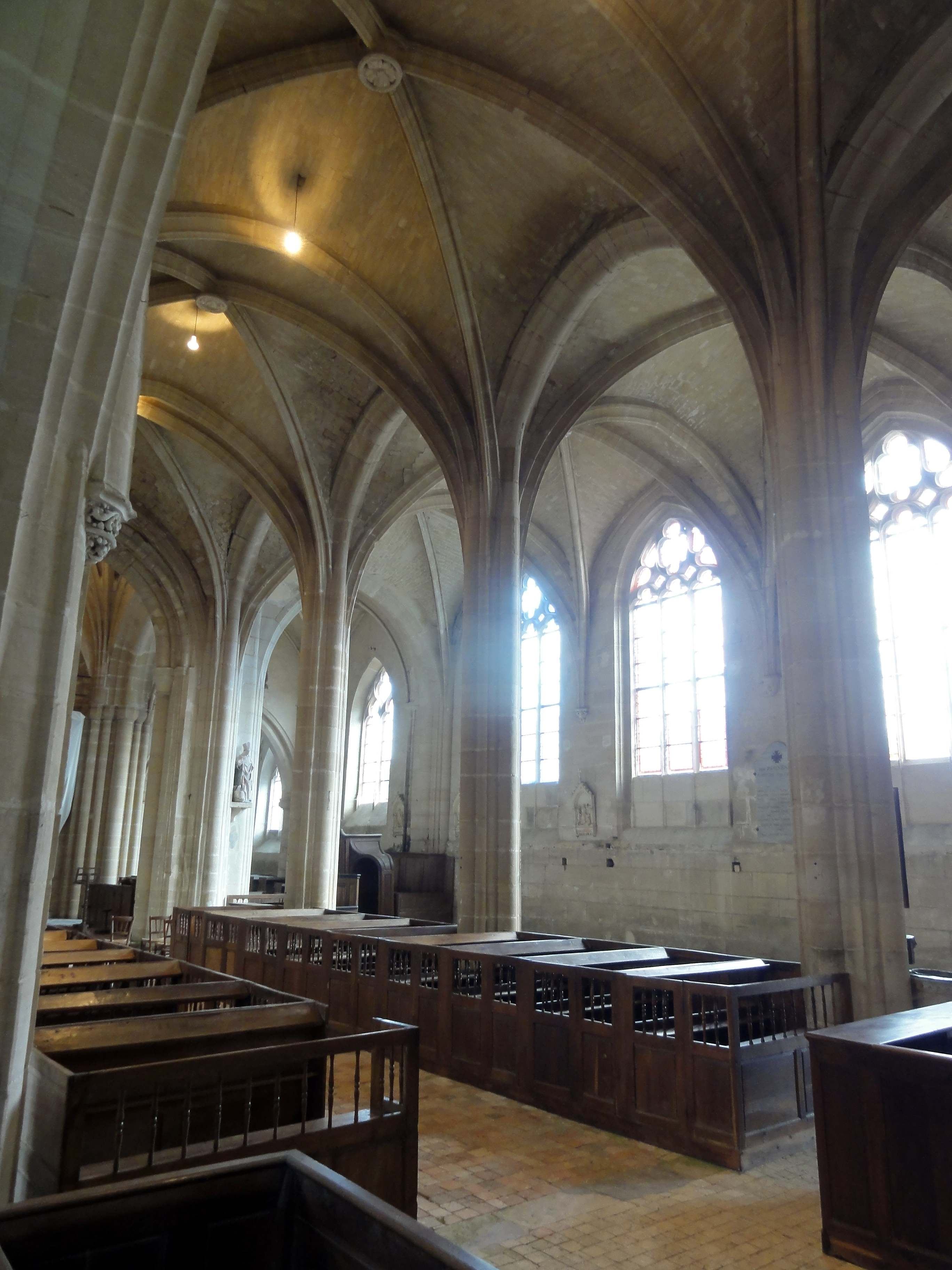
Nef, vue diagonale vers le sud-est.

### Bas-côté nord

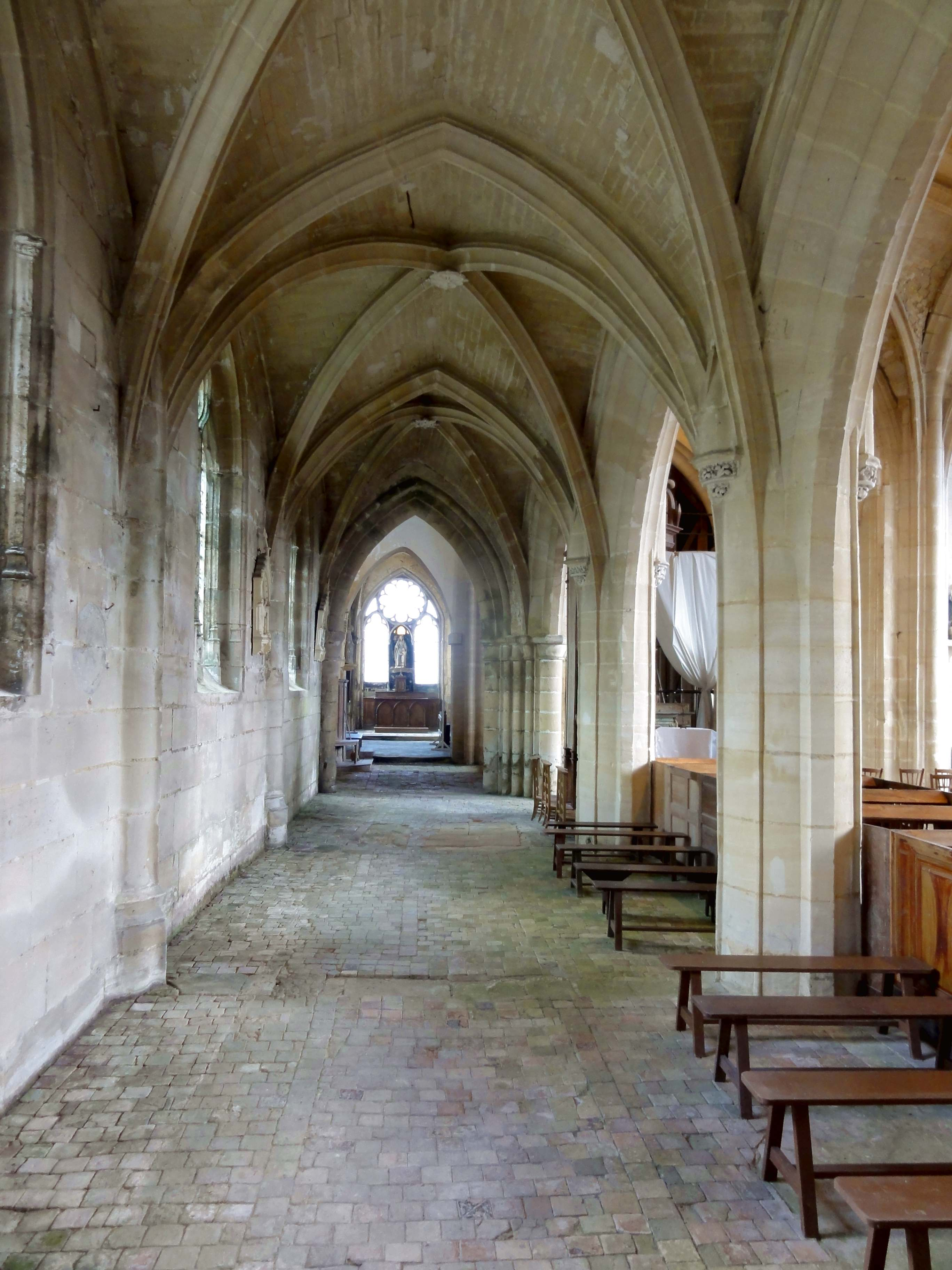
Vue vers l'est.

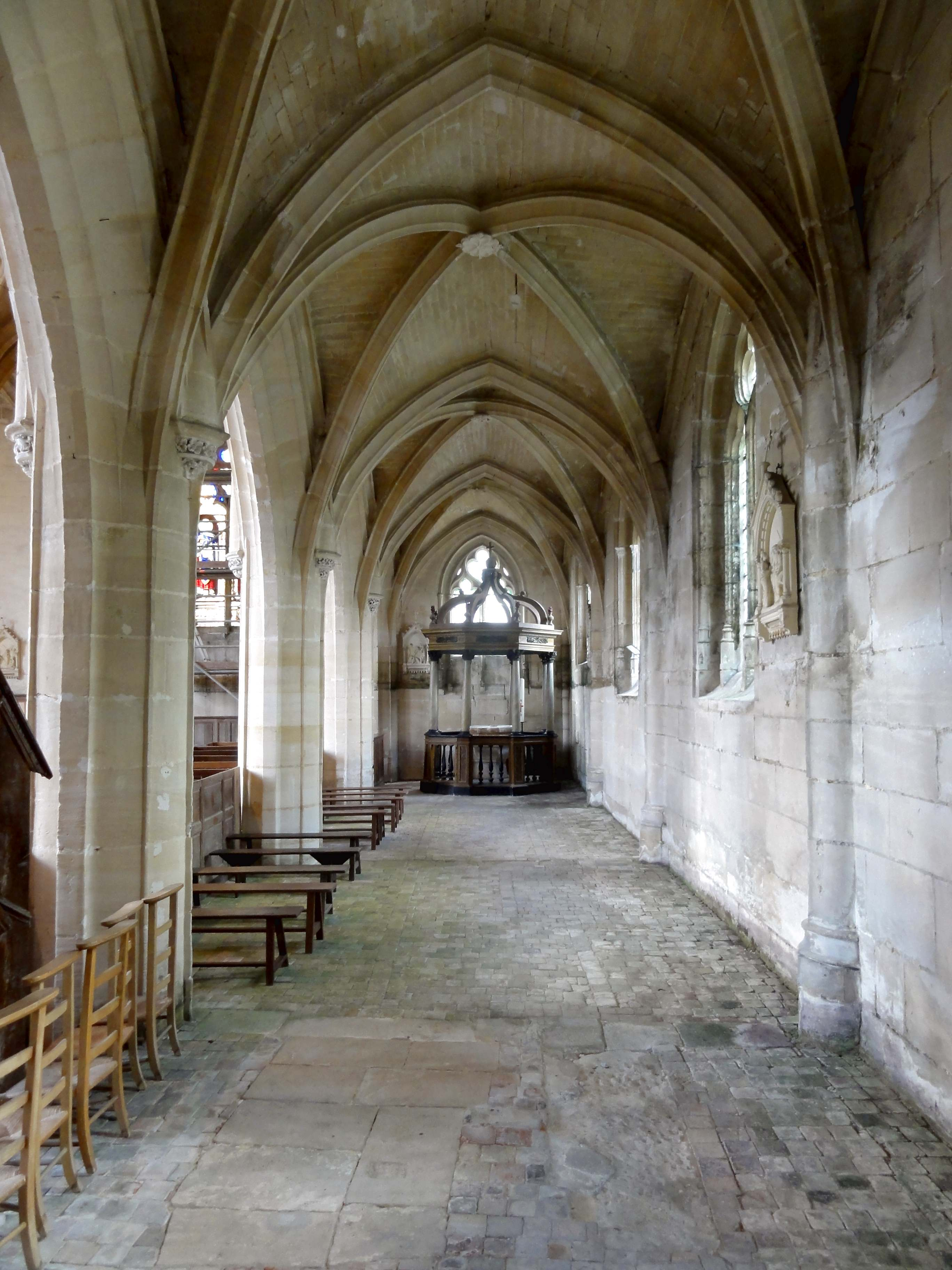
Vue vers l'ouest.

Le bas-côté nord, construit probablement pendant les années 1520, forme un ensemble avec les grandes arcades au nord de la nef, qui, comme déjà évoqué, sont antérieures à celle-ci. Elles sont en tiers-point, et profilées de trois moulures concaves : du haut vers le bas, on trouve une gorge étroite, une très large, et une de largeur moyenne. L'intrados est mince et méplat. Il descend directement jusqu'au sol (en fait, jusqu'aux bases aujourd'hui enterrées), et ce faisant, ne se fond qu'à moitié dans les piliers. Ceux-ci présentent donc côté ouest et côté est une saillie de section rectangulaire. Ils sont sinon de plan circulaire, mais comportent d'autres saillies moins importantes. Ce sont un filet au nord et au sud, ainsi que quatre listels dans les intervalles, ce qui donne une moulure tous les 45°. Les filets n'ont pas de véritable fonction, car les arcs-doubleaux sont reçus sur des culs-de-lampe des deux côtés, mais ont leur rôle à jouer dans l'esthétisme des grandes arcades en mettant en exergue l'axe de symétrie des piliers. Parmi les listels, seuls ceux tournés vers le nord-ouest et vers le nord-est ont une fonction : ils représentent la continuité du filet au milieu des ogives du bas-côté, qui se fondent, comme seules nervures, directement dans les piliers. Les formerets du bas-côté, qui s'ajoutent ici aux grandes arcades, passent derrière les ogives, pour retomber aussitôt, avec le doubleau, sur un cul-de-lampe. Celui-ci est positionné à la même hauteur que du côté de la nef. L'ensemble des six culs-de-lampe sont constitués d'un tailloir, d'une frise, d'une tablette prenant appui sur une mince console en leur milieu, et de deux éléments sculptés de part et d'autre de la console. Le plan du tailloir et de la tablette est celui des piliers engagés, et correspond à une accolade. Le motif de la frise et des éléments sculptés à côté de la console est généralement le même : deux fois des feuilles de vigne, une fois des roses, une fois les deux à la fois, une fois des pampres, et une fois des volutes végétales, toujours dans le goût flamboyant.
Dans le contexte de la retombée des voûtes, reste à préciser quelle solution l'architecte a retenu pour le mur gouttereau nord : face aux piliers, le dispositif est le même que dans la nef du côté nord, sauf que les piliers engagés retombent ici jusqu'au sol, où ils sont pourvus de bases. C'est un point commun avec le côté nord de la nef de Montjavoult. Dans les angles nord-ouest et nord-est, les ogives et formerets se fondent simplement dans les murs. Les voûtes elles-mêmes n'appellent pas de remarques, car elles sont analogues à la nef et au collatéral sud. Seules les clés de voûte retiennent l'attention, car elles illustrent bien l'antériorité du bas-côté par une inscription plus affirmée dans la tradition gothique flamboyante. Deux sont ornées de découpages flamboyants, et une troisième, d'une rose à huit pétales avec redents. Une quatrième clé est formée par une rose tout à fait gothique entourée d'une guirlande d'inspiration Renaissance. Ensuite, la mouluration délicate du pourtour des fenêtres et des meneaux mérite l'attention. Si le motif du remplage des cinq baies - une à l'ouest et quatre au nord - est le même que sur la fenêtre occidentale de la nef, et si l'ébrasement est profilé d'une fine moulure concave et d'une large gorge, comme au collatéral sud, des arêtes saillantes séparent ici les deux moulures. D'autres arêtes saillantes cantonnent les fenêtres. Ces quatre arêtes sont munies de bases, à l'instar du meneau central, mais portent aussi de petits chapiteaux à feuillages, ce qui est exceptionnel dans le cadre de l'architecture flamboyante. — Le raccordement avec le croisillon nord est particulier. Dans l'angle sud-est, le bas-côté est attenant à un pilier du XIIIe siècle cantonné de quatre demi-colonnes et de quatre faisceaux de trois colonnettes. C'est le pilier nord-ouest de la croisée du transept, qui porte aussi le clocher, et qui remplace un pilier roman. On entre dans le croisillon nord par une arcade en tiers-point qui remonte sans doute au XIIIe siècle, bien que son profil soit analogue aux deux arcades en plein cintre encore romanes conservées dans la croisée du transept. Elle retombe au nord sur une colonne unique. Ces colonnes et colonnettes portent tous un tailloir fruste et un chapiteau non sculpté issu de la campagne de restauration des années 1860/70.

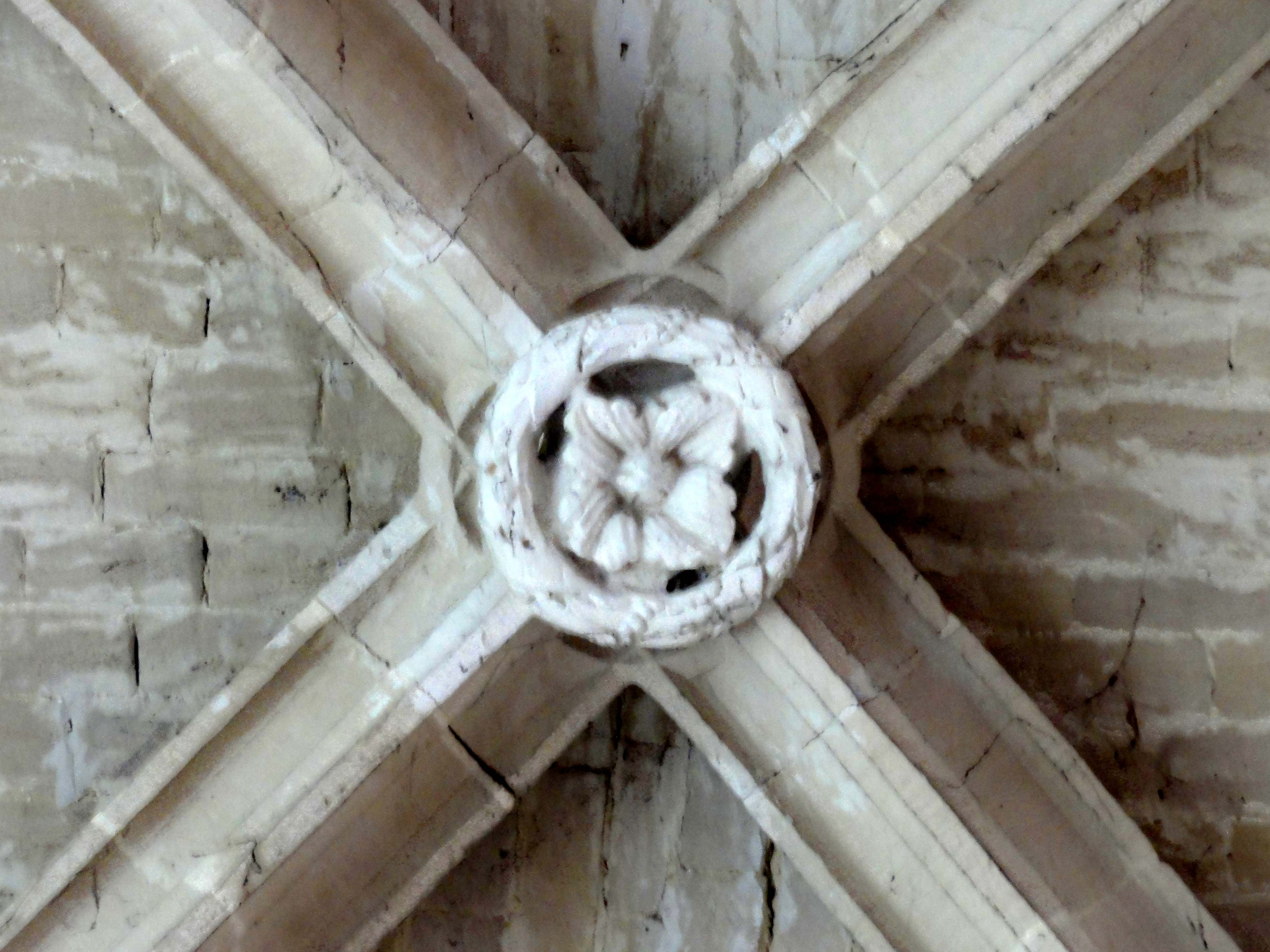
Clé de voûte de la 2e travée.
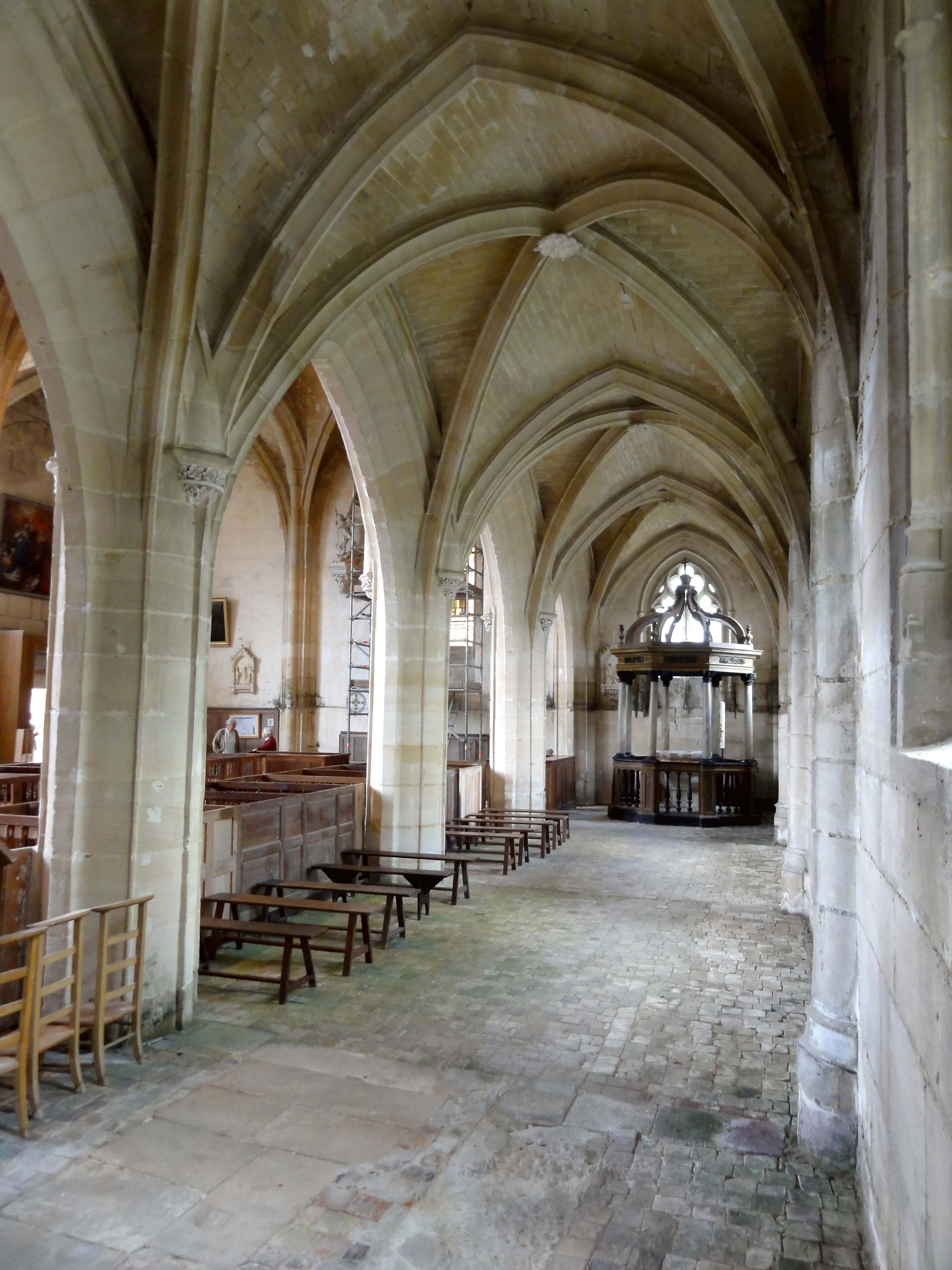
Vue vers le sud-ouest.
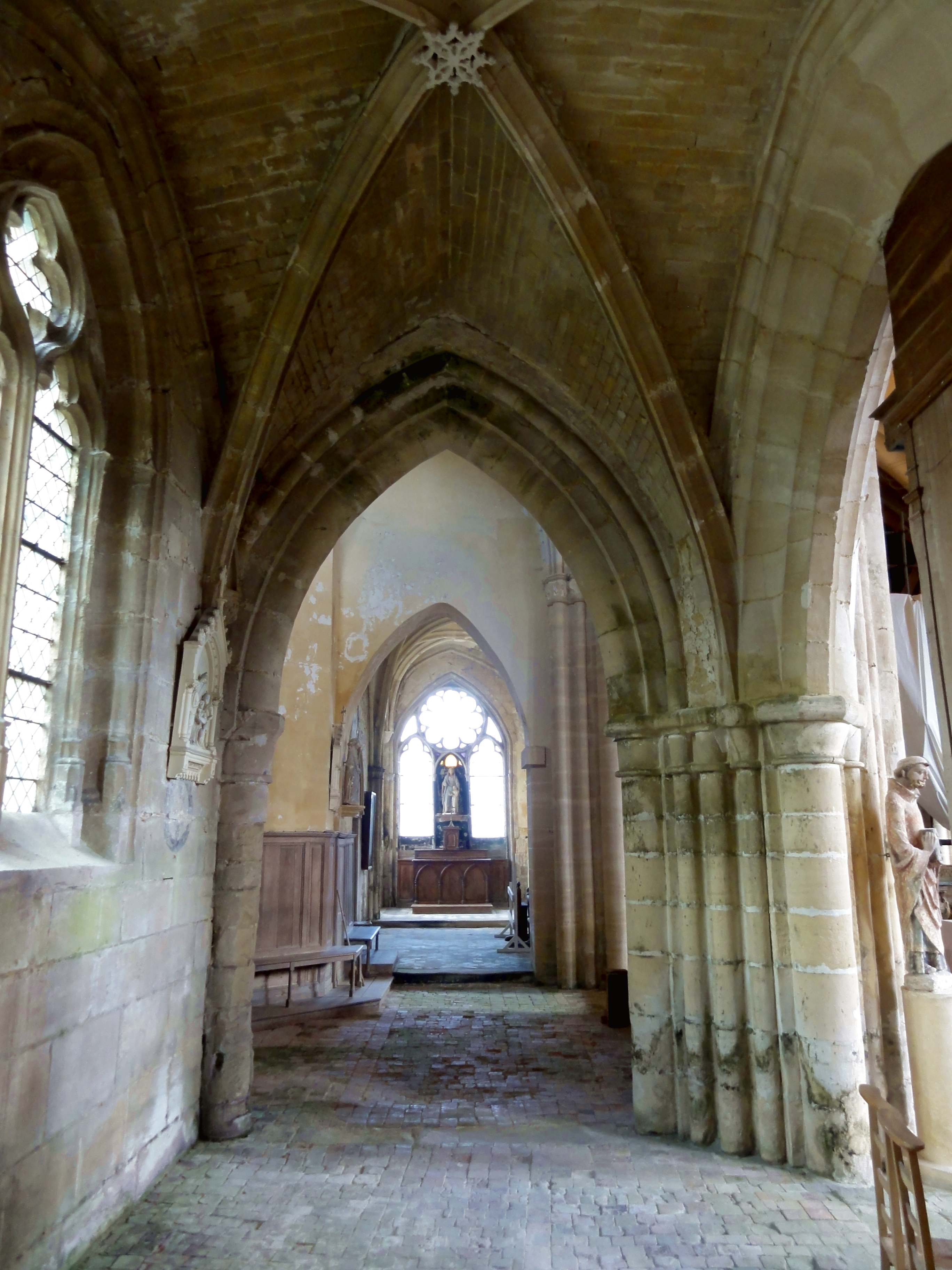
Raccordement avec le croisillon nord.
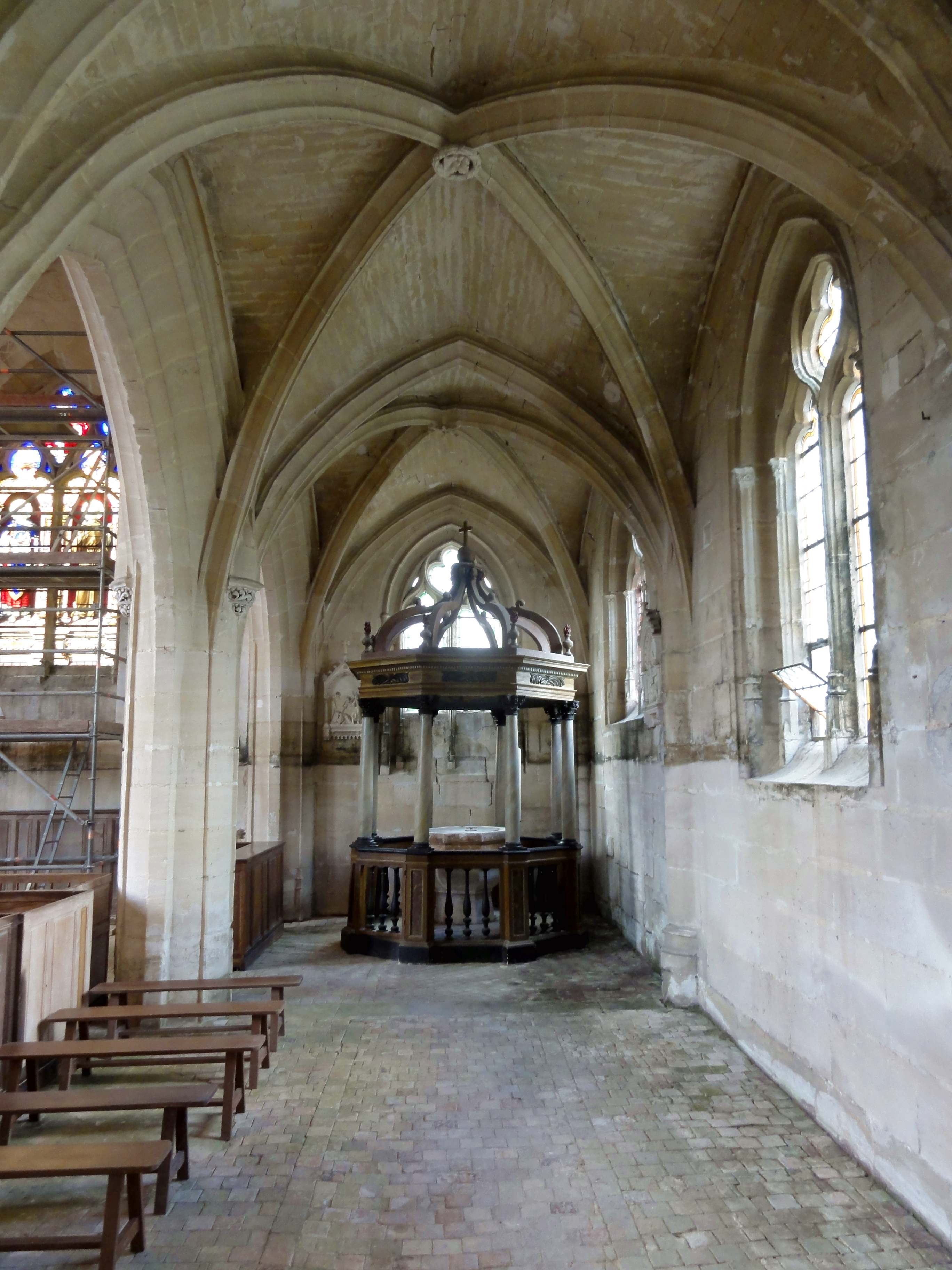
Vue vers l'ouest.
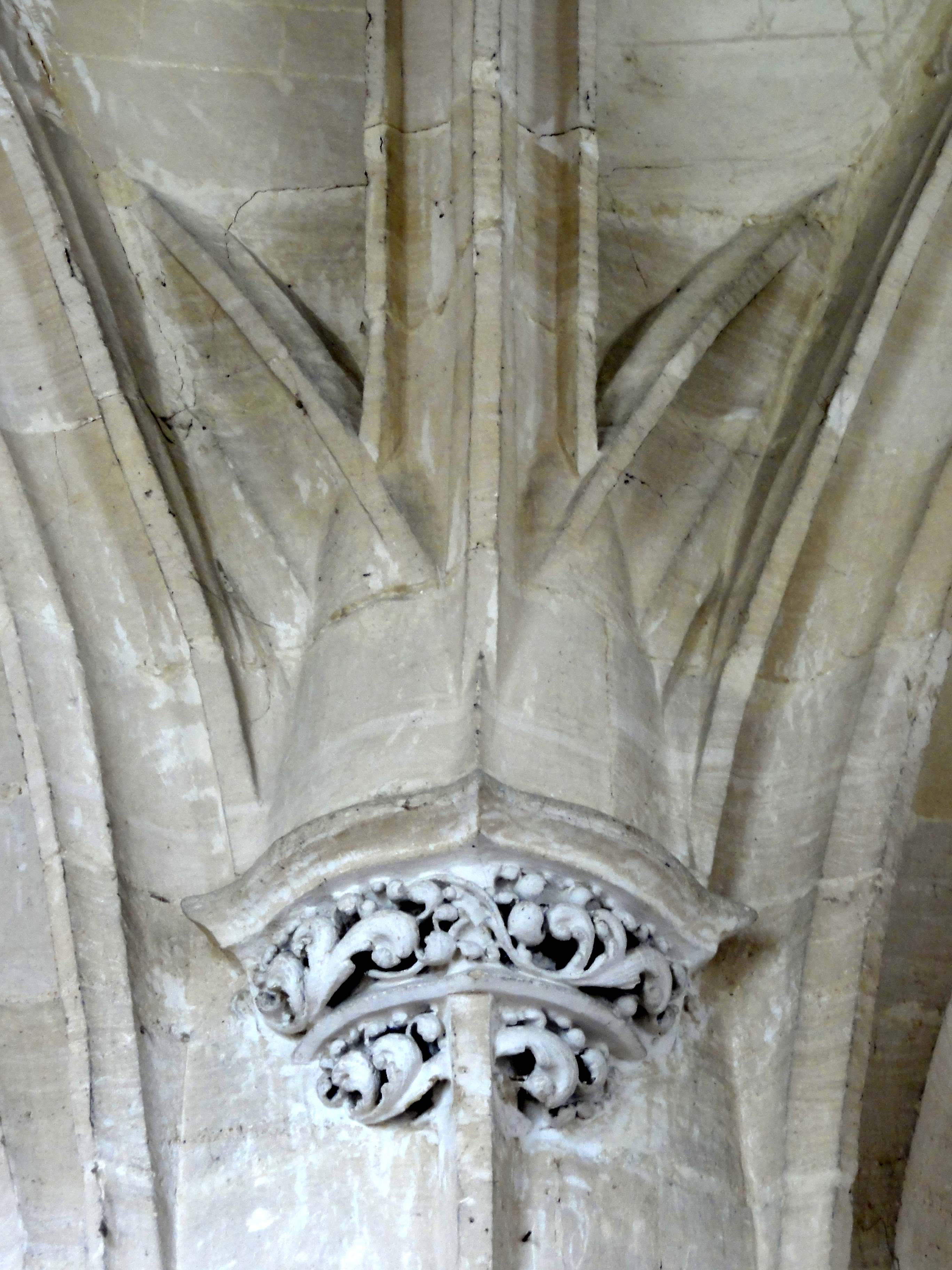
Retombée des voûtes du côté nord (nef : idem).
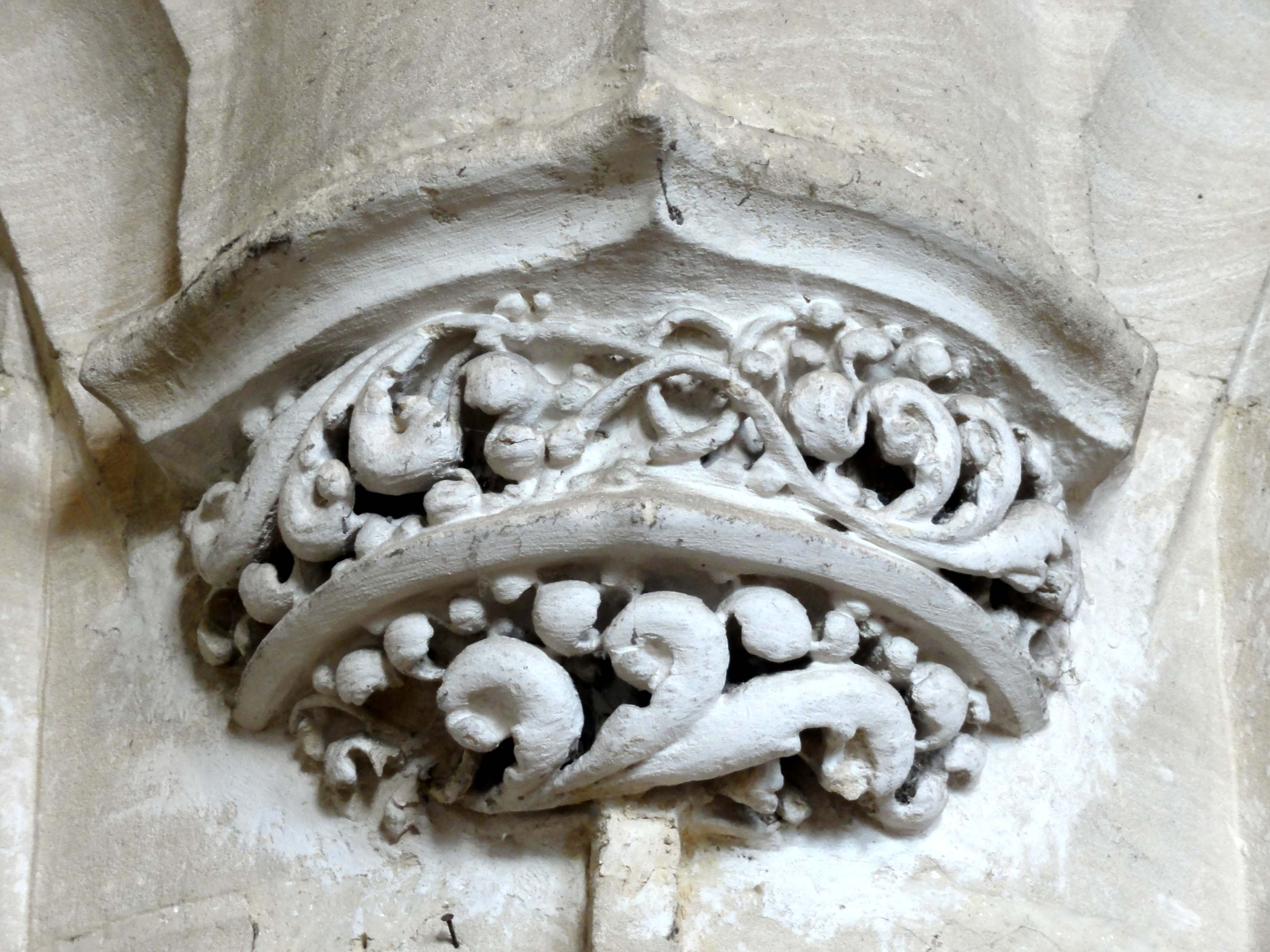
Cul-de-lampe (nef, 1er doubleau).

### Croisée du transept

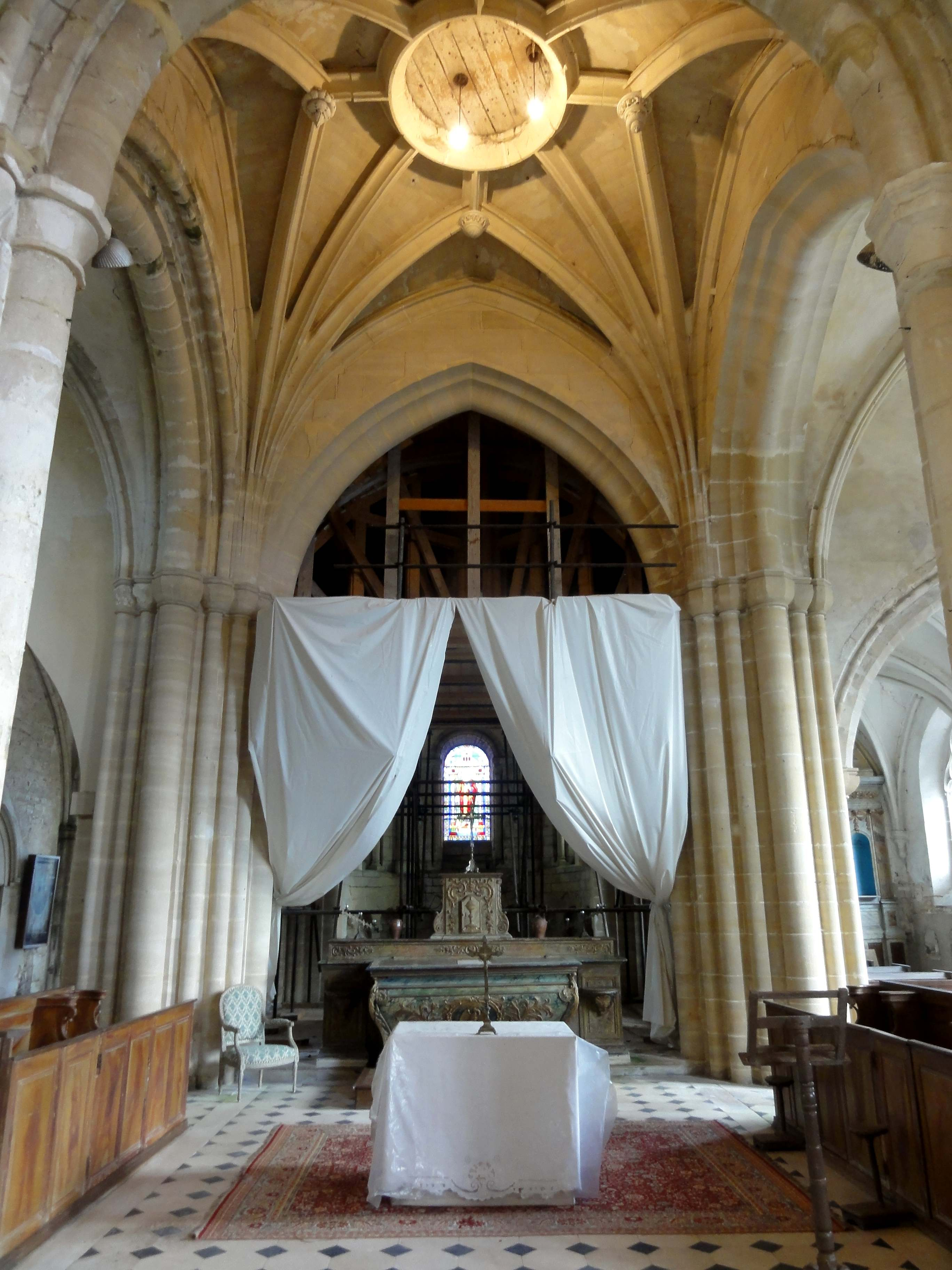
Vue vers l'est.

La croisée du transept, en même temps base du clocher, ne laisse rien présager du caractère roman de l'étage de beffroi du clocher qui se trouve au-dessus. En fait les arcades ouest et nord sont toujours romanes, mais puisque leur profil a continué d'être utilisé sur des arcades plus récentes (celle qui sépare le bas-côté nord du croisillon nord, et celles au nord et au sud du chœur), seul leur forme en plein cintre est là pour indiquer leur époque. Elles ont une ouverture de 4,38 m, et une épaisseur de 90 cm. Le profil d'un gros boudin devant un large méplat pour l'intrados se retrouve dans quelques églises du Vexin et du Pincerais, à savoir Courcelles-sur-Viosne, Fontenay-Saint-Père, Jouy-le-Moutier, Montchauvet, Saint-Gervais, Seraincourt et Villennes-sur-Seine. Il n'est pas connu ailleurs en Île-de-France et en Picardie, mais est largement répandu en Normandie, et constitue donc un détail proprement normand de l'église de Parnes.
Tous les autres éléments de la base du clocher remontent au XIIIe siècle et au second quart du XVIe siècle. Elle a donc été reprise en sous-œuvre à deux reprises, ce qui a requis un étaiement très ajusté pour éviter un effondrement du clocher. Mais les bâtisseurs de la période gothique ont une grande maîtrise de cette technique, comme l'illustrent, par exemple, les églises de Sarcelles et Rully, où des clochers romans sont portés par une base purement gothique, ou l'église Saint-Pierre de Senlis, où le clocher roman au-dessus du bas-côté nord ne dispose même plus d'une base proprement dite, mais s'élève au-dessus d'une grande arcade plus large que le clocher lui-même. Du fait de la disparition des tailloirs, chapiteaux et bases d'origine, le premier remaniement du carré du transept n'est plus datable. Il a donné les trois piliers cantonnés de quatre demi-colonnes engagées et de quatre faisceaux de trois colonnettes, que l'on trouve au nord-ouest et à l'est. Ici, les colonnettes avait disparu lors de l'installation de boiseries, et ont été remplacées en 1865.
Un pilier hétérogène existe au sud-ouest. Il est accosté d'une seule colonne engagée du côté de l'arc triomphal. L'angle nord-ouest, qui fait saillie dans la nef, a été retaillé avec des moulures prismatiques flamboyantes, et le piédroit de l'arcade vers le croisillon sud a été refait dans le profil de l'arcade. C'est le boudin en profil d'une double doucine entre deux gorges, qui a été signalé pour les arcades séparant la nef du collatéral sud, et le collatéral sud du croisillon sud. Il se retrouve encore sur l'arcade orientale de la croisée du transept. Aucune de ces quatre arcades ne touche à la voûte, qui se situe plus haut, et date également du second quart du XVIe siècle. C'est, selon Monique Richard-Rivoire, la seule voûte à liernes et tiercerons issu du revoûtement d'une base de clocher plus ancienne dans le Vexin. Les autres voûtes sont plus simples. Le centre de la voûte est occupé par un trou de cloches, de sorte qu'il n'y a pas de clé de voûte principale, mais seulement les quatre clés secondaires aux points de rencontre entre liernes et tiercerons. Elles sont pendantes, et ornées de motifs flamboyants et Renaissance, selon un mélange des styles déjà observé sur les clés de voûte du double vaisseau, et sur les culs-de-lampe du collatéral sud. Des arcatures trilobées sur une clé pendante sont rarissimes (côté est). Les coquilles Saint-Jacques du côté ouest sont peut-être le souvenir du pèlerinage vers Saint-Jacques-de-Compostelle d'un habitant du village, ou d'une dévotion particulière vers saint Jacques (il y a sa statue dans l'église), mais il n'y a en tout cas jamais eu de confrérie de Saint-Jacques à Parnes.

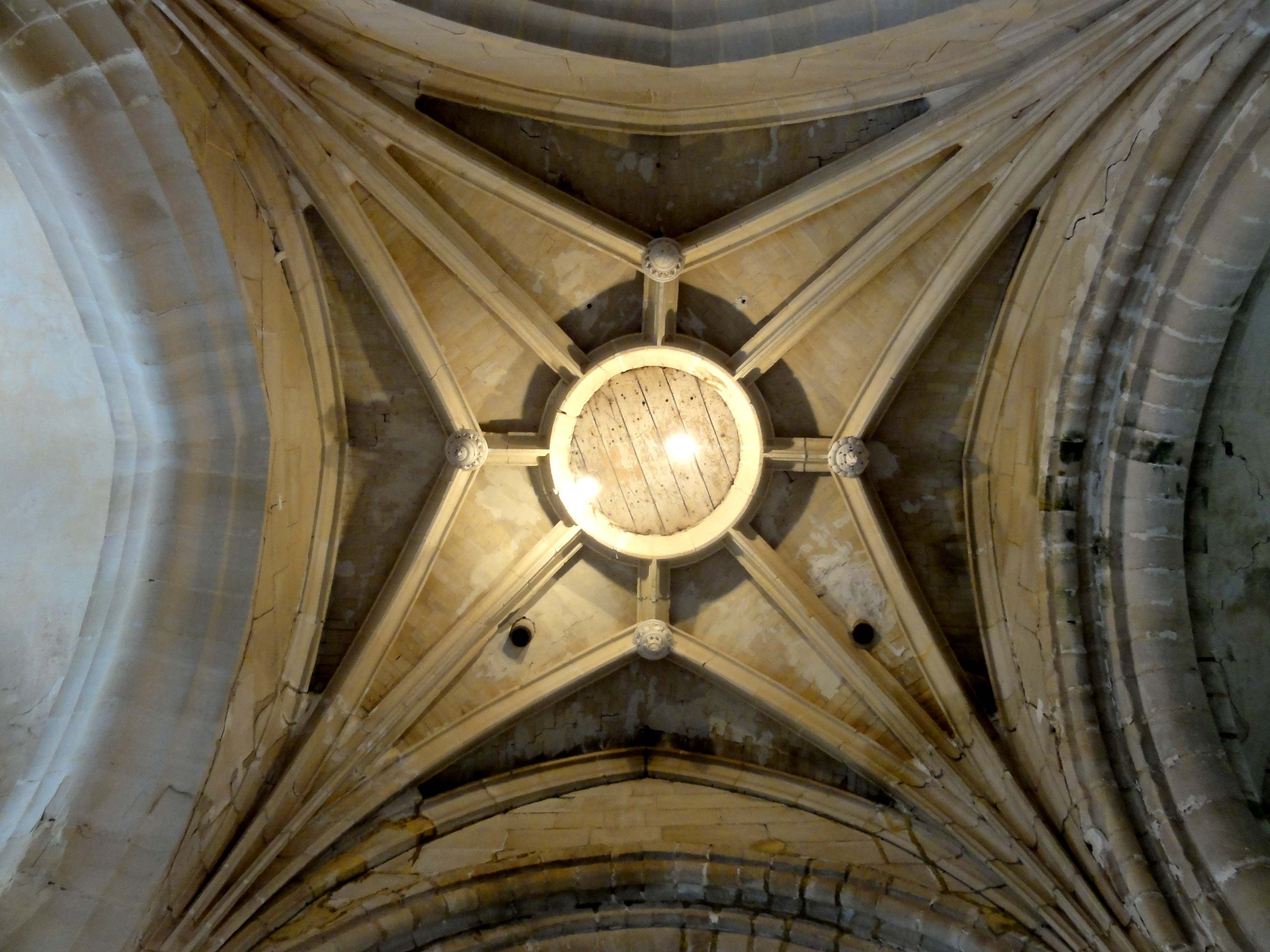
Voûte du second quart du XVIe siècle.
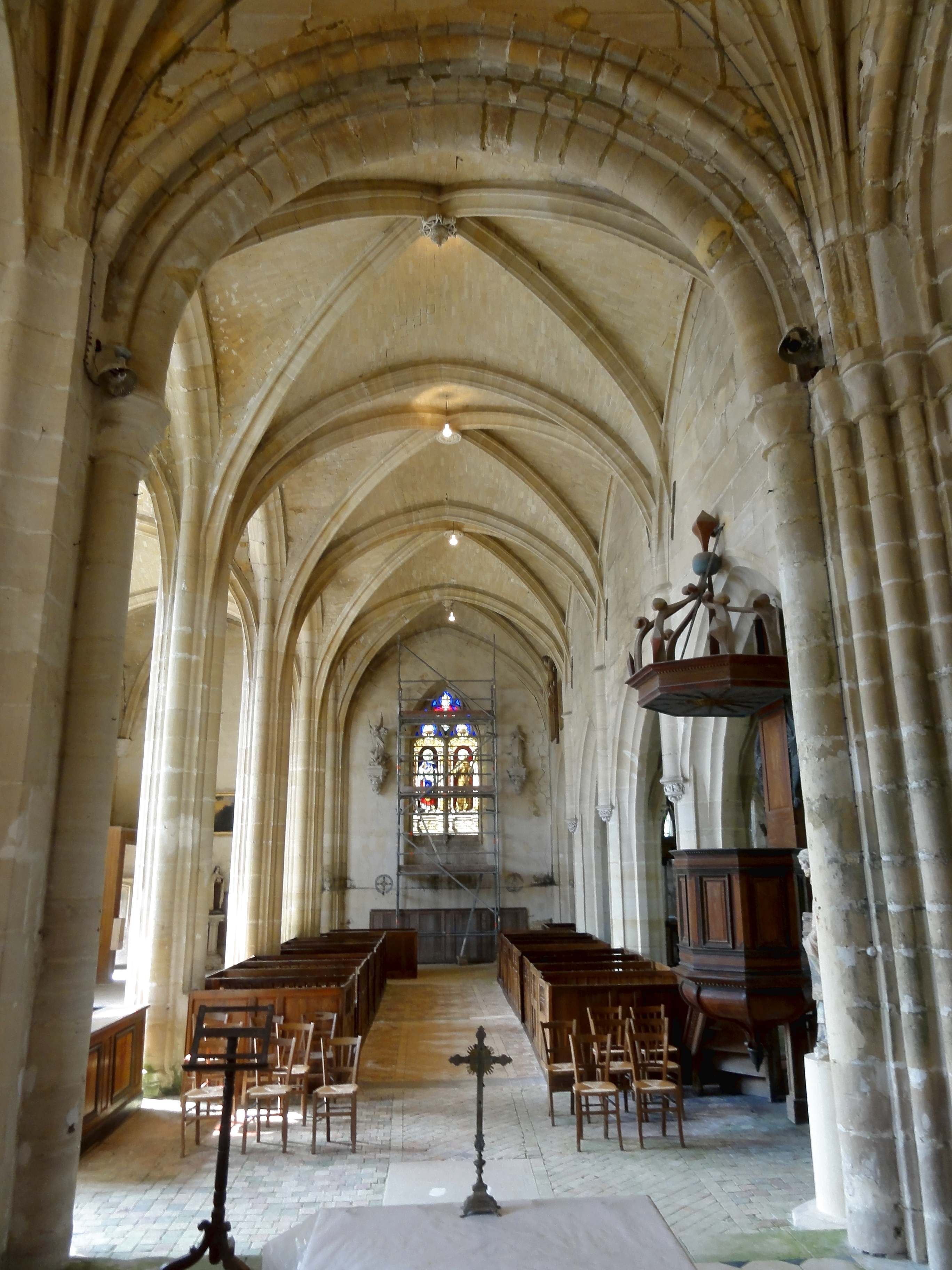
Vue vers l'ouest.
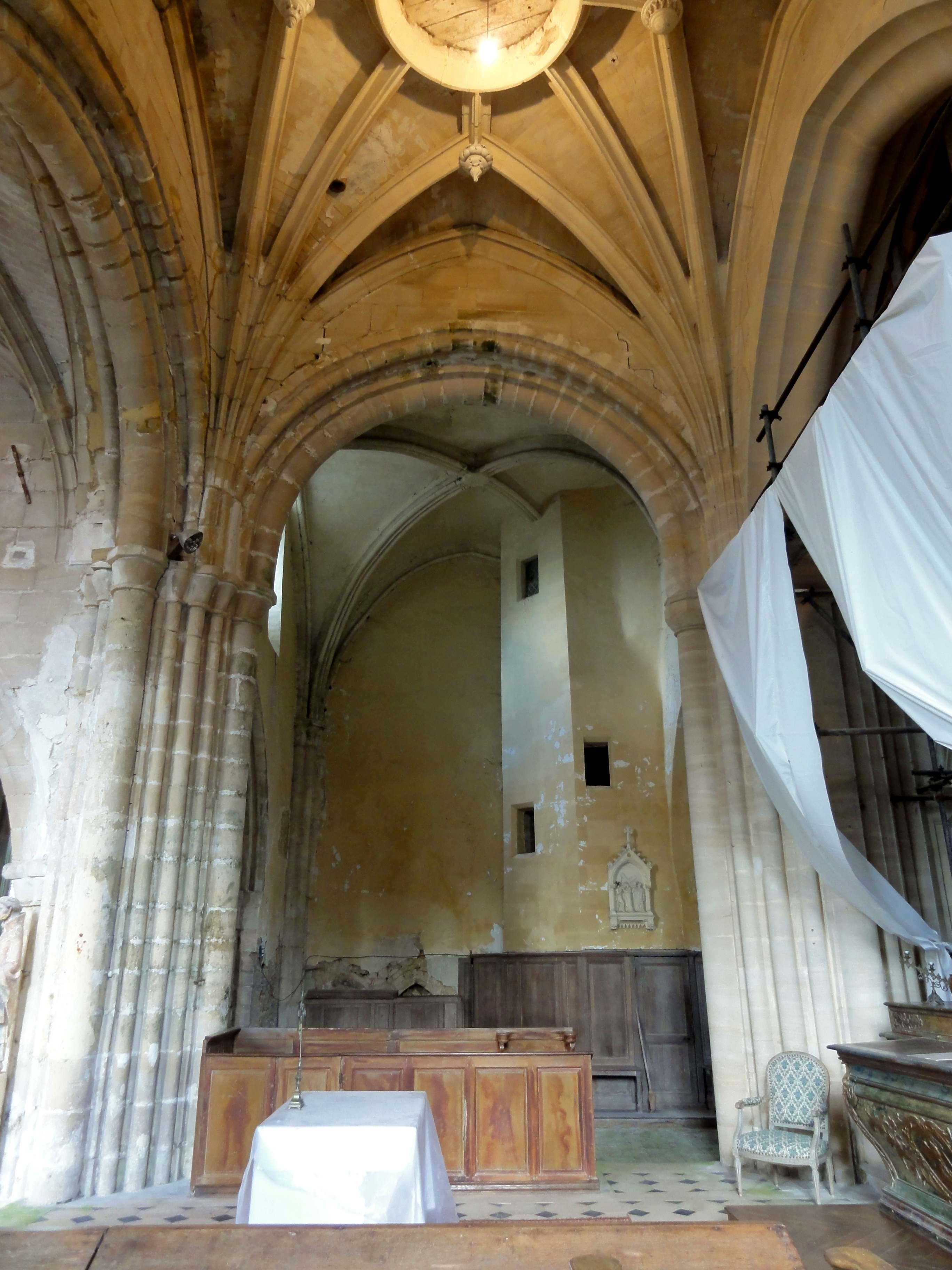
Vue vers le nord.
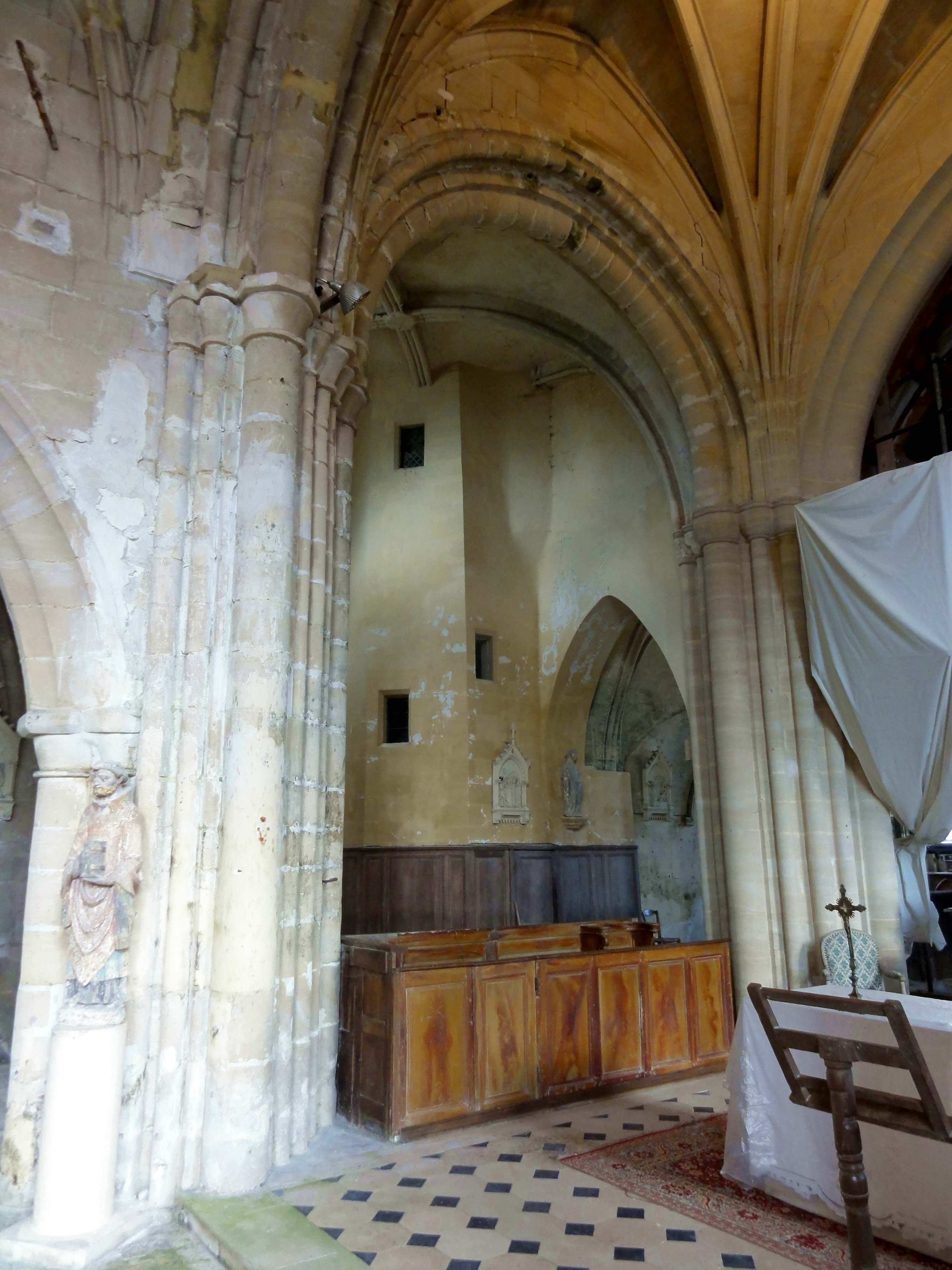
Vue vers le nord-est.
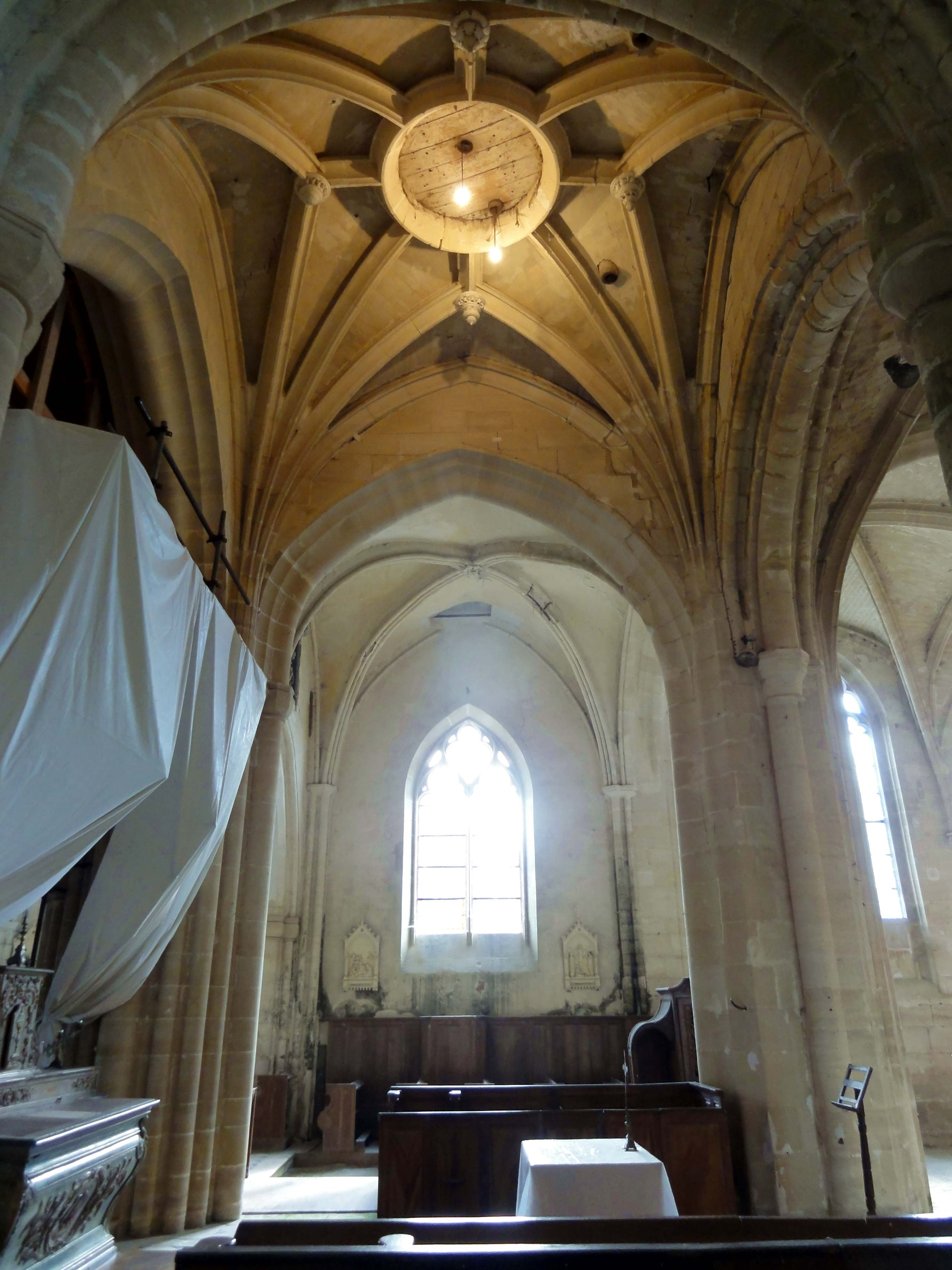
Vue vers le sud.
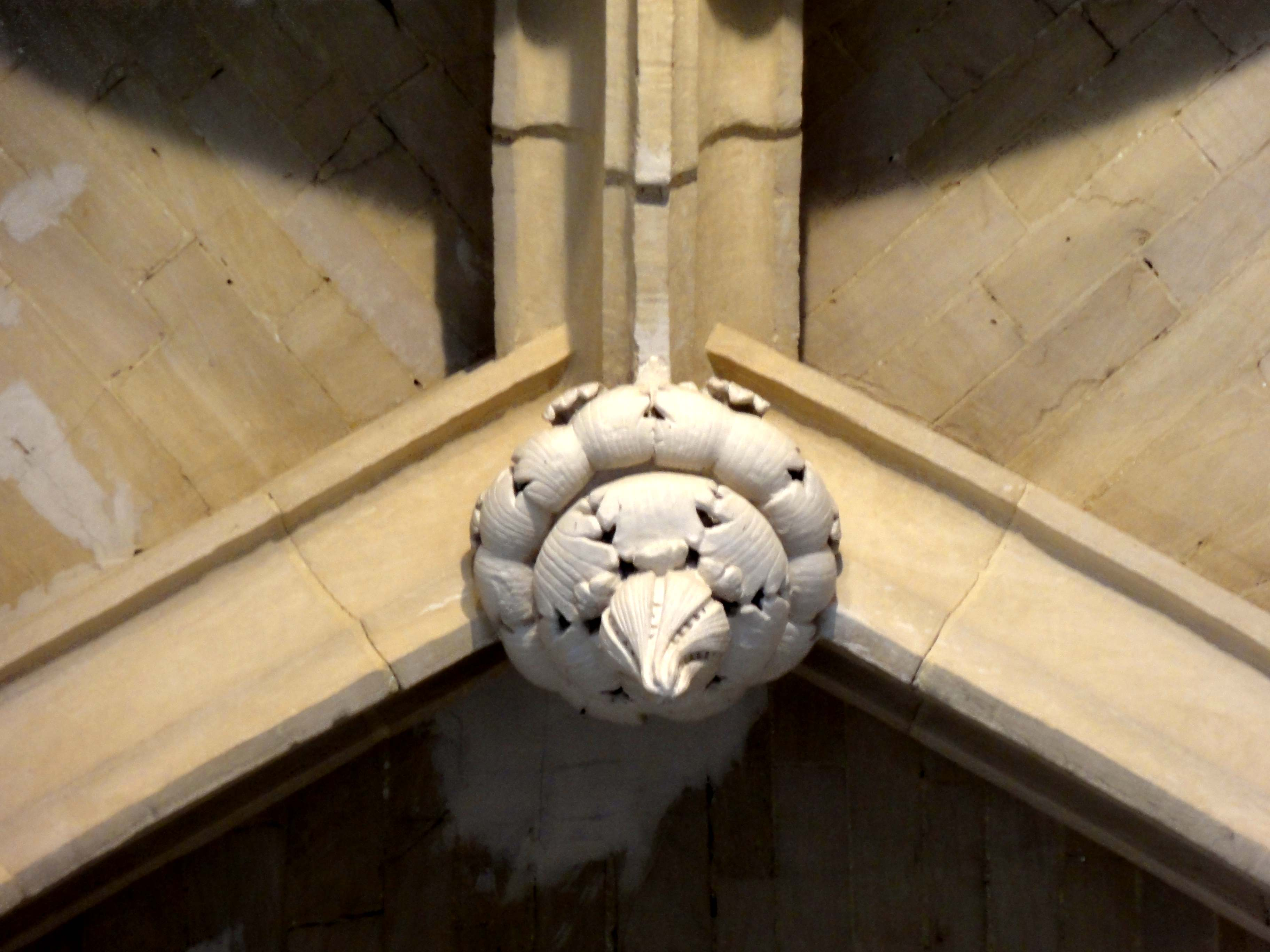
Clé de voûte côté sud.

### Croisillons du transept

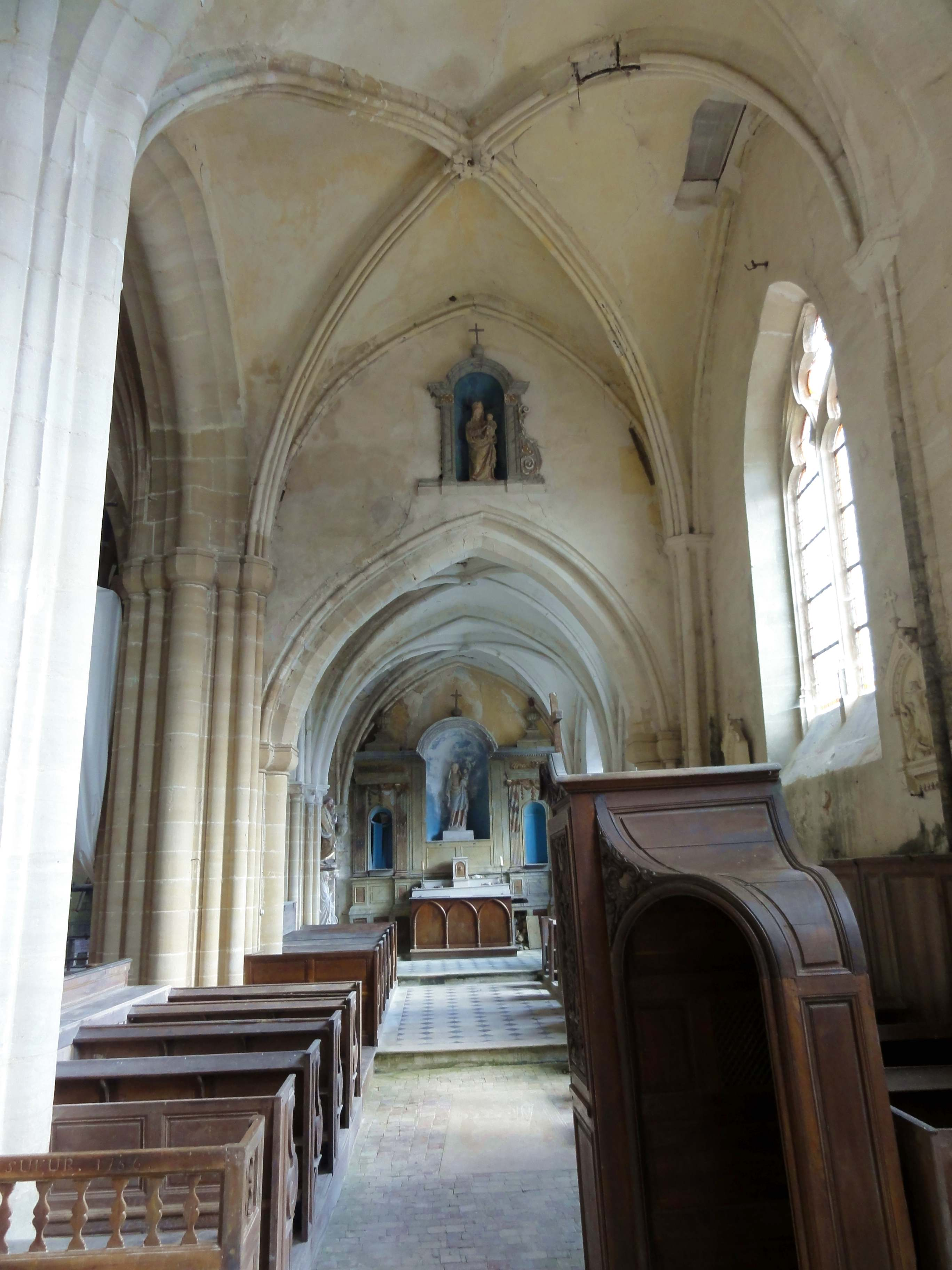
Croisillon sud, vue vers l'est ; en haut baie romane transformée en niche à statue.

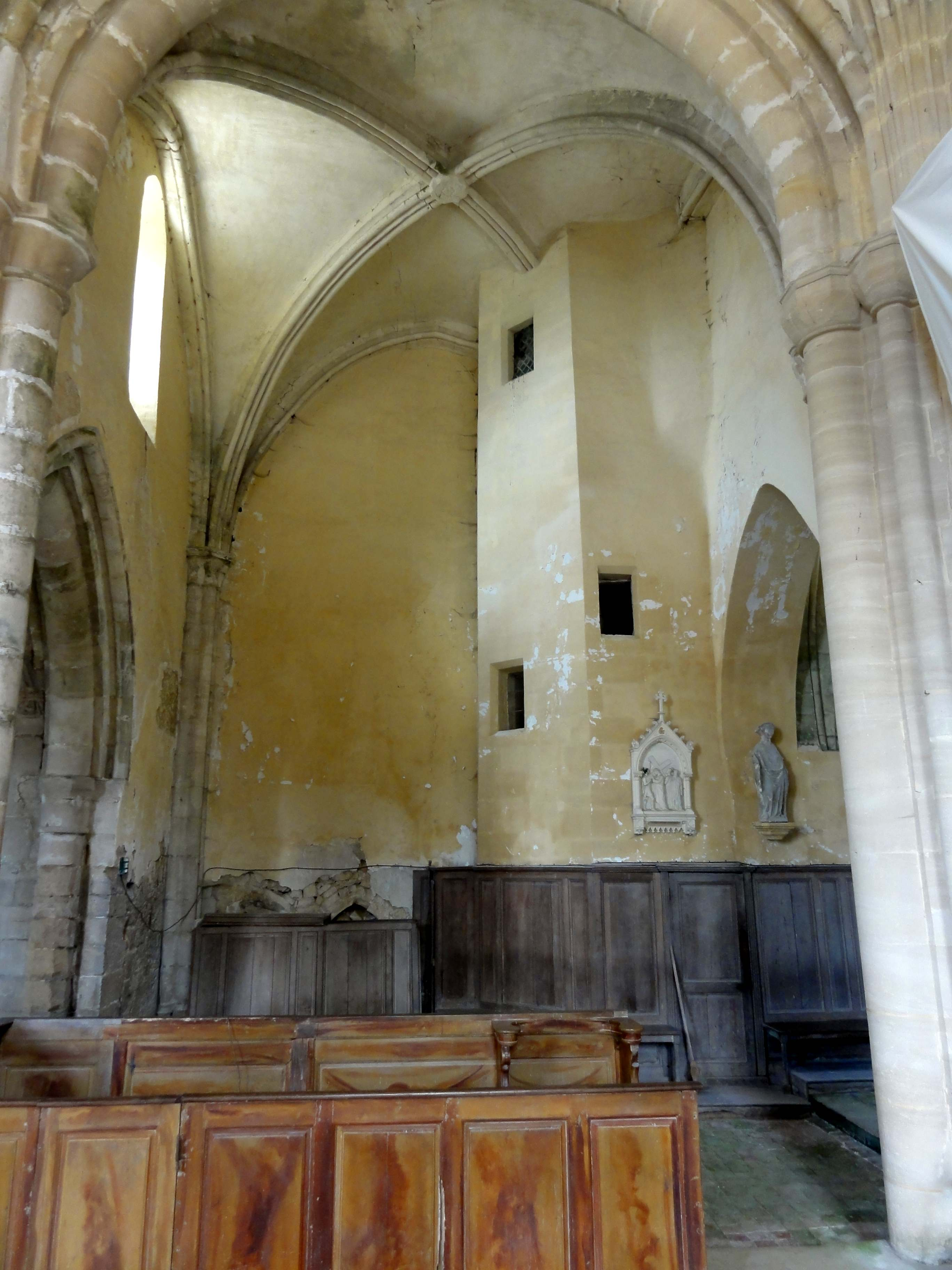
Vue vers le nord dans le croisillon nord.

Les deux croisillons sont dépareillés. Ils n'ont en commun que les dimensions et les caractéristiques de leurs voûtes. C'est en grande partie le résultat des reconstructions au XIIIe siècle et au second quart du XVIe siècle, ainsi que de la différence des travées qui les précèdent à l'ouest et qui leur succèdent à l'est. Les deux chapelles latérales du chœur ne sont en effet pas contemporaines, et présentent des différences notables. Indépendamment de ceci, les croisillons se distinguent déjà dès l'origine, car le croisillon nord est attenant au logis du prieuré du côté nord, et n'a donc jamais possédé de fenêtres basses de ce côté. Assez curieusement, des arcatures plaquées en arc brisé deviennent visibles sur le soubassement depuis que les boiseries commencent à se désagréger. Ce détail n'était pas connu de Louis Régnier et doit provenir de la campagne de construction du logis du prieuré actuel à la période gothique. Le gros-œuvre des croisillons est roman, mais cela ne se manifeste guère qu'à travers les fenêtres hautes bouchées aux extrémités nord et sud (visibles depuis les combles du prieuré et depuis la rue), et la fenêtre orientale du croisillon sud, transformée en niche à statue, mais bien reconnaissable comme telle depuis les combles de la chapelle latérale sud. Les anciennes fenêtres au nord et au sud coupent les voûtes actuelles, et prouvent que les croisillons n'étaient pas voûtés avant le XIIIe siècle, à l'instar de l'église de Saint-Clair-sur-Epte. Dans la tourelle d'escalier qui occupe l'angle nord-est du croisillon nord depuis le XVe ou XVIe siècle, on trouve les cordons moulurés à l'appui de deux baies, et au niveau des impostes de l'ancienne absidiole, à trois mètres du sol. Par ailleurs, jusqu'à la fin des années 1880, on voyait encore dans la cage d'escalier une porte bouchée vers la sacristie. Un peu plus haut, les vestiges d'une autre porte, desservant le logis du prieuré, demeurent visibles. Avant la construction de la tourelle, un escalier de bois devait monter vers la porte. Un troisième type de vestige digne d'intérêt a été protégé des injures du temps dans la tourelle. Il s'agit du faisceau de trois colonnettes de l'angle nord-est de la voûte, avec ses chapiteaux, et ses fûts de moins d'un mètre de longueur, qui sont reçus sur des culs-de-lampe sculptés des mêmes feuillages à crochets que les chapiteaux. La sculpture les rattache à un type normand bien caractérisé. Le chapiteau médian est placé en avant des deux autres et est orienté à 45°, face à l'ogive.
Tous les autres chapiteaux ont été modifiés ou plutôt systématiquement détruits, écrit Louis Régnier, sans que l'on sache pourquoi. L'on note encore que les fûts d'un même faisceau sont rattachés les uns aux autres par de profondes gorges, ce qui présage l'architecture gothique rayonnante. La clé de voûte du croisillon nord a été refaite au XVIIe ou XVIIIe siècle ; elle est en stuc et assez grossière. La clé du croisillon sud est authentique ; c'est une rosace à deux rangs de pétales. Les ogives accusent un onglet entre deux tores relativement minces. Des formerets toriques existent de trois côtés, c'est-à-dire tout autour, sauf vers la croisée du transept. Les faisceaux de colonnettes ont été maintenus partout, sauf dans l'angle nord-ouest du croisillon sud, du fait du remaniement flamboyant de la pile attenante du clocher. Concernant les fenêtres actuelles, l'on ne compte qu'une seule par croisillon : une petite baie en arc légèrement brisé à l'ouest du croisillon nord, tout en haut, visiblement retouchée depuis le XIIe siècle, et la baie flamboyante au sud, déjà signalée comme analogue à la baie occidentale de la nef. Pour venir aux arcades, elles sont de quatre types différents. Les arcades qui séparent le croisillon nord de la croisée du transept et du bas-côté nord de la nef se singularisent par leur intrados en forme d'un gros boudin. Or, seule l'arcade vers la croisée est en plein cintre et authentiquement romane. Les arcades qui séparent le croisillon sud de la croisée du transept et du collatéral sud de la nef sont flamboyantes, et du même type qu'entre nef et collatéral. Le formeret subsiste au-dessus de l'arcade flamboyante vers le collatéral. L'arcade qui fait communiquer le croisillon nord avec la chapelle latérale nord est en tiers-point, et parfaitement fruste ; telles devaient être les arcades latérales de la première travée du chœur avant la restauration du XIXe siècle. Enfin, l'arcade qui ouvre sur la chapelle latérale sud est une arcade du milieu du XIIIe siècle dont le rouleau supérieur accuse un tore, et dont le rouleau inférieur a été retaillé ou réappareillé, avec un large biseau de chaque côté, sans doute à la période flamboyante. Il est à souligner que même cette arcade ne conserve plus ses chapiteaux d'origine, comme il a été dit pour le carré du transept.

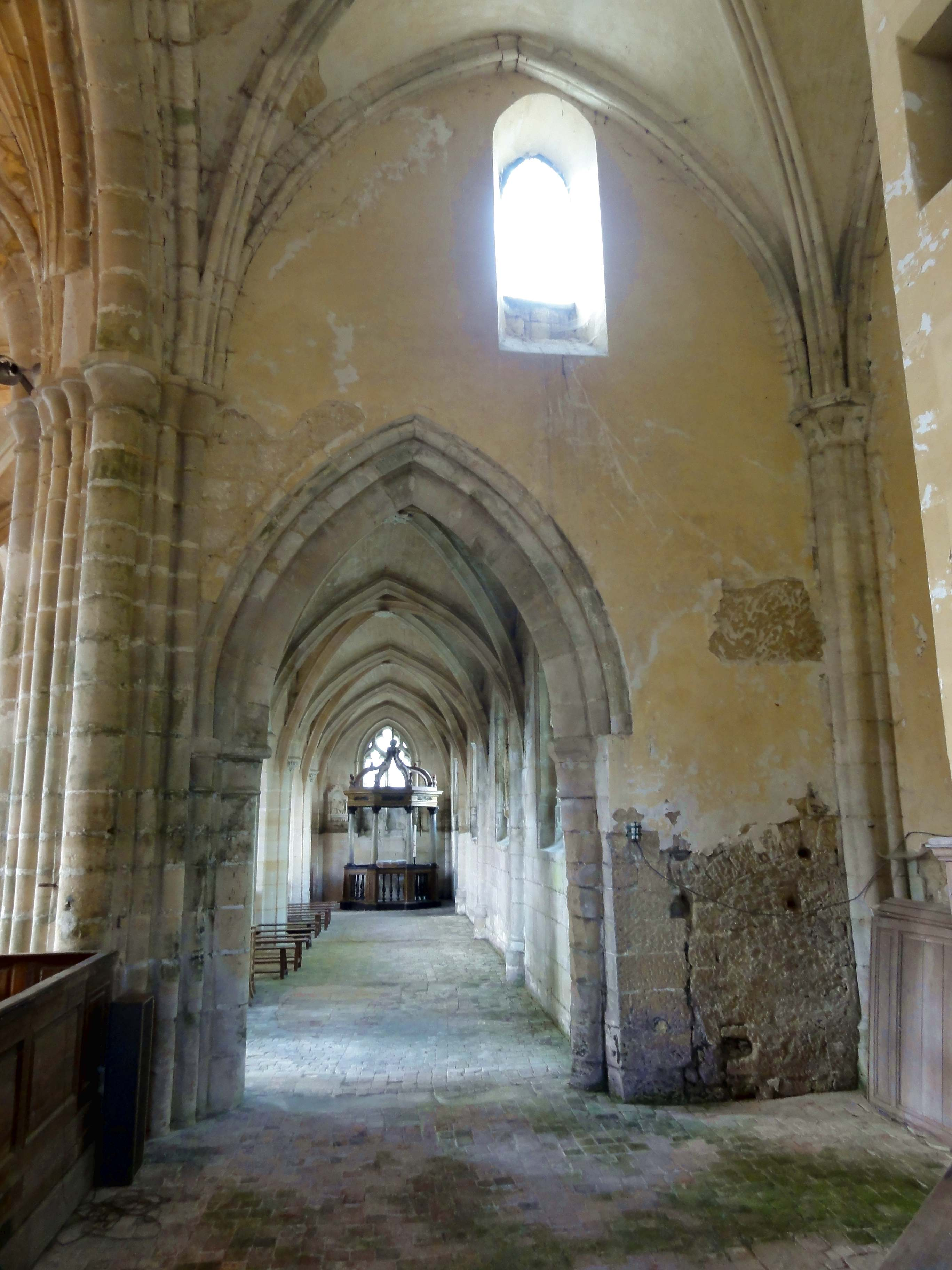
Croisillon nord, vue vers l'ouest.
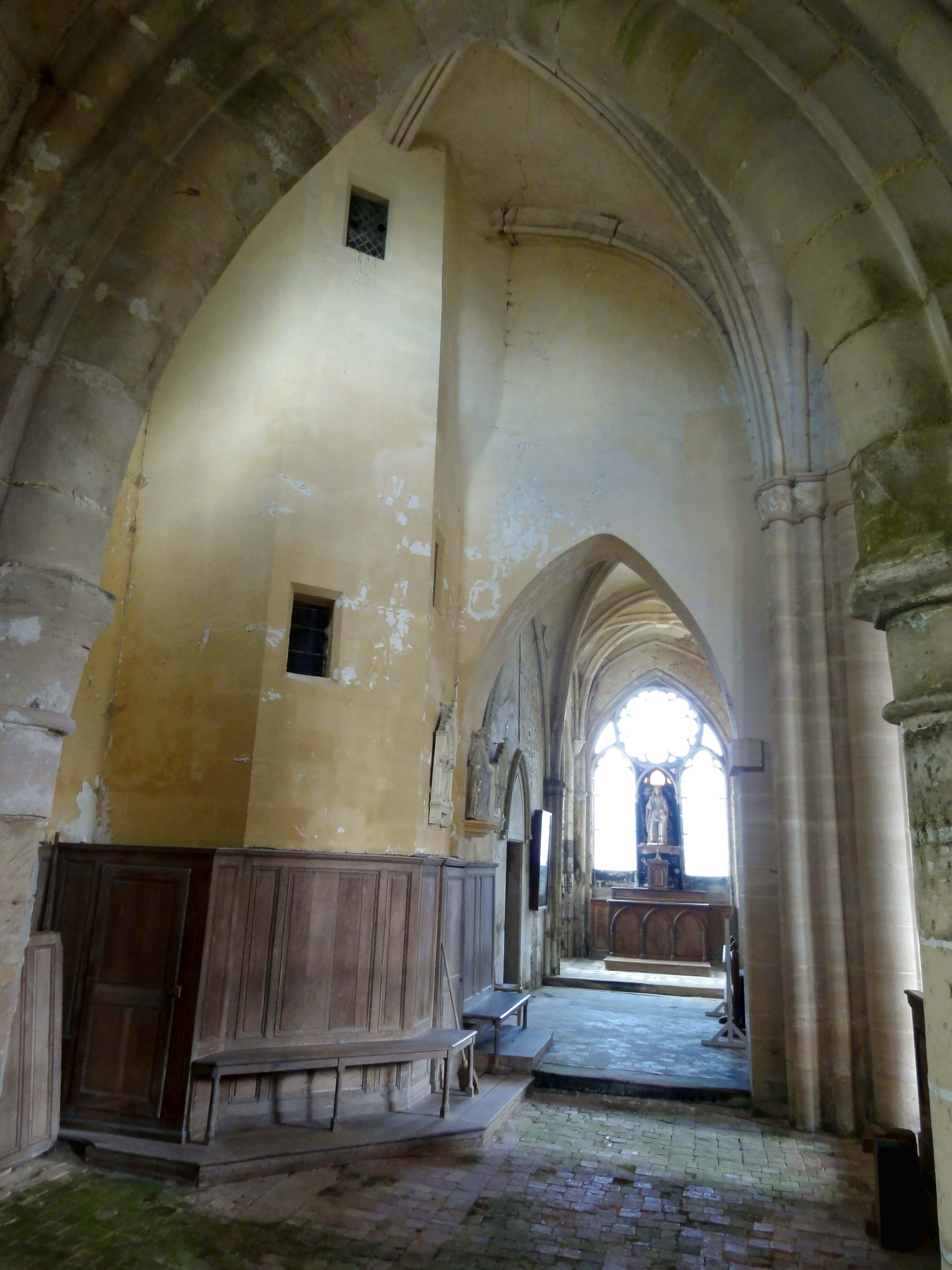
Croisillon nord, vue vers l'est.
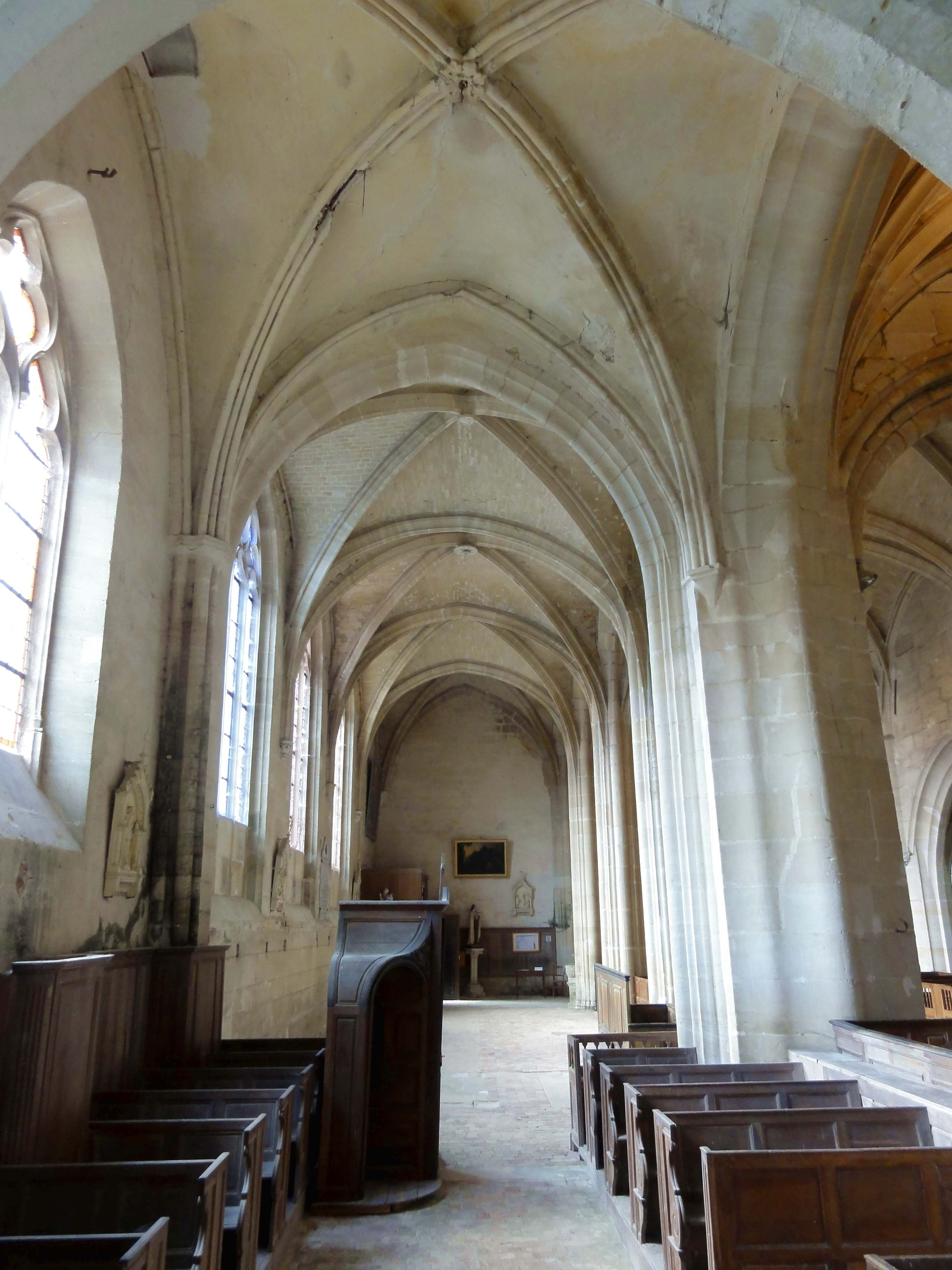
Croisillon sud, vue vers l'ouest.
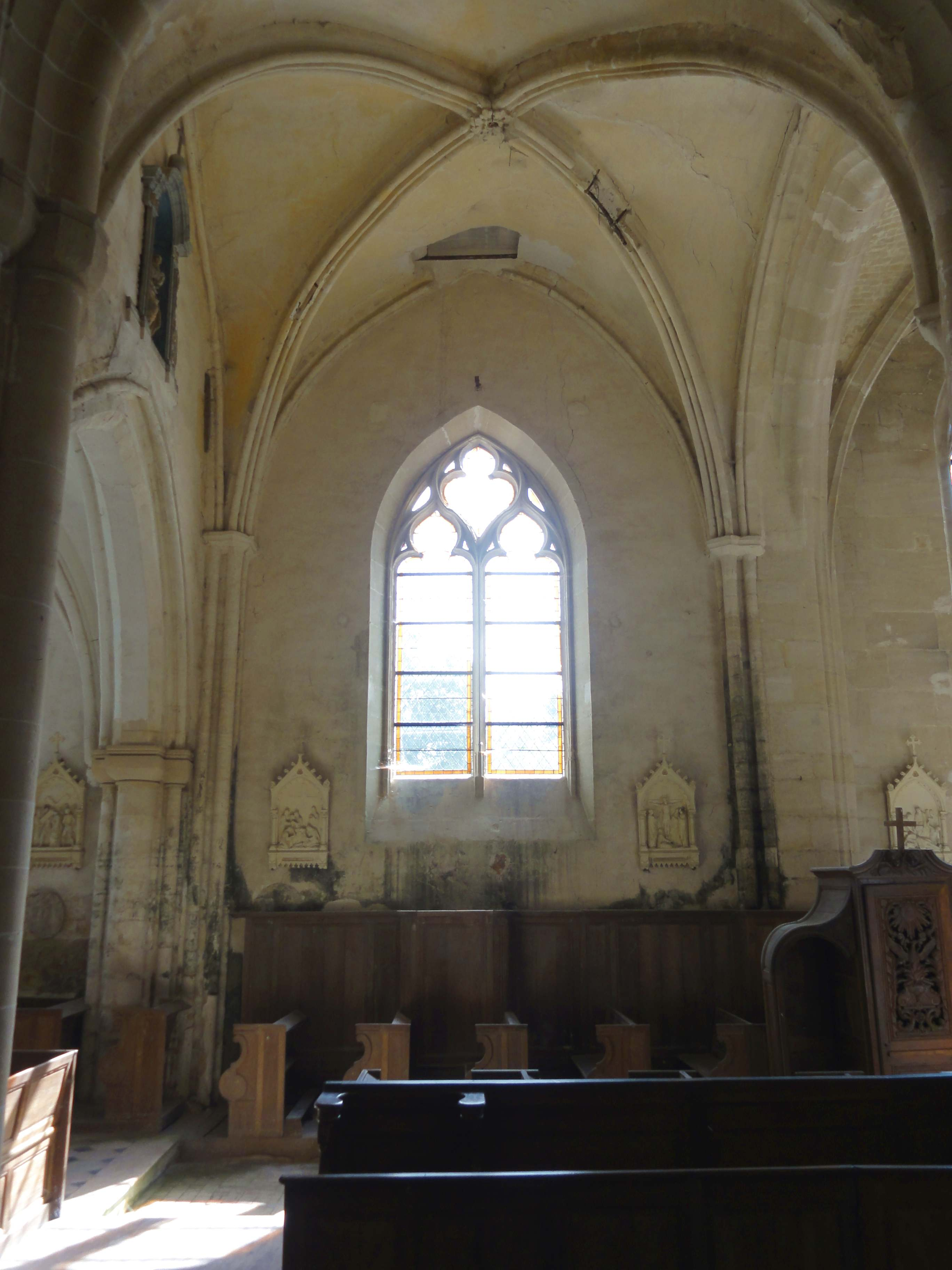
Croisillon sud, vue vers le sud.
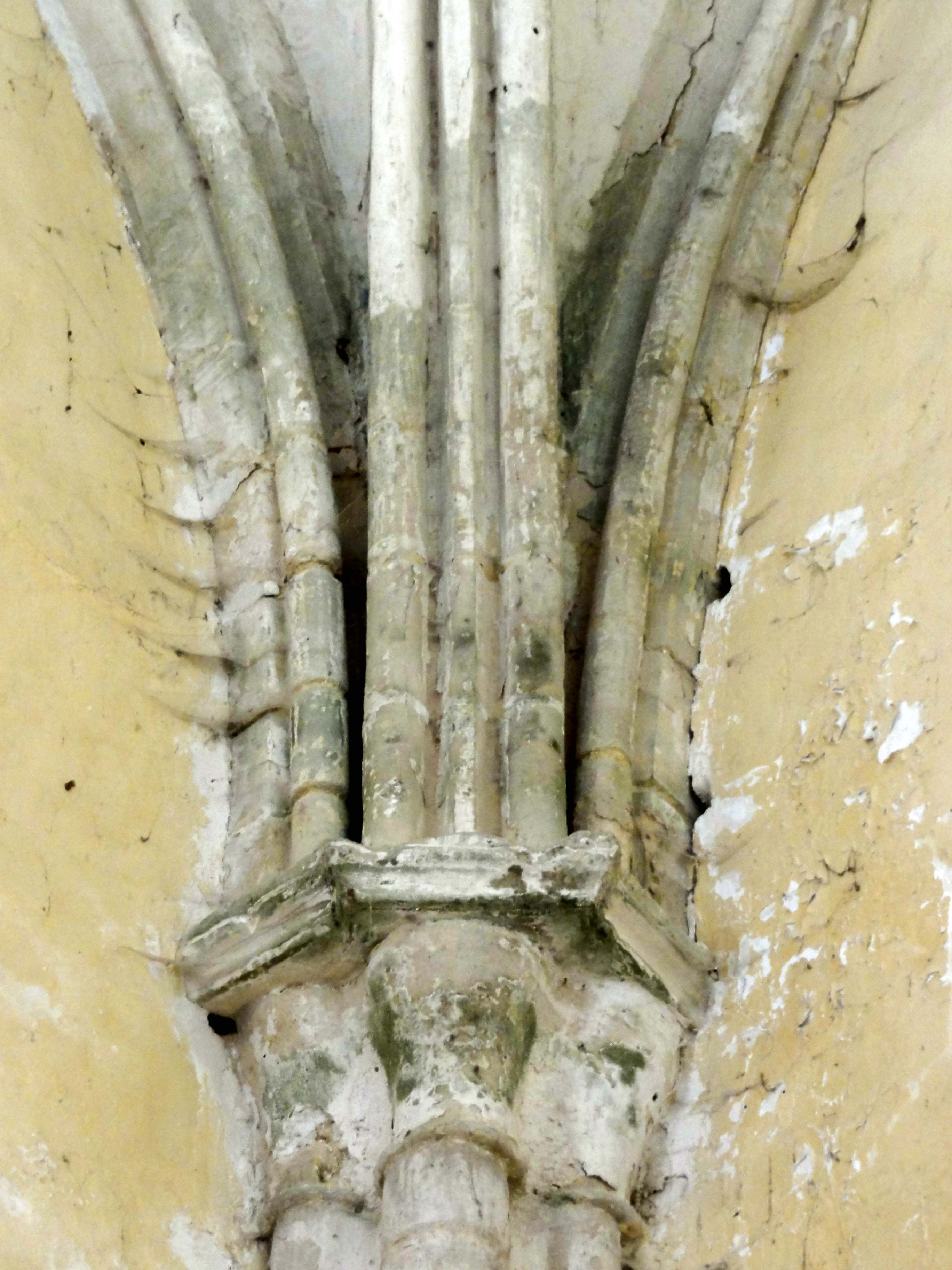
Croisillon nord, chapiteaux au nord-est.
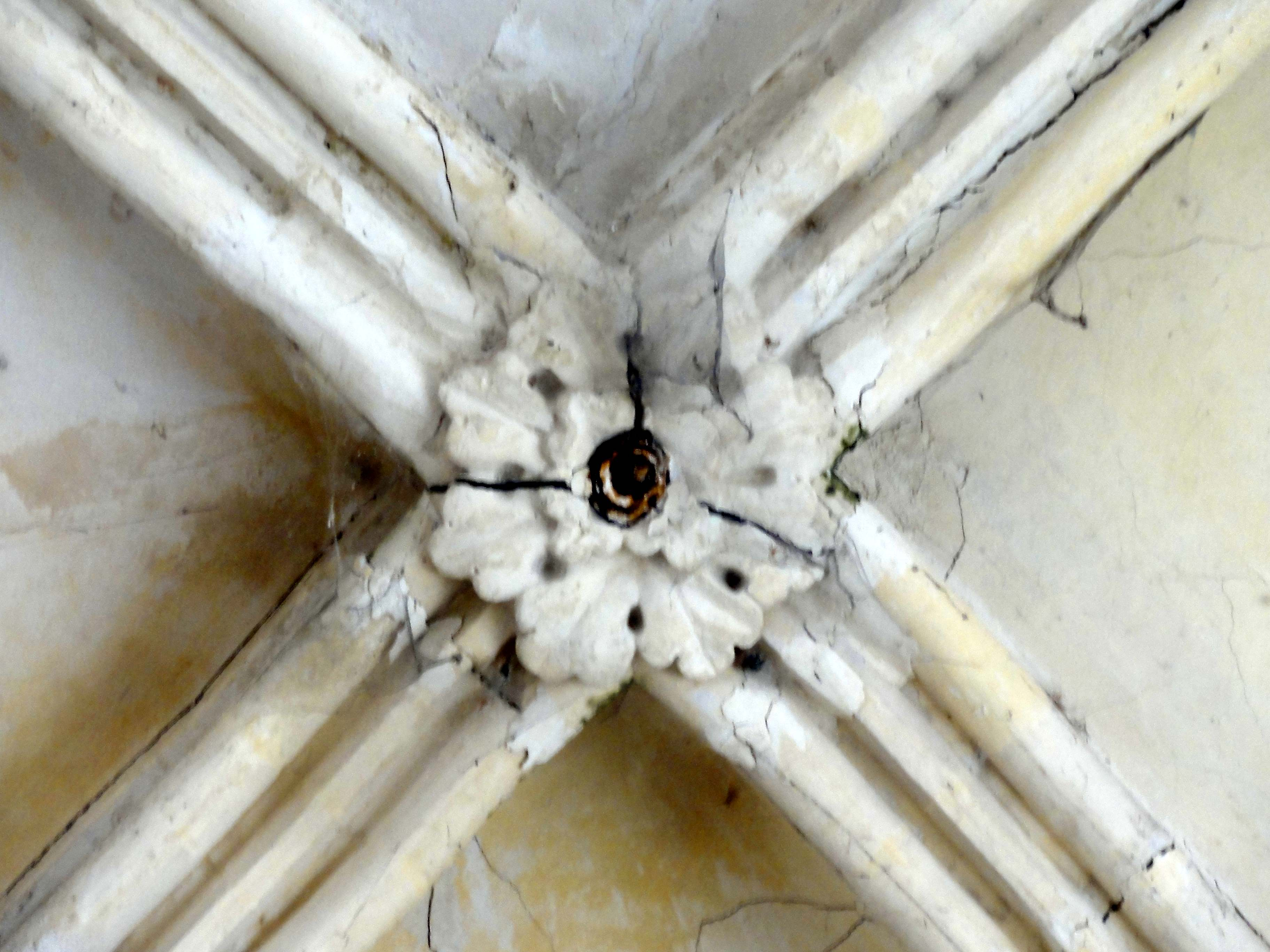
Croisillon sud, clé de voûte.

### Chœur

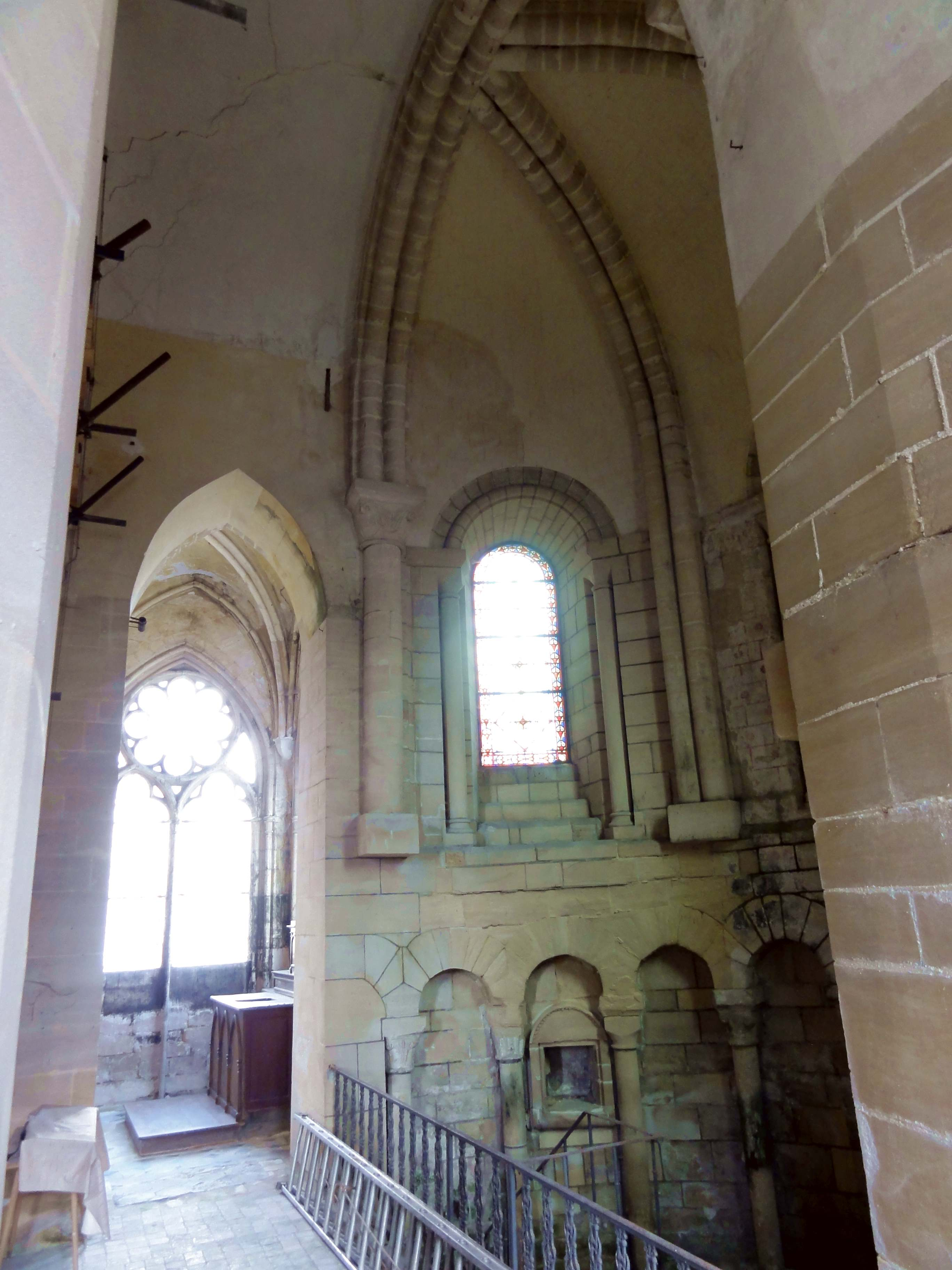
Abside, vue vers le nord.

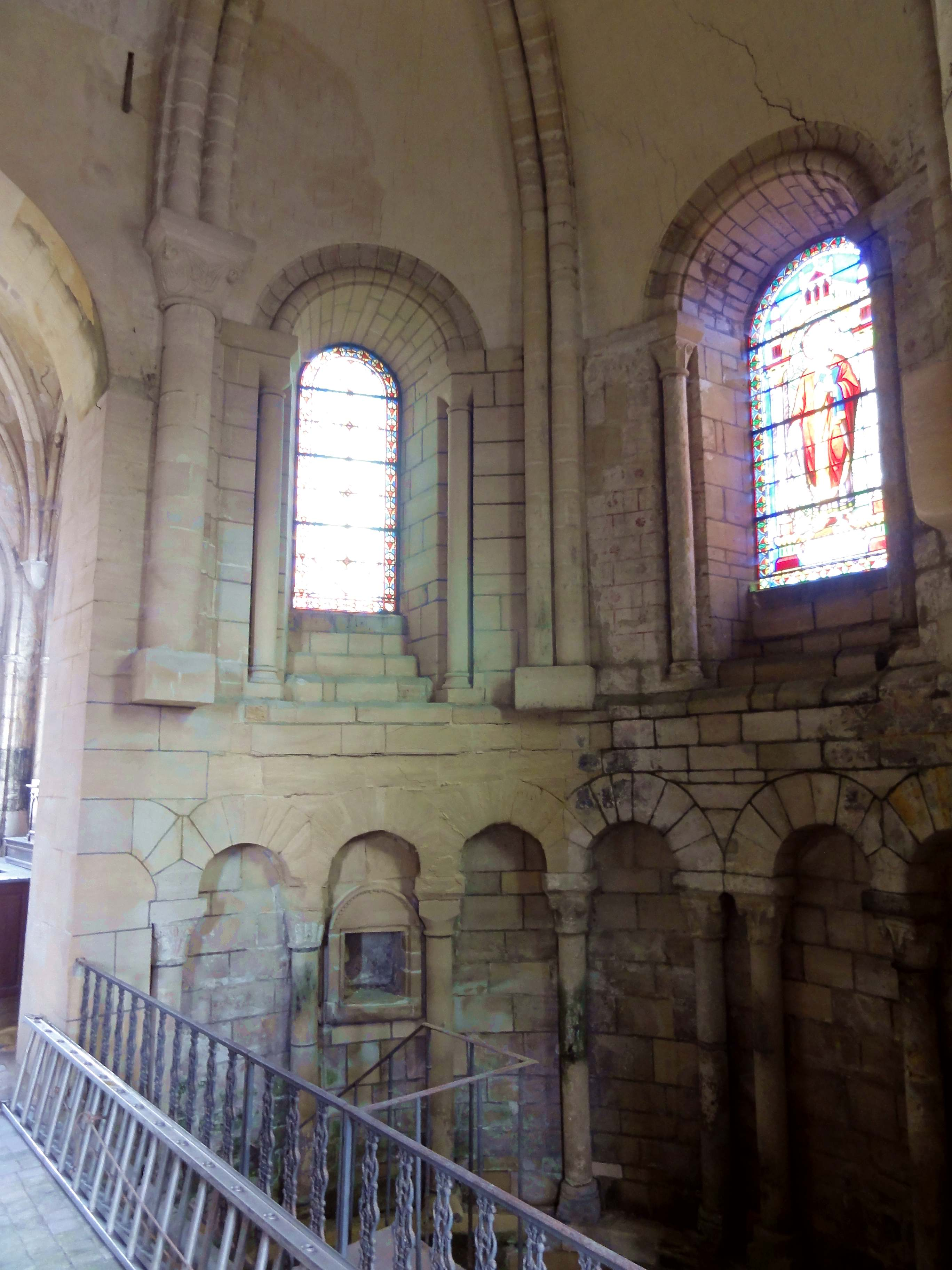
Abside, vue vers le nord-est.

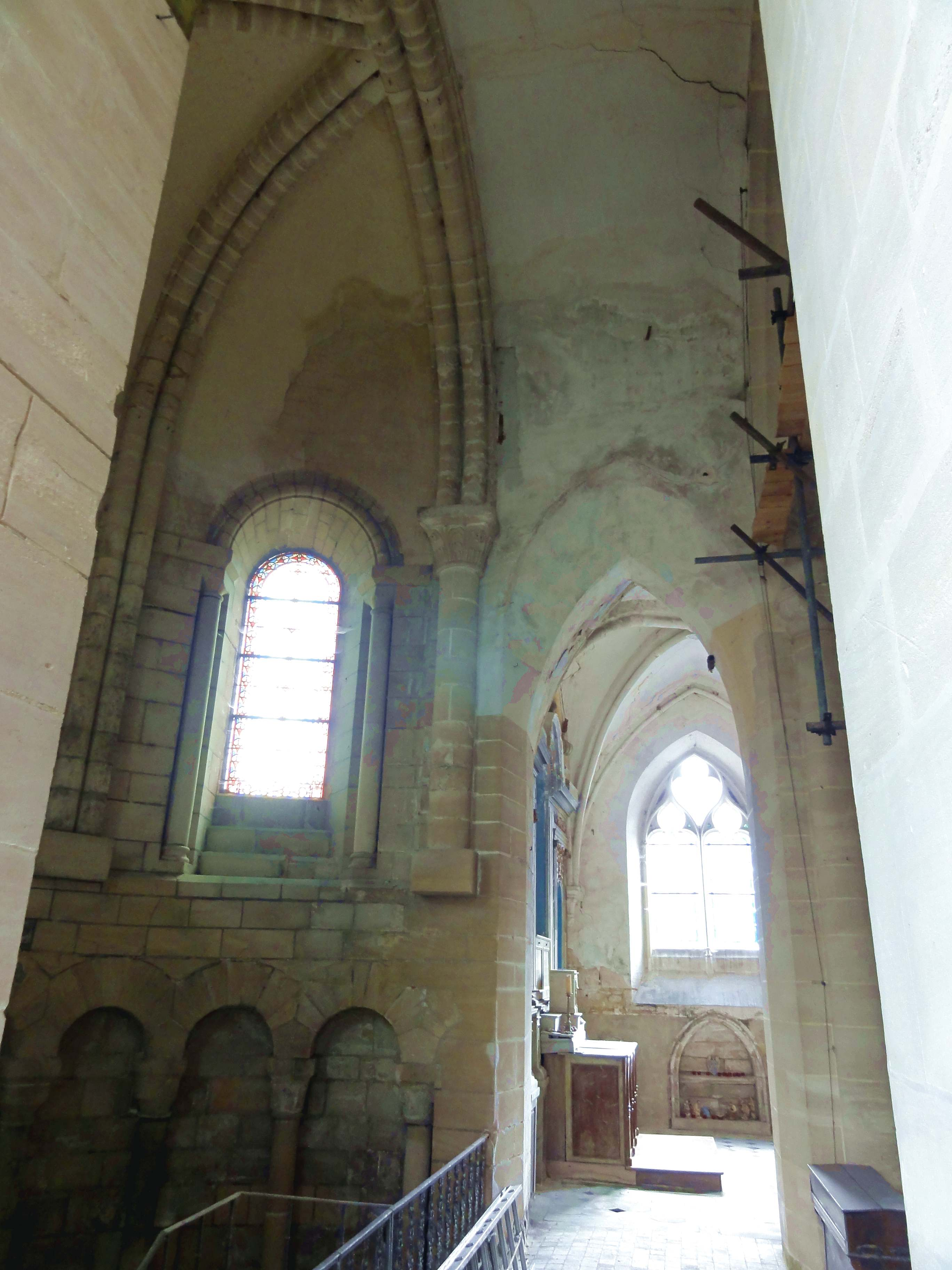
Abside, vue vers le sud.

La première travée du chœur est de plan carré, et sans jours sur l'extérieur. Elle a été remaniée en même temps que la croisée du transept, puis encore en 1866, et a perdu toute trace de la période romane. La probable voûte d'arêtes romane fut d'abord remplacée par une voûte d'ogives au cours du XIIIe siècle, dont subsistent encore les colonnettes dans les angles. Pendant la première moitié du XVIe siècle, cette voûte fut remplacée par une voûte gothique flamboyante. Celle-ci a encore été reconstruite ou fortement réparée en 1739, sous le prieur commendataire André Falconnet. Sur la clé de voûte de style Renaissance, un écu de bois en accolade a été appliqué après coup. Il a peut-être été récupéré de la voûte du XVIe siècle. Ses armoiries ne sont plus déchiffrables. À l'est, la travée carrée est délimitée par un doubleau flamboyant semblable aux autres arcades du second quart du XVIe siècle présentes dans l'église. Ce doubleau retombe sur des chapiteaux sans sculpture provenant des restaurations des années 1860, qui sont portés par des fûts datant peut-être d'origine, mais retaillés au XIIIe siècle dans le contexte du voûtement d'ogives. Quant aux arcades latérales, elles datent de 1866, et remplacent des arcades frustes percées dans les murs romans lors de la construction des chapelles latérales. La travée carrée est aujourd'hui encombrée par des étais, ce qui rend l'abside invisible depuis la nef et le carré du transept.
L'abside, seule partie à l'intérieur de l'église à conserver entièrement son caractère roman, se compose d'une partie droite voûtée en berceau de 2,50 m de profondeur, et d'une partie en hémicycle voûtée en cul-de-four de 3 m de profondeur. Ces voûtes sont bâties en moellons et recouvertes d'un crépi. Elles ne retombent pas sur des impostes, mais se confondent avec les murs, ce qui justifie une datation assez haute. Un doubleau de 40 cm d'épaisseur, mouluré de deux boudins, vient séparer les deux voûtes. Il retombe sur les tailloirs frustes, profilés d'une plate-bande et d'un biseau, de deux gros chapiteaux à volutes et feuilles d'angle. Le chapiteau du nord affiche en outre trois palmettes fortement stylisées, et celui du sud, au milieu de la corbeille, cinq feuilles simples superposées, et en bas à gauche et à droite de ce motif, des godrons. Près du mur, s'y ajoutent, de chaque côté, deux carrés superposés qui inscrivent chacune deux diagonales croisées. Les volutes du chapiteau du sud sont plus évoluées que celles de son homologue au nord. Ces chapiteaux sont authentiques, mais ce n'est pas le cas des fûts et des blocs cubiques qui reçoivent les fûts au niveau de la limite inférieure de l'ébrasement des fenêtres. Ils datent de 1876. La voûte est garnie de deux ogives du même profil que le doubleau, qui le rejoignent à la clé d'arc, et descendent directement jusqu'aux blocs cubiques de 1876. C'est certainement lors de la pose des boiseries du retable au XVIIIe siècle que les consoles d'origine furent perdues, ce qui priva les restaurateurs de 1876 d'un modèle pour les consoles actuelles. La fenêtre d'axe avait été bouchée pour l'installation du retable, et les deux autres baies avaient été élargies, peut-être à la même occasion. Le rétablissement de la disposition primitive intervint en 1876 sur l'initiative du conseiller municipal et ancien maire, Arsène Sarazin. Par conséquent, les colonnettes et chapiteaux qui flanquent ces baies sont modernes. Pour terminer avec les modifications que l'abside a subi, restent à mentionner les arcades qui font communiquer la partie droite avec les chapelles latérales du chœur. Tout à fait frustes et en tiers-point, elles sont contemporaines des chapelles, et ont de toute évidence évincé des arcatures plaquées, dont l'on voit encore qu'elles se poursuivaient plus loin vers l'ouest.
Il convient maintenant de préciser la structure des élévations. La partie voûtée en cul-de-four, qui seule dépasse devant le chevet des deux chapelles latérales gothiques, est donc éclairée par trois baies en plein cintre. Leur arc entame le quart-de-sphère de la voûte. Elles s'ouvrent au fond d'un profond ébrasement, et au-dessus d'un glacis à gradins, comme à Bailleval, Champlieu, Condécourt (chapelle de la Vierge), Gilocourt, Moussy, Tessancourt ou Saint-Félix. L'ébrasement s'ouvre sous un tore, et entre deux colonnettes à chapiteaux. Leurs tailloirs sont frustes, et se bornent à une plate-bande et un biseau. Leurs corbeilles sont sculptées d'une feuille d'angle à double volute, et d'une crossette de chaque côté. Leurs fûts conservent des traces significatives d'une polychromie architecturale du XIIIe siècle, dont il existe également des échantillons dans le croisillon nord. Les bases accusent, du haut vers le bas, un tore, une doucine (en lieu et place de la scotie), et un quart-de-rond. Deux assises en dessous, se situent les sommets des arcatures plaquées qui allègent le soubassement. Elles sont en plein cintre, et non moulurées. En principe, deux arcatures contigües se partagent une même colonnette, sauf en dessous du piédroit nord de la baie d'axe, où deux colonnettes se jouxtent. C'est une démonstration que les mesures ont été mal prises, et Louis Régnier a constaté que la largeur des arcatures connaît des variations. Sur les neuf arcatures encore complètes, on compte huit chapiteaux authentiques. Un est à godrons, mais la partie supérieure de la corbeille est abîmée. Peut-être y avait-il des volutes d'angle, comme sur les sept autres chapiteaux. Chaque corbeille est un peu différente, les feuilles développent plus ou moins de plasticité, et sont parfois plutôt gravées que sculptées. Au milieu de la dernière corbeille du côté sud, l'on observe un intéressant décor géométrique. Les fûts sont tantôt en délit, tantôt appareillés, et les bases ne sont pas non plus toutes identiques. La plupart se composent d'une gorge peu profonde entre deux tores, mais l'une a la forme d'un tronc de cône côtelé en torsade, et une autre, celle d'un tronc de pyramide enrichi sur chaque face d'une étoile en relief.
L'abside de Parnes se rattache au petit groupe d'absides romanes voûtées en cul-de-four, au plan en hémicycle à l'intérieur et à pans coupés à l'extérieur. Les autres exemples dans le Vexin sont Fontenay-Saint-Père, Saint-Clair-sur-Epte, Tessancourt-sur-Aubette, et jadis Guitrancourt (église détruite sous les bombardements pendant la Seconde Guerre mondiale). En Normandie, il n'y a que Tordouet. On peut ajouter, non loin du Vexin, Luzarches et Mareil-sur-Mauldre. À Luzarches, Mareil-sur-Mauldre et Tessancourt, il n'y a pas d'arcatures plaquées, et le cul-de-four n'est pas nervé. Ce n'est pas non plus le cas à Fontenay-Saint-Père, alors qu'à Mareil-sur-Mauldre, on se situe déjà au troisième quart du XIIe siècle et à la période gothique. Si l'on tient compte des exemples en dehors de la région considérée, les culs-de-four nervés ne sont quasiment jamais antérieures au second quart du XIIe siècle, sauf à Morienval, mais parfois postérieures au milieu du siècle. À Saint-Clair-sur-Epte, les nervures sont beaucoup plus minces que des ogives, et ne sauraient jouer qu'un rôle décoratif. Il s'agit en quelque sorte d'un cas à part. C'est ainsi que Louis Régnier pense que les deux ogives dans l'abside de Parnes ont été ajoutées par un second architecte. L'on est donc également face à un cas à part, et l'on saura difficilement trancher si l'abside de Parnes se rattache à la tradition normande ou francilienne. En ce qui concerne les arcatures plaquées, assez répandues à la période romane, elles appartiennent au même type qu'à Arronville, Fontenay-Saint-Père, Saint-Rieul de Louvres, Saint-Clair-sur-Epte et Us. En somme, c'est avec l'église de Saint-Clair-sur-Epte que le chœur de Parnes montre encore le plus de ressemblances.

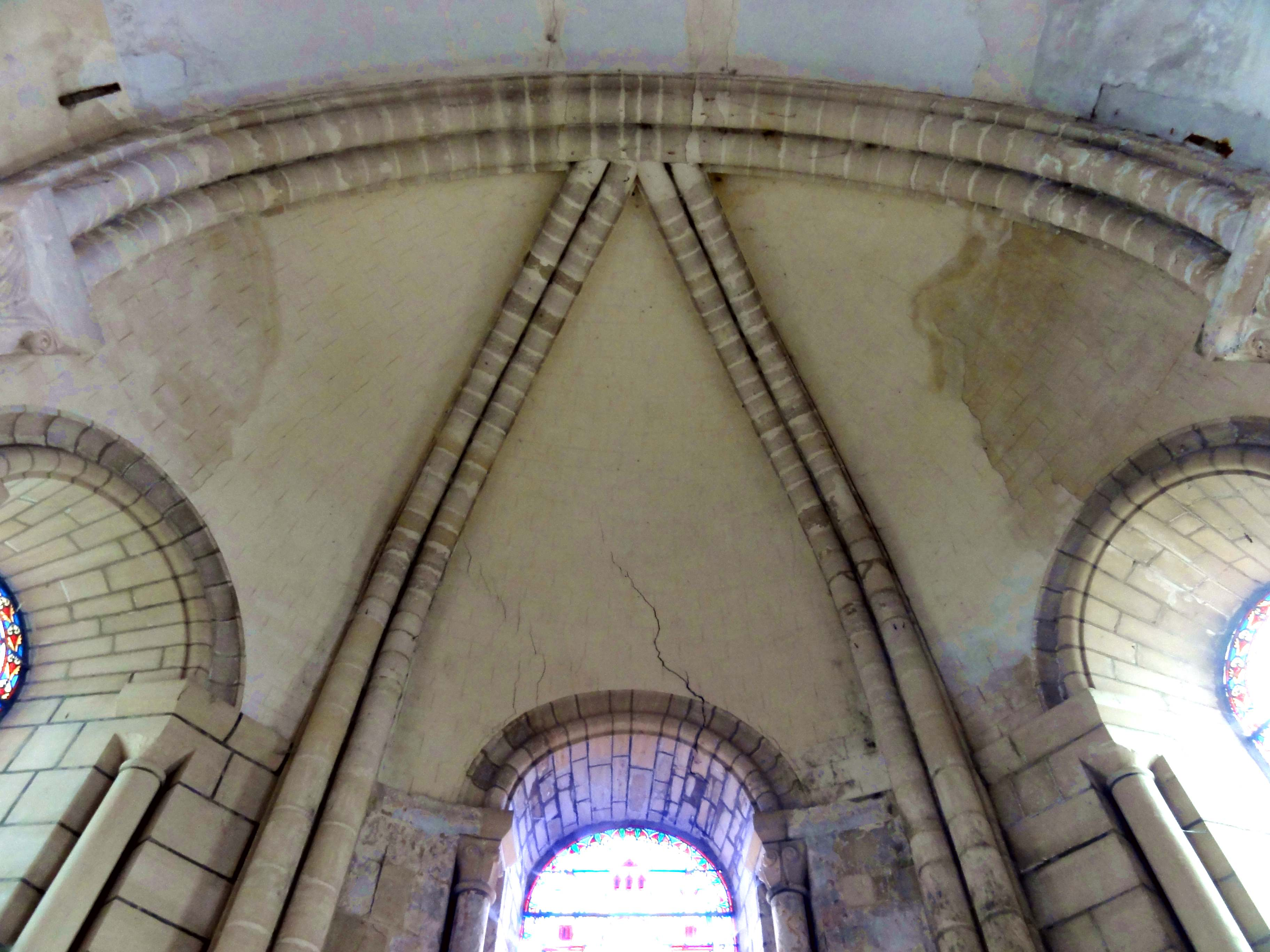
Voûte en cul-de-four.
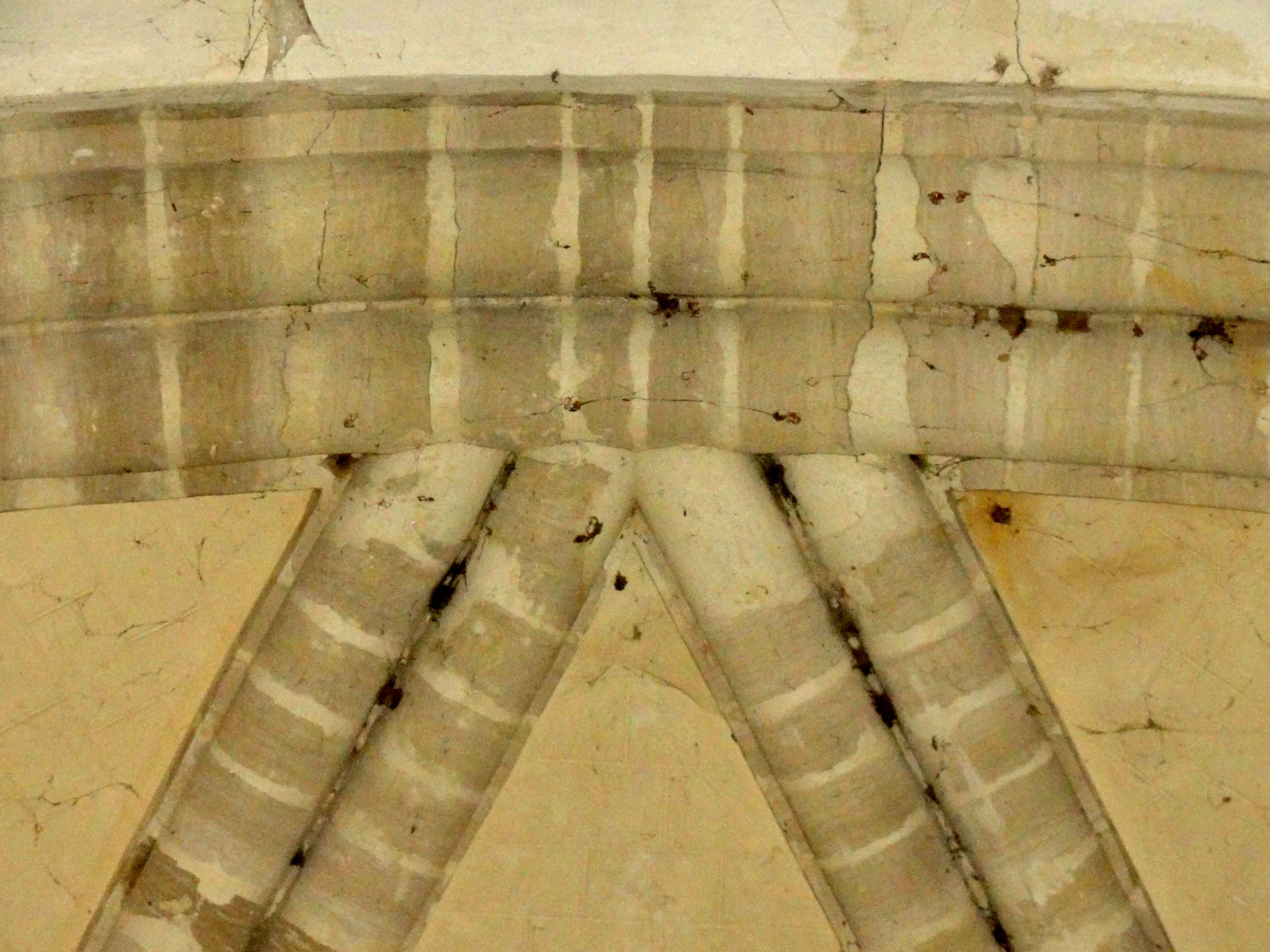
Sommet de la voûte.
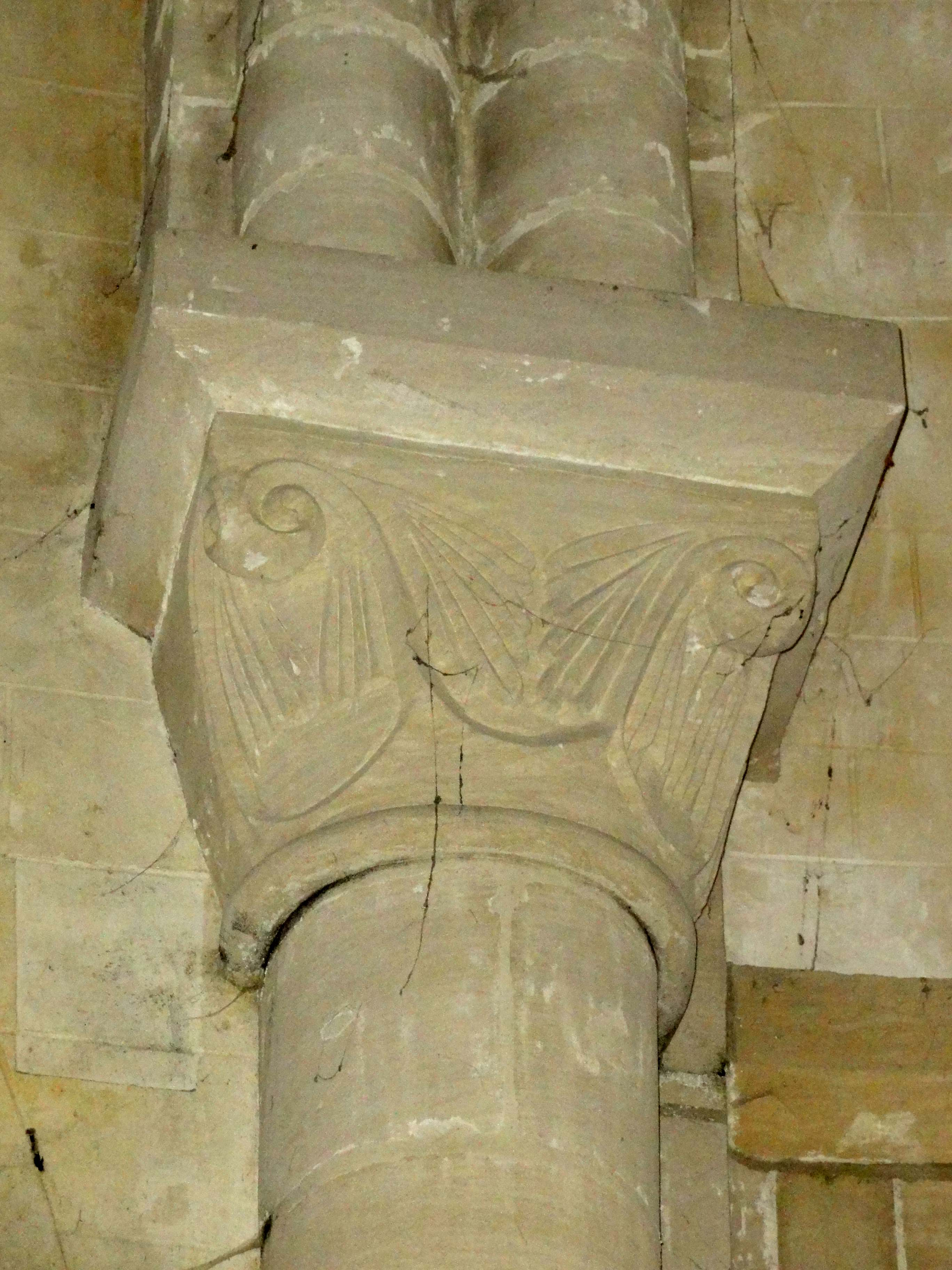
Chapiteau au nord du doubleau.
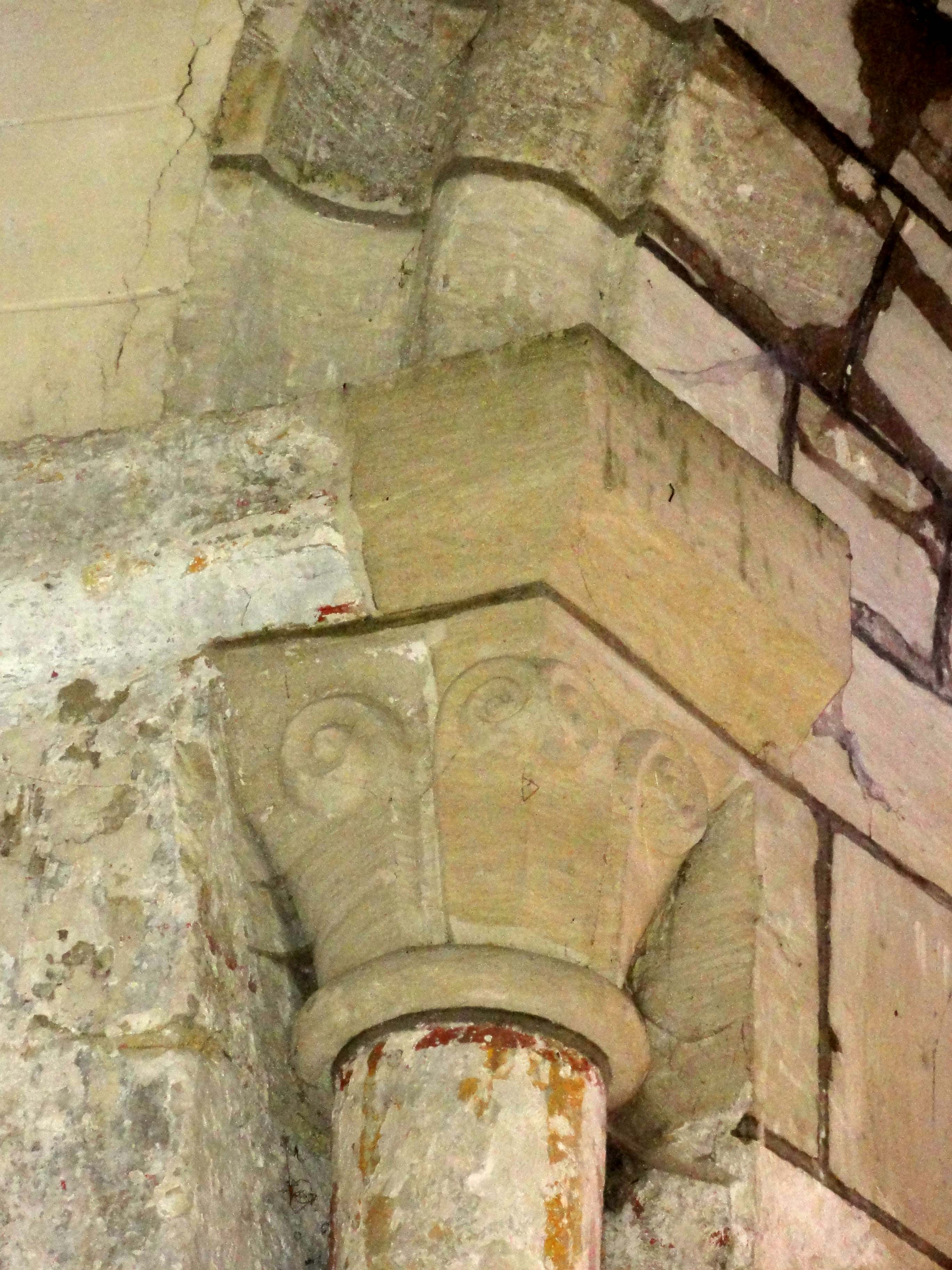
Chapiteau à gauche de la baie d'axe.
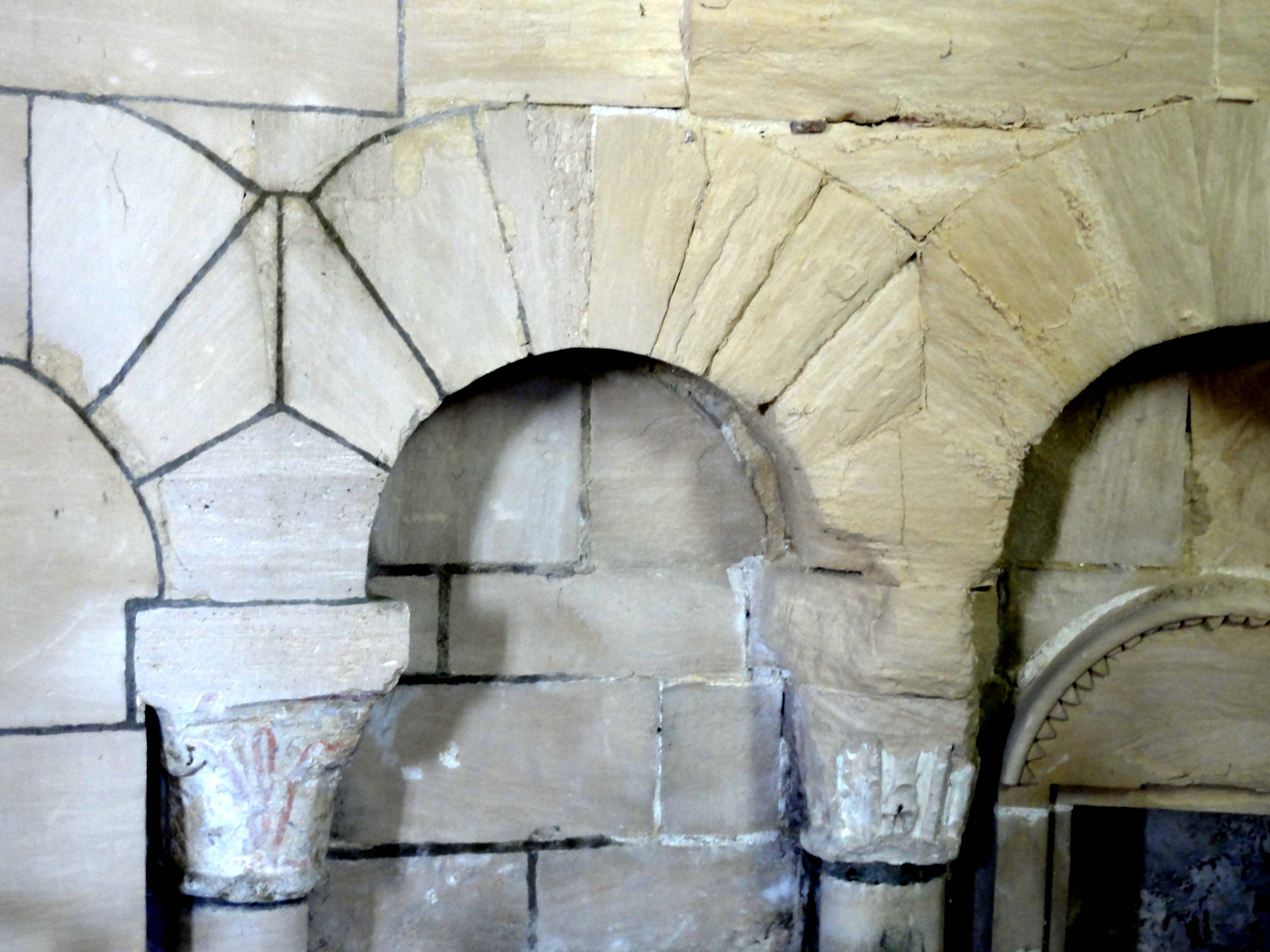
Arcature plaquée au nord, chapiteaux.
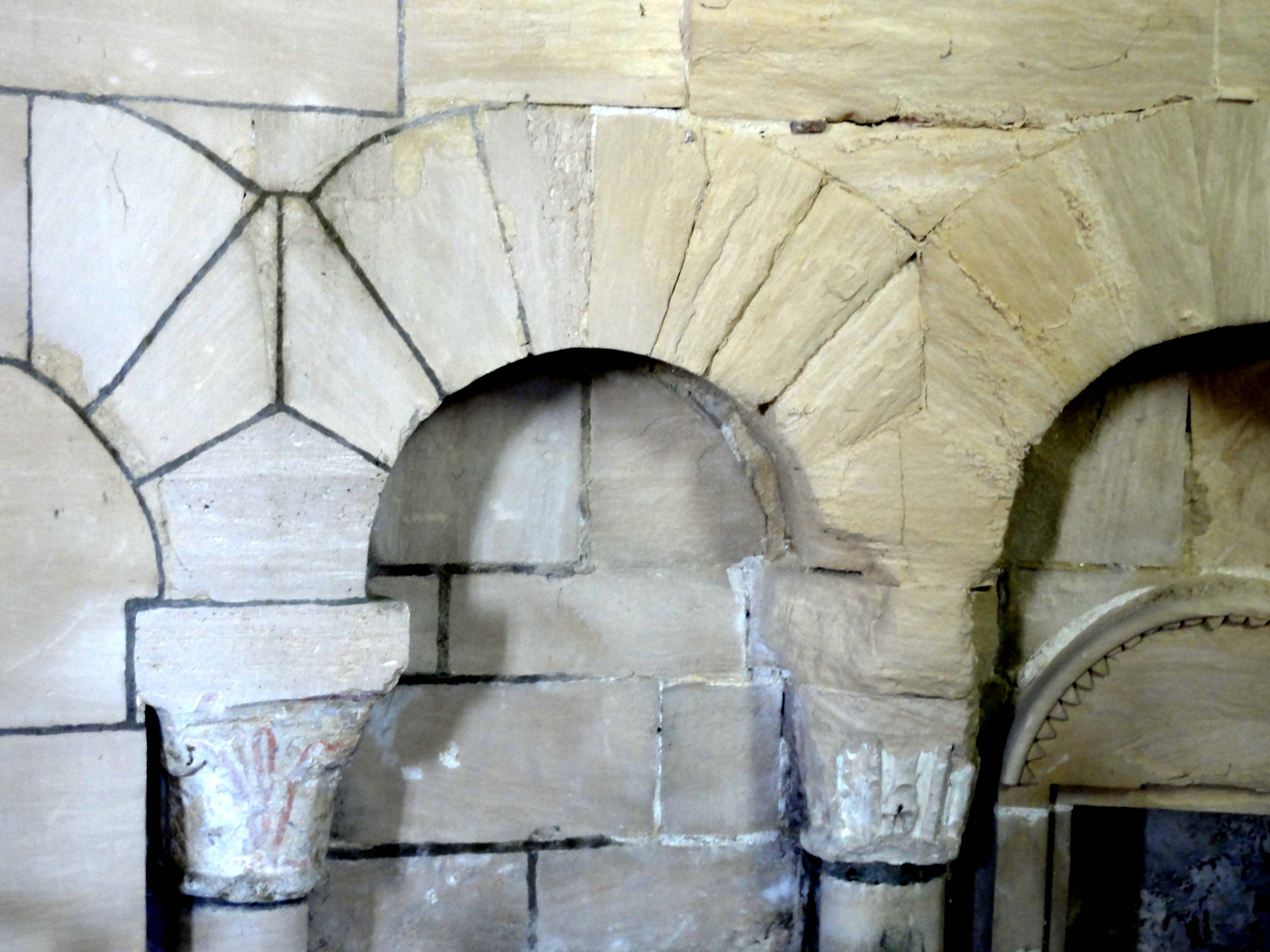
Arcature plaquée au sud, chapiteaux.

### Chapelle latérale sud

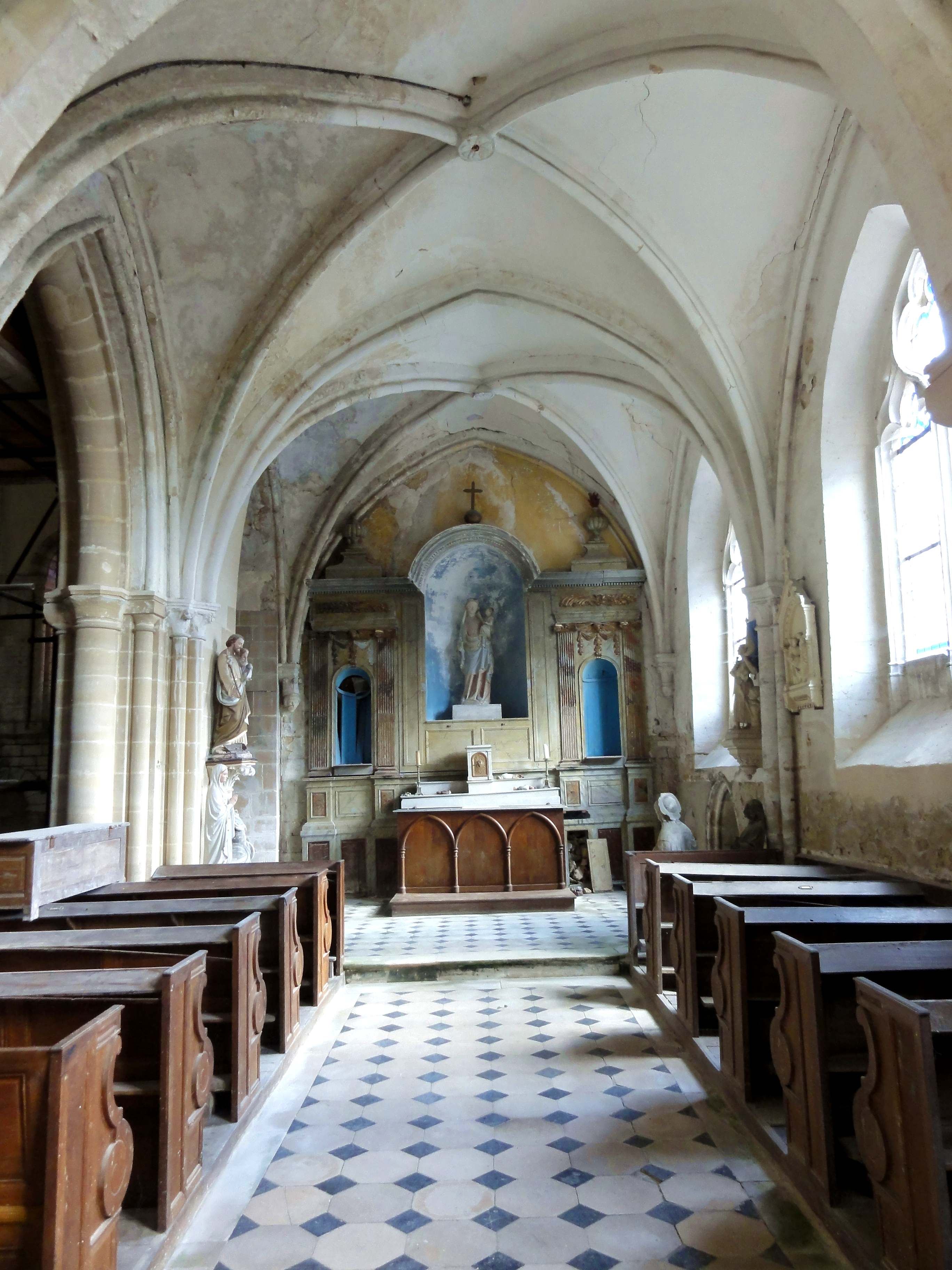
Vue vers l'est.

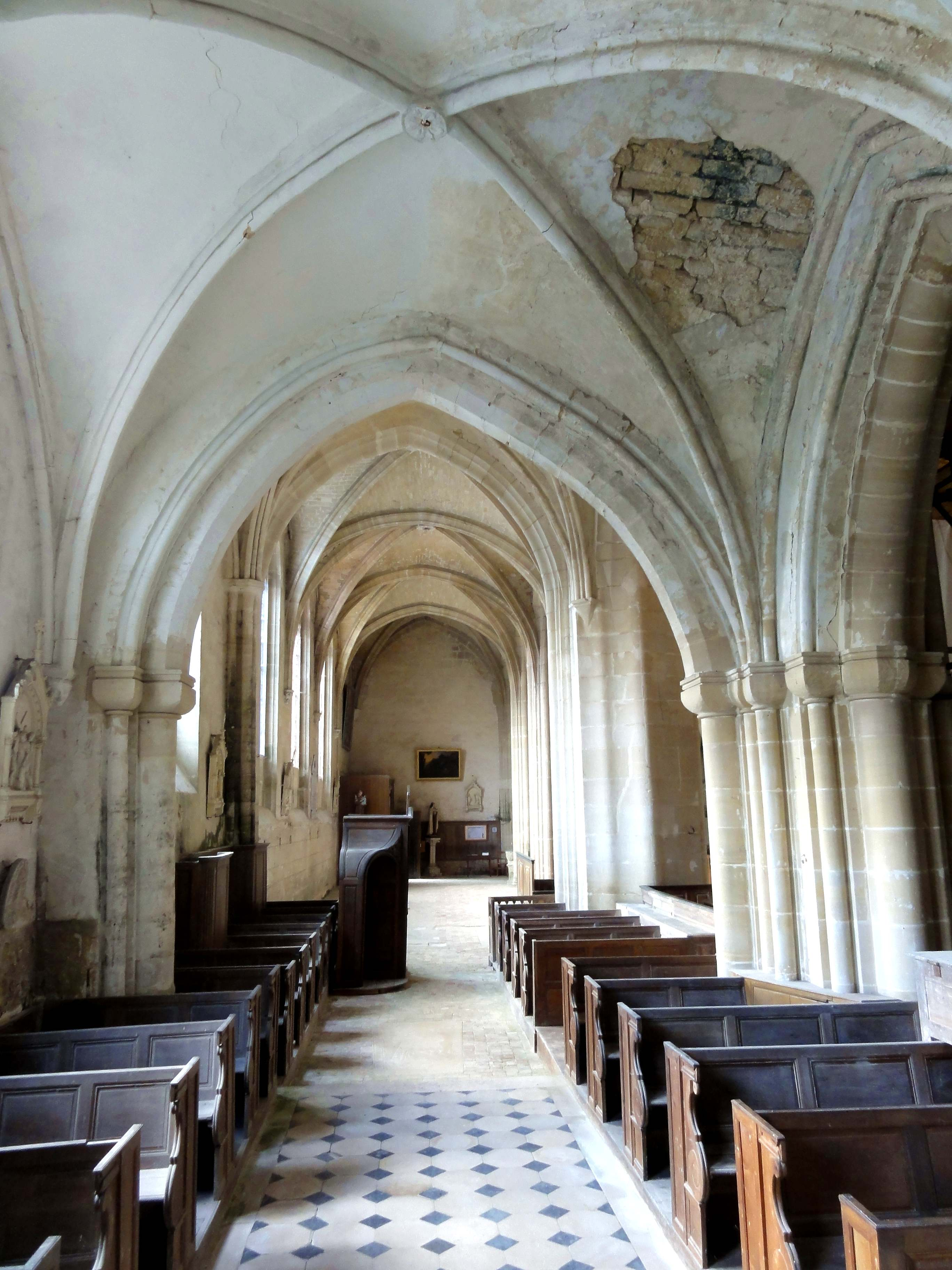
Vue vers l'ouest.

Les deux chapelles latérales se rattachent au style gothique rayonnant. Contrairement au transept et au chœur, elles n'ont pas connu, au fil de leur histoire, de modifications affectant leur structure. La chapelle du sud, dédiée à la Vierge Marie, est en même temps la seule partie médiévale de l'église qui a gardé une partie de ses supports d'origine intactes. Son caractère a néanmoins souffert de retouches successives et du manque d'entretien. Les deux travées, nettement barlongues, sont de dimensions identiques. Il en résulte que le doubleau intermédiaire n'est pas établi dans l'axe du doubleau séparant les deux travées du chœur (ce qui est en revanche le cas dans la chapelle du nord), et que les grandes arcades de la travée droite du chœur ne sont par conséquent pas de la même largeur. L'esthétique de la chapelle de la Vierge en gagne largement. Malgré sa faible hauteur, elle laisse une certaine impression de légèreté grâce à l'éclairage généreux et à la minceur des nervures des voûtes. La piscine liturgique sous la deuxième baie du sud, à ras le sol, est là pour rappeler l'exhaussement du sol et l'élancement jadis plus important de l'édifice. Le doubleau intermédiaire se limite à un tore unique devant un bandeau doublement biseauté, qui constitue la partie « fonctionnelle » de l'élément dissimulé à l'œil. Les ogives accusent un tore en profil d'amande entre deux gorges et deux fines baguettes. Les clés de voûte d'origine se sont perdues ; celles que l'on voit actuellement sont sans intérêt et ne datent que du XVIIe ou du XVIIIe siècle. Les formerets présentent un tore et une gorge, à l'instar des archivoltes de nombreux portails. Il n'y a pas de formeret du côté du collatéral, et ce dernier n'a par ailleurs pas non plus de formeret au revers de la même arcade, sommairement refaite à la première moitié du XVIe siècle.
Le remplage de la deuxième baie du sud intègre, à gauche et à droite, deux fines colonnettes à chapiteaux qui subsistent du réseau rayonnant que les trois fenêtres de la chapelle ont dû posséder jusqu'à sa dévastation probable pendant la guerre de Cent Ans. Pour le reste, les réseaux flamboyants concordent avec la baie méridionale du transept et la baie occidentale de la nef, et affichent deux lancettes à têtes trilobées sommées d'un soufflet également trilobé, tous les écoinçons étant ajourés. La baie du chevet, bouchée en 1699 au plus tard, est plus large, et devait posséder un remplage à trois lancettes au moins. Si ces réseaux devaient être résolument rayonnants, comme l'indiquent les deux colonnettes et deux autres visibles à l'extérieur, les supports appartiennent à un courant plus conservateur. L'architecte a en effet opté pour un seul support dans chacune des angles, et des faisceaux de trois colonnettes de part et d'autre du doubleau intermédiaire, ce qui signifie qu'il n'y a pas de colonnettes pour les formerets. L'architecture rayonnante tend au contraire à multiplier de nouveau les fûts dans le but d'un amincissement maximal. Les groupes de trois chapiteaux du doubleau sont taillés dans un même bloc, et le chapiteau médian est placé en avant, et à 45°, avec un tailloir dit « à bec ». Cette disposition fait son apparition dans la région dans l'abbatiale de Royaumont, achevée en 1235, à l'apogée du style gothique « classique » (soit bien avant le milieu du règne de saint Louis, comme le dit Louis Régnier). On la trouve aussi à Bray-sur-Aunette, Cires-lès-Mello, Cormeilles-en-Vexin, Genainville, Marly-la-Ville, etc. Dans les angles du chevet, la corbeille du chapiteau est reçue sur un cul-de-lampe sous l'apparence d'une tête humaine. Au nord-est, le chapiteau a été maladroitement refaite à l'époque moderne. Dans l'angle sud-ouest, les formerets et l'ogive retombent directement sur une tête humaine, sans interposition d'un chapiteau ni même d'un tailloir. C'est là aussi, selon Louis Régnier, le résultat d'une réparation.

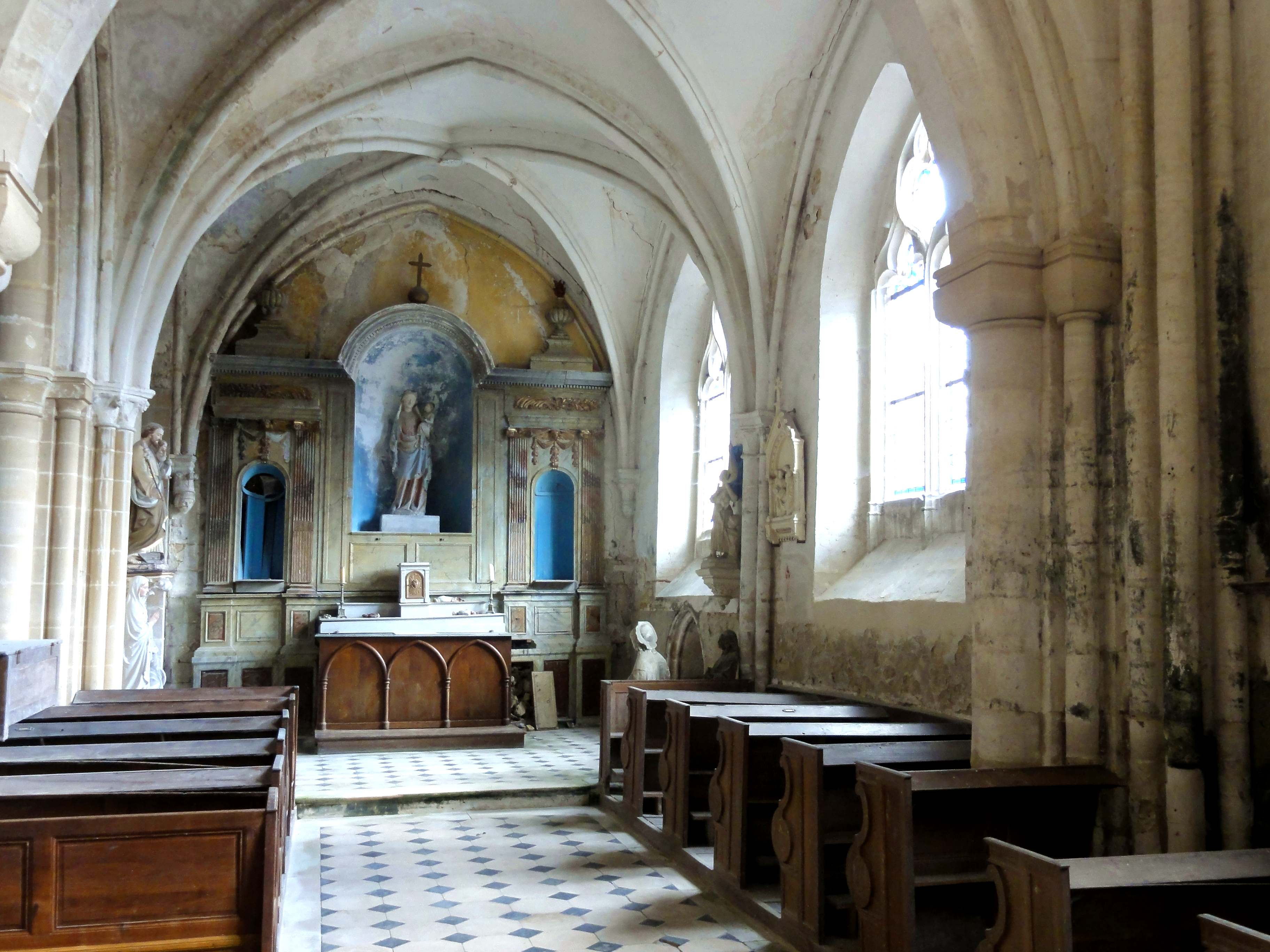
Vue vers le sud-est.
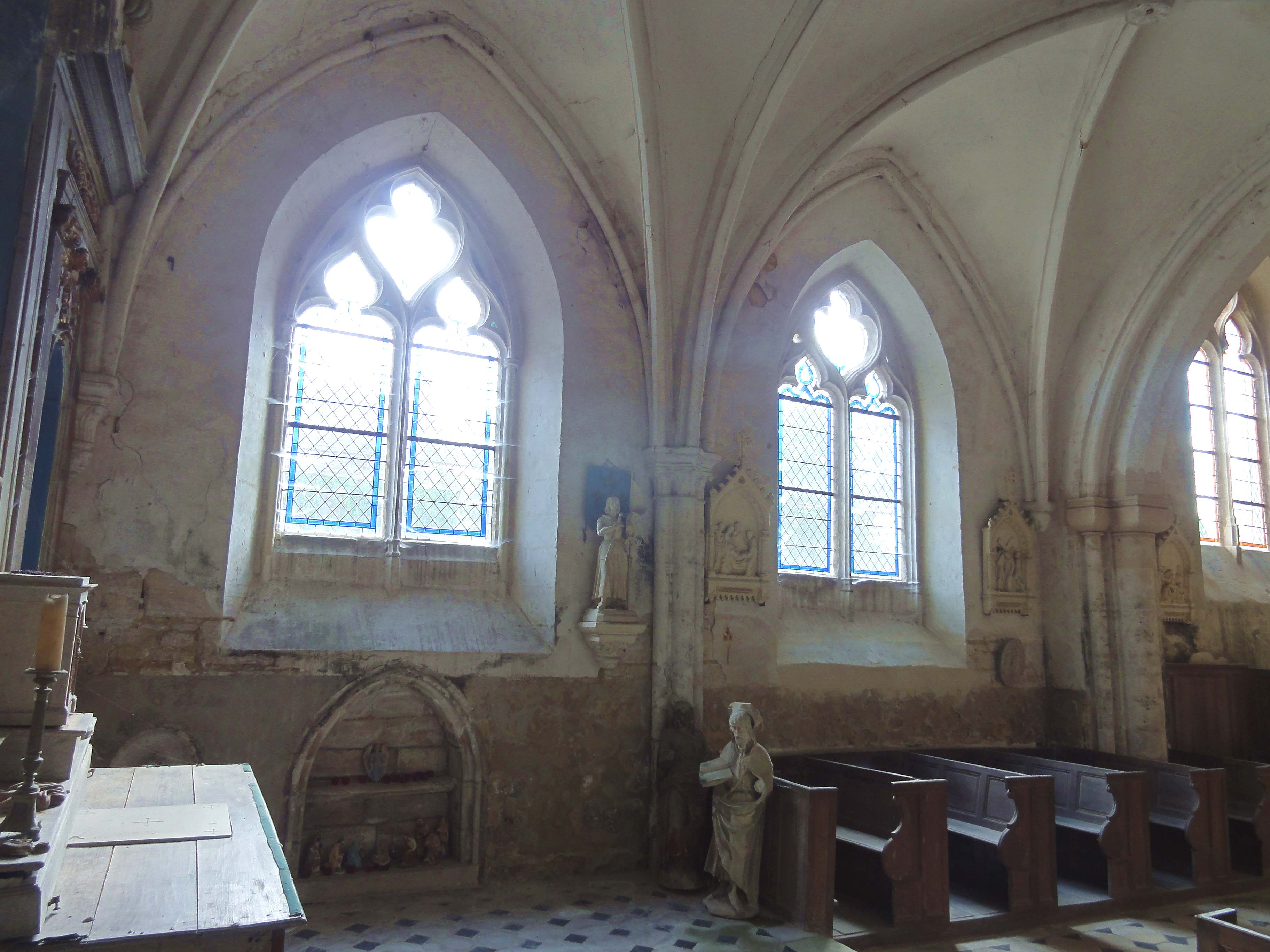
Côté sud.
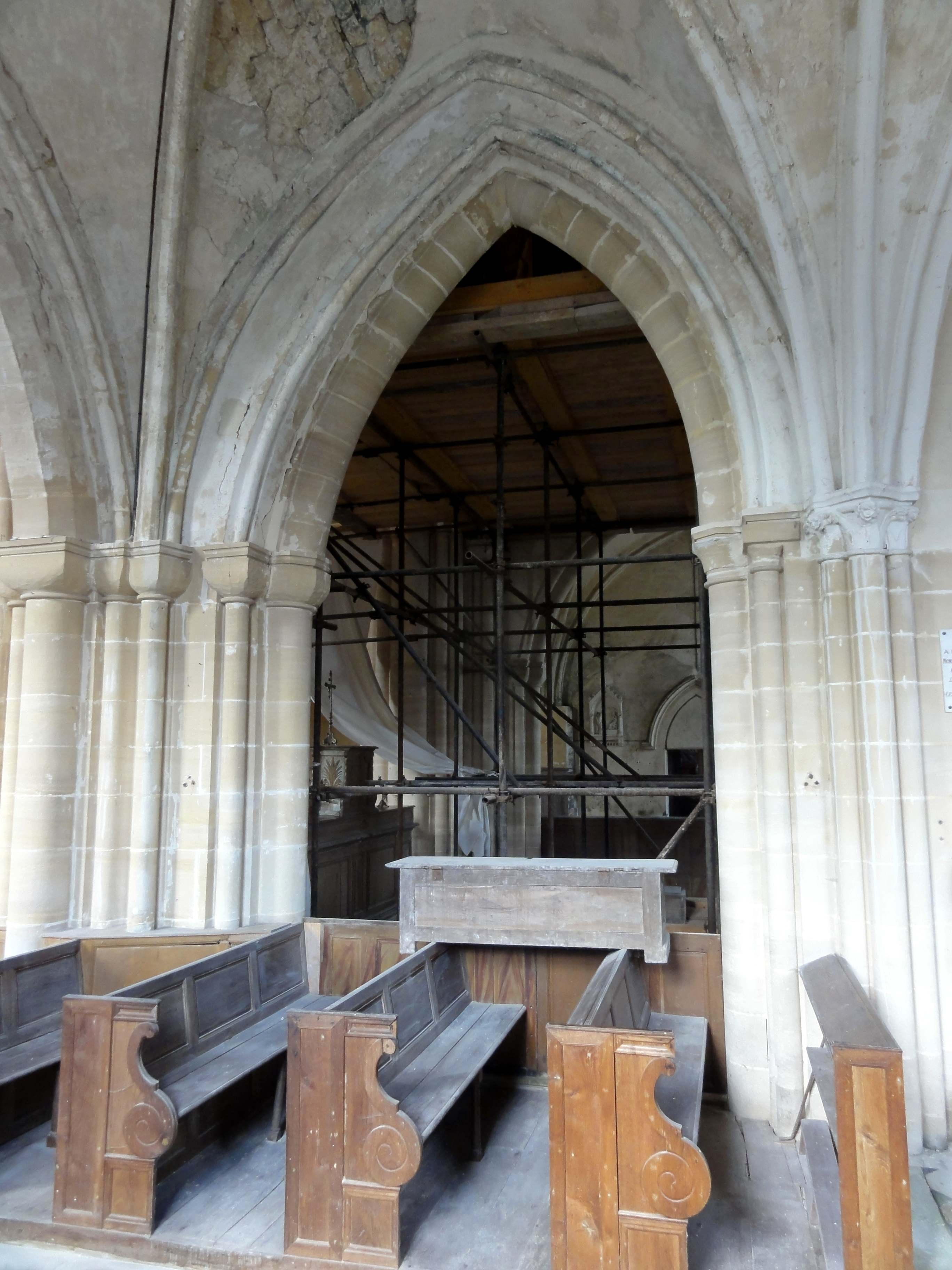
1re travée, vue vers le nord.
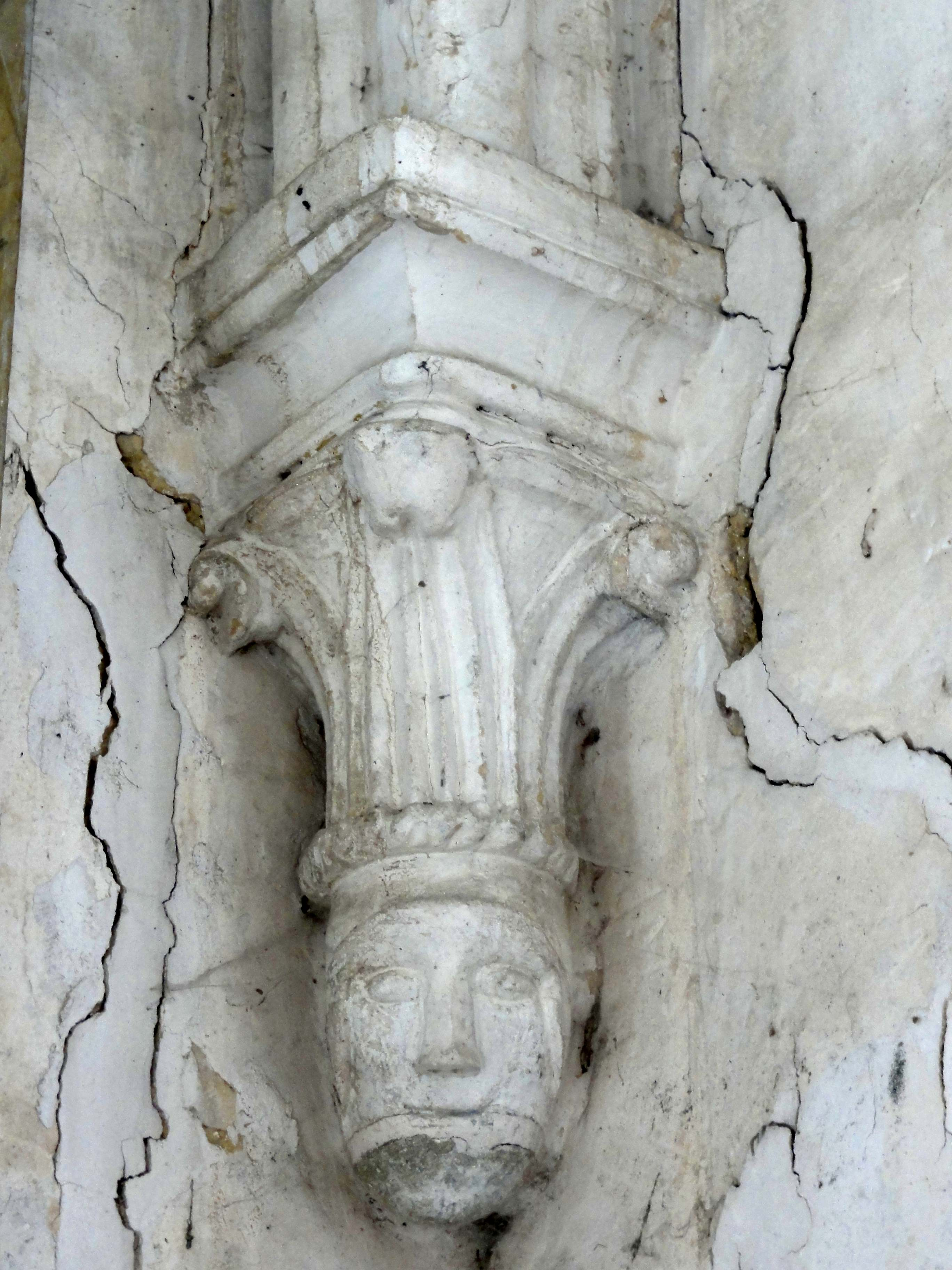
Cul-de-lampe dans l'angle sud-est.
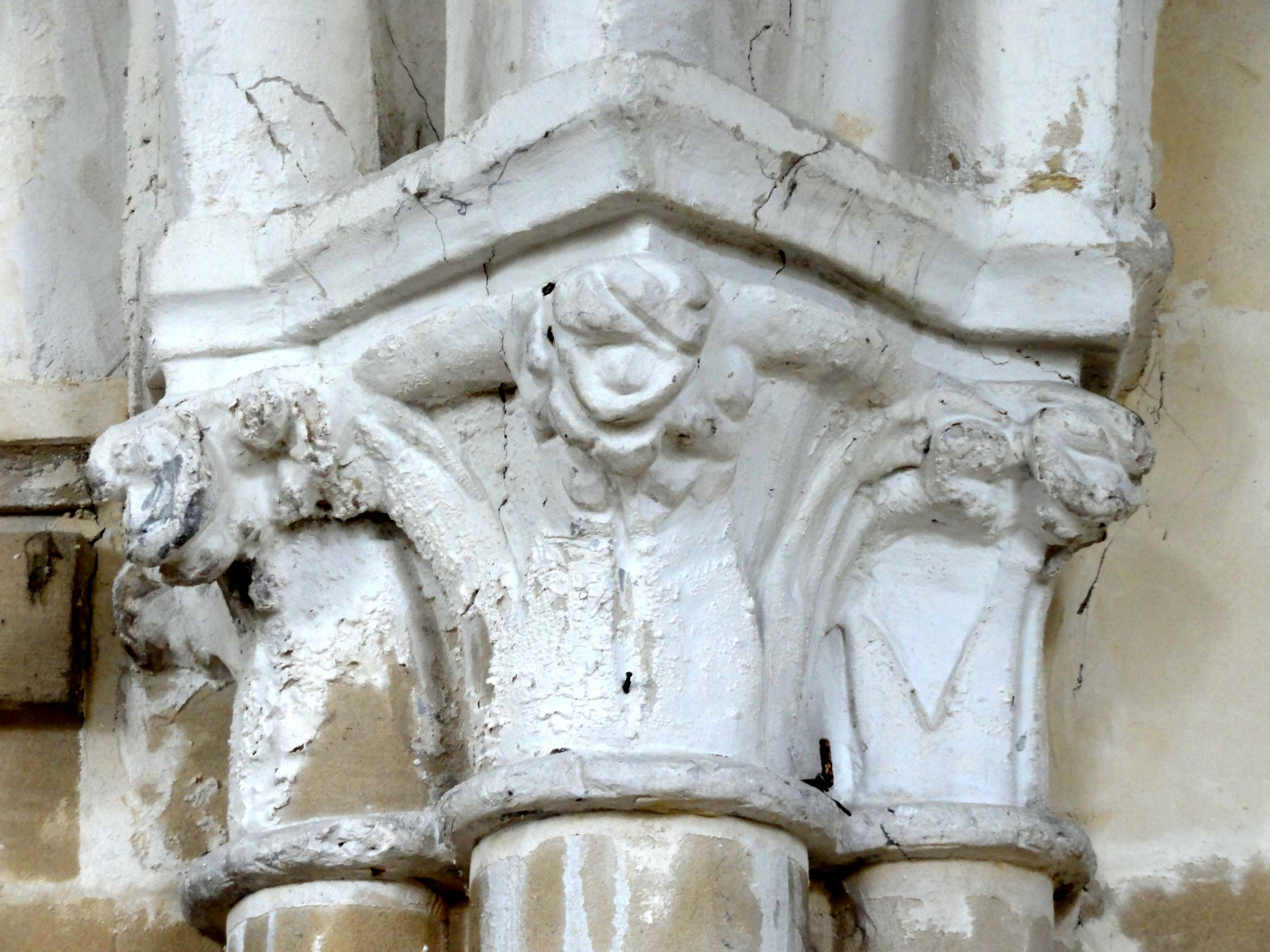
Chapiteaux du doubleau, côté nord.
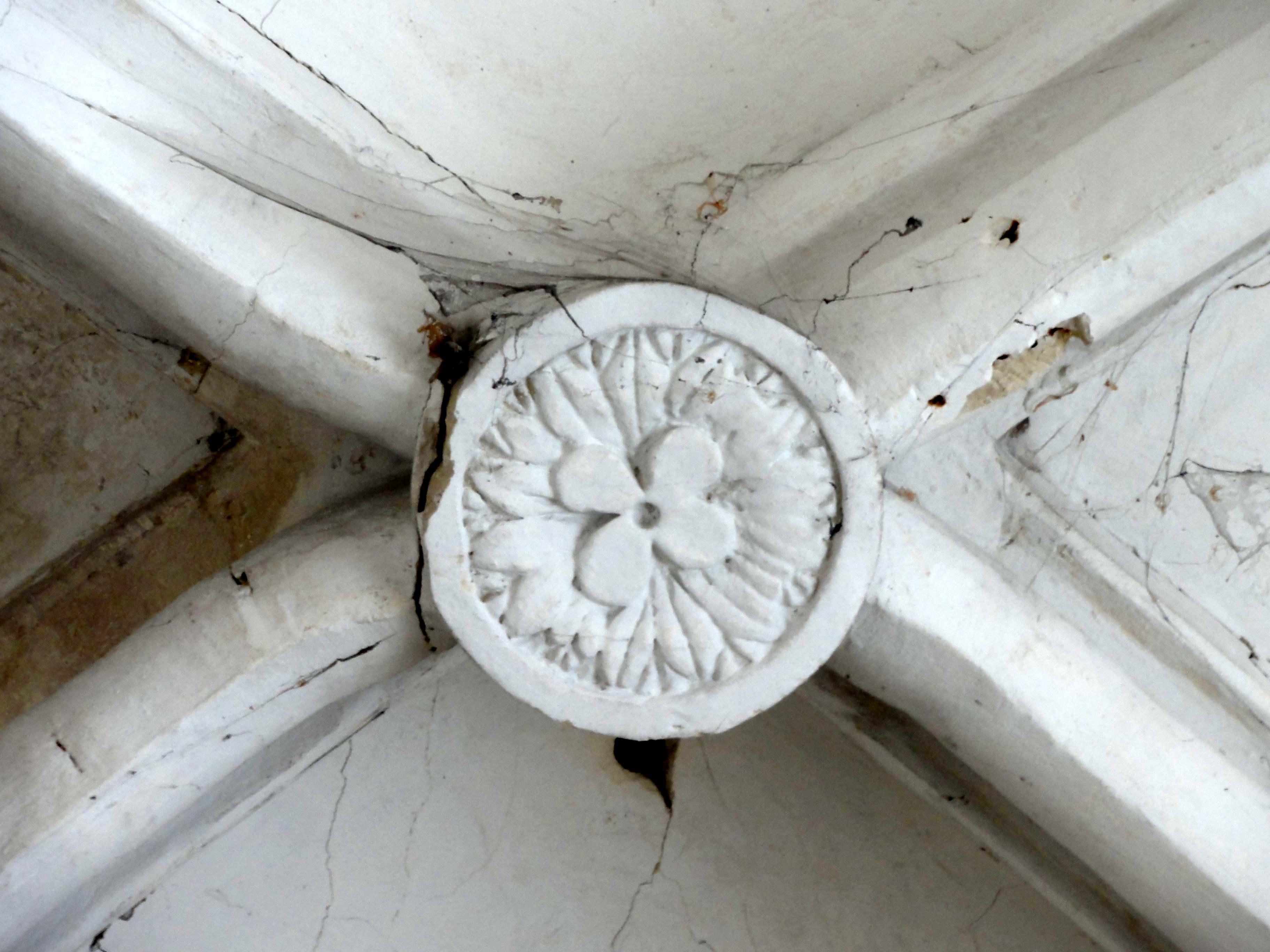
Clé de voûte de la 2e travée.

### Chapelle latérale nord

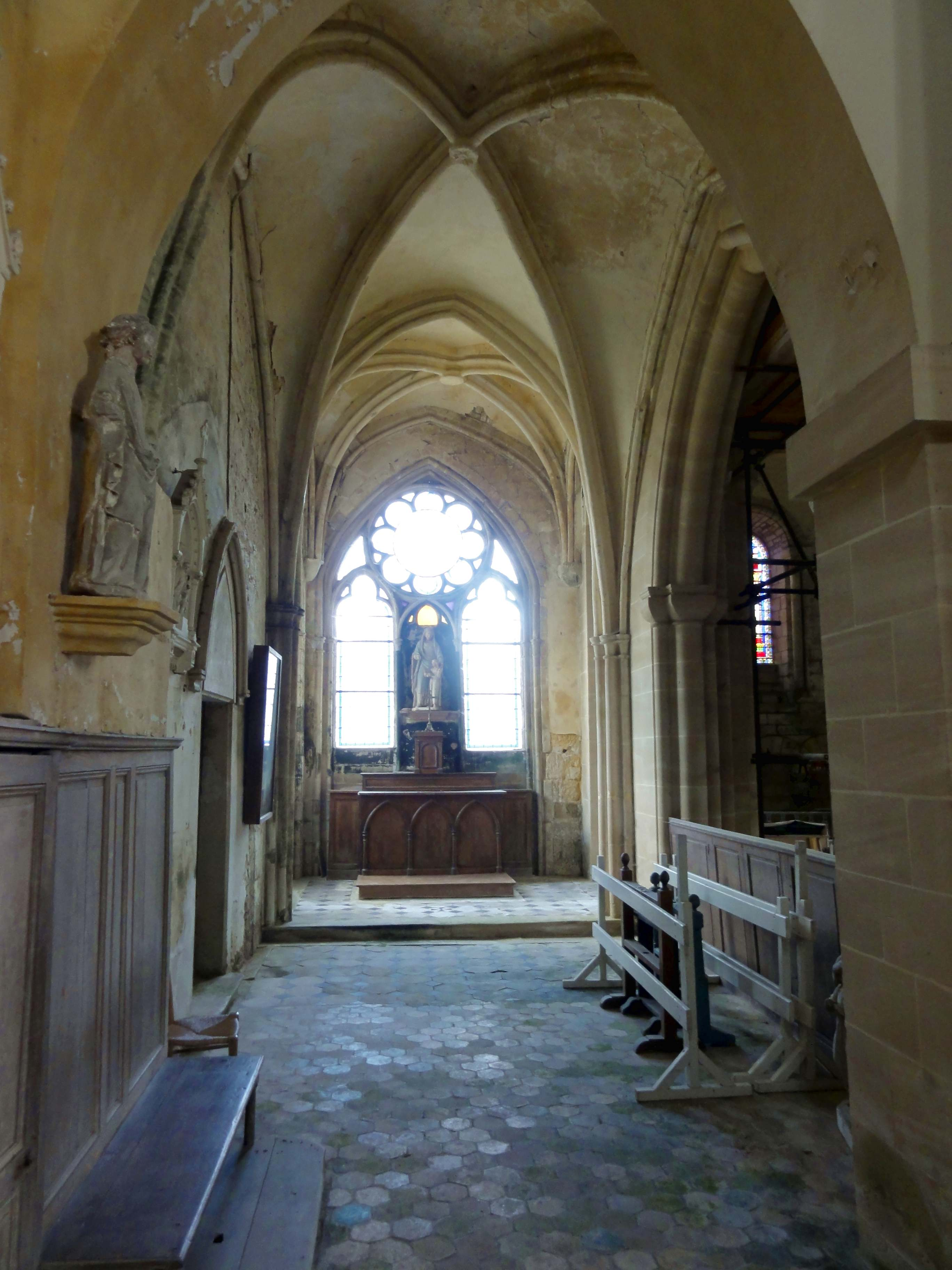
Vue vers l'est.

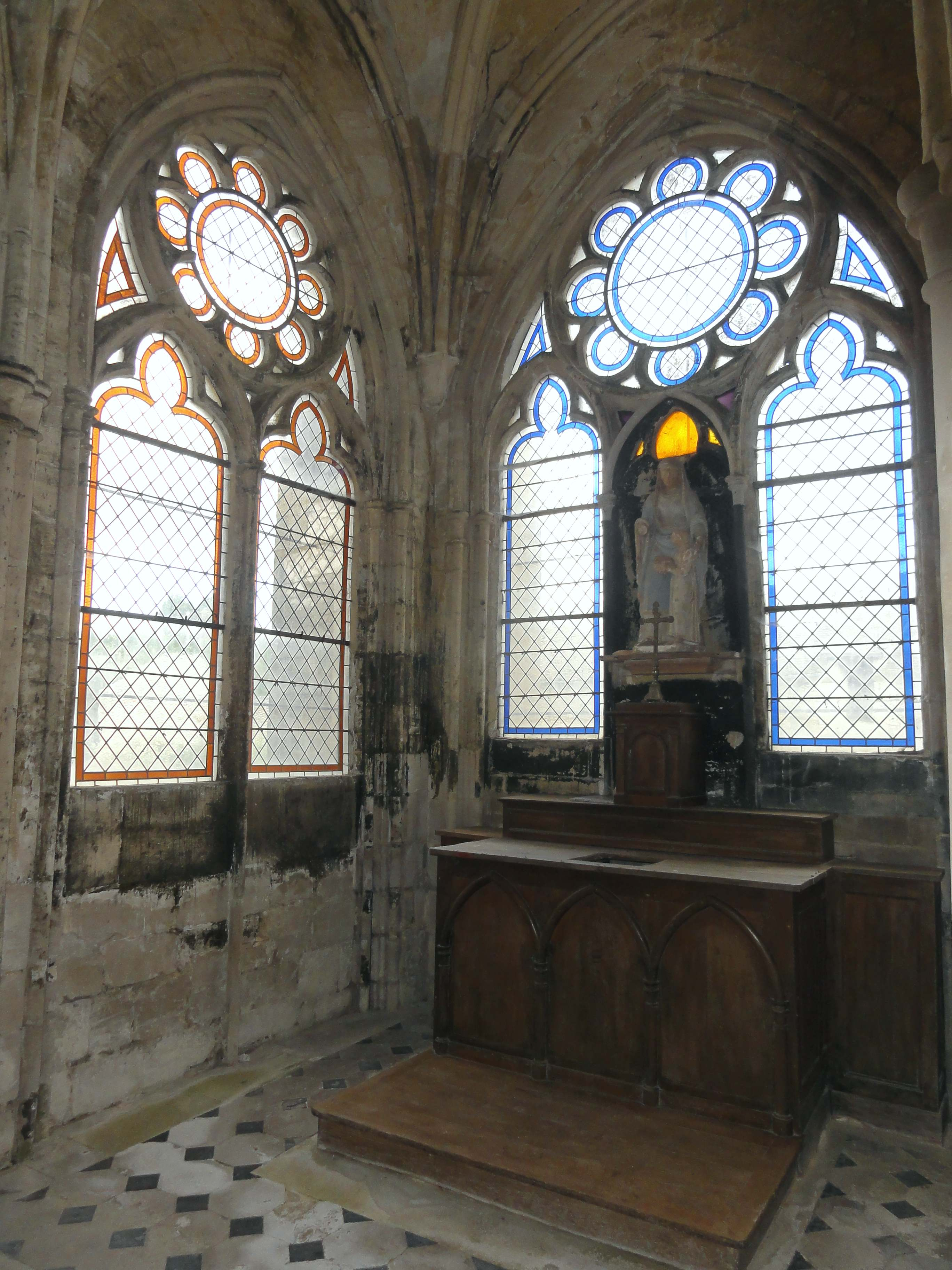
2e travée, vue diagonale vers le nord-est.

La chapelle latérale nord se rattache au style rayonnant tardif, comme l'indiquent les têtes trilobées des réseaux des fenêtres, annonçant le style flamboyant. Mais une fois de plus dans l'église Saint-Josse, la sculpture n'est plus présente pour apprécier à sa juste valeur l'œuvre de l'architecte de la fin du XIIIe ou du début du XIVe siècle. Il a dû faire face à une contrainte peu propice à donner de l'éclat à la chapelle dédiée à sainte Anne, mais pourtant réussi le pari. En fait, la mitoyenneté de la salle capitulaire du côté nord prive cette travée de jours sur l'extérieur, ce qui est d'autant plus dommageable que de l'autre côté au sud, la travée droite du chœur soit également dépourvue de fenêtres, et que le croisillon nord à l'ouest de la chapelle soit également très sombre. Le maître d'œuvre traite donc la première travée comme un couloir de circulation, et la deuxième travée, carrée et petite, comme un oriel. On voit déjà le même concept autour de 1200 sur la chapelle d'angle nord-est de Foulangues. Les deux fenêtres occupent presque toute la largeur disponible entre les faisceaux de colonnettes, et procurent ainsi un minimum d'éclairage à la première travée du chœur, de la chapelle elle-même, et au transept. Comme le veut l'architecture rayonnante, les fenêtres sont pratiquement situées sur un même plan avec les murs, alors que dans la chapelle de la Vierge, elles sont encore repoussées au fond d'un ébrasement. Pour parvenir à cette fin, chacune des baies est ménagée dans une niche de très faible profondeur, qui épouse la largeur et le sommet de la baie. Son pourtour est garni d'un tore, et porteur de chapiteaux-tuyaux.
Les lancettes et le tympan des fenêtres sont eux-mêmes agrémentés de minces tores, qui fusionnent avec l'oculus du tympan et les lancettes voisines à tous les points de contact. Ainsi, un unique meneau sépare deux lancettes. Comme particularité, tous les meneaux descendent jusqu'au sol, ce qui donne l'impression de baies descendant également jusqu'au sol, dont la partie inférieure aurait été bouchée. Tous les meneaux portent également des chapiteaux-tuyaux. Le niveau de l'ensemble des chapiteaux des niches et des deux remplages est celui des impostes des lancettes de la baie du nord, ce qui fait que les chapiteaux de la baie du chevet, plus large, sont situés à un niveau anormalement bas. Le réseau de la baie orientale est constitué de lancettes à têtes trilobées, celle du milieu plus basse, surmontée d'un oculus inscrivant un octolobe de grand diamètre. Le réseau de la baie septentrionale ne compte que deux lancettes, et est sinon analogue. Concernant les voûtes, l'on note que les formerets sont du même diamètre que les tores des remplages. Celui du chevet suit malencontreusement un tracé très irrégulier. Les ogives et le doubleau accusent un tore proéminent, dégagé de la voûte par une gorge et une baguette de chaque côté, que l'on découvre seulement on regardant les nervures de biais. Seule la clé de voûte de la première travée conserve sa petite rosace. Il y a généralement équivalence entre le nombre de supports et le nombre des éléments à supporter, avec donc la multiplication et l'amincissement des fûts habituels de l'époque. Les fûts sont reliés les uns aux autres par de profondes gorges, à l'instar des croisillons du transept. Les colonnettes des angles nord-ouest et sud-est ont toutefois disparu. Les autres colonnettes ont été refaites lors d'une restauration. Mais c'est par manque de place que l'architecte a placé un cul-de-lampe unique dans l'angle entre les deux baies.

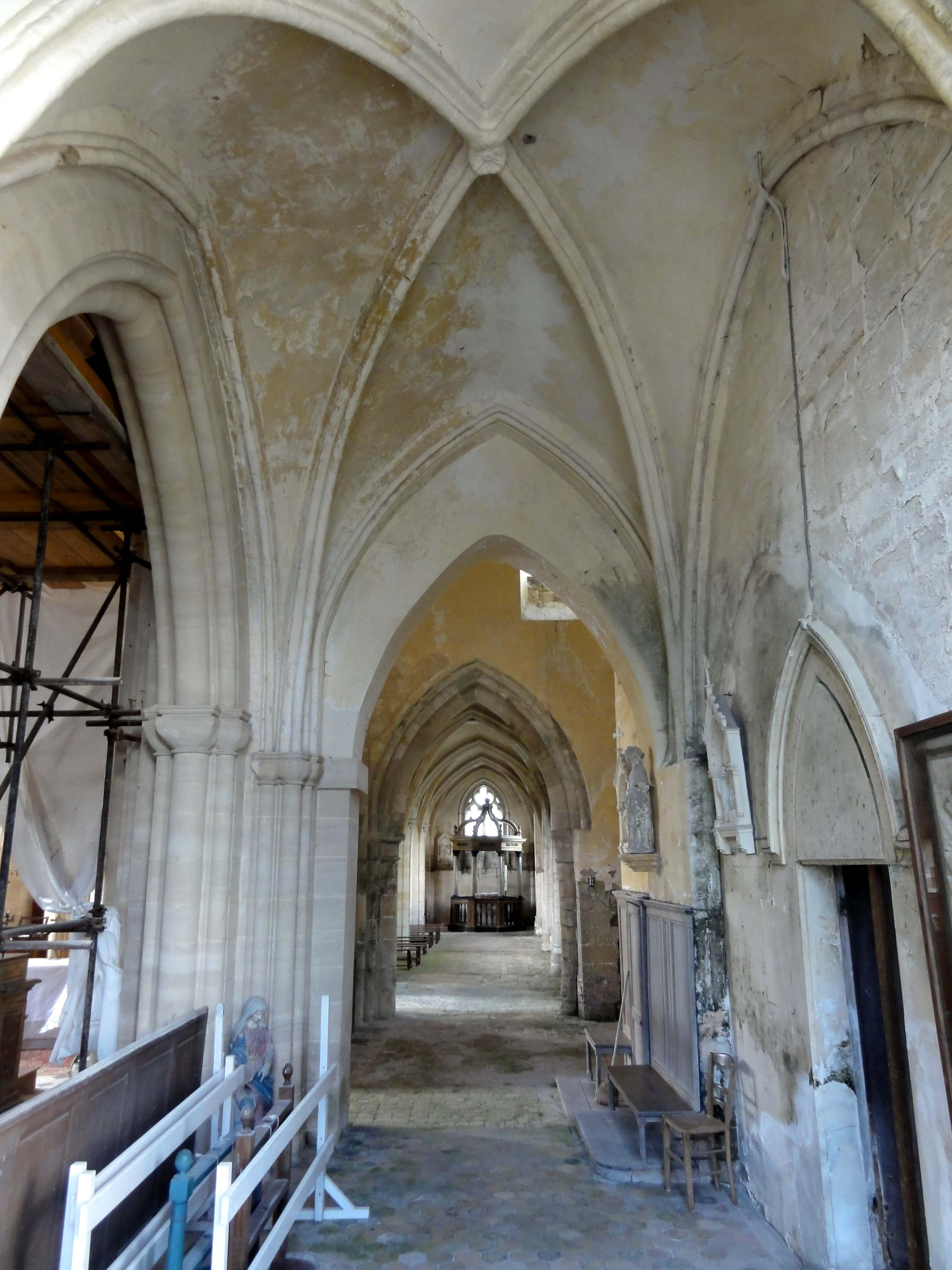
Vue vers l'ouest.
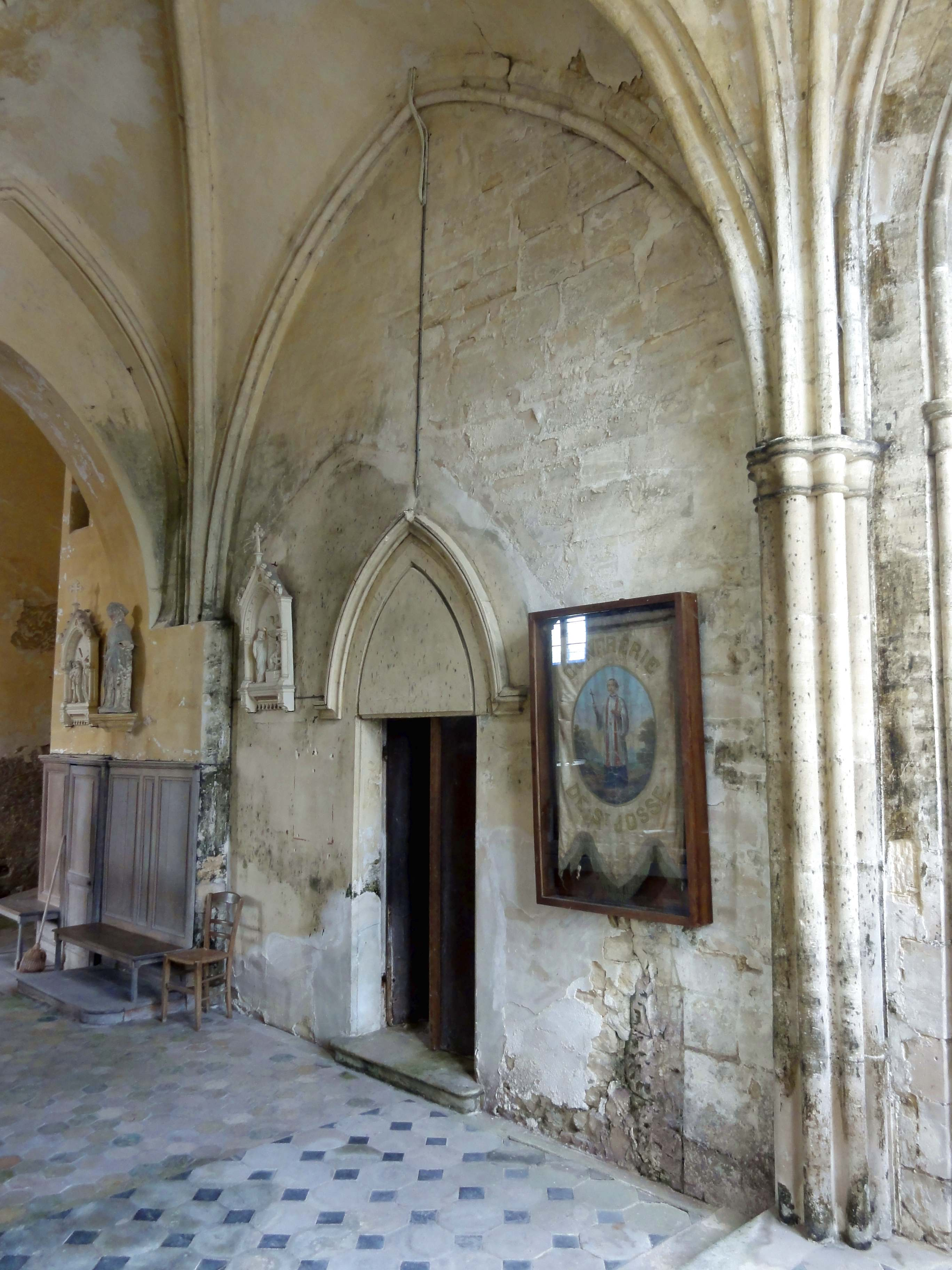
1re travée, vue vers le nord-ouest.
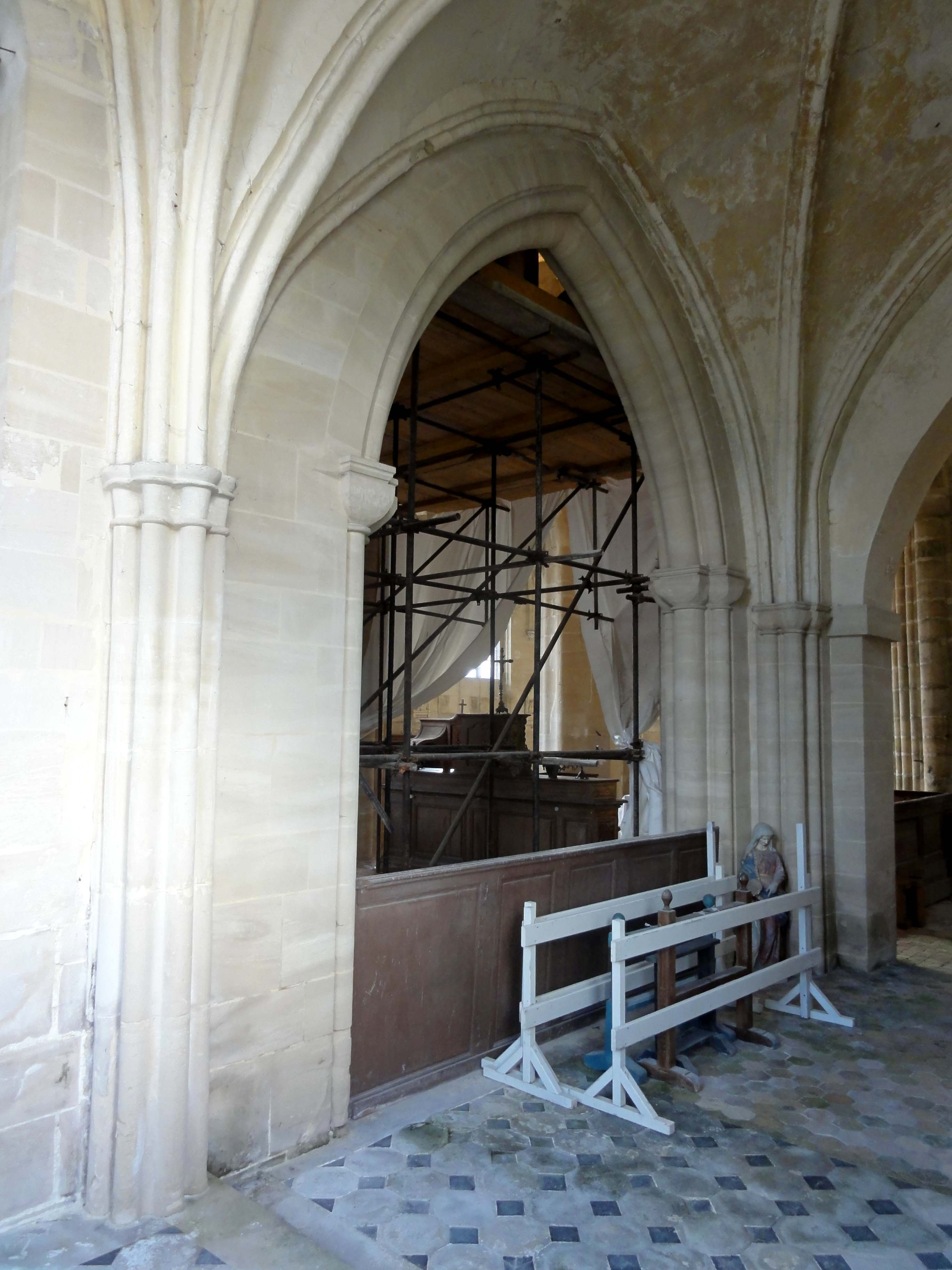
1re travée, vue vers le sud-ouest.
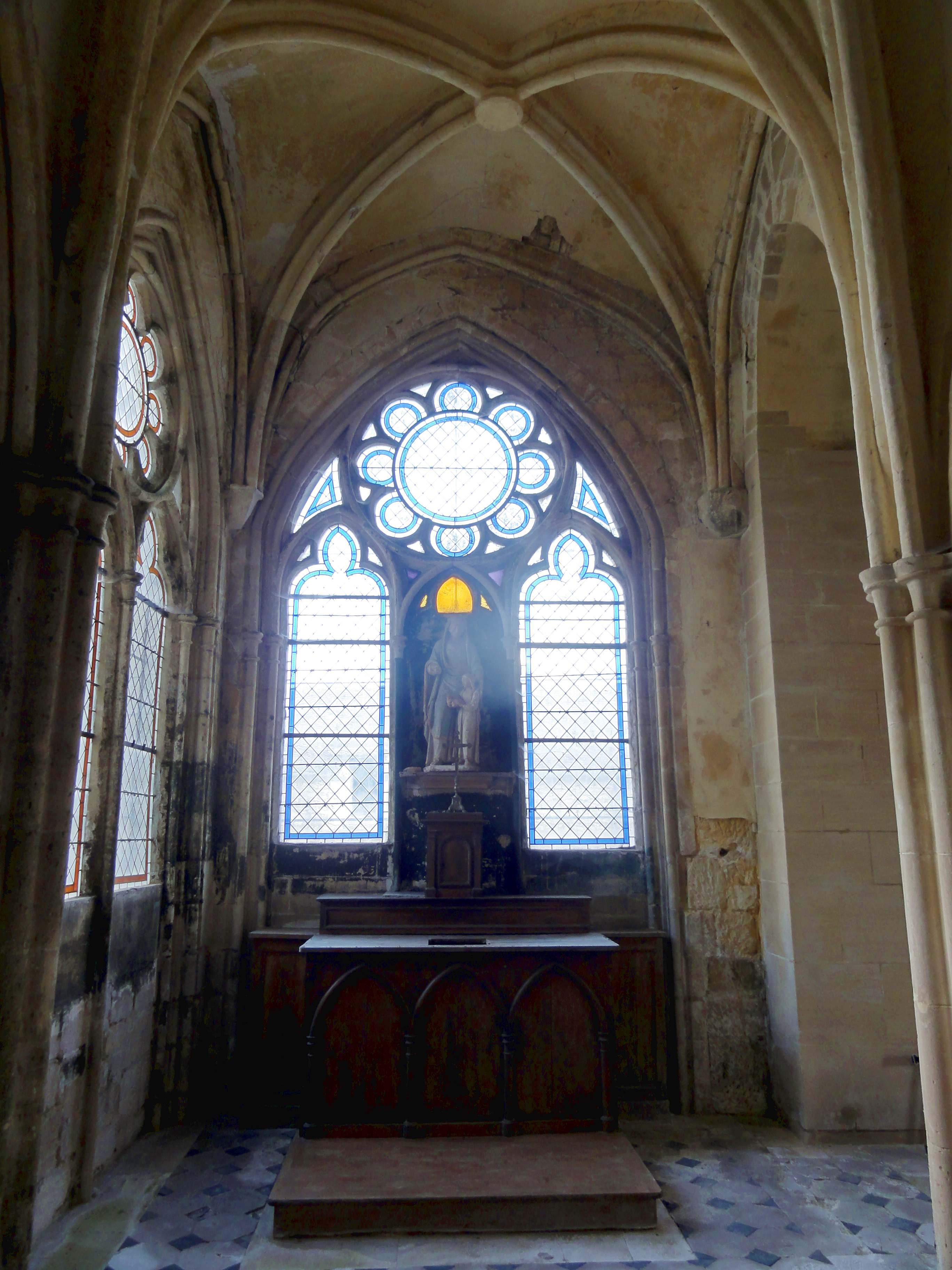
2e travée, vue vers l'est.
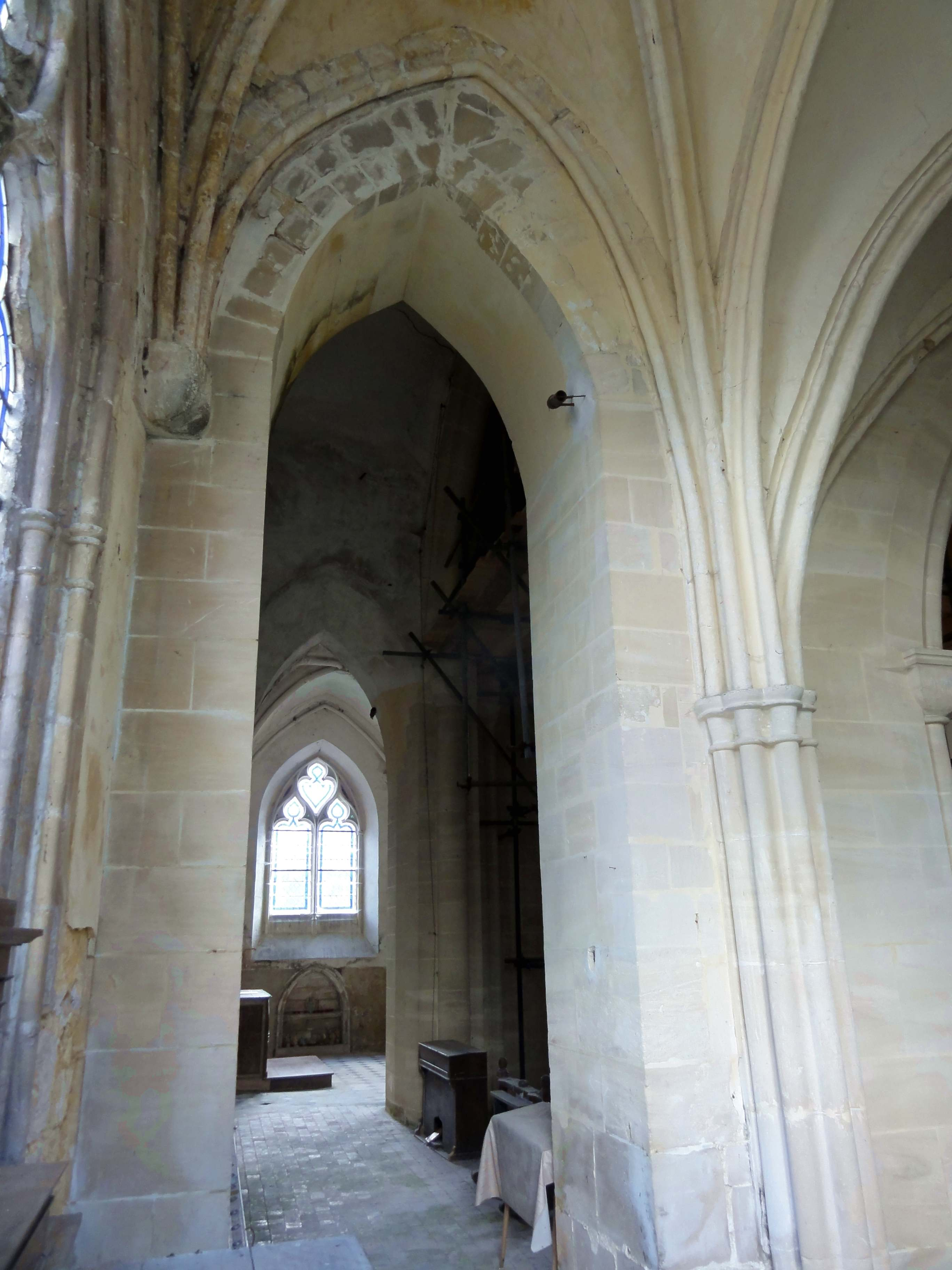
2e travée, vue vers le sud.
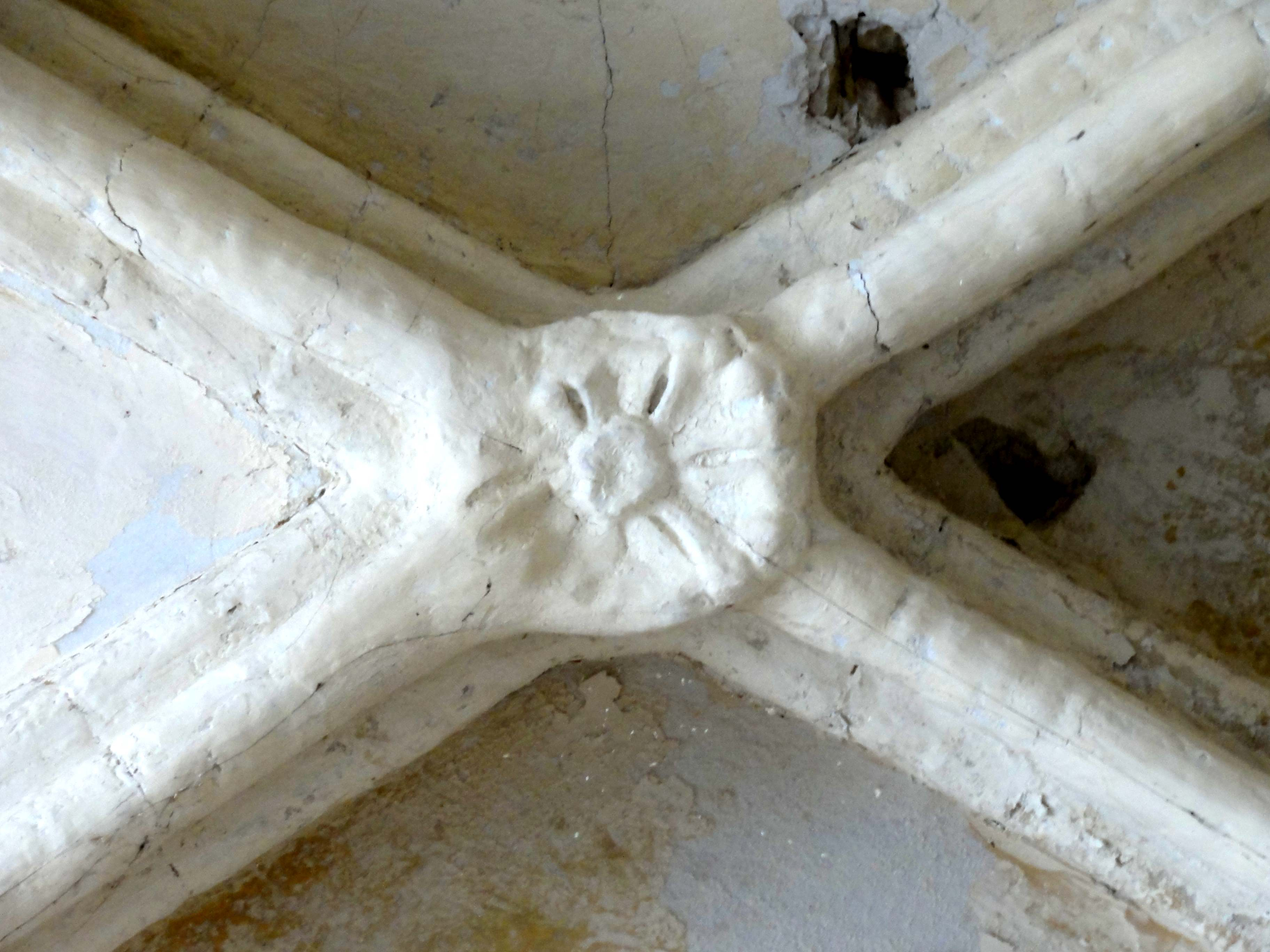
Clé de voût de la 1re travée.

### Sacristie

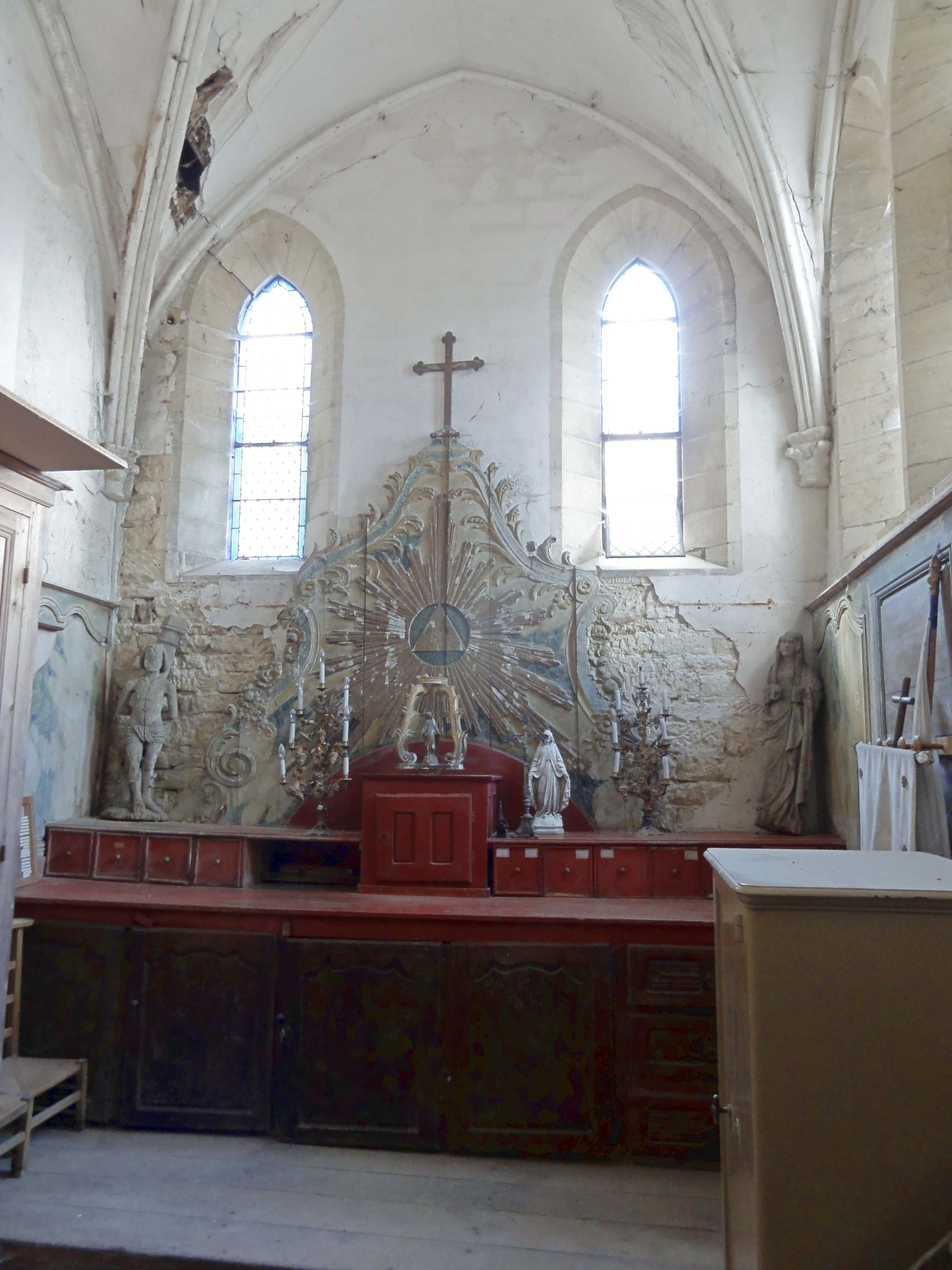
Sacristie, vue vers le nord.

La sacristie est l'ancienne salle capitulaire, qui était deux fois plus grande après son achèvement au second quart du XIIIe siècle, et rejoignait la première travée du chœur du côté sud. En effet, à l'extérieur, l'élévation orientale montre bien une demi-travée ajourée d'une baie unique, et une travée entière ajourée de deux baies géminées. De ce fait, si les voûtes avaient reposé sur une colonnette unique au milieu, elle se serait trouvée derrière le piédroit gauche (sud) la première des baies géminées, et les angles des voûtes auraient coupé deux des trois baies. Il y avait donc plutôt trois travées entières, et deux colonnettes isolées, qui recevaient chacune quatre voûtains, soit six voûtains au total. La salle était donc plus grande, mais elle était aussi moins élevée, car elle constituait l'étage au-dessus d'un rez-de-chaussée contenant des caveaux. Comme déjà évoqué, la démolition de la moitié sud de la salle capitulaire était la conséquence de l'édification de la chapelle Sainte-Anne autour de l'an 1300, et l'abaissement du sol date de 1875. Avant, la salle était déjà utilisée comme sacristie, et l'on y accédait depuis la chapelle latérale nord, par un escalier de douze marches disposé à angle droit, ainsi que depuis la cage d'escalier du croisillon nord. Du temps du prieuré, une troisième porte permettait un accès direct depuis le logis. Il semble que la porte de 1875 soit ménagée dans une arcade bouchée. Ce détail n'est pas mentionné par Louis Régnier. Il se peut que pendant un certain temps, la salle ouvrait directement sur la chapelle Sainte-Anne à l'instar d'une tribune, mais il se peut également qu'il s'agisse d'un arc de décharge pour ne pas faire reposer le poids du mur gouttereau de la chapelle sur les voûtes de la salle, coupées en leur milieu. Des hypothèses quant à l'affectation de la salle comme chapelle ont été formulées dans le passé, mais la prétendue piscine liturgique utilisée comme indice matériel a paru comme un vulgaire évier à Louis Régnier. L'intérieur de la sacristie a perdu tout son intérêt depuis la démolition des voûtes en 1832. La porte d'accès ne fait qu'imiter le style des XIII et XIVe siècles, et la voûte actuelle est en bois. Les deux ne remontent qu'à 1876. Tout ce qui reste d'ancien sont les chapiteaux dans les quatre angles, devenus des culs-de-lampe à la suite de la suppression des fûts. Leurs corbeilles sont sculptées de grasses feuilles aux extrémités recourbées en crochets, ou de feuilles de chêne stylisées.

## Extérieur

### Parties flamboyantes

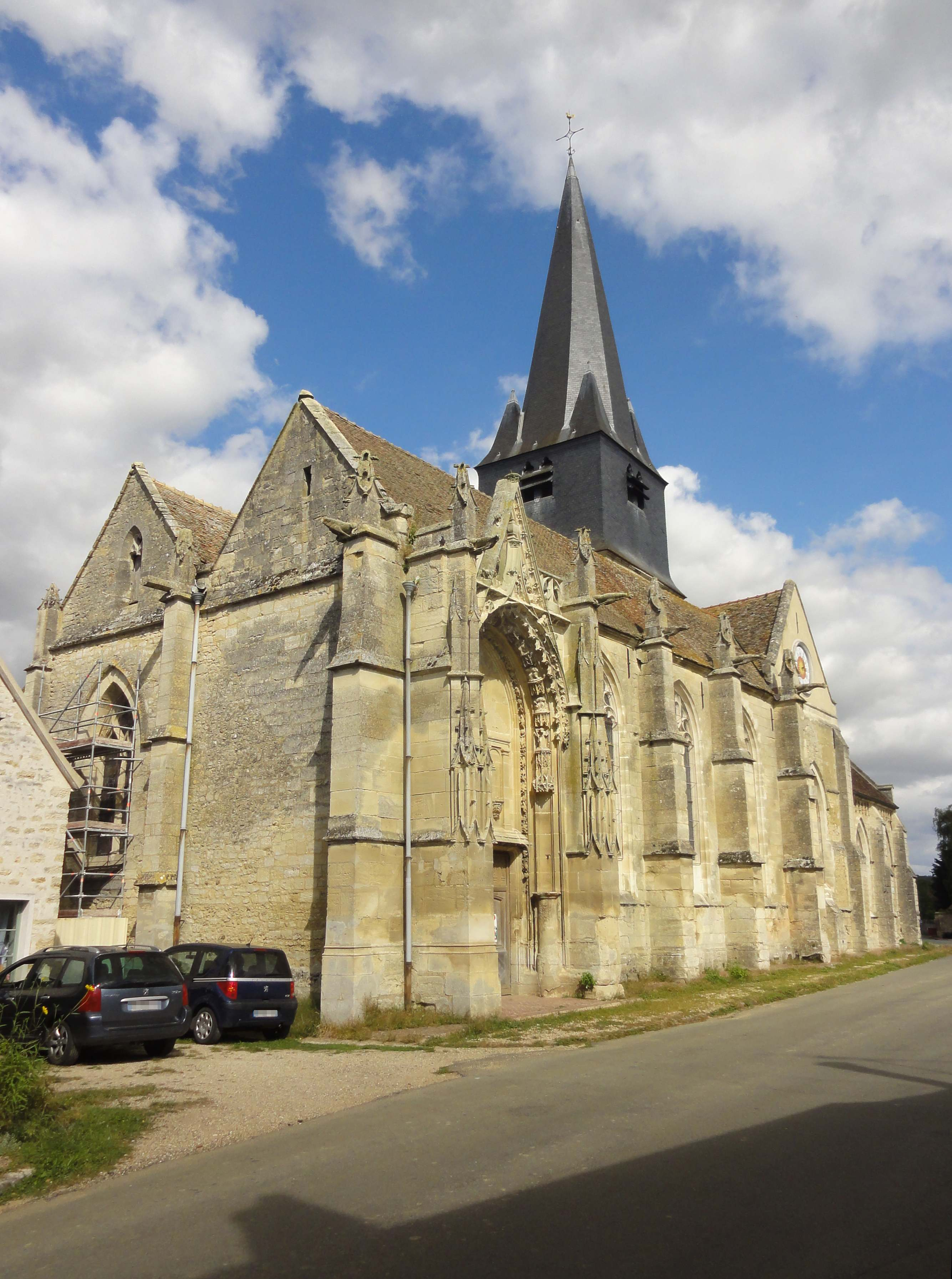
Vue depuis le sud-ouest.

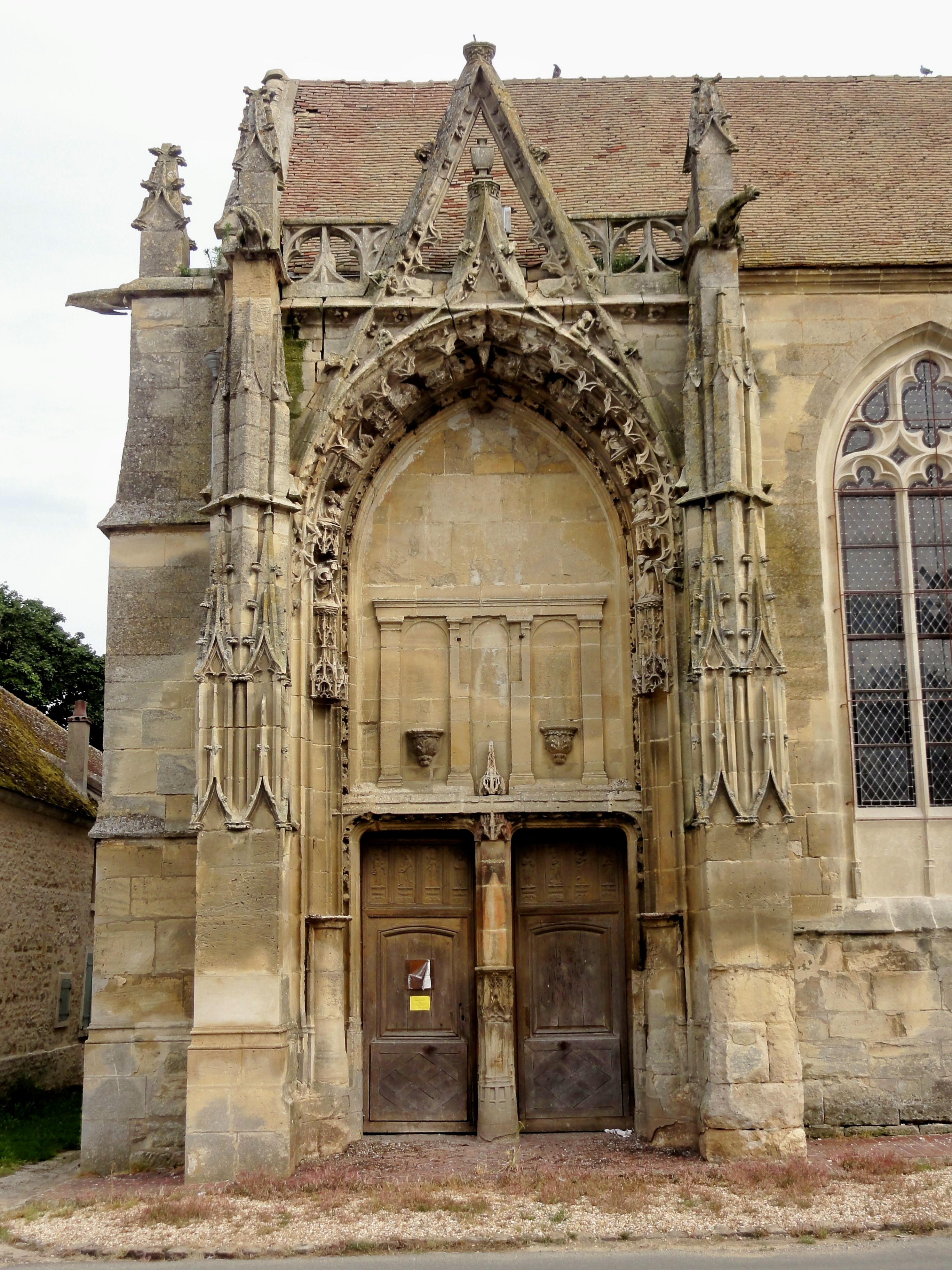
Portail principal sud.

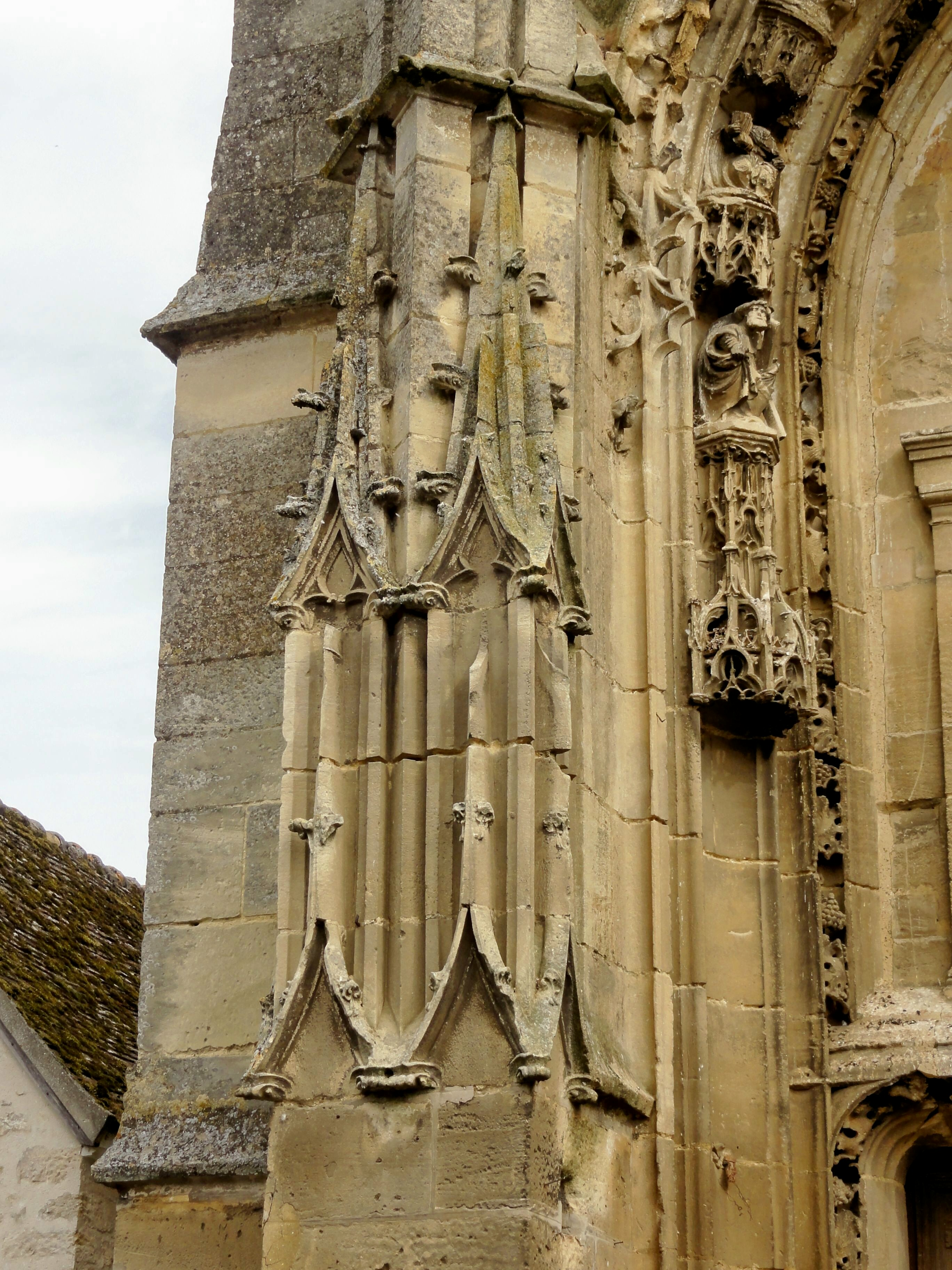
Pinacles plaqués.

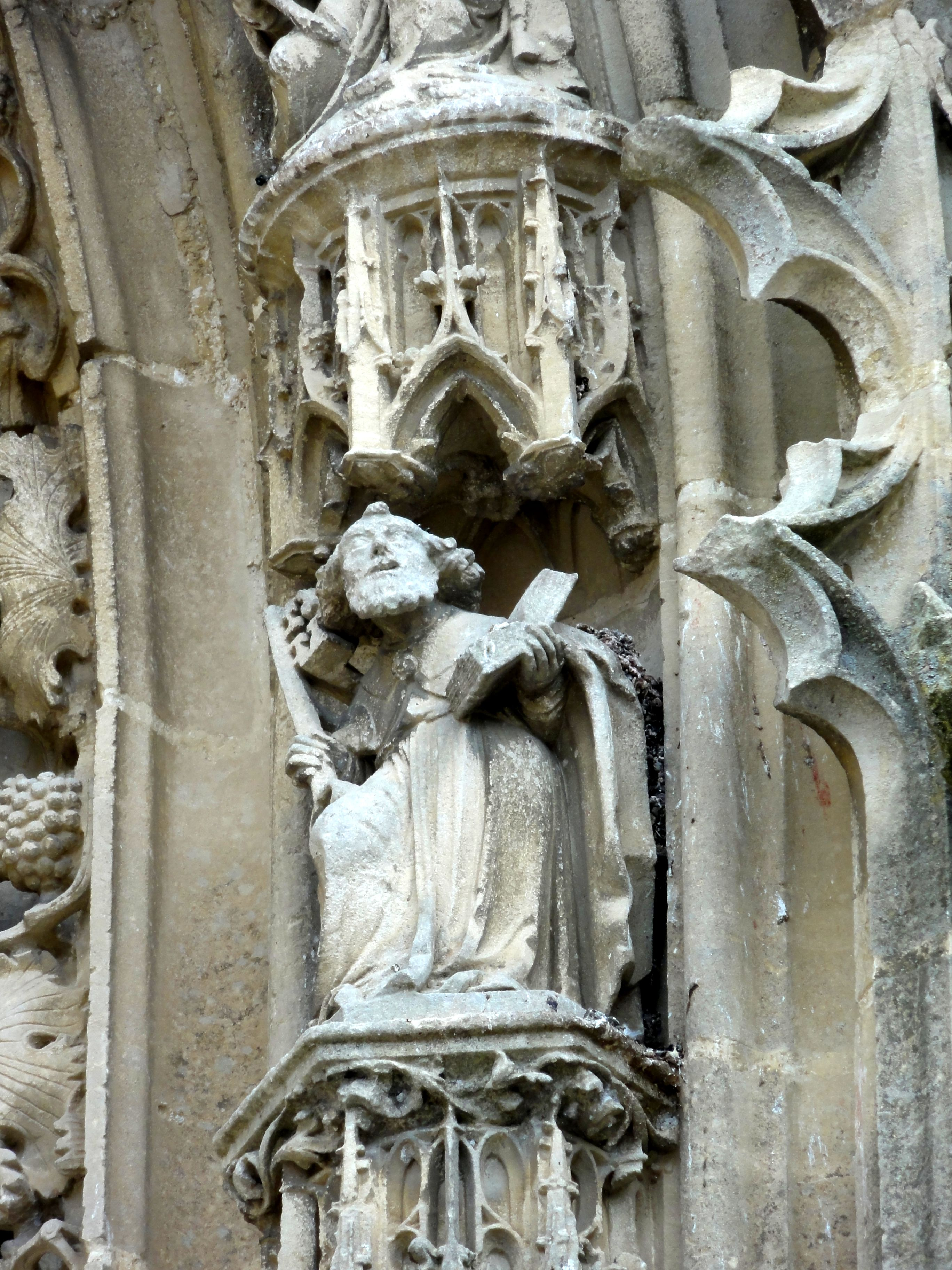
Statuette de saint Pierre, dans la voussure médiane, à droite.

Le mur gouttereau sud du collatéral de la nef, qui fait office de façade principale, et même les murs du bas-côté nord, sont appareillés en pierre de taille provenant de la carrière des Boves (à Parnes), avec des joints très minces. Le mur occidental du double vaisseau formé par la nef et son collatéral sud sont en revanche réalisées en petits moellons irréguliers noyés dans un mortier, en ce qui concerne les murs qui restent de l'édifice roman et le pignon de la nef, et en parpaings pas tout à fait réguliers en ce qui concerne le reste du mur du collatéral. Tous les contreforts sont en revanche bâtis en pierre de taille. Ce sont eux qui fournissent la scansion verticale de l'édifice. Les contreforts du collatéral sud et les contreforts occidentaux de la nef sont scandés horizontalement par deux larmiers, et s'amortissent également par un larmier, dont la tablette est chargée d'un clocheton flamboyant à gâbles aigus et à crochets. Perpendiculairement au mur, elle donne naissance à une gargouille sous la forme d'une chimère effilée. Certaines pinacles et gargouilles sont cassés. Au sud, les larmiers divisent les contreforts en trois parties égales. Le niveau inférieur correspond à la limite inférieure des parties sculptés du portail (sauf les niches des piédroits et du trumeau, qui descendent plus bas). Les fenêtres descendaient initialement deux assises plus bas, où un larmier, qui exclut les contreforts, marque la limite des allèges. À une ou deux assises du sol, selon les endroits, court une plinthe moulurée, conformément à l'usage généralisé à la période flamboyante. De part et d'autre du mur occidental de la nef, les larmiers des contreforts se situent à un niveau plus bas qu'au sud. Ils correspondent ici à la limite inférieure du glacis au pied de la fenêtre, ainsi qu'aux impostes de la baie. De cette manière, le larmier supérieur se continue sur le mur occidental de la nef et s'infléchit au-dessus de la baie. À la vue de son ébrasement à angles droits, Louis Régnier pense que la baie avait été repercée bien avant l'installation du remplage actuel, vers la fin du XVe siècle. Autour du collatéral nord, les contreforts sont analogues, mais la section au-dessus du deuxième larmier se confond avec la base des clochetons, et il n'u a pas de gargouilles. Reste encore à signaler la différence des corniches au nord et au sud, avant d'indiquer le larmier à la base des deux pignons de la nef et du collatéral sud. Le premier est percé d'une petite baie d'aération dont le remplage, cassé, était le même que pour la grande baie de la nef. Le second est aveugle. C'est dans ce cadre architectural que s'inscrivent le grand portail du sud, mais également l'ancien portail latéral nord.
Le portail méridional occupe tout l'espace entre les deux premiers contreforts du sud, qui sont ici sculptés de clochetons plaqués et de pinacles selon un principe très répandu. Au-delà du premier larmier, le massif rectangulaire cède la place à deux clochetons élancés, qui sont constitués de deux arcatures trilobées disposées en équerre, et sommés d'une fléchette garnie de crochets, tandis qu'une accolade très aigüe et sommée d'une pointe fleuronnée se superpose devant les piédroits de l'arcature. Derrière les fléchettes, le contrefort se retraite pour une première fois, et se présente désormais par un angle saillant. Au-delà du deuxième larmier, suivent trois pinacles plaqués, un en avant et deux en arrière. Leurs fléchettes prennent appui contre le massif du contrefort, qui se retraite pour une seconde fois, et adopte de nouveau une section rectangulaire. Le portail occupe aussi toute la hauteur de la travée, et la dépasse même par l'accolade qui couronne sa triple archivolte, et par son gâble ajouré. L'archivolte va donc jusqu'à la corniche, qui est ici différente des autres travées, et ornée de fleurs à quatre pétales, quand il n'y a pas d'autres éléments qui s'y superposent.
Les trois voussures sont ornées de différentes manières. La voussure inférieure, assez étroite et très profonde, contient des pampres. Elle s'interrompt au-dessus du linteau du portail proprement dit, qui est rectangulaire, à double vantail, avec trumeau intermédiaire, et ne représente qu'un tiers de la hauteur de la travée. Un Christ bénissant se détache devant la clé d'arc. La voussure médiane, très large, contient, dans sa partie supérieure, douze niches couronnés de dais architecturés finement ciselés, qui abritent les statuettes de dix des Douze Apôtres. Elles sont un peu tassées par manque de place, ou se tiennent mi-assis, mi-debout. La plupart ont été décapitées à la Révolution. La succession des niches s'estompe, à droite et à gauche, au-niveau des impostes, pour céder la place à un grand dais de chaque côté. Les grandes niches, de proportions inappropriées pour des statues, abritaient un saint Jacques et une Vierge à l'Enfant, qui sont désormais logés à l'intérieur de l'église. Les consoles des grandes niches ne sont que des fûts surmontées d'une sorte de tailloirs, et n'affichent pas le décor architecturé auquel l'on se serait attendu ici. Louis Régnier y voit le fruit d'une réparation. Un décor architecturé de qualité, sous la forme de festons ou arcatures trilobées suspendues et découpées à jour, se trouve accroché à la voussure supérieure. Son état est fragmentaire.
Entre l'extrados du portail, la corniche et les flancs du gâble, reste juste assez de place pour un petit génie de chaque côté. L'accolade est orné d'une chimère sur chacun de ses flancs, et de feuillages dans l'intrados. Elle est curieusement couronnée d'une urne du style du XVIIe siècle. L'ensemble de l'accolade s'inscrit dans le gâble ajouré, en fait seulement esquissé par ses deux flancs, qui sont amortis par une console sculptée. Les flancs sont garnis de chimères et de feuilles de chardon. Ils sont creusés d'une gorge, qui abrite une succession de fleurs analogues à la corniche. Deux arcatures trilobées et demi, découpées à jour, sont suspendues sous les flancs du gâble proche de la corniche. Plus haut, l'espace devait manquer à ces ornements du fait du rapprochement avec le sommet de l'accolade. Des balustrades également découpées à jour relient les flancs du gâble aux clochetons des contreforts. La place n'a suffi que pour deux soufflets biais de chaque côté. Reste maintenant à préciser le contenu de la surface circonscrite par les voussures du portail. Au-dessus du linteau, on ne trouve que trois arcatures plaquées de style Renaissance, à faible relief, avec des pilastres doriques et un entablement simplifié. Une console sculptée se détache devant la première et la troisième arcature. On y voyait, jusqu'au début du XXIe siècle, les statues en bois de la Vierge de douleur et de saint Sébastien, qui ont été déplacées dans la sacristie. Au-dessus, le tympan est tout à fait nu. Louis Régnier pense que jusqu'à la Révolution, on devait y trouver un fronton armorié. Au début du XXe siècle, s'y lisait encore l'inscription « LE PEUPLE FRANÇOIS RECONNAÎT L'ÊTRE SUPRËME ET L'IMMORTALITÉ DE L'ÂME » rappelant le culte de l'Être suprême des montagnards déistes (printemps 1794-été 1794).
De toute évidence, une verrière flamboyante devait être prévue à l'emplacement des arcatures et du tympan plein, ou sinon des niches à statues du même style que le reste. À Chaumont-en-Vexin aussi, le tympan et ses niches sont de style Renaissance. Soit l'achèvement complet de ces portails s'était beaucoup retardé, soit d'importantes réparations ont été nécessaires, peut-être à la suite des guerres de religion. Ce qui reste flamboyant au-dessus du linteau est le sommet du petit dais architecturé de la niche à statue du tympan, qui est divisé en deux parties par le linteau. Devant le trumeau, on voit encore les contours de la statue de l'Ecce homo, volée, qui se tenait dans la niche, reposant sur une console orné de fenestrages sculptés en bas-relief. Pour compléter la description, il faut mentionner la frise de pampres au fond d'une gorge qui court en bas du linteau et sur la partie haute des piédroits, à l'exception du trumeau, et les vantaux en bois de chêne. Leur zone supérieure conserve des bas-reliefs de saints, sous des arcatures Renaissance et au-dessus de consoles feuillagées. Sont représentés, de la gauche vers la droite, saint Pierre, l'Éducation de la Vierge par sainte Anne, sainte Barbe, saint Étienne, saint Jean-Baptiste, sainte Marthe, sainte Marie-Madeleine, et saint Paul. Les bas-reliefs sont inscrits monuments historiques depuis août 1989.
Pour venir au portail latéral nord, il serait, selon Louis Régnier, un peu postérieur au bas-côté. La faible hauteur disponible  en dessous de la première baie du nord n'a pas empêché l'architecte de pourvoir le portail d'un minimum d'ornementation. L'arc en anse de panier, soigneusement mouluré, est surmonté d'une accolade pleine, qui prend appui au meneau central de la fenêtre. Son centre arbore un fleuron d'acanthe et trois fleurons plus petits, et les flancs étaient également garnis de feuillages, aujourd'hui cassés pour la plupart. On s'étonne seulement d'absence de couronnement au sommet de l'accolade. Les piédroits du portail sont formés par de minces contreforts de section carrés, qui sont surmontés de pinacles appliqués particulièrement grêles, cachant en grande partie l'arête saillante qui sépare les deux gorges du pourtour de la fenêtre. L'extrados du portail s'interpénètre avec les bases des pinacles, et le seuil de la fenêtre traverse le centre de l'accolade, ce qui illustre le goût pour la complication à la période flamboyante.

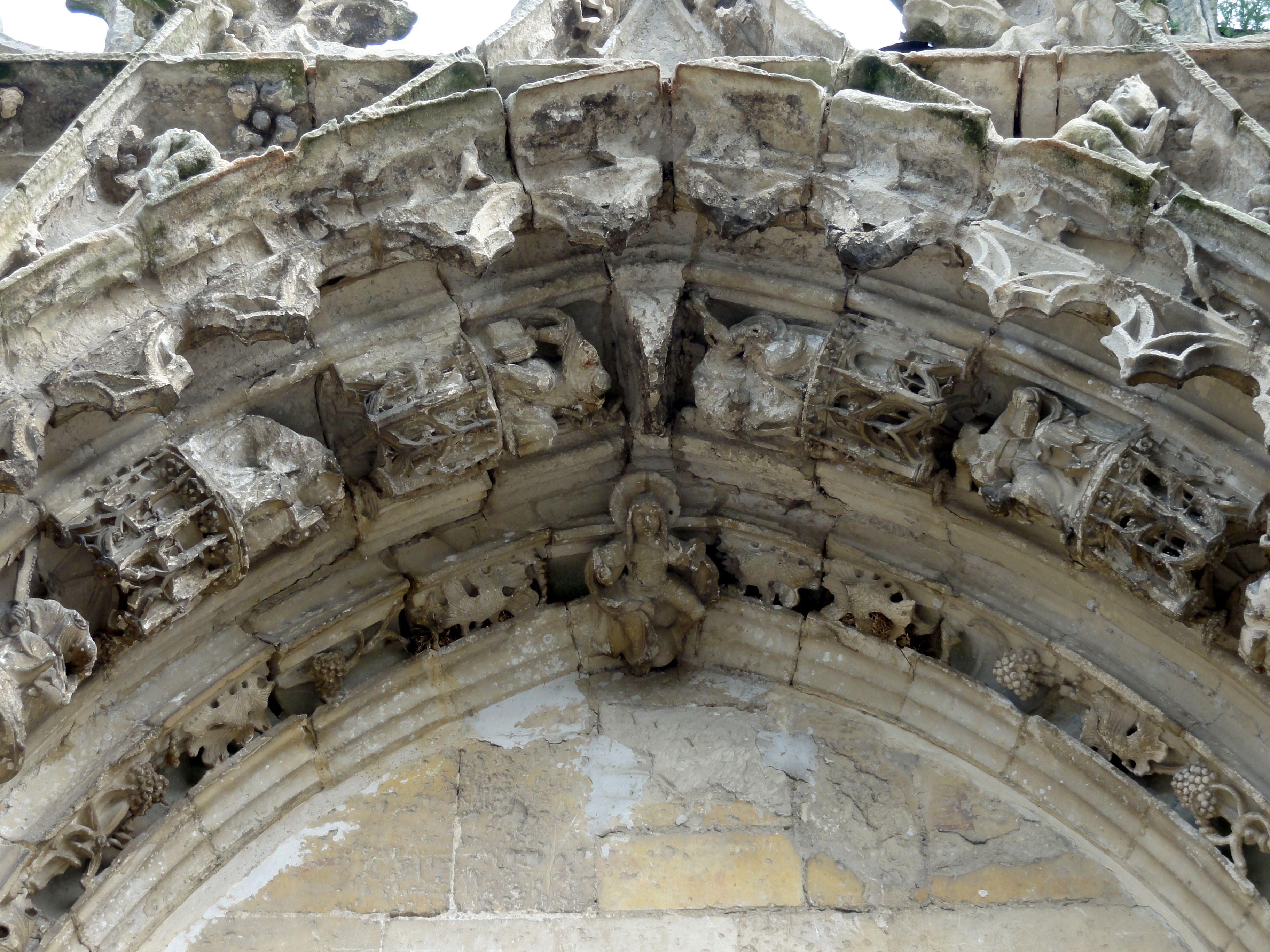
Triple archivolte du portail principal sud.
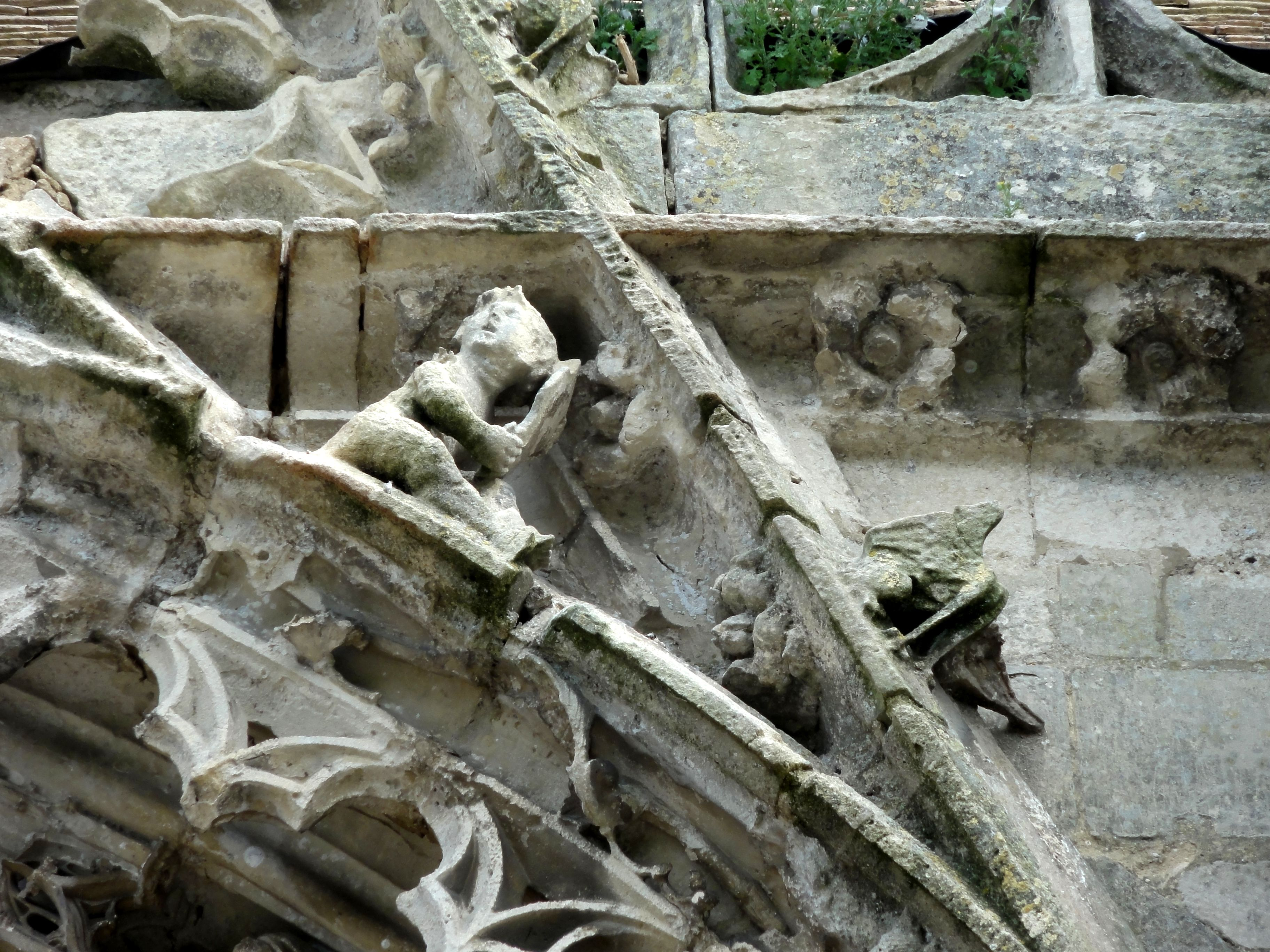
Génie entre accolade, corniche et gâble.
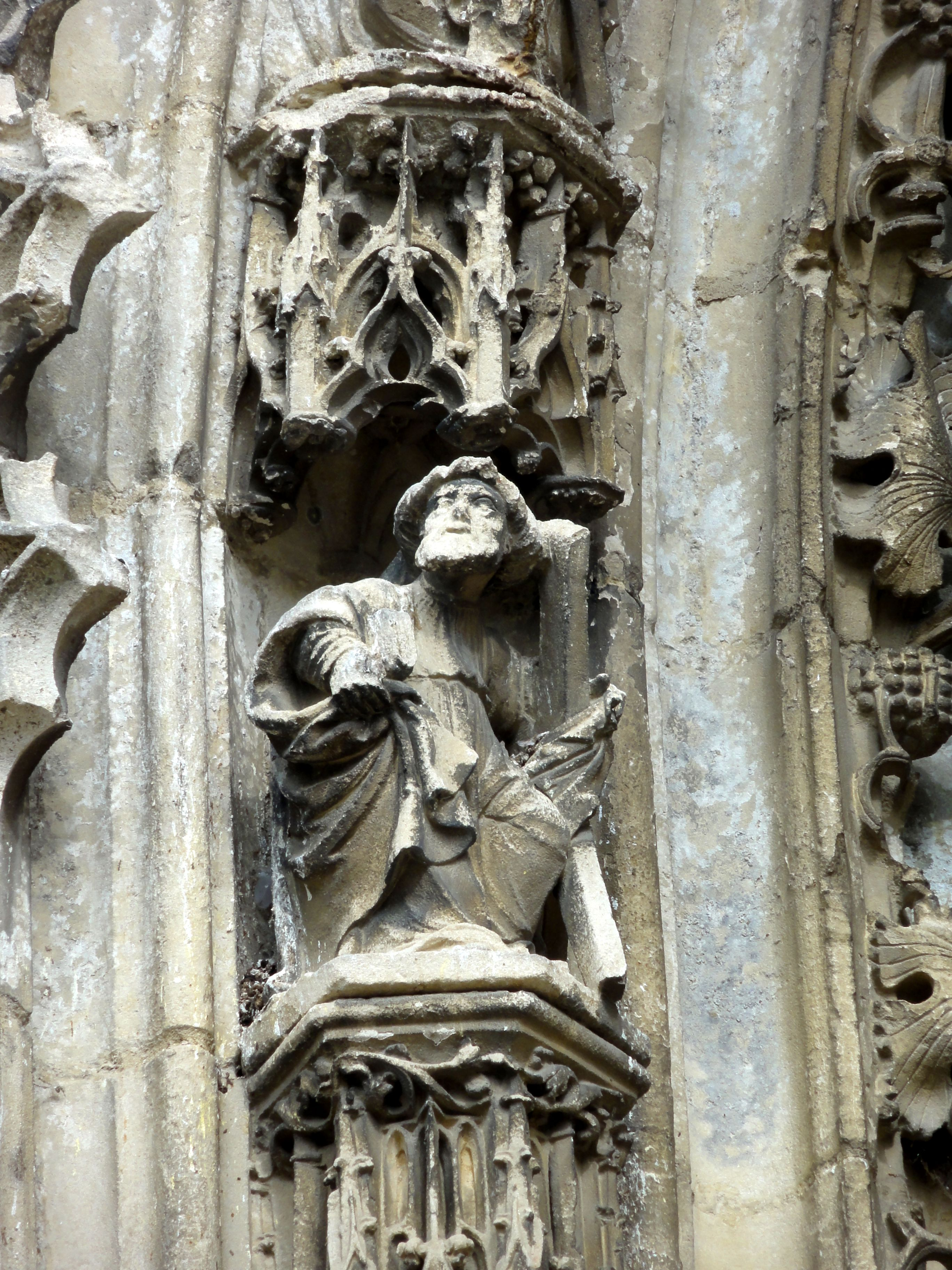
Statuette de l'archivolte (saint Thomas).
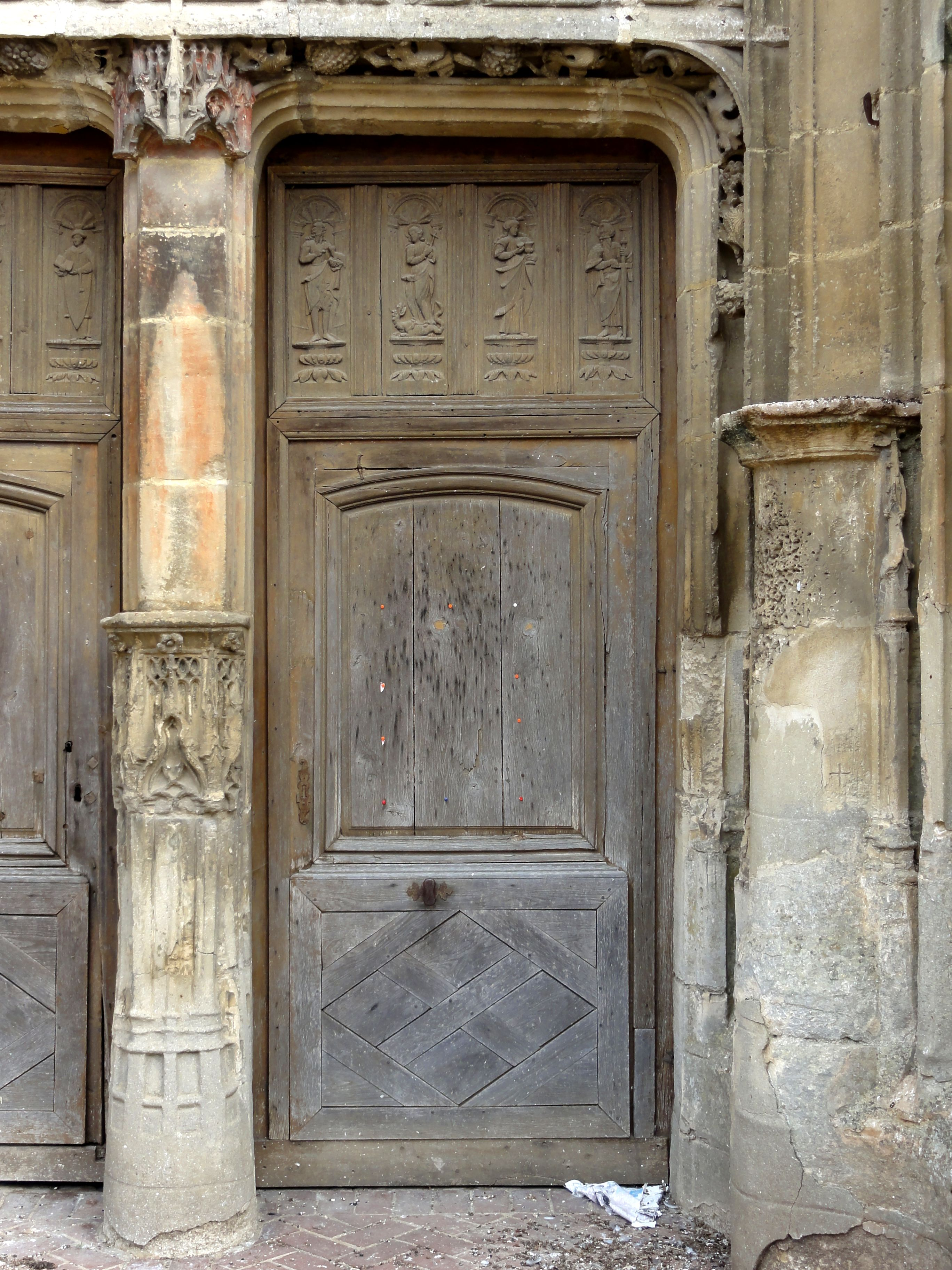
Trumeau et vantail de droite.
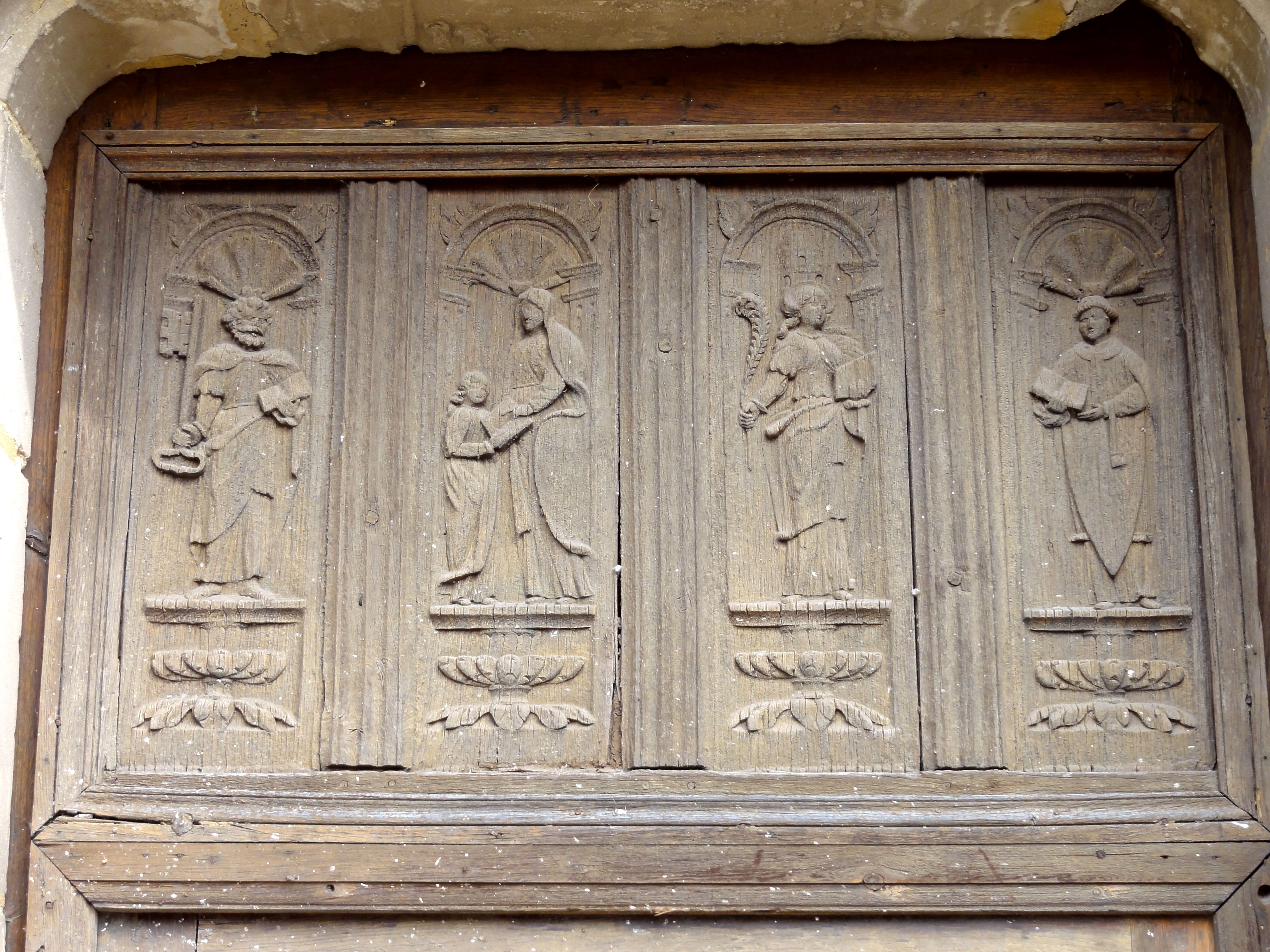
Vantail de gauche, effigies de saints.
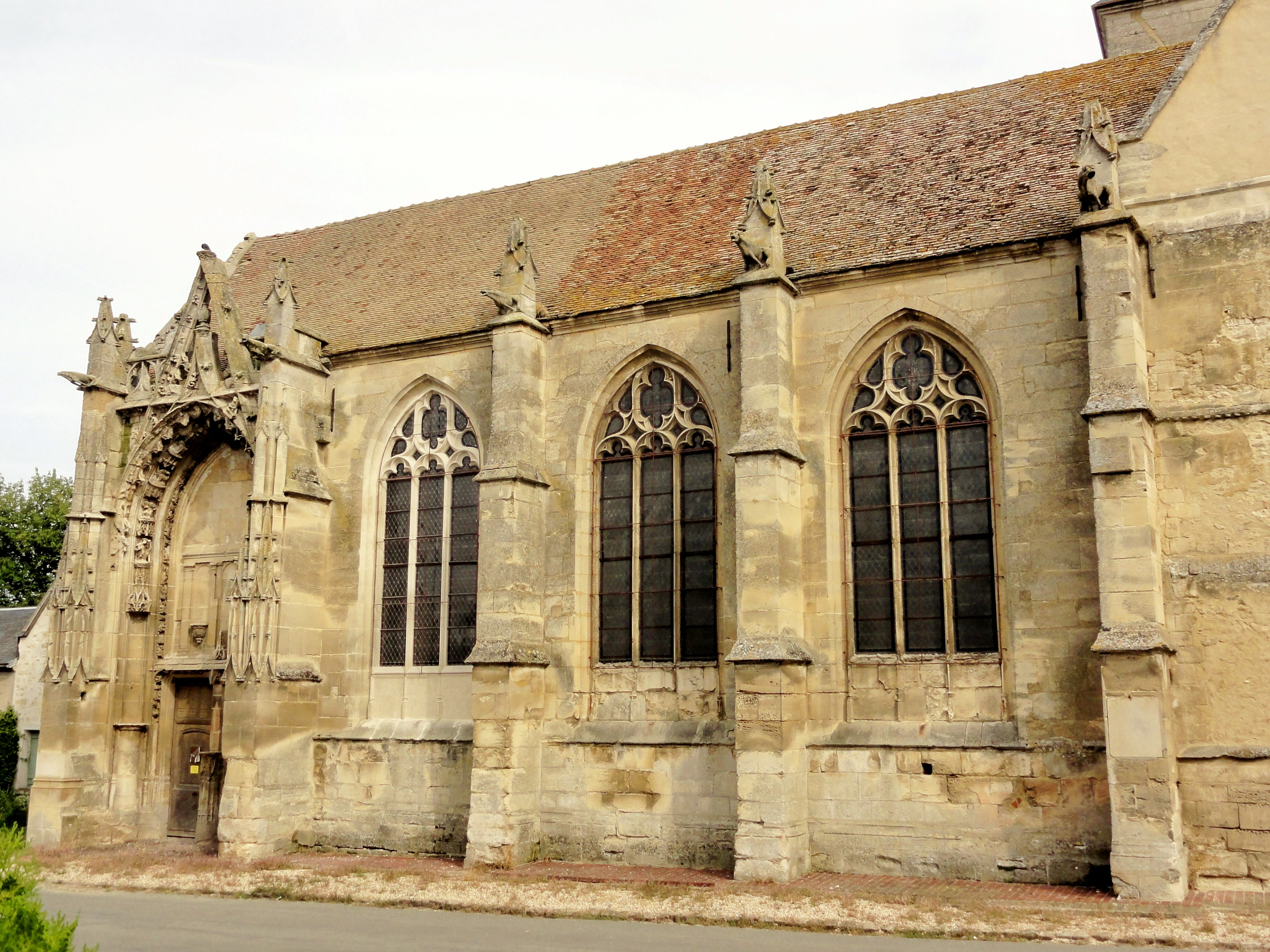
Collatéral sud, vue depuis le sud-est.

### Parties romanes

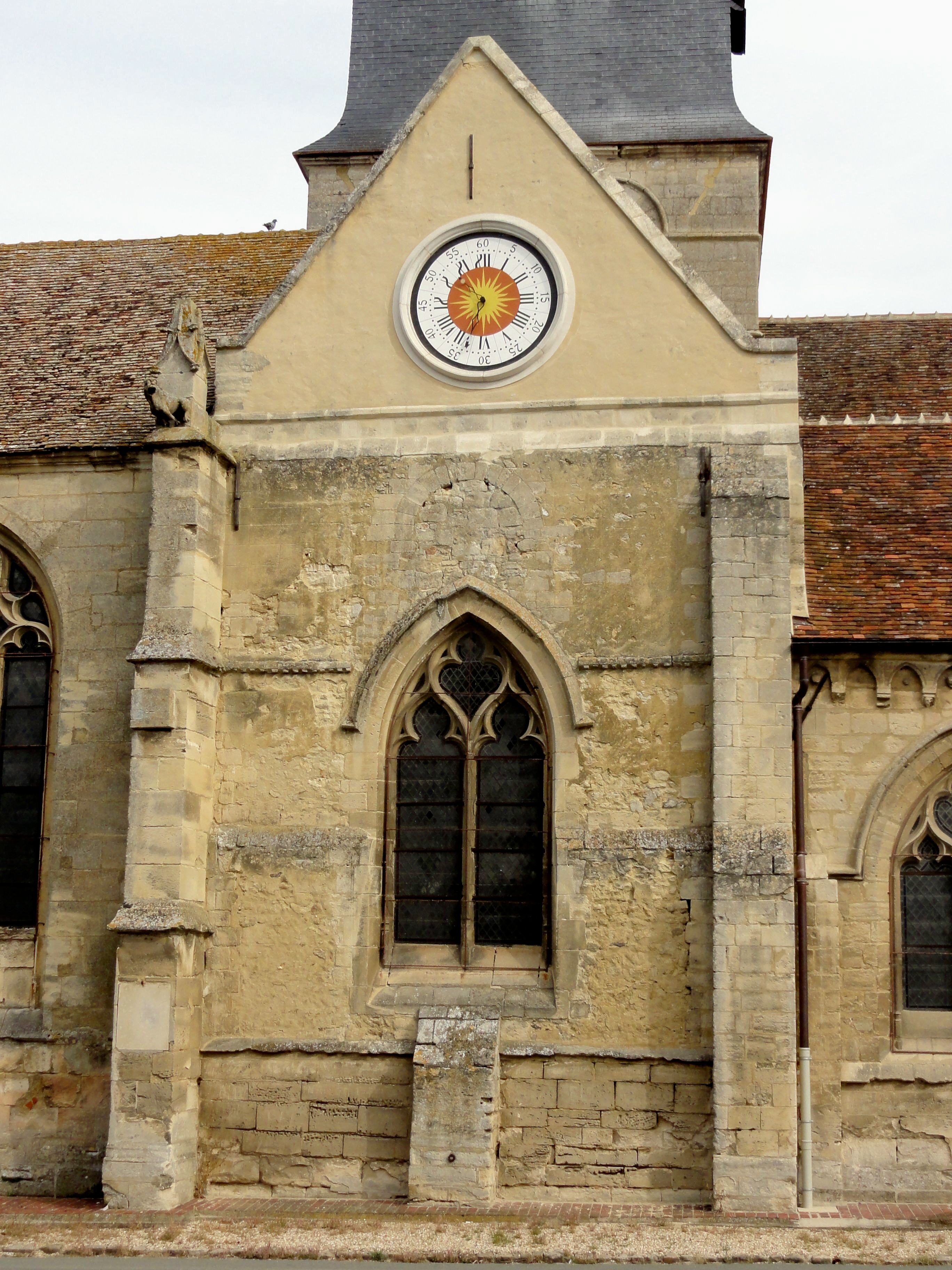
Croisillon sud.

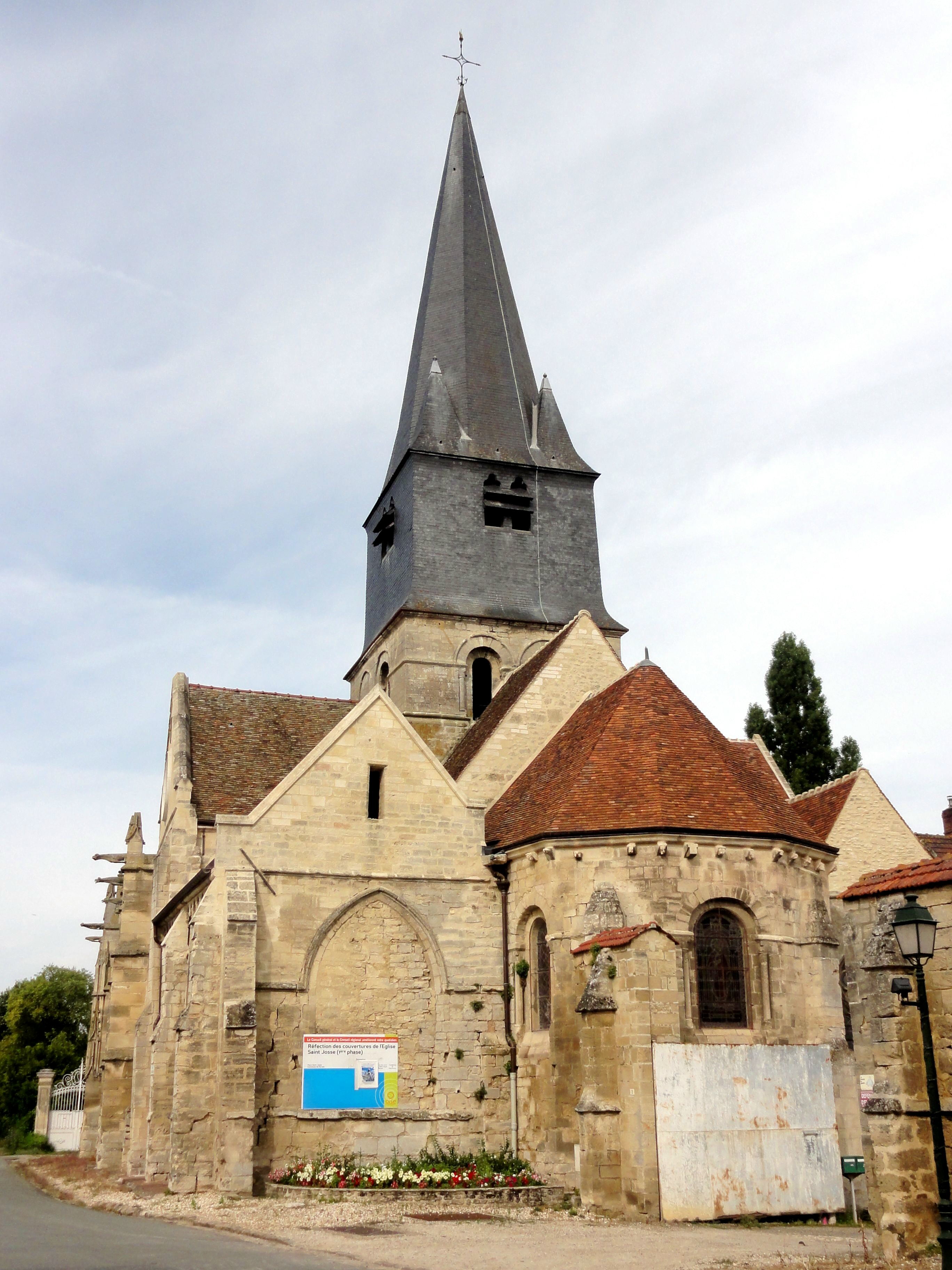
Vue depuis l'est.

Du croisillon nord, l'on ne voit guère que le pignon et le mur oriental. À la naissance du pignon, court un bandeau mouluré analogue à celui qui court à l'intérieur, dans la cage d'escalier, au pied de la fenêtre en plein cintre bouchée située un peu plus bas (au même niveau que la baie analogue du croisillon sud). L'angle nord-ouest du croisillon est épaulé par un haut contrefort relativement plat amorti par un glacis, regardant le nord, et par un contrefort beaucoup moins élevé mais plus saillant, amorti par un glacis formant larmier, regardant l'ouest. Louis Régnier le date du XIVe siècle. Du côté ouest, la seule fenêtre conserve son emplacement d'origine, mais a été maladroitement refaite avec un arc en tiers-point. Cependant, le cordon mouluré qui court un peu en dessous de la baie date d'origine. Il conserve les restes de motifs sculptés qui ne sont plus bien identifiables. L'on note encore que le mur se retraite grâce à un fruit à moins de la moitié de sa hauteur. Il en va de même du croisillon sud. Son pignon a été refait, et le contrefort voisin du collatéral sud résulte de la campagne de construction de celui-ci. De l'époque romane, subsistent la fenêtre en plein cintre bouchée, avec le cordon de billettes qui court à son pied, ainsi que le court contrefort médian en dessous de la baie flamboyante, et le contrefort voisin de la chapelle latérale sud. C'est un contrefort plat typiquement roman, qui se retraite une fois grâce à un fruit, au même niveau que la muraille, et s'amortit par un court glacis. La baie flamboyante est surmontée d'un cordon mouluré formant sourcil. En haut du mur oriental du croisillon sud, la corniche en cavet provient de la campagne du voûtement au XIIIe siècle. La baie bouchée transformée en niche à statue du côté intérieur se situe au même niveau que la baie méridionale bouchée. Elle repose sur un bandeau torique (en lieu et place du cordon de billettes au sud), et est cantonnée de deux colonnettes à chapiteaux, visible uniquement depuis les combles de la chapelle latérale sud (l'un des fûts manque). L'un des chapiteaux montre des restes de losanges, et l'autre, une volute d'angle et des feuilles plates. L'archivolte de la baie ne semble jamais avoir été décorée.
Le clocher roman s'élève au-dessus de la croisée du transept. Son plan est parfaitement carré, et chaque côté mesure 5,60 m à l'intérieur. La tour se compose d'un étage intermédiaire, où quatre paires de baies en plein cintre donnent accès aux différentes parties des combles, et d'un l'étage de beffroi, ajouré de deux baies en plein cintre géminées sur chacune de ses faces. Totalement dépourvue de contreforts, elle a en revanche ses murs épaissis jusqu'à l'étage de beffroi. Sur la retraite intérieure, reposait jadis la charpente du beffroi avant l'ajout d'un étage en charpente et d'une flèche également en charpente au XVIe siècle. L'appareil en pierre de taille est très soigné. Les parties en moellons sont issues de réparations. Ce n'est toutefois pas l'un des fières clochers romans caractéristiques du Vexin français, qui se recommandent par la multiplication des colonnettes de l'étage de beffroi, la décoration abondante des baies, et souvent une flèche en pierre. La tour de Parnes est d'une apparence austère. Les baies reposent sur un bandeau torique. Très étroites, elles sont cantonnées de deux colonnettes à chapiteaux beaucoup plus espacées que la largeur de la baie ne le requiert. Ce procédé courant vise à agrandir visuellement les baies. Les chapiteaux, de la même facture que celles de l'abside, reposent sur des colonnettes en délit, et ont pour tailloirs une tablette biseautée, qui passe tout autour de l'étage. Sur cette tablette, reposent les archivoltes des baies, qui sont à arêtes vives, mais néanmoins surmontées d'un bandeau torique. Il est à préciser que les deux baies occidentales bouchées et la baie septentrionale contigüe, également bouchée, sont des imitations des baies d'origine, et résultent d'une campagne de restauration antérieure à la construction de la flèche en charpente. Les murs sont couronnés d'une corniche à moulures prismatiques contemporaines de la flèche du XVIe siècle. L'étage supplémentaire et la flèche sont recouverts d'ardoise. Au-dessus de la corniche, l'étage se retraite immédiatement par un galbe. Il est percé de deux petites baies abat-son géminées au milieu de chacune de ses faces. Ces baies sont amorties d'arcatures trilobées. La flèche octogonale, d'une silhouette élancée, cumule à une hauteur de 43 m. Elle est cantonnée de quatre pyramidons de plan triangulaire, comme le sont de nombreuses flèches de pierre de la première période gothique.
L'abside romane, en hémicycle à l'intérieur, présente cinq pans à l'extérieur. Elle est également appareillée en pierre de taille. Les trois pans droits contiennent les fenêtres. Celles-ci sont conçues selon les mêmes principes que les baies de l'étage de beffroi du clocher, mais elles sont moins trapues, et ne reposent pas sur un cordon torique, mais s'ouvrent au-dessus d'un long glacis pentu. Les chapiteaux ressemblent à ceux que l'on voit à l'intérieur. Les bases des colonnettes en délit sont cassées, car la baie d'axe avait été bouchée, et les baies latérales avaient été élargie, ce qui fut dommageable à la substance d'origine. Les deux pans obliques sont épaulés par des contreforts, qui sont d'un type particulier : ils se retraitent à plusieurs reprises sur les trois faces. La tablette qui sert de tailloir aux chapiteaux des fenêtres passe autour des contreforts. La corniche repose sur une série de corbeaux sculptés de têtes humaines ou de têtes d'animaux. La plupart sont mutilées à des degrés divers ; certains manquent ou ont été remplacés par des blocs sommairement taillés. La corniche elle-même est profilée d'une doucine. Contrairement aux corbeaux, elle ne peut dater d'origine, mais remonte plutôt au XIIIe ou XIVe siècle.

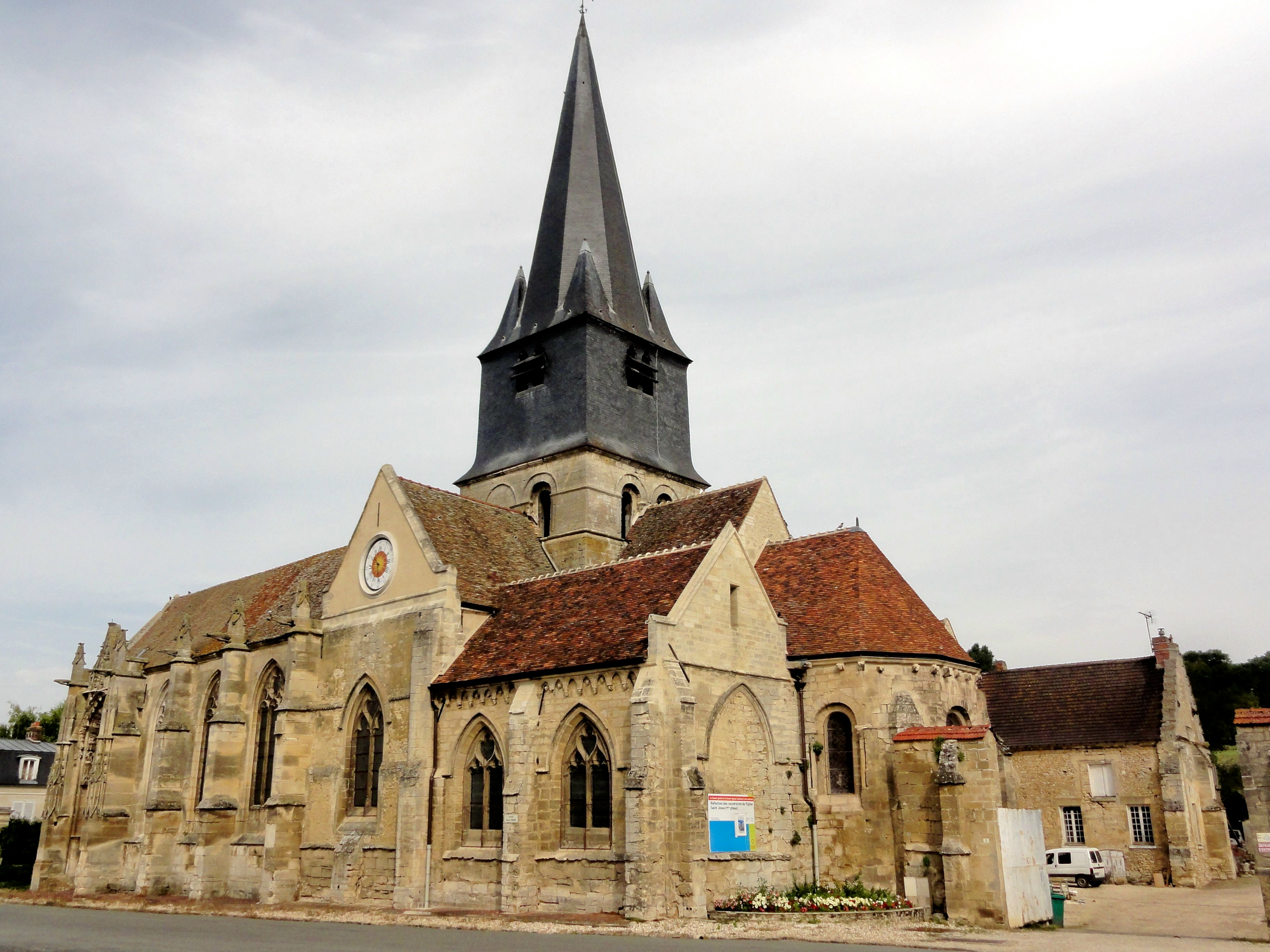
Vue depuis le sud-est.
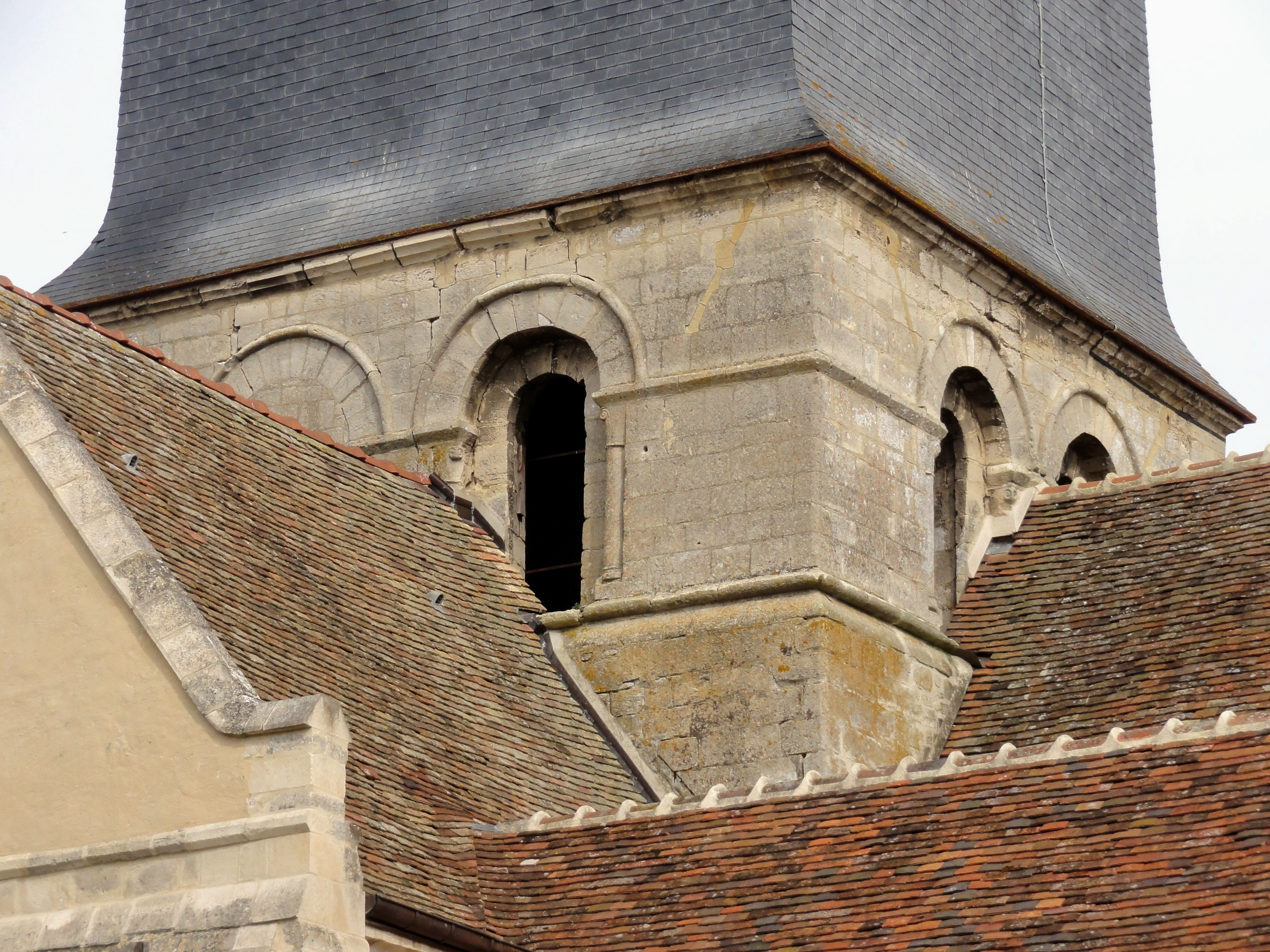
Clocher, étage de beffroi.
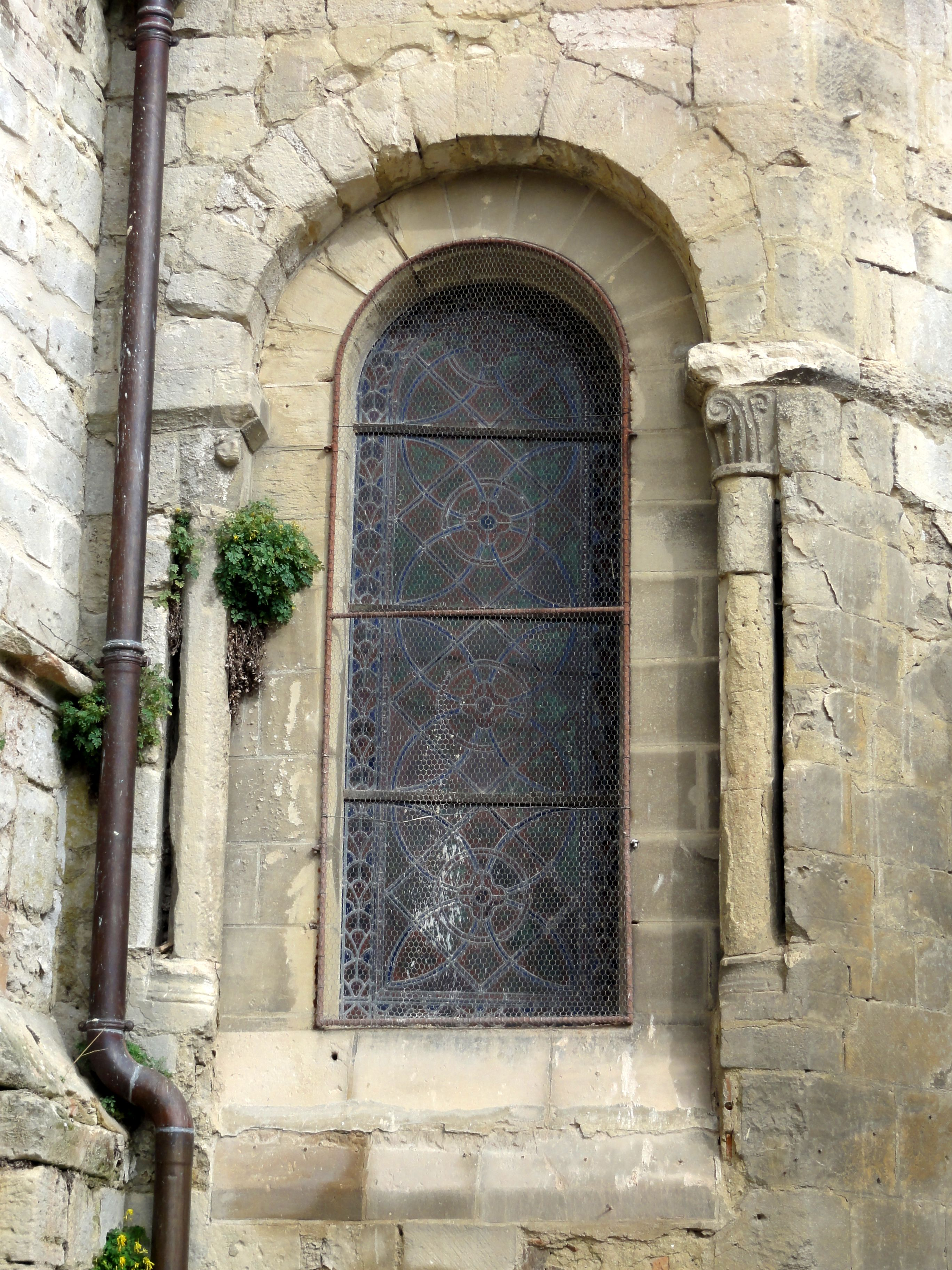
Abside, baie méridionale.
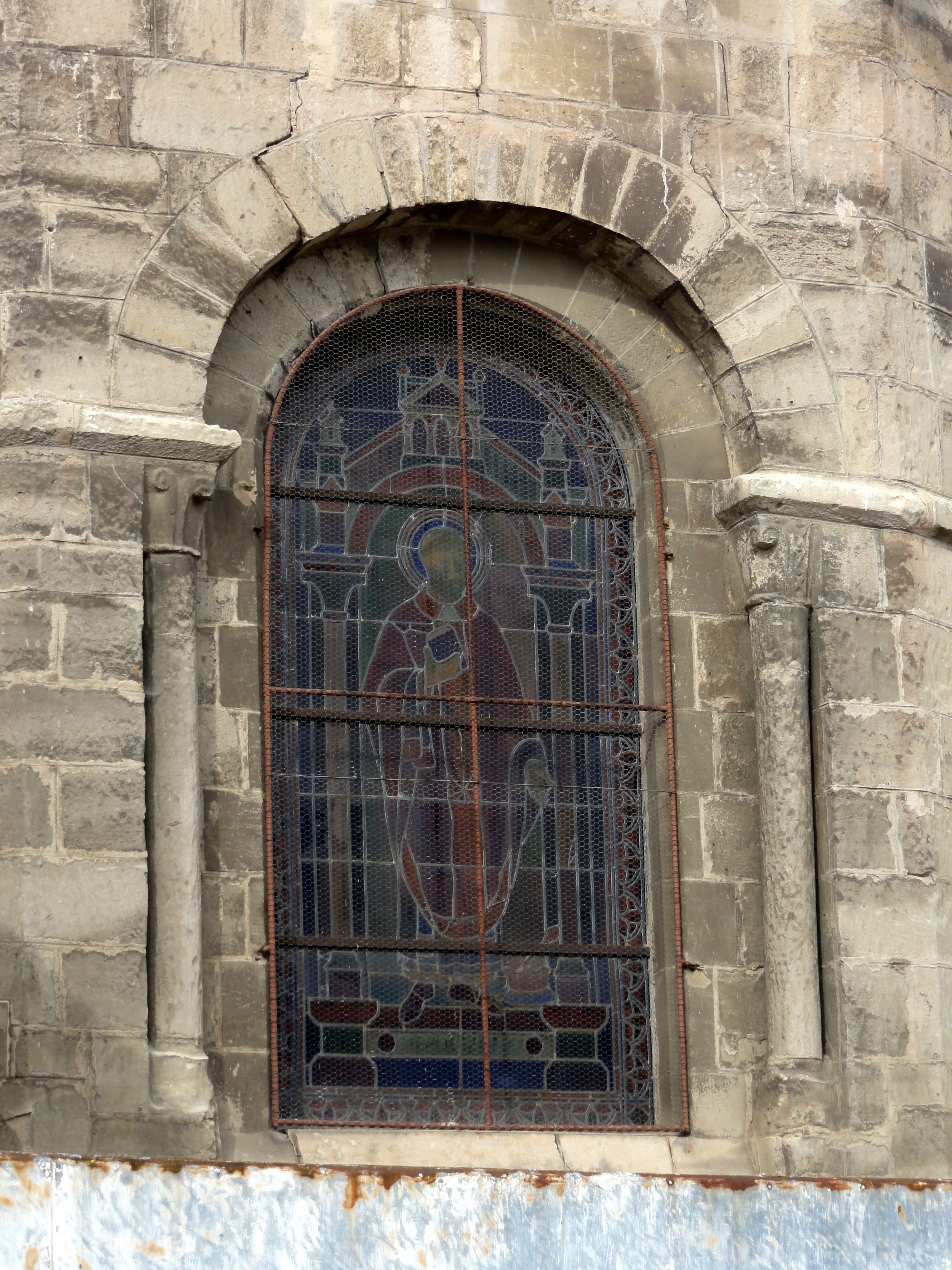
Abside, baie orientale.
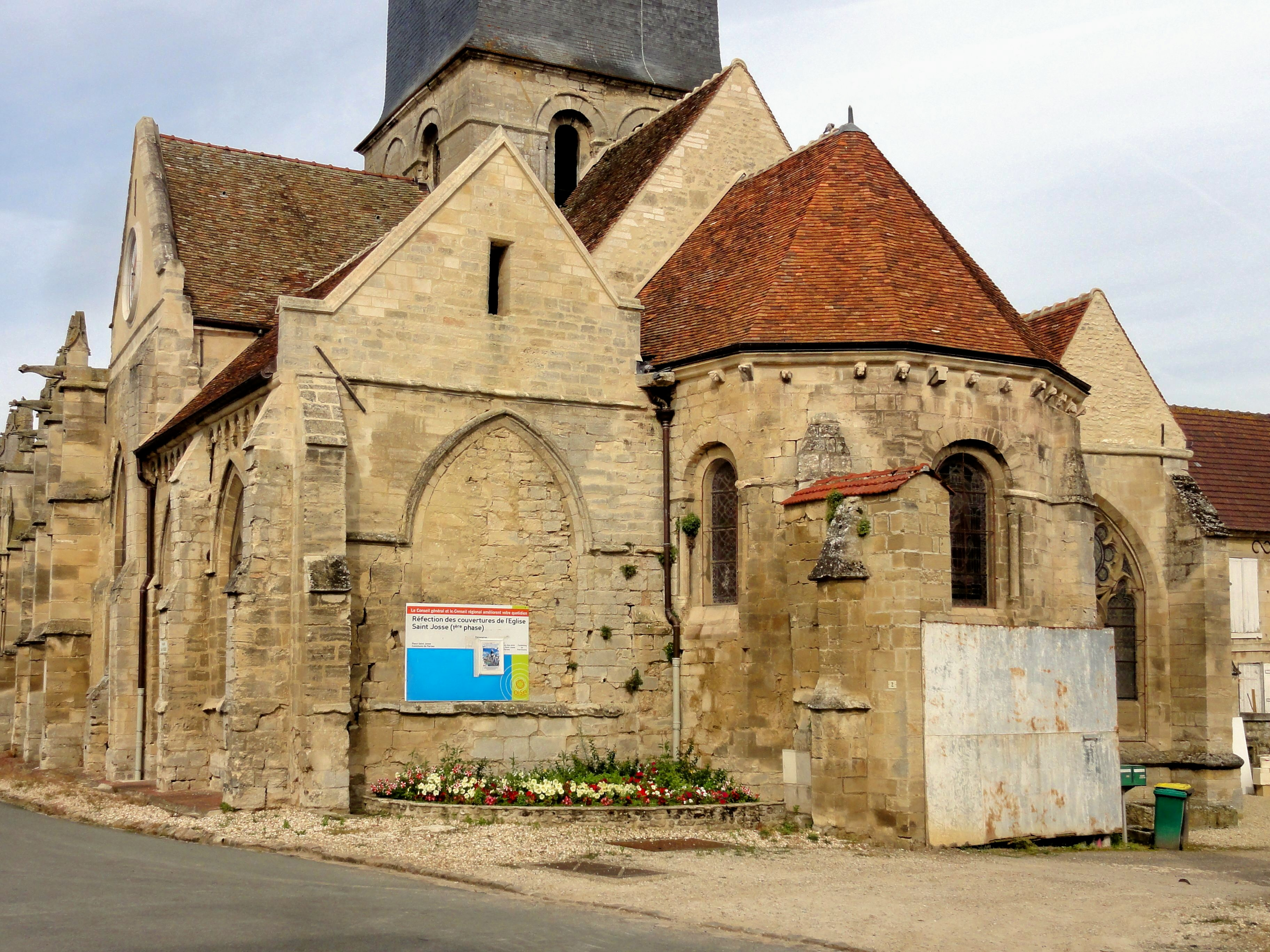
Chevet.
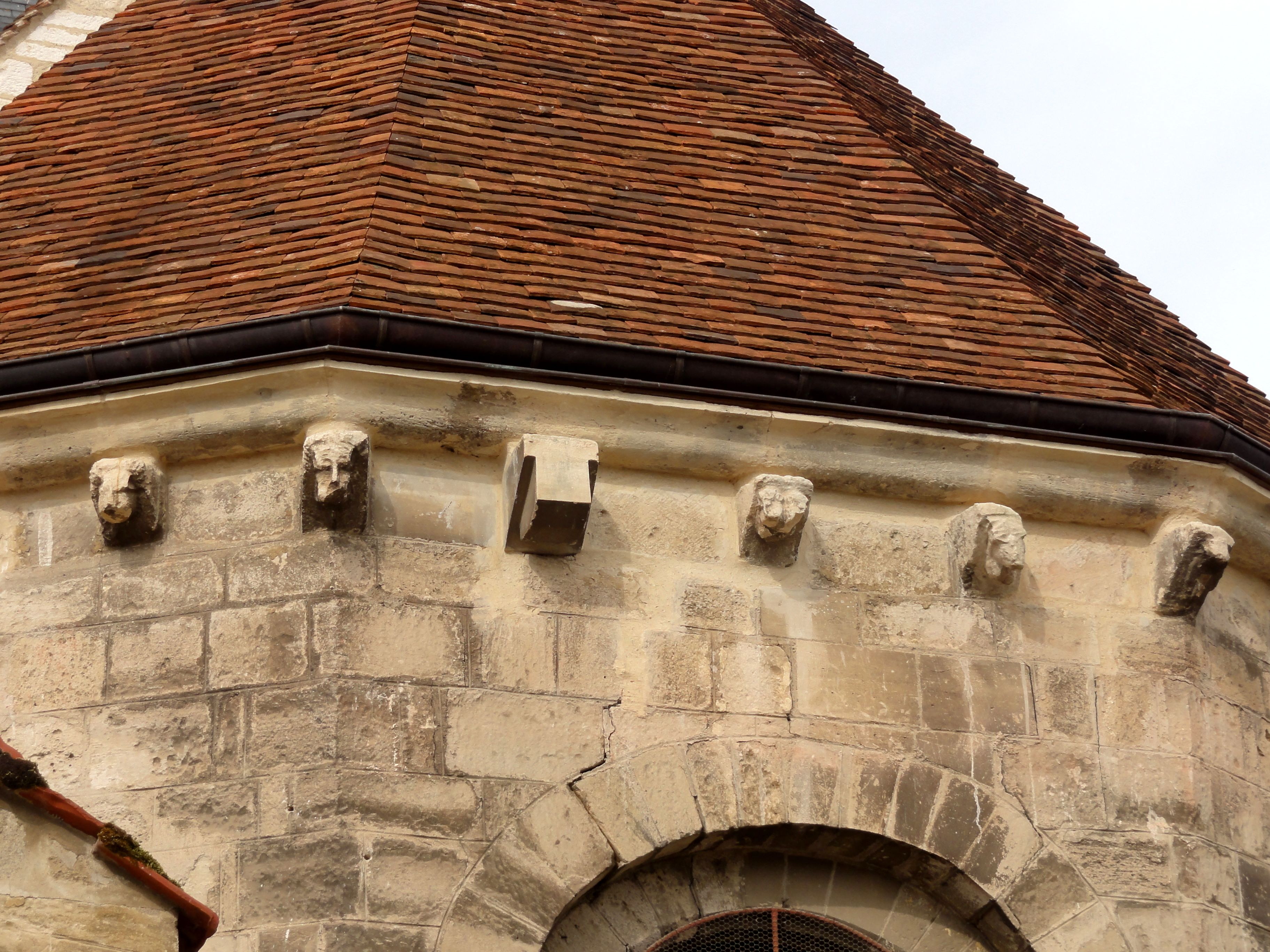
Abside, corbeaux sculptés de la corniche.

### Parties gothiques

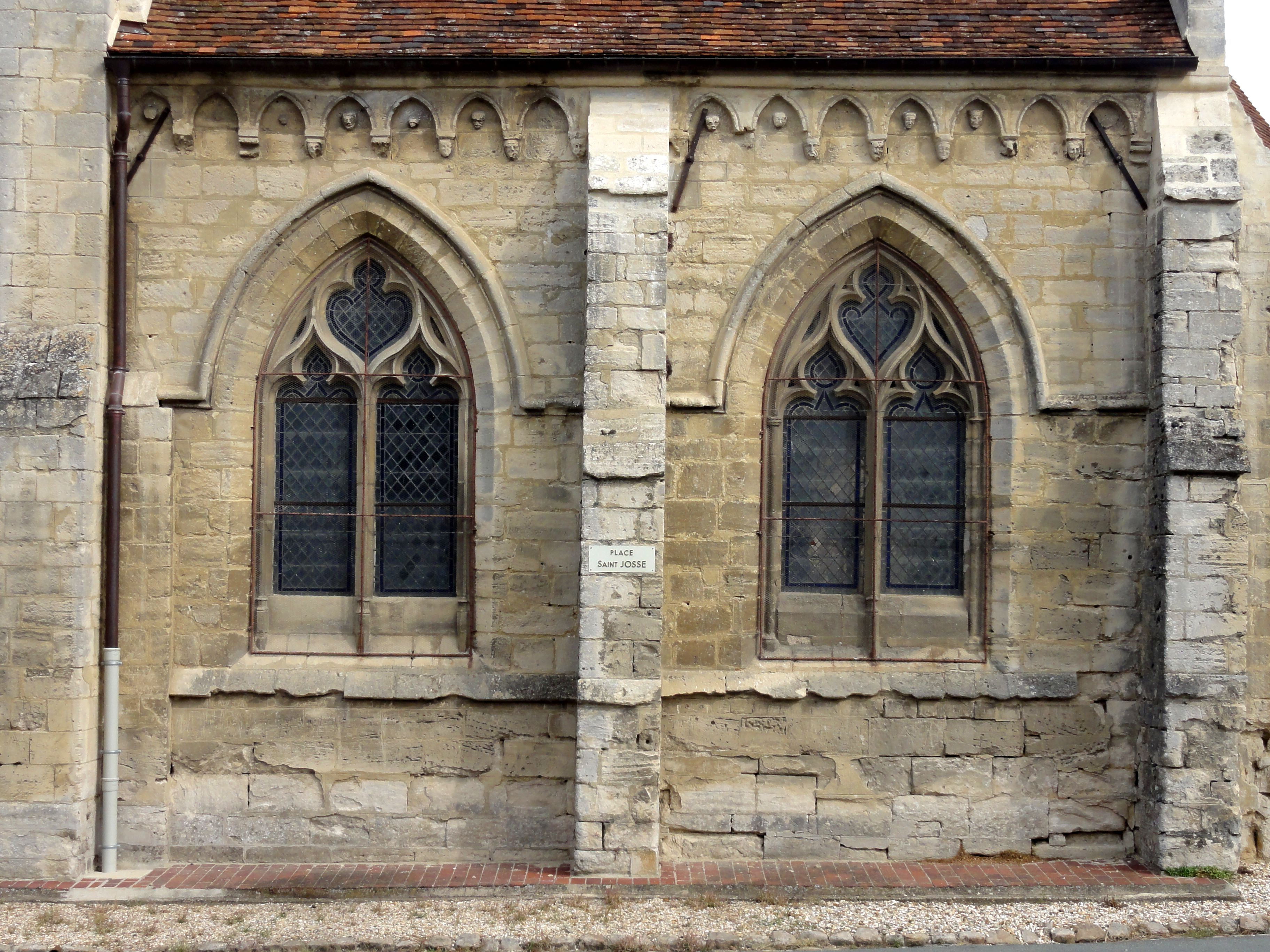
Chapelle latérale sud.

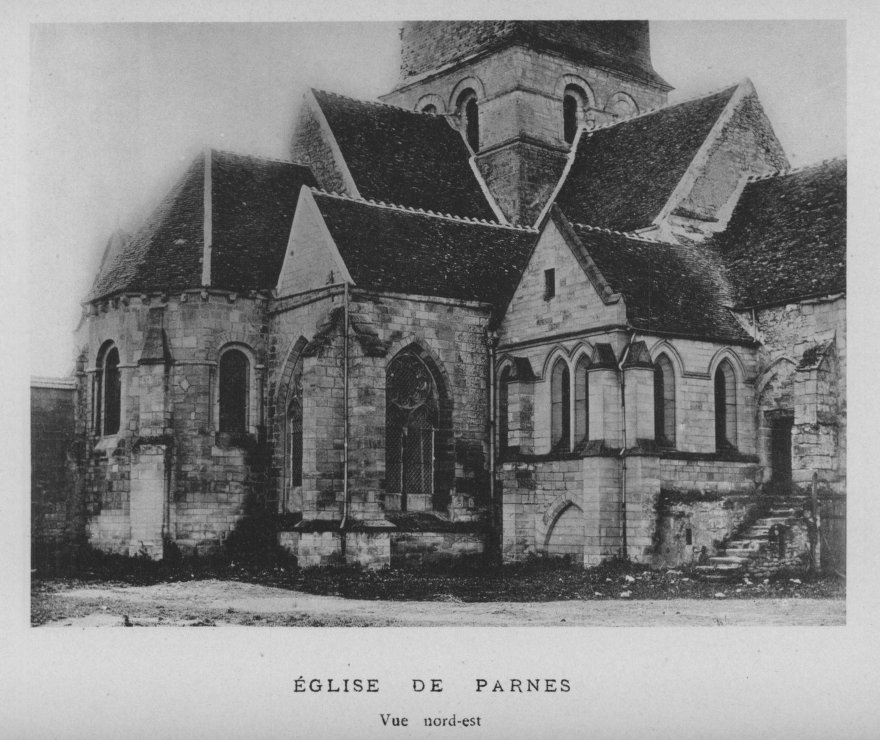
Vue partielle depuis le nord-est, vers 1900.

La chapelle latérale sud, dédiée à la Vierge Marie, est facilement reconnaissable comme rajout postérieur, car elle englobe le contrefort oriental du croisillon sud. L'appareil, en parpaings de taille diverse, est assez régulier. Trois contreforts épaulent la chapelle : un au milieu du mur méridional, et deux à l'angle sud-est. Ces contreforts sont scandés par un larmier, qui court tout autour de la chapelle au niveau de la limite des allèges, et par un deuxième larmier, positionné plus bas que les impostes des fenêtres. Ils se terminent par un glacis formant larmier. Les fenêtres du sud, dont les réseaux ont été refaits vers la fin du XVe siècle (sauf deux colonnettes de la baie de droite), sont entourées d'un léger ébrasement, et surmontés d'un sourcil en profil d'un tore et d'un listel. Louis Régnier pense que ce profil indique une date nettement postérieure au milieu du XIIIe siècle, mais sa présence serait alors à expliquer, puisqu'il est en même temps antérieur aux remplages flamboyants. Peut-être l'ancien remplage rayonnant des baies de la chapelle de la Vierge n'existait pas dès le départ, mais était contemporain de la chapelle latérale nord. Le cordon se prolonge en tout cas jusqu'aux contreforts. Il marque aussi la naissance du pignon oriental, dont les rampants ont été refaits au XVe siècle. Ce pignon est percé d'une baie d'aération rectangulaire, qui devrait dater d'origine. La gargouille d'une facture sommaire, qui évacue les eaux pluviales de la noue entre la chapelle et le chœur, porte la date de 1619. La baie orientale, initialement analogue à ses voisins du sud mais plus large, est bouchée depuis 1699 au moins. L'on ignore si son réseau avait été refait. Ce que la chapelle du sud offre de remarquable est la corniche de son mur gouttereau. Elle se compose de sept arcatures en tiers-point par travée, qui repose sur des modillons sculptés de têtes humaines. La plupart des arcatures inscrivent en outre une autre tête plus petite. Ces têtes, d'aspect très individuel et de bonne exécution, sont datables du XIIIe siècle par la coiffure des hommes et des femmes. Pour mémoire, des têtes humaines se trouvent aussi sur trois culs-de-lampe à l'intérieur de la chapelle. Dans son ensemble, la facture de la corniche est archaïque pour sa période de réalisation, au milieu du XIIIe siècle.
Les autres parties gothiques de l'église sont la chapelle latérale nord, dédiée à Sainte-Anne, et la sacristie, ancienne salle capitulaire. De la chapelle, l'on n'aperçoit que la deuxième travée, la première étant cachée derrière la sacristie. Si élégante à l'intérieur, la chapelle est d'une grande sobriété à l'extérieur. Les fenêtres sont entourées d'un ébrasement, et prennent appui sur un glacis, qui passe autour des deux contreforts orthogonaux de l'angle nord-est. Les contreforts s'amortissent par des glacis recouverts de plusieurs dalles de pierre. Il n'y a pas d'autres éléments de scansion, ni de corniche. Le pignon date probablement des alentours de 1680, quand la charpente avait été refaite aux frais du (futur) maréchal François de Neufville de Villeroy, seigneur de Parnes, dont le frère, l'archevêque de Lyon Camille de Neufville de Villeroy, est prieur commendataire. Quant à la sacristie, son parement extérieur a été refait lors de la restauration de 1875. Le pignon doit également dater de cette époque. En effet, le pignon primitif devait regarder le nord et non l'est, puisque les travées étaient alignées dans un sens nord-sud. Dans le soubassement de la bâtisse, on aperçoit encore un arc de décharge en tiers-point du côté est, et un massif de maçonnerie assez grossier au nord. Ces éléments, ainsi que le niveau supérieur des fenêtres par rapport à la chapelle, permettent encore de deviner que la bâtisse était initialement composé d'un rez-de-chaussée partiellement enterré et d'une salle à l'étage, l'actuelle sacristie. Les fenêtres prennent appui sur un glacis, qui passe tout autour et est également présent sur les contreforts, comme déjà observé sur les deux chapelles gothiques. Deux lancettes simples espacées de plus d'un mètre éclairent la salle depuis le nord, et deux lancette géminées, ainsi qu'une lancette unique, séparée des premières par un contrefort, laissent entrer le jour depuis l'est. Il faut imaginer que la lancette unique faisait partie d'une paire, et qu'une autre paire suivait plus à gauche (vers le sud). Les cinq baies sont surmontées d'un cordon mouluré en forme de sourcil, qui est continu et passe autour des contreforts. Ceux-ci s'amortissent par un chaperon en bâtière immédiatement au-dessus.

## Mobilier
Parmi le mobilier de l'église, vingt-trois éléments ou ensembles sont classés monument historique au titre objet, dont les bas-reliefs en haut des vantaux du portail, déjà signalés, et une plaque de fondation incrustée dans le contrefort entre collatéral et croisillon sud. La décoration du XVIe siècle de la niche issue de la transformation de l'ancienne baie orientale du croisillon sud et quatre dalles du sol sont également inscrites au titre objet. Parmi les dix-neuf éléments restants, l'on compte neuf statues et une grande partie du mobilier liturgique, sauf la chaire à prêcher. Aucun des éléments n'est, selon Louis Régnier, de grande valeur.

### Statues

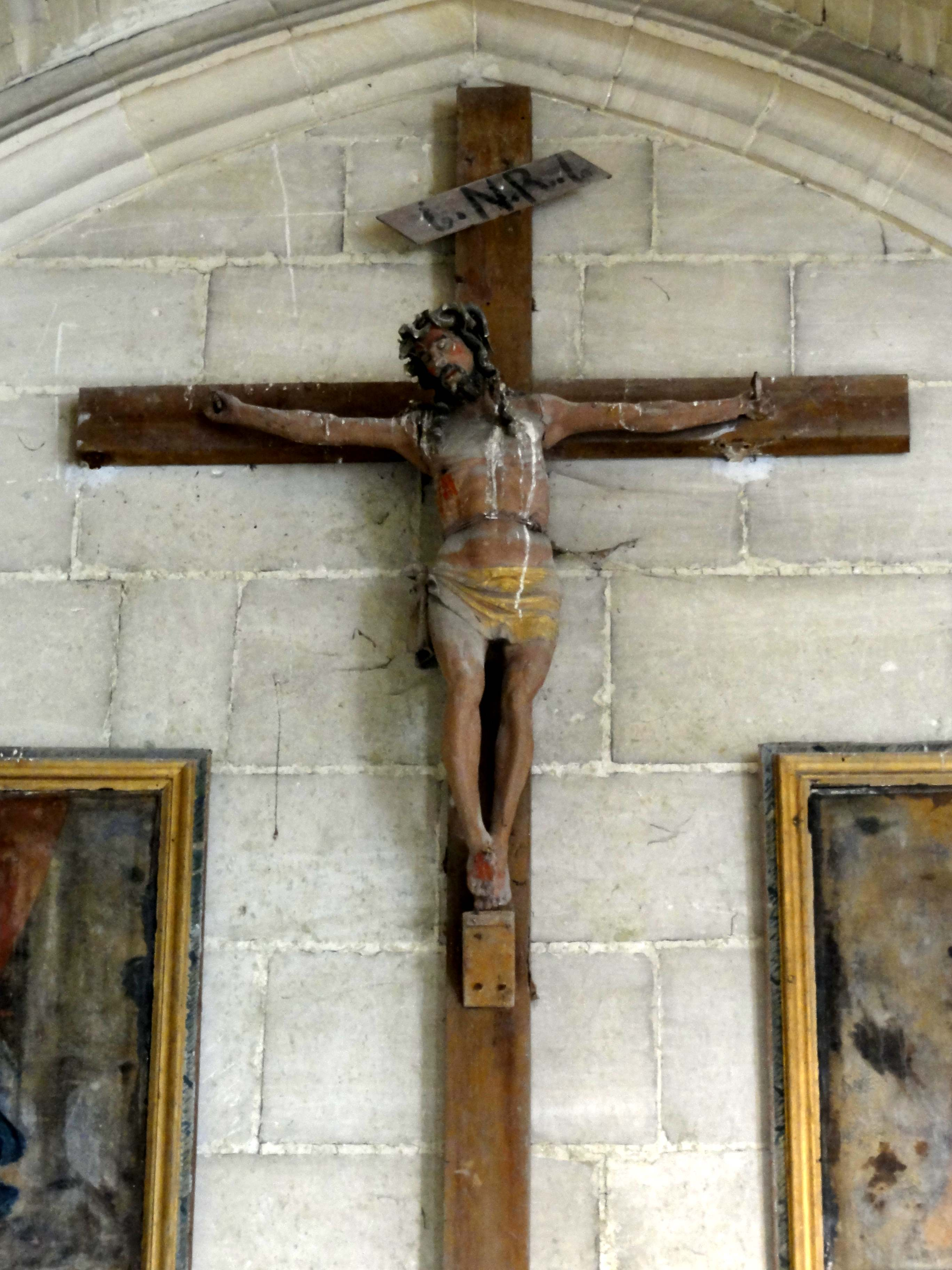
Christ en croix.

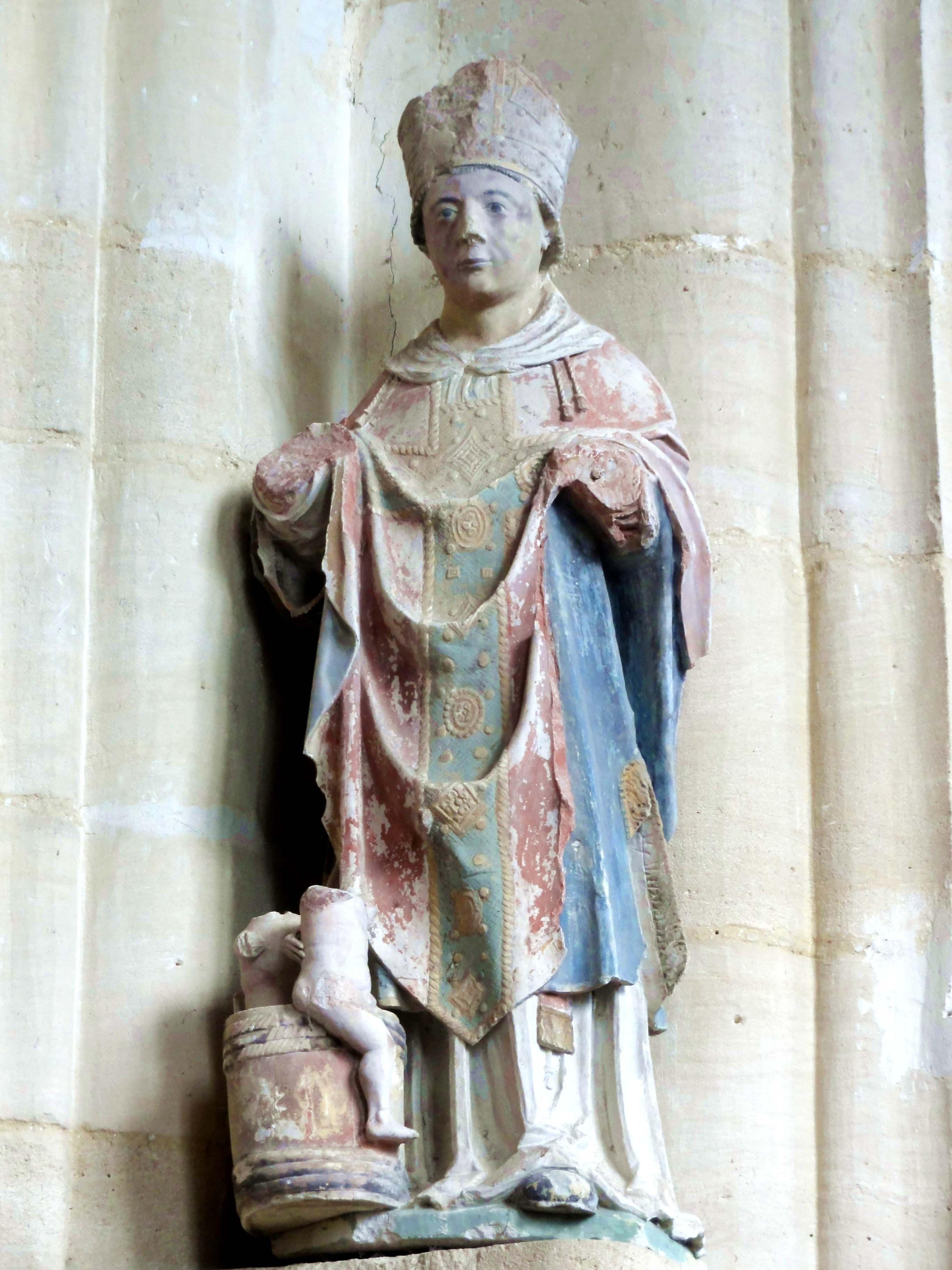
Statue de saint Nicolas.

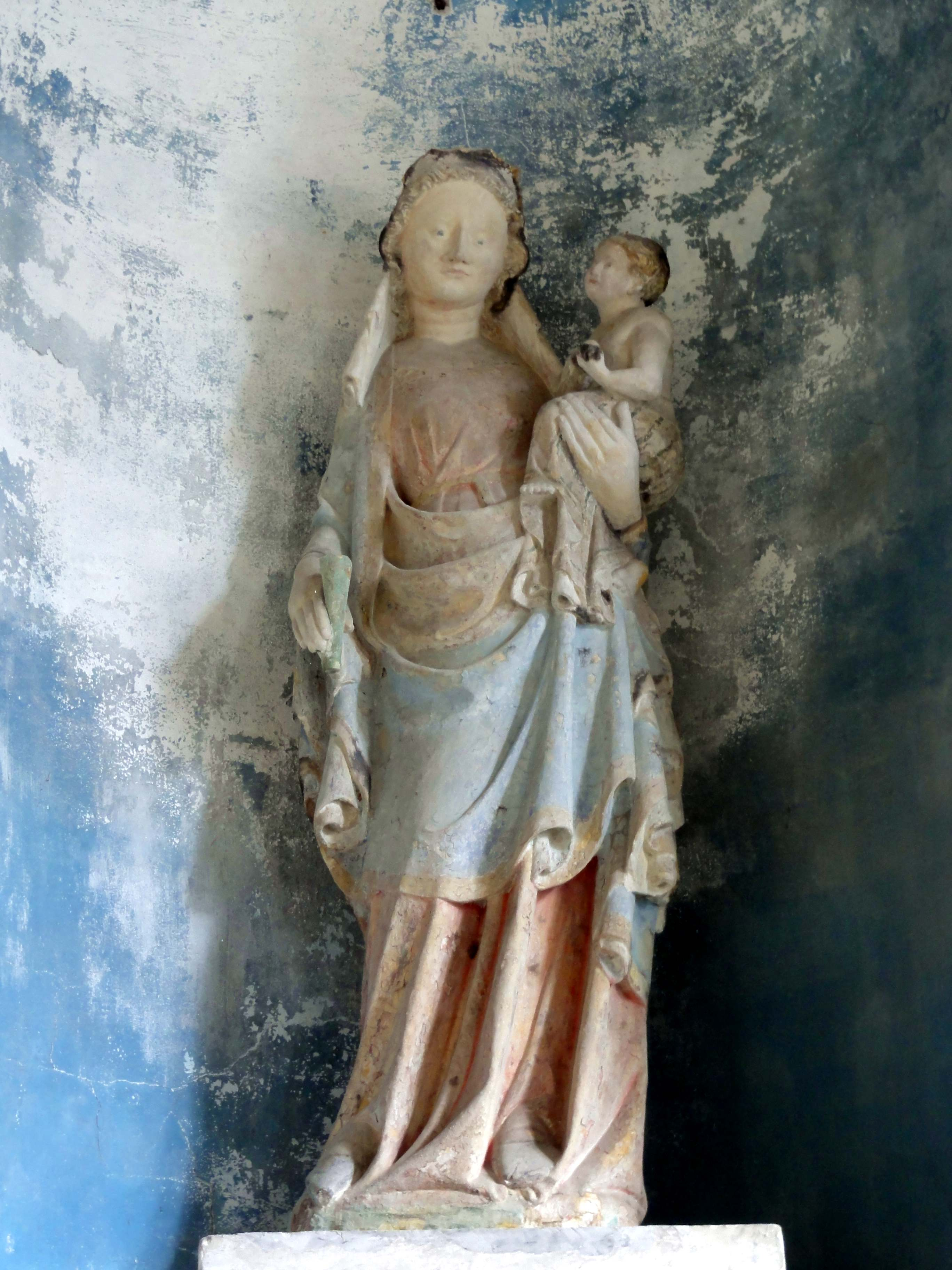
Vierge à l'Enfant du XIVe siècle.

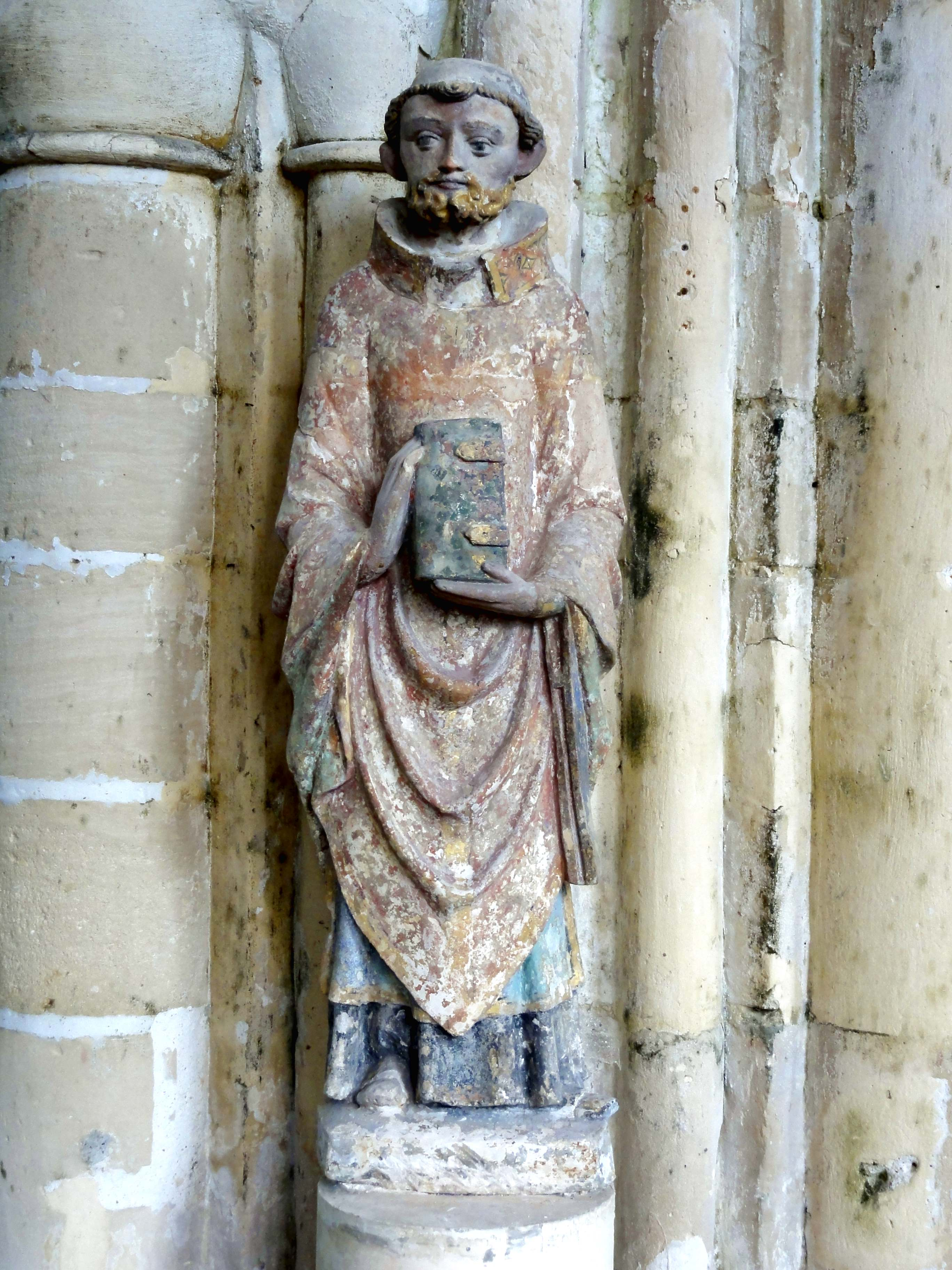
Statue de saint Josse.

- La statue de saint Michel combattant le démon est en pierre taillée, et a le revers plat. Elle mesure 128 cm de hauteur, et date de la seconde moitié du XVIe siècle. Recouverte d'un badigeon, elle se trouve dans un mauvais état. On la voit en hauteur, sur une console à gauche de la fenêtre occidentale de la nef. Son inscription est intervenue en 2011 seulement[55] (sans illustration).
- Le Christ en croix est en bois sculpté en ronde-bosse, mais a le revers plat. Peint et partiellement doré, il mesure 200 cm de hauteur, et date du premier quart du XVIe siècle, sauf pour la croix, sans caractère, qui semble plus récente. Le Christ est crucifié les bras à l'horizontale, et avec les deux pieds fixés par un seul clou. Il est vêtu d'un périzonium court. On le trouve accroché au-dessus de la première grande arcade au nord de la nef. Son classement est intervenu en 1955[56].
- La statue de saint Nicolas est en pierre polychrome. Son revers est seulement ébauché. Elle mesure 140 cm de hauteur, et date du XVIe siècle. Son emplacement ancien était sous une arcature de l'abside. Elle trône à présent sur une console dans l'angle nord-est du croisillon sud, qui était auparavant destinée à la Vierge à l'Enfant aujourd'hui logée dans la niche au-dessus de l'arcade orientale du même croisillon. La tête du saint a été brisée, puis refixée. Le bout du nez est abîmé. Ses mains ont disparu, de même que toutes les têtes et tous les bras des trois enfants dans le saloir. La polychromie actuelle n'est pas celle d'origine, car elle recouvre les points de fracture. Le saint est vêtu des habits épiscopaux, et coiffé de la mitre. Il se tient debout à côté du baquet dans lequel restent enfermés les trois enfants qu'il vient de ramener à la vie. L'œuvre est d'un style précieux : la mitre est recouverte de motifs d'orfèvrerie de même que le galon de la dalmatique et les orfrois de la chasuble. Les semelles des chaussures sont sculptées avec recherche. Le visage est également d'une grande finesse et réalisme, avec le jeu des muscles sous la peau et les yeux qui affleurent sous les paupières. Le classement de l'œuvre remonte à 1912[57].
- La statue de saint Jacques le Majeur est en pierre, avec des traces d'une polychromie ancienne. Elle mesure 130 cm de hauteur, et date du XVe siècle. La pierre est rongée du fait d'un long séjour à l'extérieur, dans la niche du piédroit gauche du portail. Le saint est représenté debout, les pieds nus, en avançant légèrement la jambe gauche. Il garde deux attributs caractéristiques des saint Jacques en pèlerin, à savoir une besace arborant la coquille Saint-Jacques, et le chapeau de pèlerin à larges bords. Il tenait sans doute le bourdon de pèlerin de sa main droite, car il porte déjà un livre ouvert de sa main gauche. Son classement remonte à 1912[58].
- La statue de saint Jean l'Évangéliste est en pierre, et porte les traces d'une polychromie ancienne. Son revers est plat. Elle mesure 118 cm de hauteur, et date de la deuxième moitié du XVIe siècle. Son état est mauvais du fait d'un séjour dans la niche du piédroit gauche du portail, à l'emplacement ancien du saint Jacques, qui de son tour vint occuper l'emplacement d'une Vierge à l'Enfant rentrée dans l'église après son classement en 1908[59]. Généralement, les statues de saint Jean proviennent des poutres de gloire, mais il est vrai aussi que les statues des poutres de gloire sont presque toujours en bois. D'après Guilaine Benoit Ecolan, l'œuvre s'insère dans un groupe de statues du nord du Vexin qu'il qualifie de groupe de Parnes. Ces œuvres reflètent plusieurs des grands principes de la Renaissance italienne : une recherche de vérité, des poses, des attitudes qui suggèrent un mouvement. La posture de l'apôtre est légèrement déhanchée, le manteau collé à la cuisse. Le drapé est traité avec virtuosité : le manteau, noué sur la hanche, crée un point de tension à partir duquel se forment des plis sur l'abdomen, puis une série de plis ondulant le long de la jambe. Le visage est presque antiquisant. Le classement de la statue est intervenu en 2013 seulement[60],[61].
- La première des statues de la Vierge à l'Enfant que l'on rencontre dans l'église est en pierre polychrome et sculptée en ronde-bosse. Ses dimensions n'ont pas été prises. Elle date de la fin du XVe siècle ou du tout début du XVIe siècle[62]. C'est la Vierge provenant de la niche du piédroit droit du portail. Son classement en 1908 comme tout premier élément du mobilier de l'église, motiva sans doute le déplacement à l'intérieur de l'église. Elle a d'abord été placée dans le croisillon sud, sur la console où trône à présent saint Nicolas. Puis, elle a été déplacée dans la niche au-dessus de l'arcade orientale du même croisillon, qui abritait jusque-là l'autre Vierge à l'Enfant, décrite ci-dessous, dont la tête se heurtait presque au sommet de la niche. — La Vierge Marie se tient debout, dans une attitude légèrement déhanchée. Son chef est couvert d'une haute couronne fleuronnée au-dessus d'un voile. Elle porte l'Enfant Jésus sur son bras gauche, et tourne légèrement sa tête dans sa direction, alors que son fils regarde droit devant lui. La Mère pose sa main droite sur ses jambes. Elle porte un manteau retenu sous son bras gauche, qui forme des plis curvilignes ou ondulés lui élargissant la silhouette[63].
- L'autre Vierge à l'Enfant est également en pierre polychrome et sculptée en ronde-bosse, mais son revers est néanmoins plat. Elle mesure 145 cm de hauteur, et date du XIVe siècle. On la trouvait jadis dans la niche à l'est du croisillon sud, au-dessus de l'arcade ouvrant sur la chapelle de la Vierge. Les dimensions trop justes de la niche ont motivé son retrait à la faveur de la Vierge à l'Enfant du portail, plus petite. L'emplacement actuel est la niche au milieu du retable de la chapelle de la Vierge. Cette niche avait été pratiquée vers la fin des années 1860 pour une statue sulpicienne. Auparavant, le retable affichait à la place le tableau de l'Assomption désormais accroché au-dessus du portail (voir ci-dessous). La peinture s'écaille, et la couronne et la fleur de lys dans la main droite de la Vierge manquent. Cette dernière a été remplacée par un tuyau ou porte-bouquet. Dans une posture déhanchée, Marie porte son Enfant sur le bras gauche. Voilée et jadis couronnée, elle porte une longue robe ceinturée sous la poitrine. Son manteau jeté par-dessus est ramené sous son bras gauche, et forme des plis curvilignes sur l'avant de la silhouette, qui s'enroulent sur ses flancs. L'Enfant Jésus a le torse nu. Il tient un oiseau de ses deux mains, et lève les yeux vers sa mère, qui regarde toutefois vers le bas. La statue se caractérise globalement par sa haute silhouette, son visage rond encadré d'une chevelure bouclée, et son voile qui forme deux plis à bec au-dessus des épaules. Le traitement du drapé et des plis qui marquent le cou sont caractéristiques du XIVe siècle. L'œuvre est classée au titre objet depuis 1912. Il est à noter que l'église de Montjavoult possède une statue très similaire[64],[65].
- La statue de saint Josse, second patron de l'église, est en pierre, sculptée en ronde-bosse, peinte et partiellement dorée. Elle mesure 135 cm de hauteur, et date du premier quart du XIVe siècle, ou tout au moins des années avant 1330. Son emplacement ancien était sous l'une des arcatures de l'abside, près du saint Nicolas. Elle trône aujourd'hui sur une console dans l'angle nord-est de la nef, qui était initialement destinée à une statue sulpicienne de la Vierge Marie. La statue a été restaurée. Plusieurs raccords ont été effectués, dont le réfection d'une partie du bras gauche. La polychromie visible à la surface n'est pas celle d'origine. Ermite, saint Josse est assimilé à un moine, et porte la tonsure. La statue le représente en tant que prêtre, vêtu d'une tunique, d'une dalmatique et d'une chasuble. L'amict est jeté sur son bras gauche, tandis que saint Josse présente au spectateur, avec ses deux mains, un livre fermé par deux sangles. D'un air soucieux, les sourcils en accent circonflexe, les yeux profondément enfoncés sous l'arcade sourcilière, le saint regarde fixement devant lui. Sa barbe bifide forme des bouclettes. La position avancée de sa jambe gauche entraîne un très faible déhanchement de la silhouette. La datation repose pour l'essentiel sur la haute silhouette aux épaules effacées et rejetées en arrière, et le bassin mis en valeur par les drapés de la chasuble. La forme des yeux et les oreilles décollées et projetées en avant par les cheveux sont également particulières. L'œuvre est classée depuis 1912[66].
- La statue d'une Sainte Femme au tombeau est en pierre taillée. Ses dimensions n'ont pas été prises. Elle date du XVe siècle. Sa présence dans l'église soulève des questions. Elle doit provenir d'un groupe de Mise au tombeau, que l'église Saint-Josse ne semble pas avoir possédé. Son inscription est intervenu en 1989[67].
- La statue de saint Sébastien est en bois, et date du XVe siècle. Le martyre est vêtu seulement d'un périzonium, et a les jambes et les mains attachés à une colonne légèrement oblique, dont la base et le chapiteau sont moulurés[68]. Cette statue, provenant de la niche à droite du tympan du portail, n'est pas protégée au titre des monuments historiques.
- La statue de la Vierge de douleur est également en bois, et un peu postérieure à saint Sébastien. Cette Vierge provient de toute évidence d'une poutre de gloire, qui devait être placée à l'entrée du chœur. Qualifiée d'intéressante par Louis Régnier[68], elle n'est pour autant pas non plus protégée au titre des monuments historiques.
- On ne dispose pas de renseignements sur le groupe sculpté de l'Éducation de la Vierge Marie par sainte Anne, que l'on trouve devant la baie du chevet de la chapelle latérale nord. Elle est d'une facture médiocre.

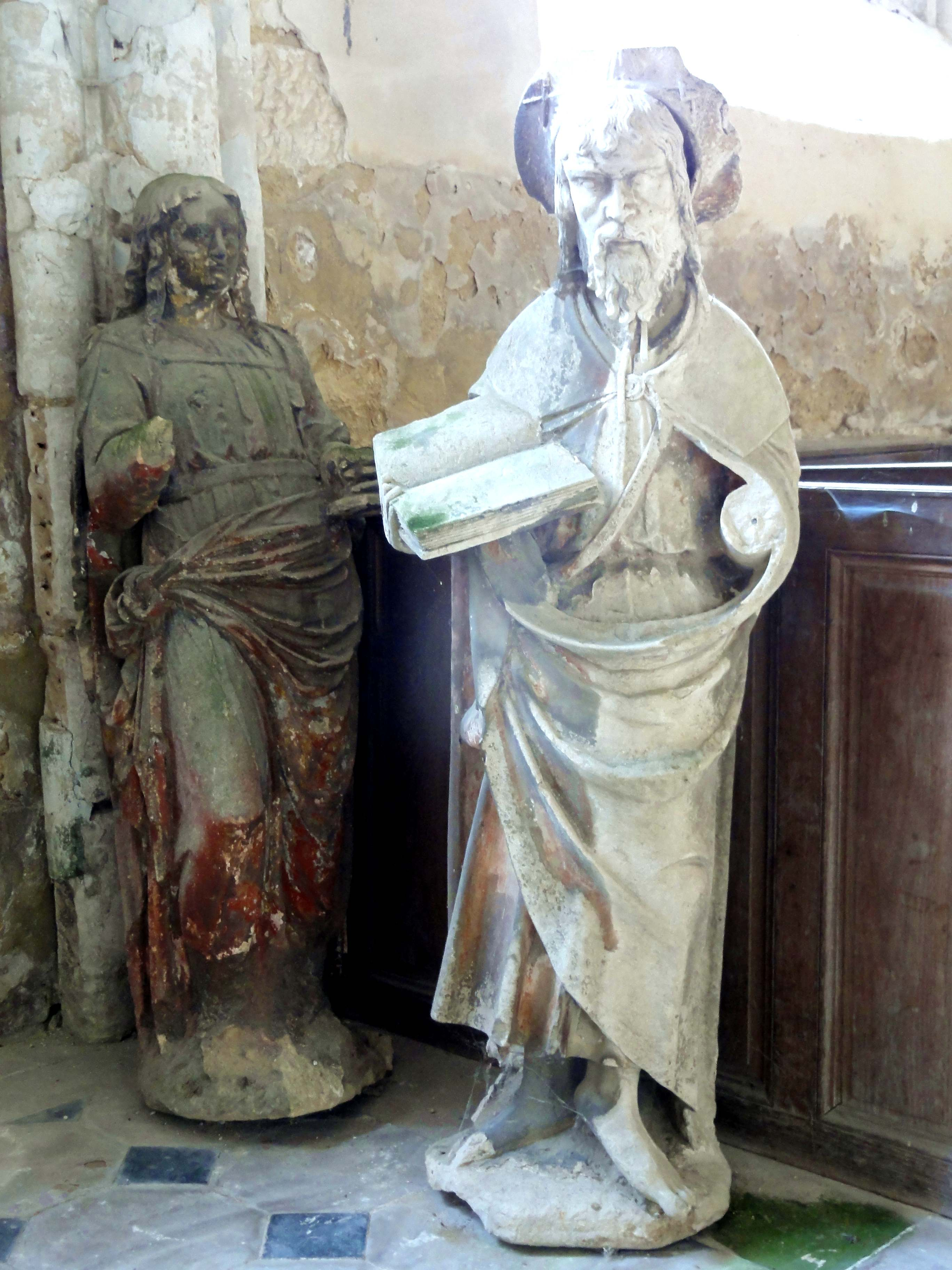
Saint Jean et saint Jacques.
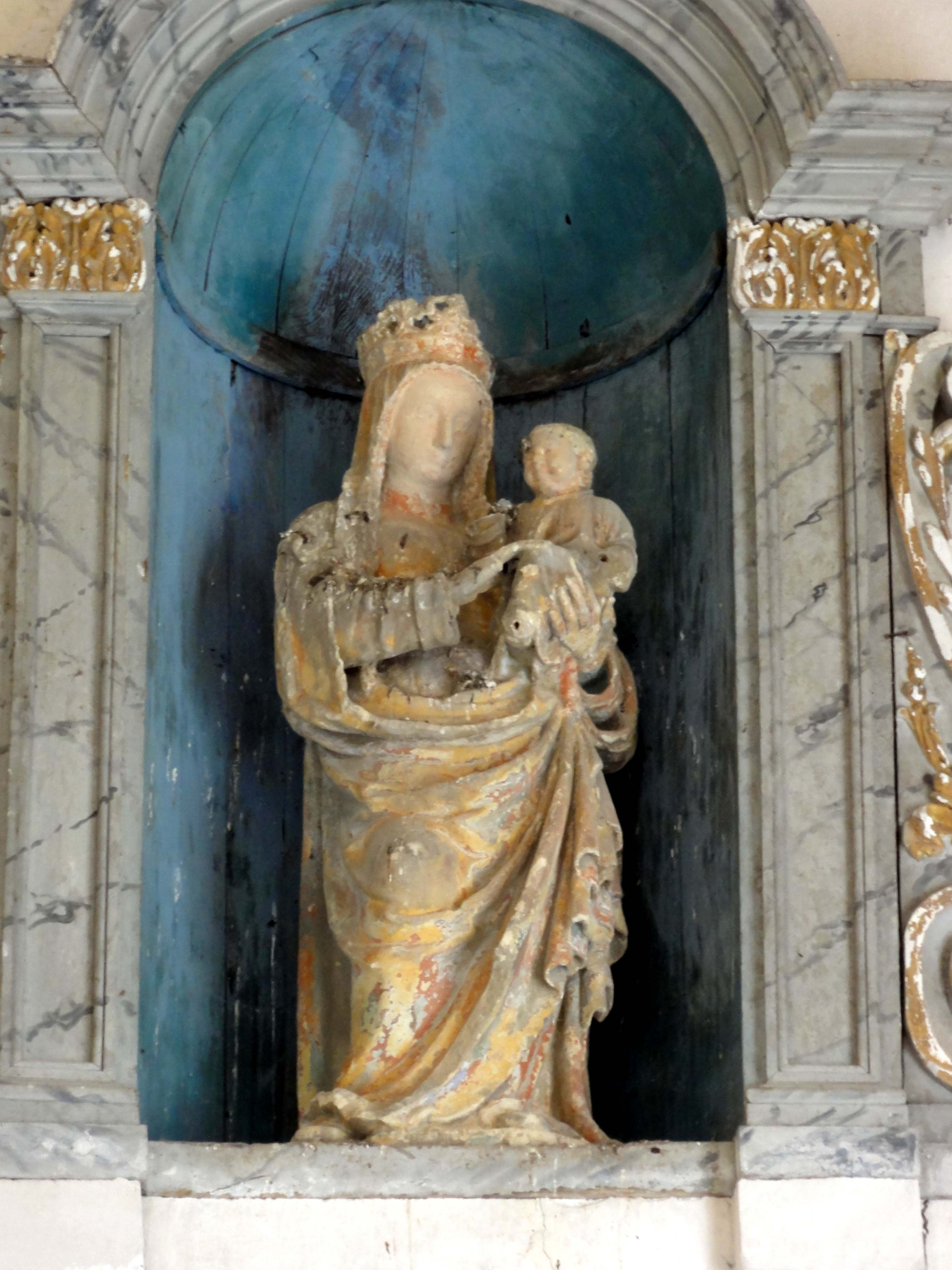
Vierge à l'Enfant de la fin du XVe siècle.
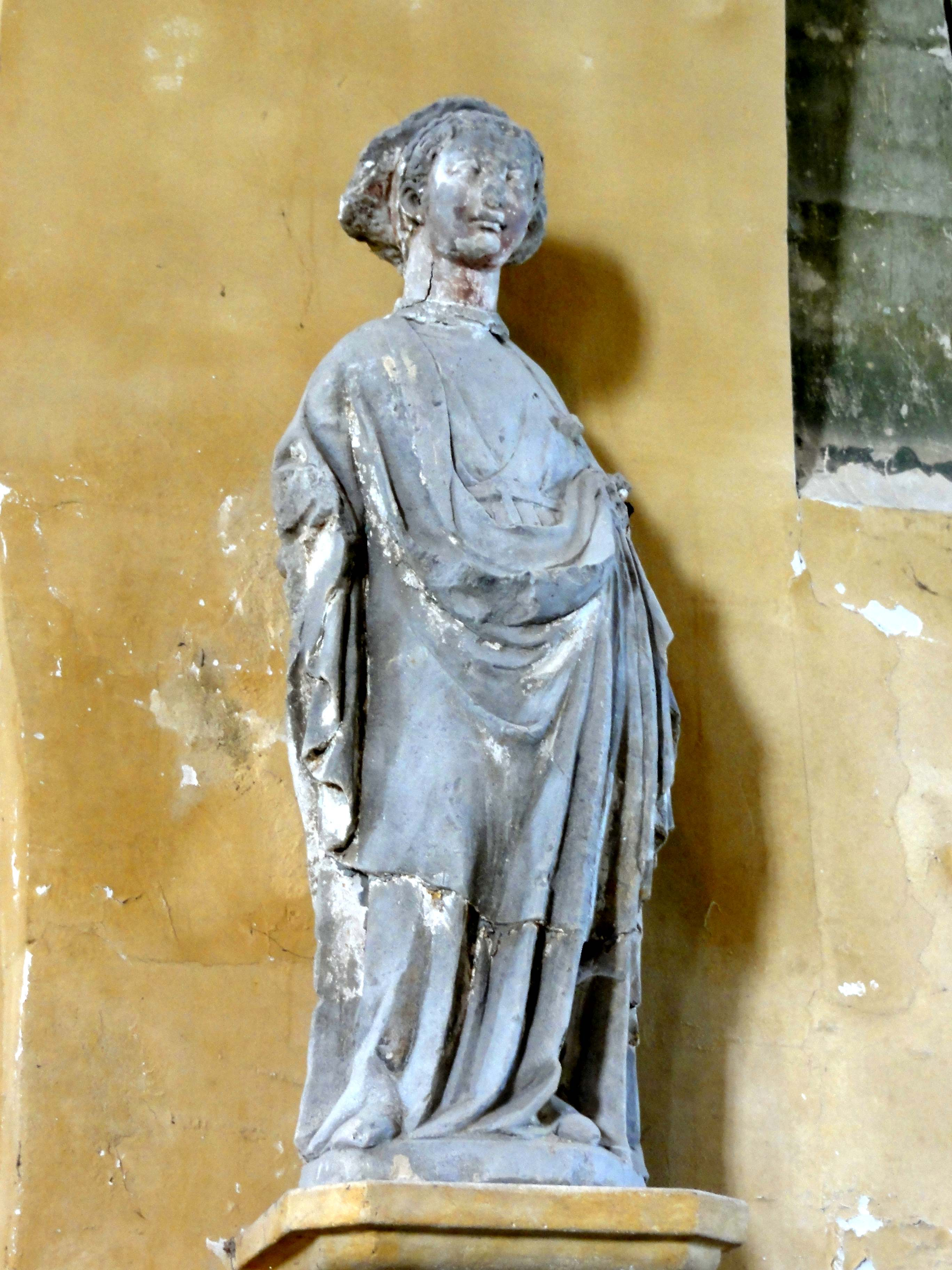
Sainte Femme au tombeau.
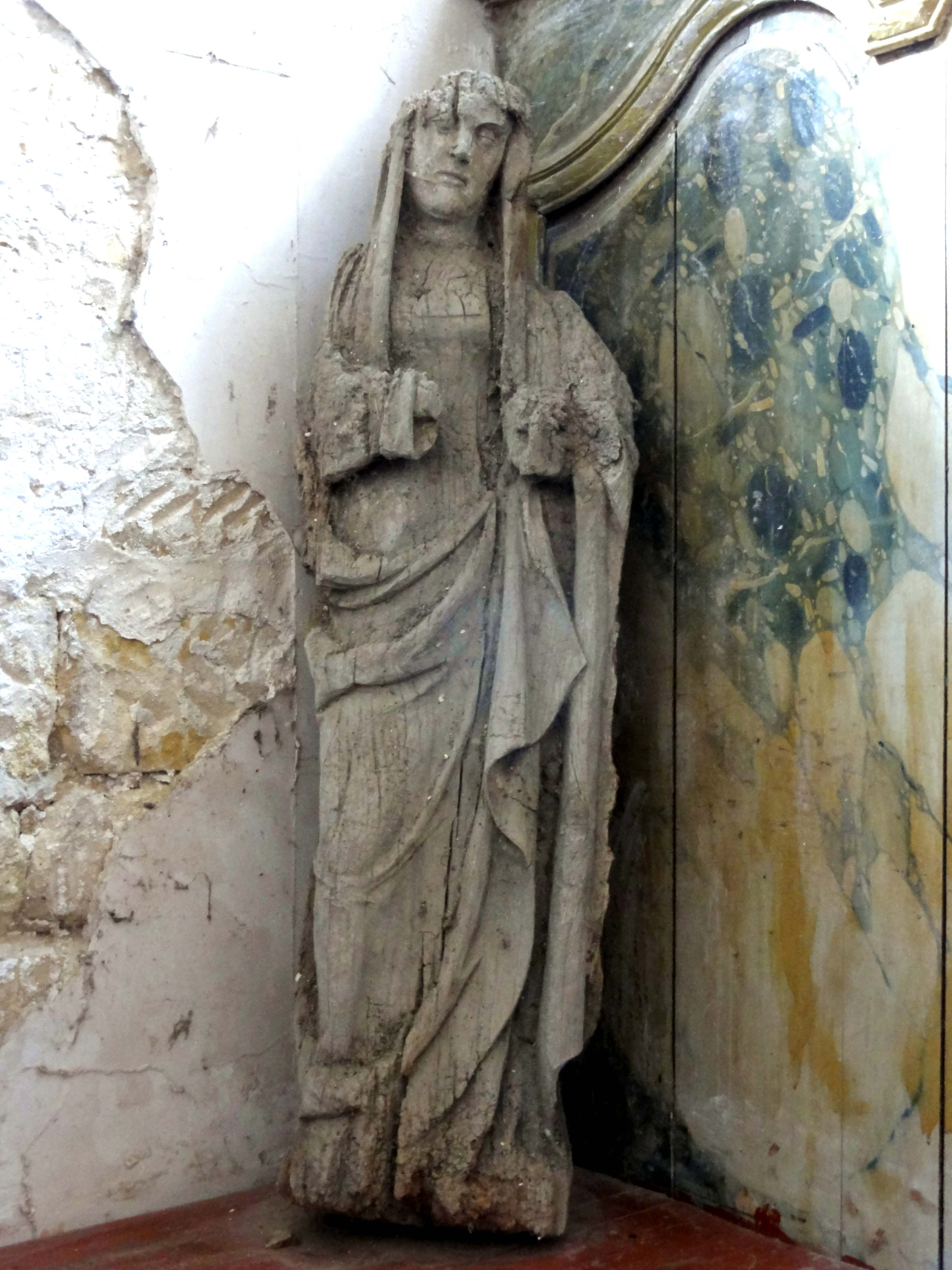
Vierge de douleur du calvaire.
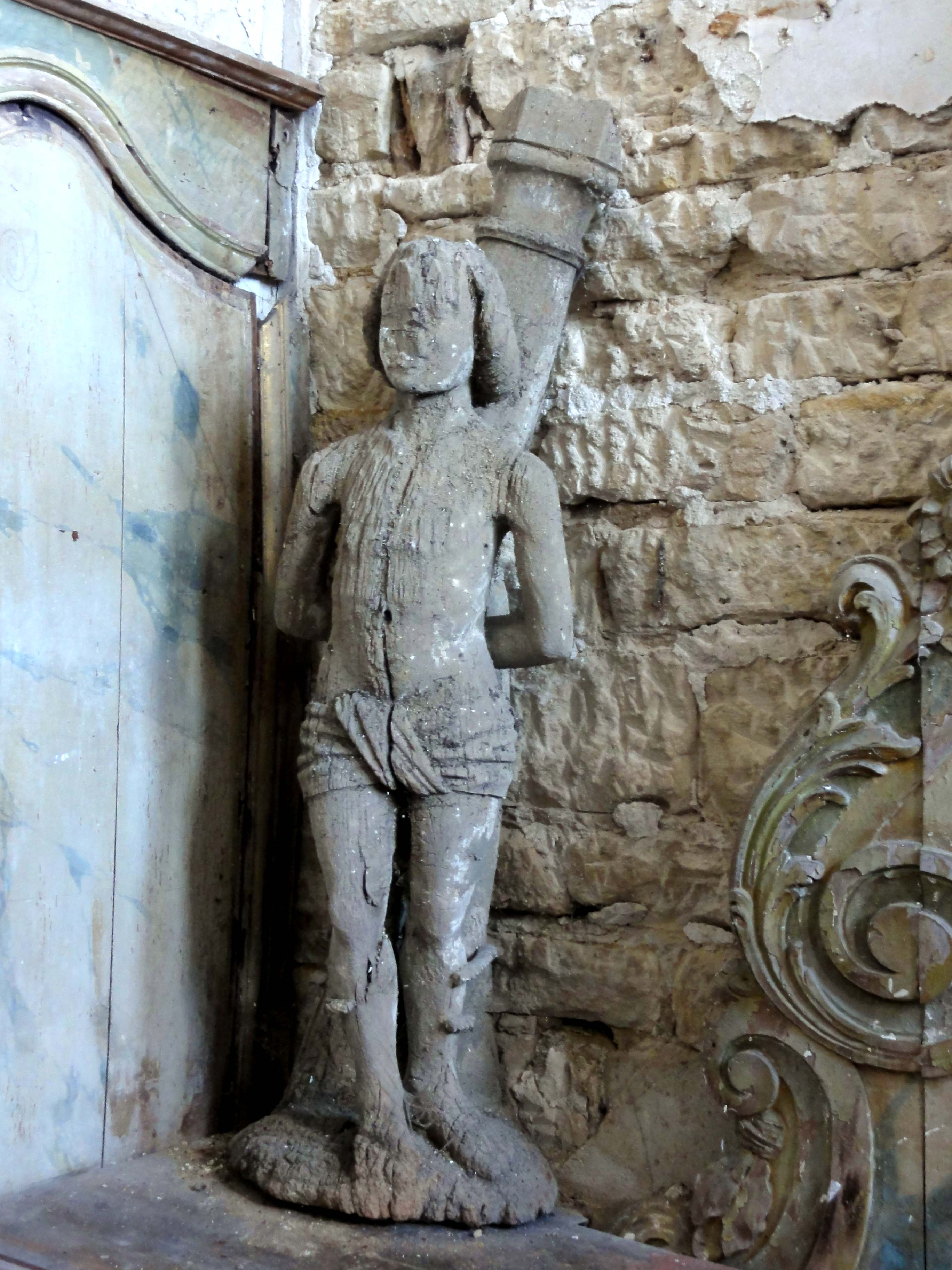
Saint Sébastien.
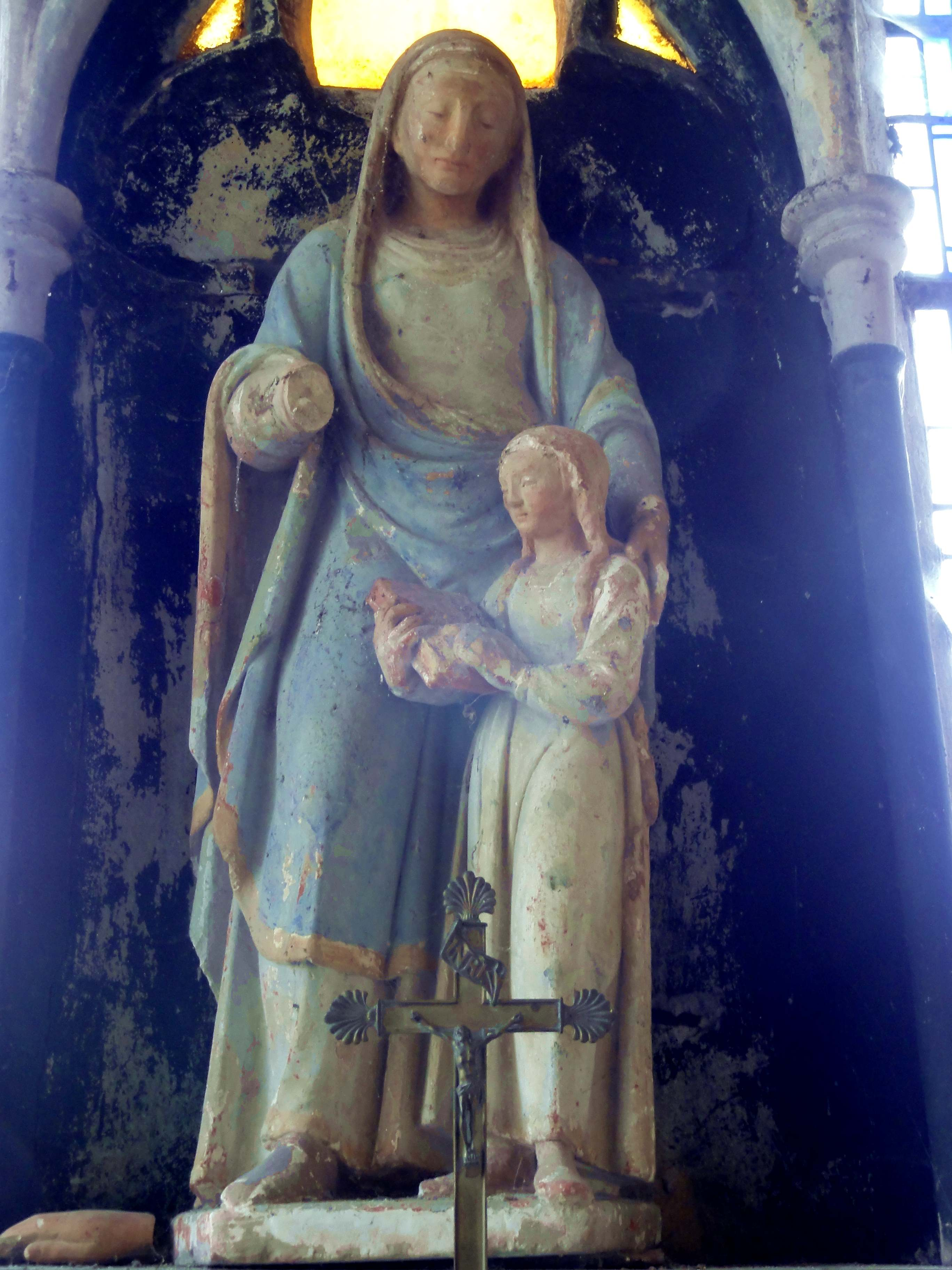
L'Éducation de la Vierge par sainte Anne.

### Tableaux

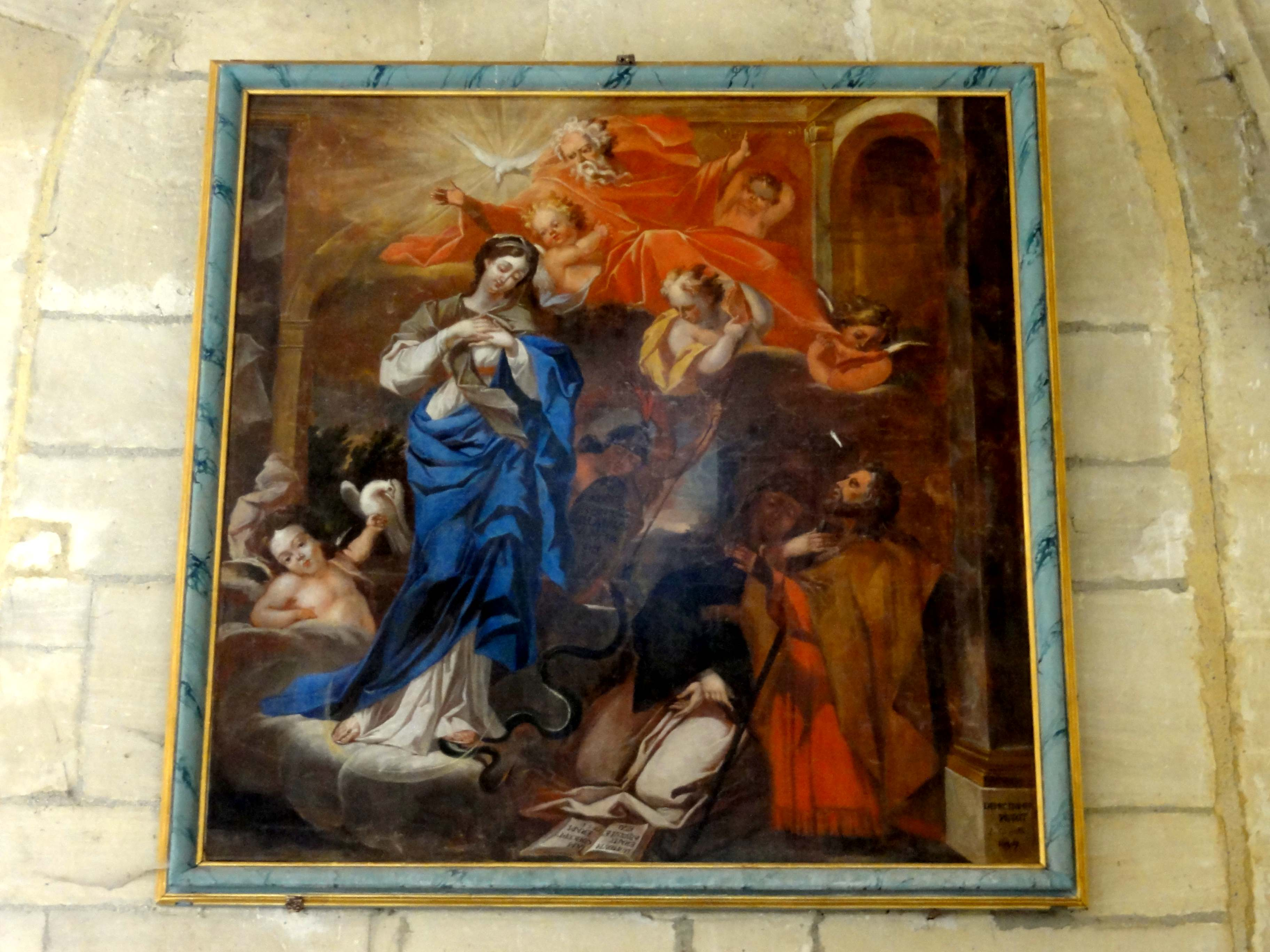
Tableau - l'Assomption.

Le tableau représentant l'Assomption de la Vierge Marie est peint à l'huile sur toile. Ses dimensions n'ont pas été prises. Il est signé, en bas à droite : « DEMONTHOMER / PINXIT / A GISORS / 1699 » (l'artiste s'appelle Pérot, dit de Monthomer). Il s'agit de l'ancien tableau du retable de la chapelle de la Vierge, qui date lui aussi de 1699. C'est une copie de l’Assomption peint en 1666 par Louis de Nameur pour le maître-autel du Carmel de Gisors. Cette œuvre a été transféré, avec son retable, dans la collégiale de Gisors après la fermeture du Carmel à la Révolution. La copie est globalement de bonne facture, mais n'a pas la vigueur et la beauté de l'original. Son inscription est intervenue en 1989,, et elle a bénéficié d'une restauration au début du XXIe siècle. Après avoir été accroché sur le mur occidental du collatéral sud, il a désormais sa place au-dessus du portail. Deux autres tableaux sont encore présents dans l'église, accrochés de part et d'autre du Christ en croix. Pour eux, toute restauration viendra désormais trop tard. La couche picturale s'étant en grande partie détachée, en n'en devine plus les sujets. Louis Régnier mentionne encore un deuxième tableau, intitulé Saint Jérôme dans sa solitude. Il a été donné par la veuve Renault en 1885. « C'est une œuvre moderne assez bonne, sorte de paysage historique inspiré du Saint Jérôme du Dominiquin ». Cette œuvre n'est plus présente dans l'église.

### Orfèvrerie
La médaille représentant saint Josse est en argent repoussé et ciselé. De forme ovale, elle mesure 13,5 cm de hauteur, et fut réalisée en 1735 par un orfèvre signant avec les initiales GD (le patronyme étant Dehors d'après une note prise par Arsène Sarazin à la lecture des comptes de la fabrique). Cette médaille décorait encore la robe du bedeau au début du XXe siècle. Elle est ornée de quatre roses sur les bordures, qui encadrent une image gracieuse de saint Josse en costume de pèlerin. Le saint se tient debout, les yeux levés vers le ciel, une main ramenée sur la poitrine et l'autre appuyée sur un bâton. À ses pieds, gisent un sceptre et une couronne, auxquels il préfère la grâce divine, symbolisée par des rayons lumineux venant du ciel, symbolisé par une nuée. La médaille est classée depuis 1912, (sans illustration).
Le chef-reliquaire de saint Josse est en argent repoussé, ciselé et partiellement doré (barbe et chevelure). Il mesure 31 cm de hauteur. C'est une œuvre d'orfèvrerie datant du XVIe siècle ou plutôt du XVIIe siècle tout au plus selon Louis Régnier, qui insiste sur son intérêt artistique médiocre. La calotte crânienne, parfaitement lisse, peut s'ouvrir grâce à une charnière. Elle est percée d'un témoin permettant d'apercevoir la relique se trouvant à l'intérieur. Sur la partie inférieure, la tonsure du saint forme comme une bordure. Le visage se caractérise par quatre fines rides au milieu du front, des yeux enfoncés sous les arcades sourcilières, un nez aux narines larges, des joues creuses aux pommettes hautes et saillantes, et une barbe bouclée. Il semble que ce visage soit inspiré par la statue de saint Josse décrite ci-dessus. La base du reliquaire est bordée d'un galon fleuri ciselé et doré. Le classement du reliquaire est intervenu en 1912, (sans illustration).

### Mobilier liturgique

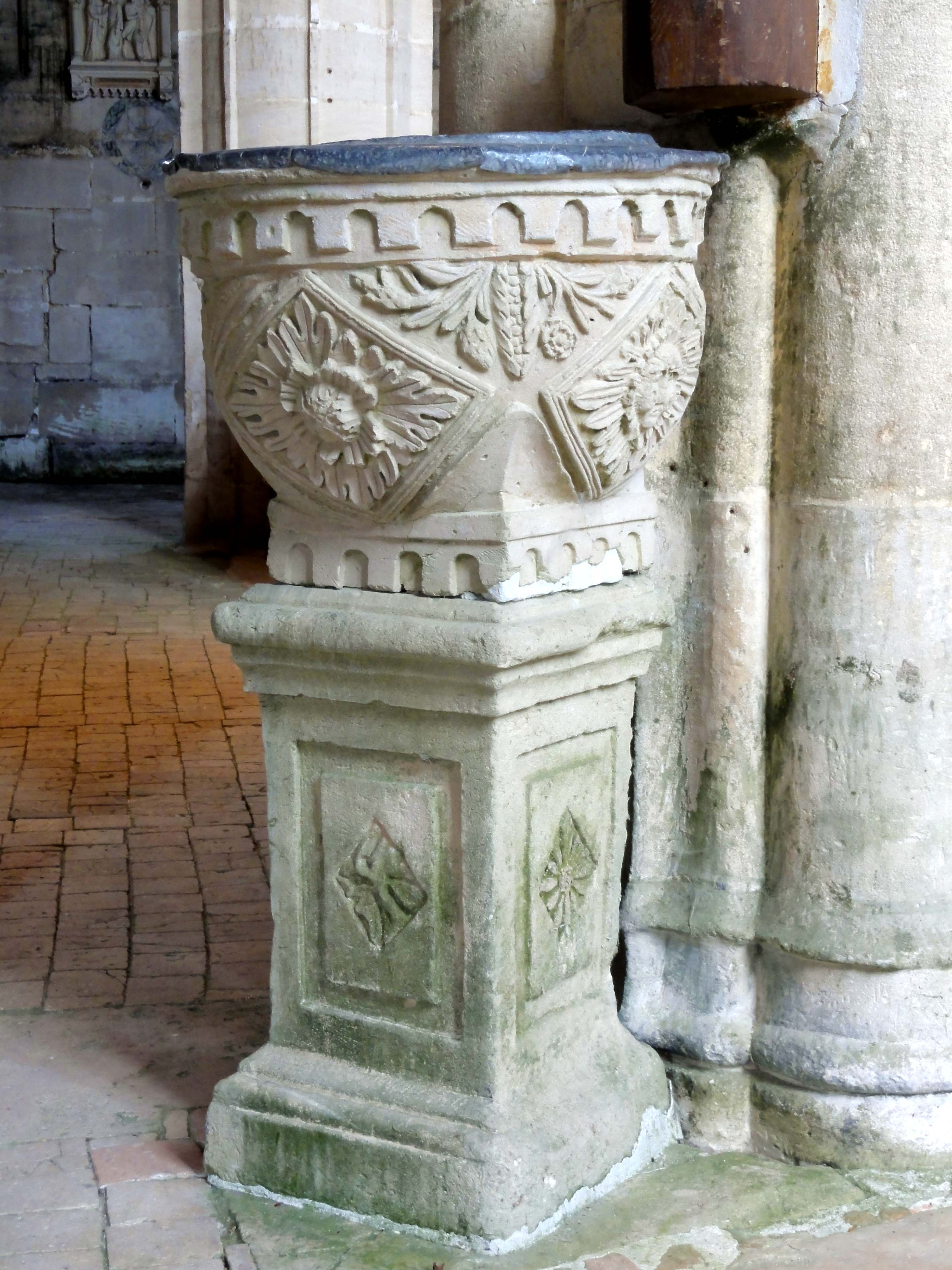
Bénitier, 1er quart XVIIe siècle.

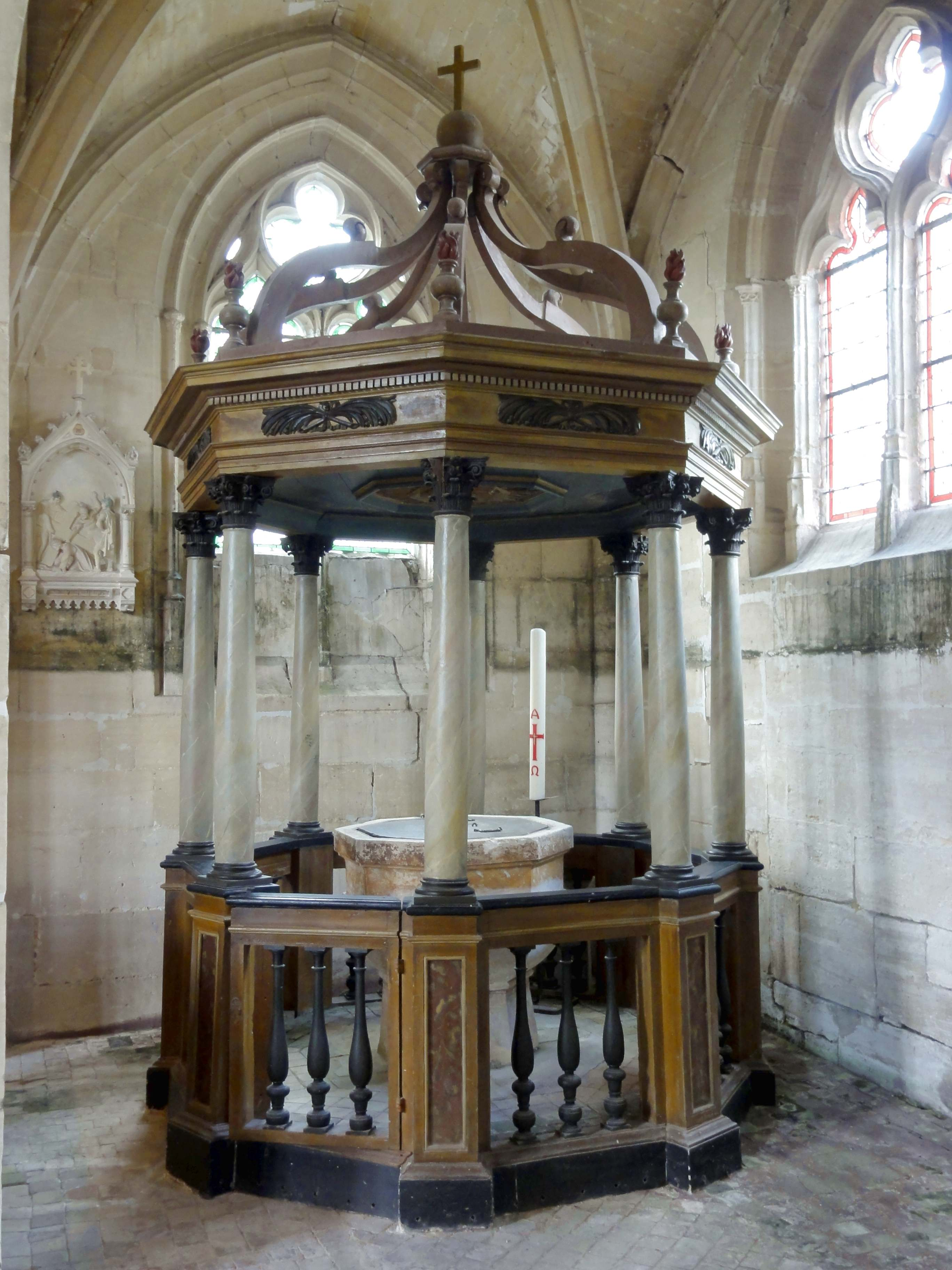
Dais des fonts baptismaux, 1699.

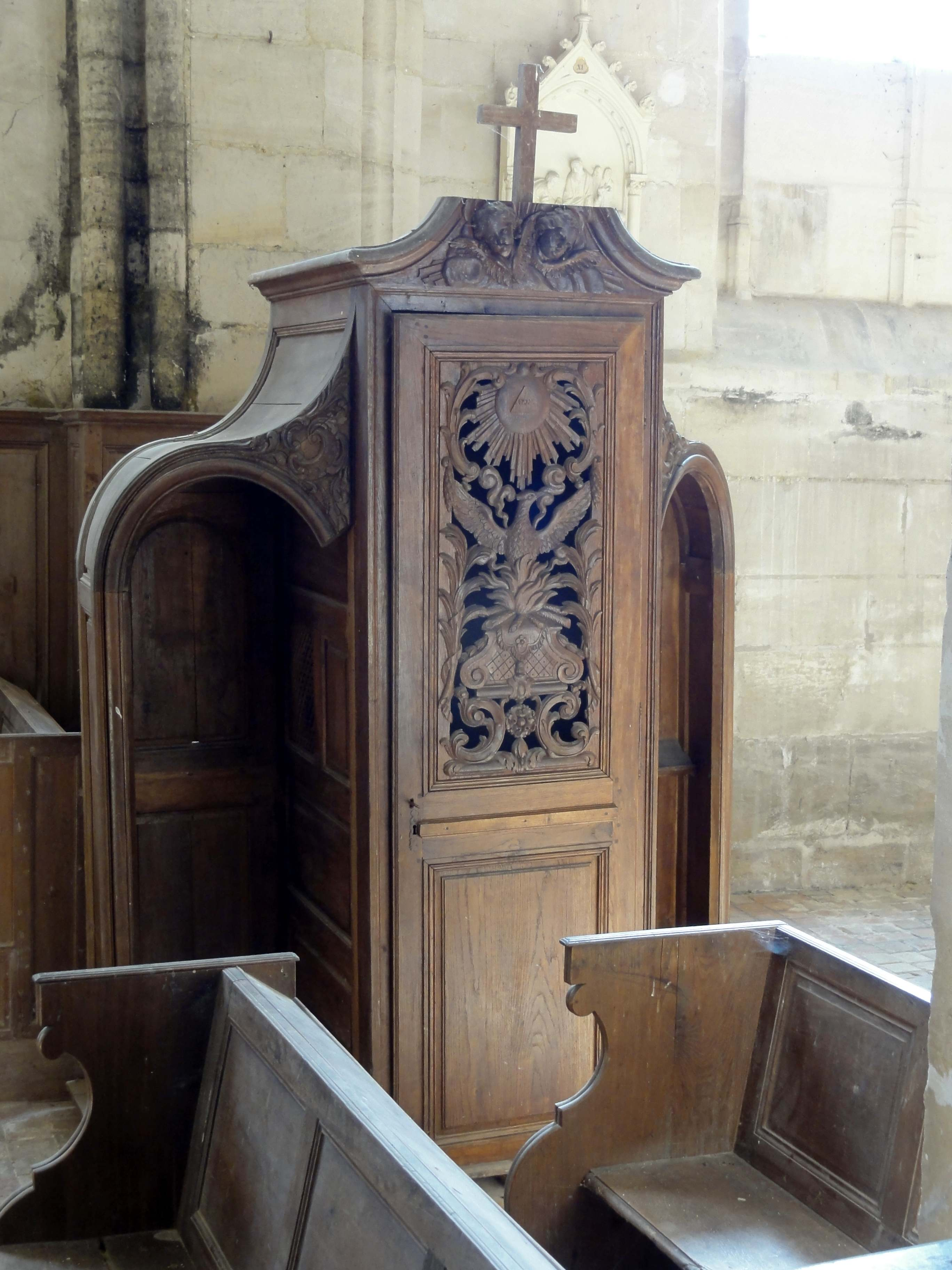
Confessionnal, 1788.

Le bénitier est en pierre taillée et assemblée de deux éléments. La cuve est doublée en plomb fondu et martelé. Le bénitier mesure 100 cm de hauteur avec son pied, et 55 cm de diamètre au niveau de la cuve. La cuve date du premier quart du XVIIe siècle, et était destinée à être isolée. Elle prend maintenant appui contre le premier pilier des grandes arcades séparant le collatéral sud de la nef, et repose sur un piédestal plus récent. Quelques reprises ont été effectuées en enduit. Comme particularité, la cuve est de plan rond à la bordure supérieure, et de plan carré à sa base. En haut et en bas, elle est ornée d'un rang de festons sous la forme d'arcatures en plein cintre, probablement dérivées des denticules des corniches Renaissance. Les faces sont sculptées de quatre losanges inscrivant des rosaces de deux rangs de feuillages. Au milieu d'une rosace, se profil un visage humain, ce qui fait apparaître l'ensemble comme un soleil. Entre deux losanges, les écoinçons supérieurs sont également sculptés. On y voit un épi de blé disposé verticalement, entre des fleurs sur leurs tiges, accompagnées de leurs feuilles ; des roseaux et des palmes ; et des bouquets et feuillages. Quant au pied, il est de section carrée, et orné de moulures en haut et en bas. Chacune de ses faces affiche un panneau rectangulaire, au milieu duquel se profil un losange inscrivant une rosace de feuillages. Le classement au titre objet remonte à 1912,.
Les fonts baptismaux sous la forme d'une cuve baptismale sont en pierre taillée. Ils mesurent 97 cm de hauteur, et datent du XVIe siècle. On les trouve maintenant dans la première travée du bas-côté, mais l'emplacement initial était sous la deuxième grande arcade du nord. La cuve est de plan octogonal. Sa bordure est à arêtes vives. Entre cette bordure et le gros tore qui marque sa limite inférieure, les faces de la cuve sont nues, délimitées supérieurement et inférieurement par un listel. Le pied, également de plan octogonal, se retraite par des galbes immédiatement en dessous de la cuve, et se réduit à la moitié de son diamètre initial à mi-hauteur. Les huit pans de sa partie inférieure sont légèrement inclinés, et délimités des galbes par une arête. Ces fonts baptismaux sont dénués d'intérêt artistique. Il en va autrement du dais en bois qui les surmonte. Ce dais, vraisemblablement inspiré par le baptistère Renaissance de l'église de Magny-en-Vexin, est en bois taillé et peint. Cet édicule de 2,60 m de diamètre a été confectionné en 1699 par le menuisier Louis Louvet, de Gisors, qui a fourni dans la même année l'autel et le retable de la Vierge Marie. L'édicule, lui aussi de plan octogonal, se compose d'une balustrade, dont les segments de trois balustres chacun sont séparés par les stylobates des huit colonnettes corinthiennes, qui supportent le plafond évoquant l'abat-voix d'une chaire à prêcher. Le dessous arbore une colombe éployée en bas-relief, et les faces sont traitées à la manière d'un entablement, avec deux branches de palmes croisées au milieu de la frise. Au-dessus, un petit pot à feu surmonte chaque angle. Le couronnement est formé par huit consoles en S, qui supportent un orbe. L'œuvre, classée depuis 1912, a été restaurée en 1987 par l'atelier Bernard Legrand,.
Le confessionnal en bois de chêne mesure 192 cm de largeur et 300 cm de hauteur, et fait partie d'une série de deux exemplaires confectionnée en 1788 par Dardel, menuisier à Magny-en-Vexin. L'autre exemplaire se trouve depuis le XIXe siècle déjà dans l'église de Delincourt. Le meuble se compose d'une loge centrale surmontée d'un fronton en double doucine et munie d'une porte, dont le panneau supérieur est ajouré, et de deux loges latérales nettement moins élevées, qui s'ouvrent sous des arcs en plein cintre, et dont les faces frontales sont obliques. Le décor sculpté du fronton, des deux écoinçons entre les arcs des loges latérales et les montants de la loge centrale, et du panneau supérieur de la porte est tout à fait remarquable. Sur le fronton, se détache deux têtes de chérubins au-dessus d'un collier d'ailes. Elles surgissent d'une nuée entourée de trois rayons de lumière. Les écoinçons sont décorés de rinceaux en bas-relief. La grille de la porte représente au centre un phénix au-dessus d'un bûcher en flammes, les ailes déployées, le regard tourné vers le ciel. Deux palmes encadrent le bûcher en feu, qui brûle sur un autel. Au-dessus de l'oiseau, l'on voit une sorte de gloire, sous la forme d'un triangle comme symbole de la Sainte-Trinité au milieu d'un cercle entouré de rayons de lumière. Cette gloire est flanquée d'un décor rocaille, et deux épis y sont suspendus. Un décor Rocaille occupe également la partie inférieure de la composition, en dessous de l'autel. À la demande de Louis Régnier, le curé-doyen Lefebvre a décrypté l'iconographie : « Le phénix dispose sur un lieu élevé un lit de plantes aromatiques, surtout de myrrhe. Quand le soleil est à son midi et que ses rayons échauffent le bûcher, l'oiseau en active l'ardeur par le battement de ses ailes. Le bûcher s'enflamme et dans ses cendres le phénix retrouve une nouvelle vie. L'âme s'élève au-dessus du respect humain et des attaches du péché. Sur l'autel de son cœur, elle fait un bûcher de myrrhe, c'est-à-dire de pénitence. Elle lève les yeux vers l'adorable Trinité, en même temps qu'elle excite en elle-même les sentiments de repentir et d'amour. La grâce de Dieu et la contrition de l'âme consument les péchés : l'âme s'élance dans une vie nouvelle, la vie surnaturelle et divine, qui sera entretenue en elle par la sainte Eucharistie, que symbolisent les épis ». Ce confessionnal est classé depuis novembre 1912,,.
Le maître-autel, en forme de tombeau galbé, est en bois peint en faux-marbre et partiellement doré. Ses dimensions n'ont pas été prises. Il a été confectionné en 1765, par Jacques Charbonnier, menuisier à Gisors, pour la somme de 1 400 livres. La date se lit à l'intérieur. Les deux angles sont garnis de palmes dans le goût du style rocaille. Au milieu de la face frontale, se détache un médaillon flanqué de deux grandes branches de palme, qui présente en son centre un pélican nourrissant ses petits de son propre sang, symbole de l'Eucharistie. Tous les éléments sculptés en bas-relief sont dorés. Derrière l'autel, est placé le soubassement du tabernacle, qui est à la fois plus large et plus élevé que l'autel lui-même. De ce fait, il peut supporter une crédence de chaque côté, qui prend appui sur une console sculptée d'une coquille Saint-Jacques. La partie du soubassement qui dépasse l'autel est sculpté de motifs rocaille en son milieu et aux deux extrémités. Le tabernacle lui-même mérite également l'attention pour son riche décor sculpté, dont deux ailerons et un ciboire sur la petite porte. L'exposition avait déjà disparu au début du XXe siècle, de même que le retable. Celui-ci a été retiré lors de la restauration de l'abside vers 1875, qui motiva aussi le déplacement de l'autel dans la première travée du chœur. L'autel avec son ensemble de lambris déposé est inscrit depuis 1989,.

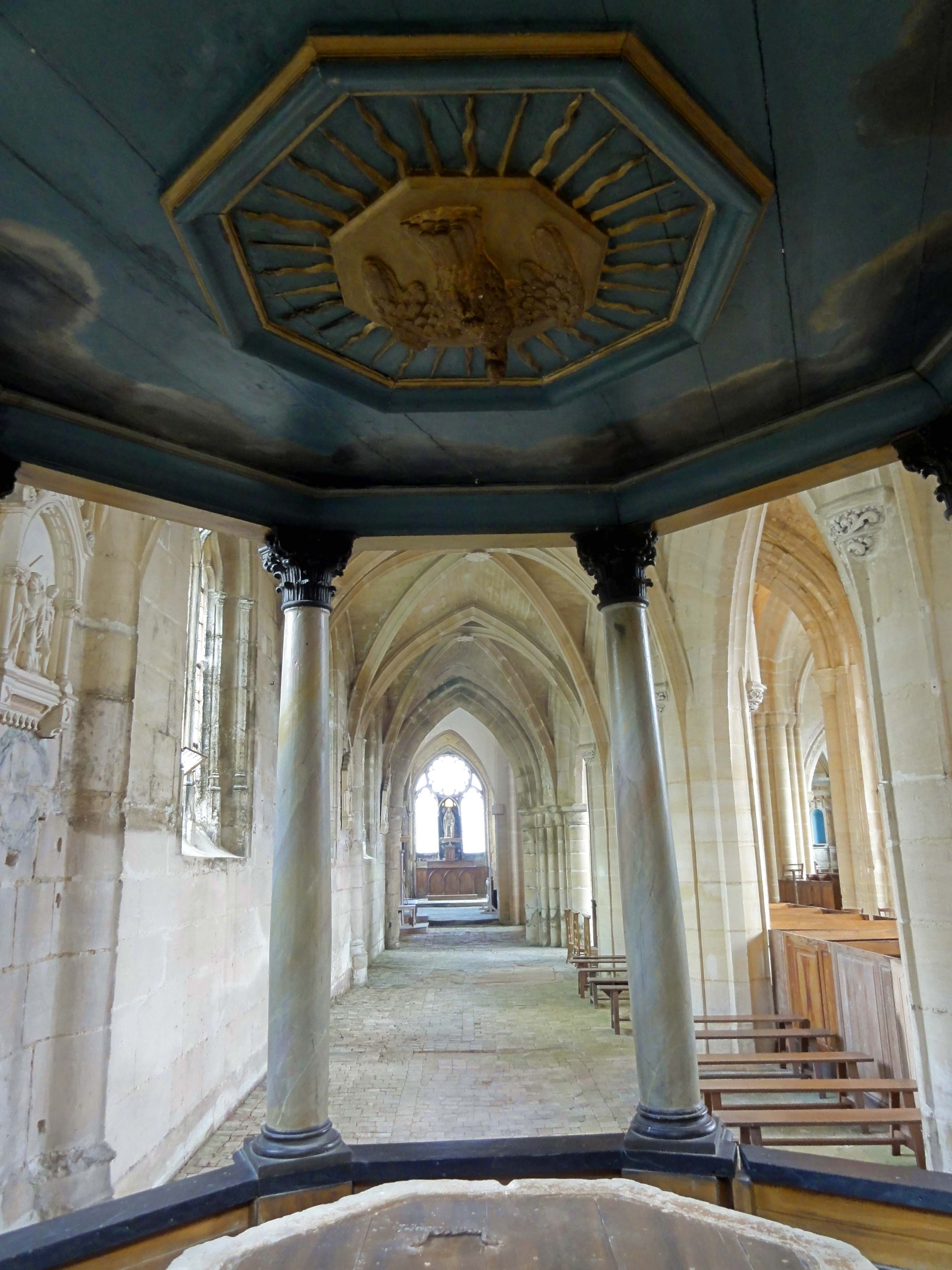
Dais des fonts baptismaux, 1699.
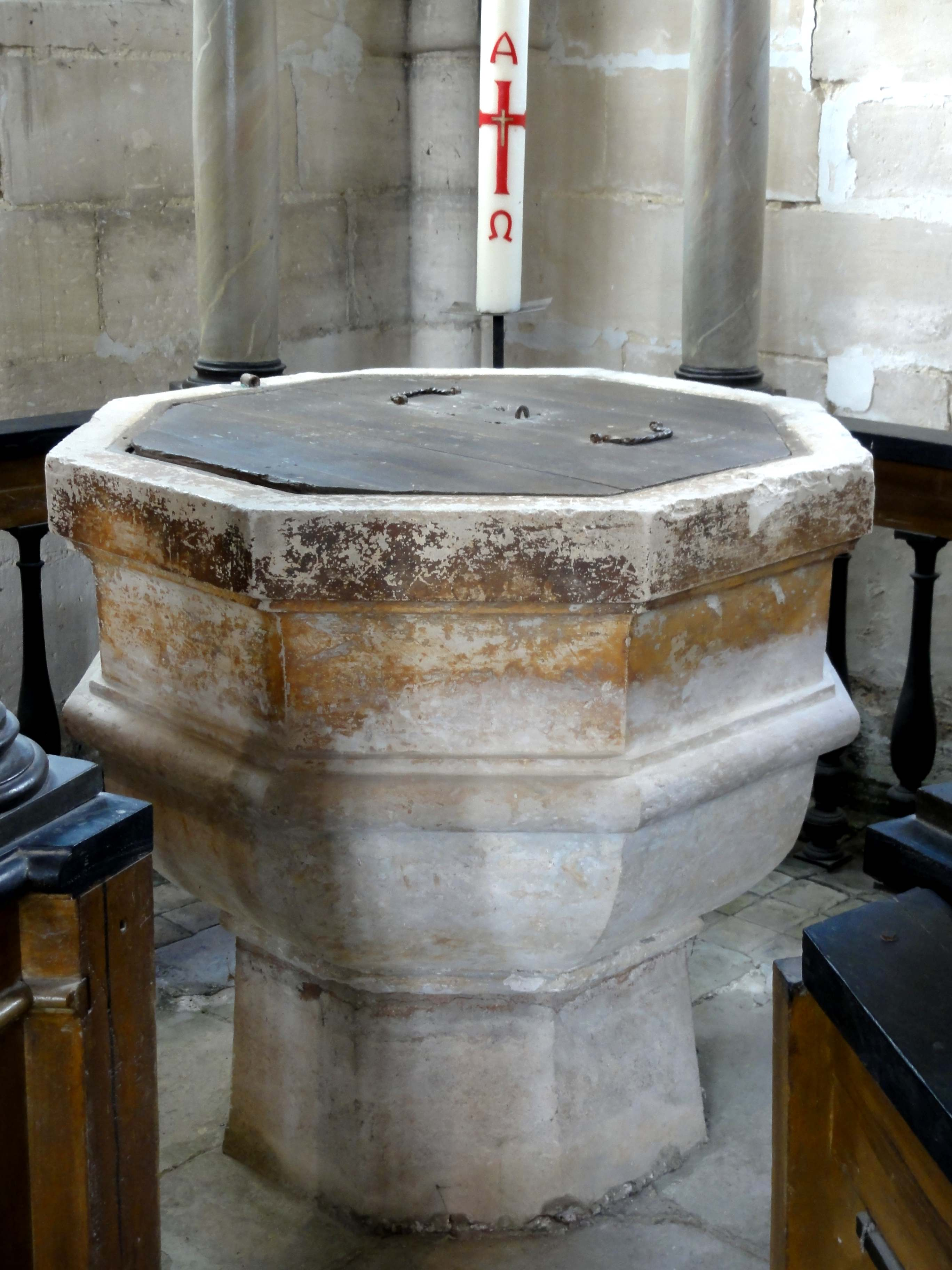
Fonts baptismaux, XVIe siècle.
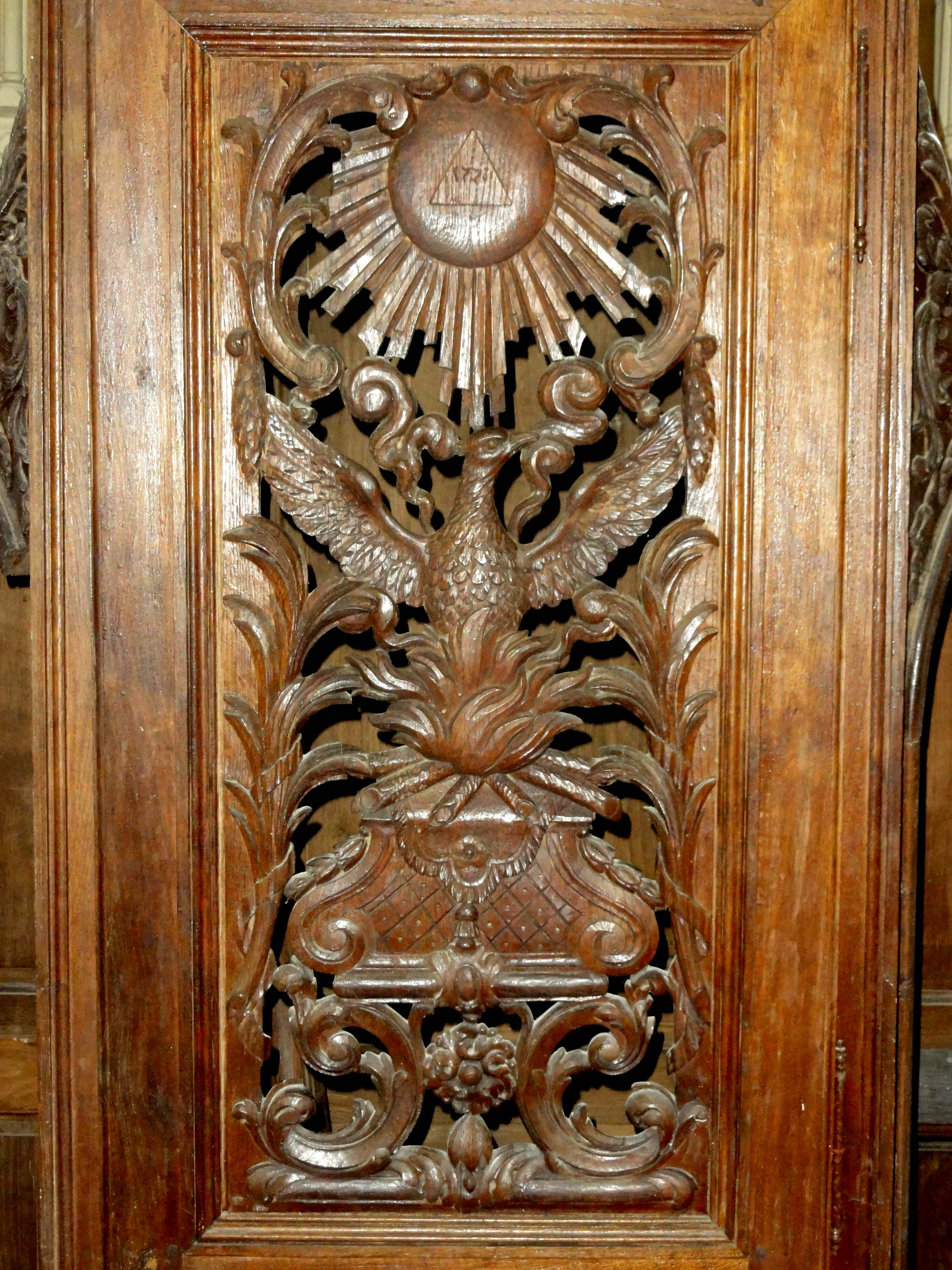
Confessionnal, détail.
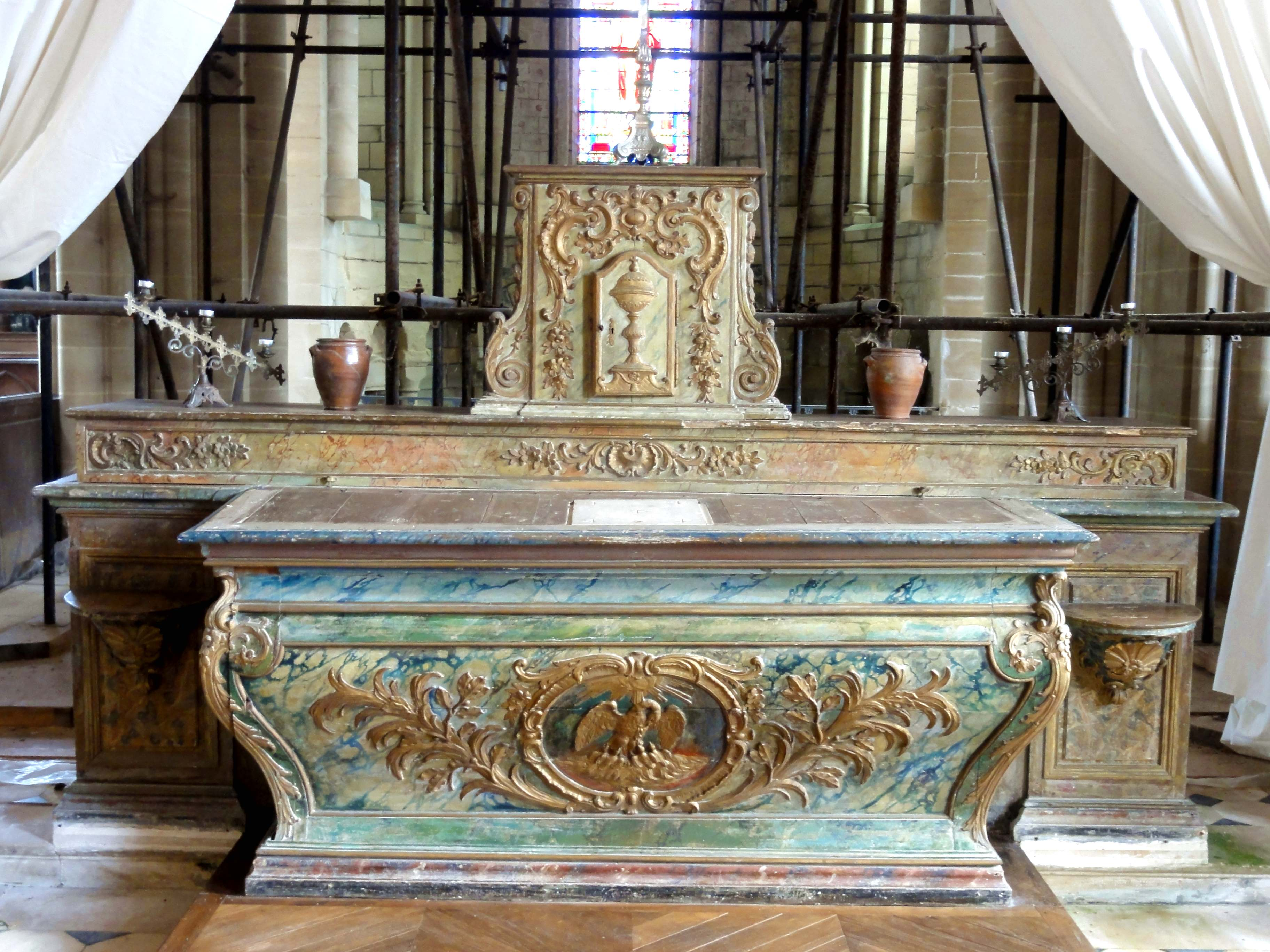
Maître-autel, 1765.
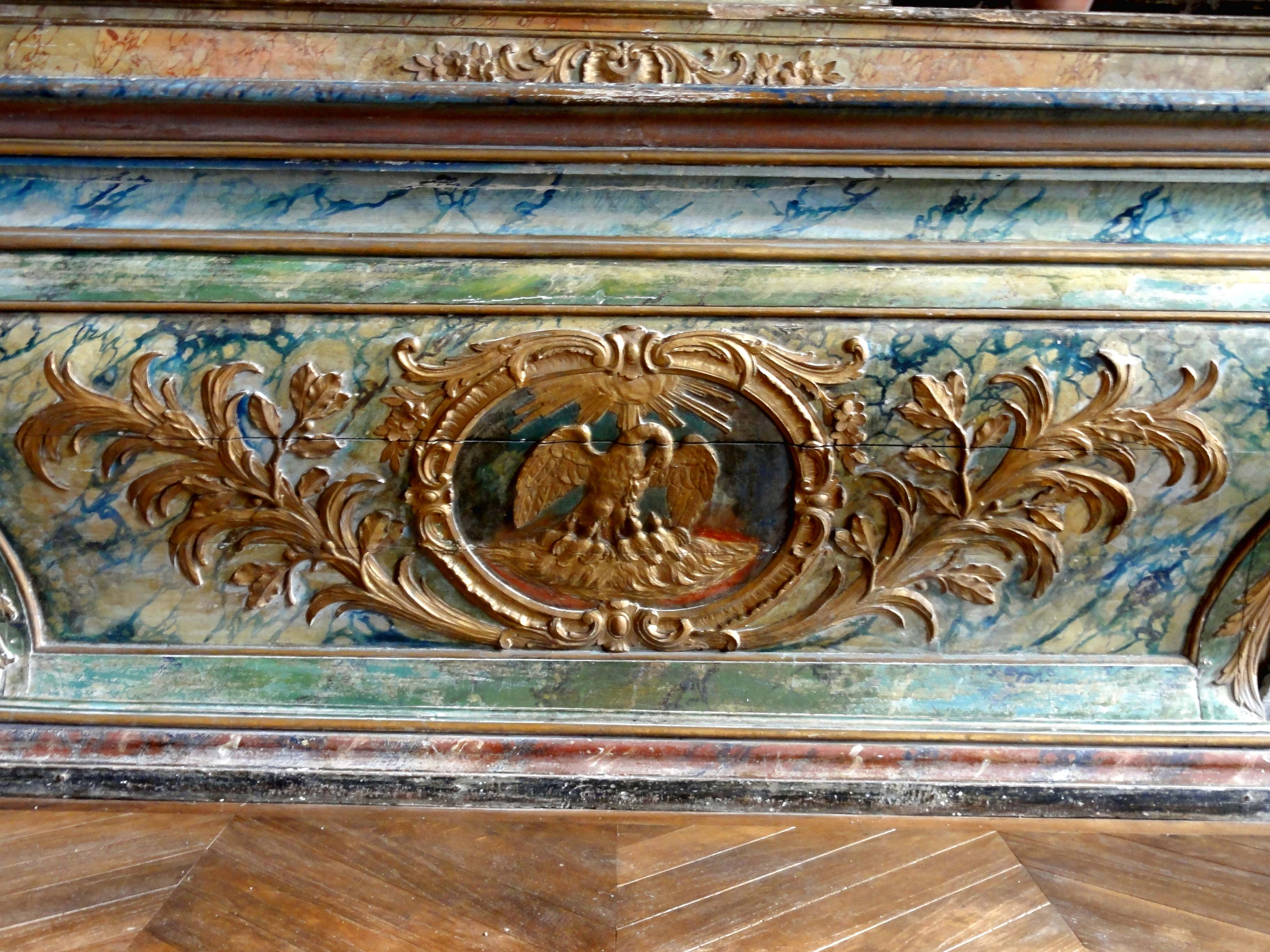
Maître-autel, détail.
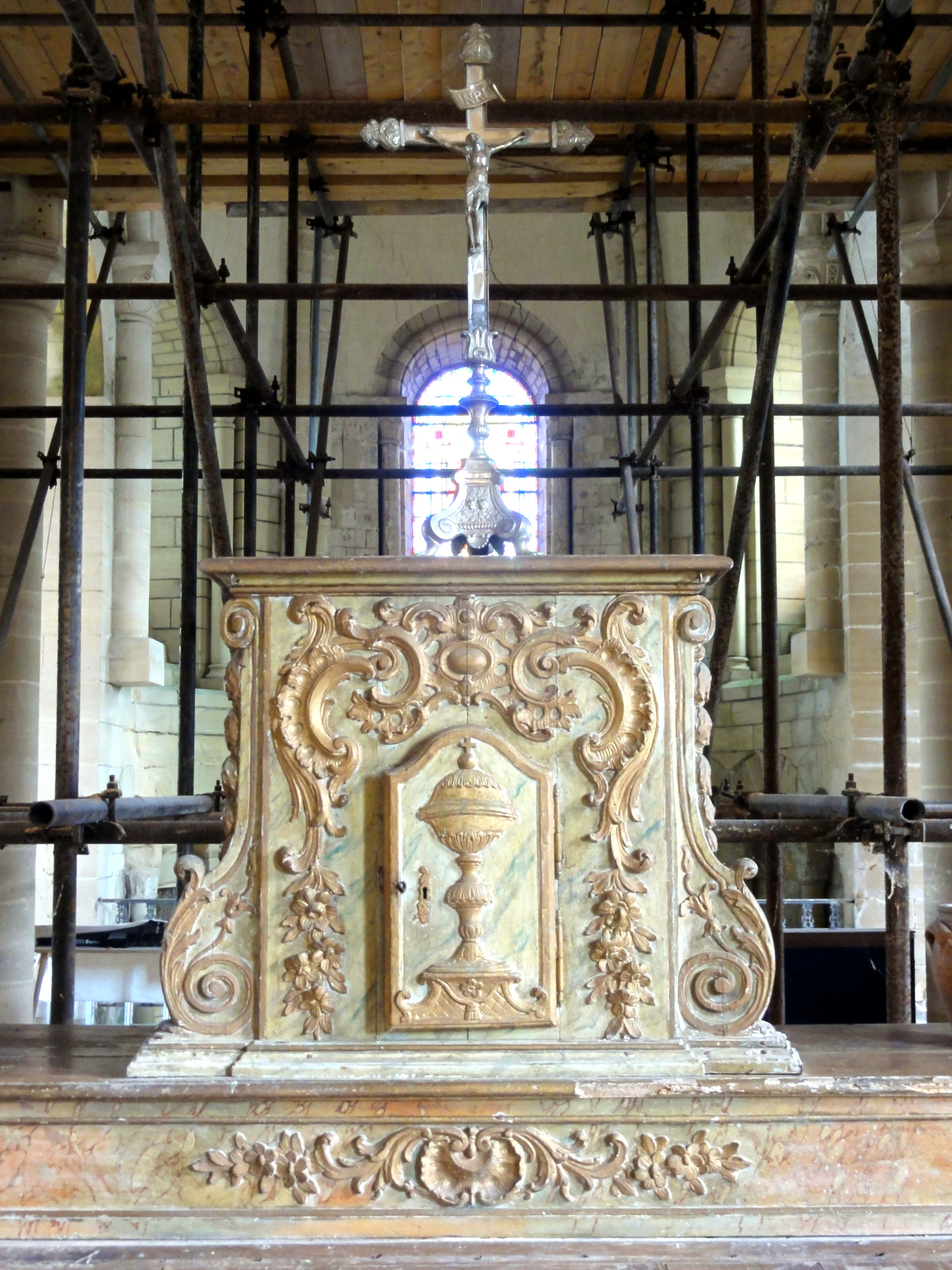
Tabernacle, 1765.

### Plaques

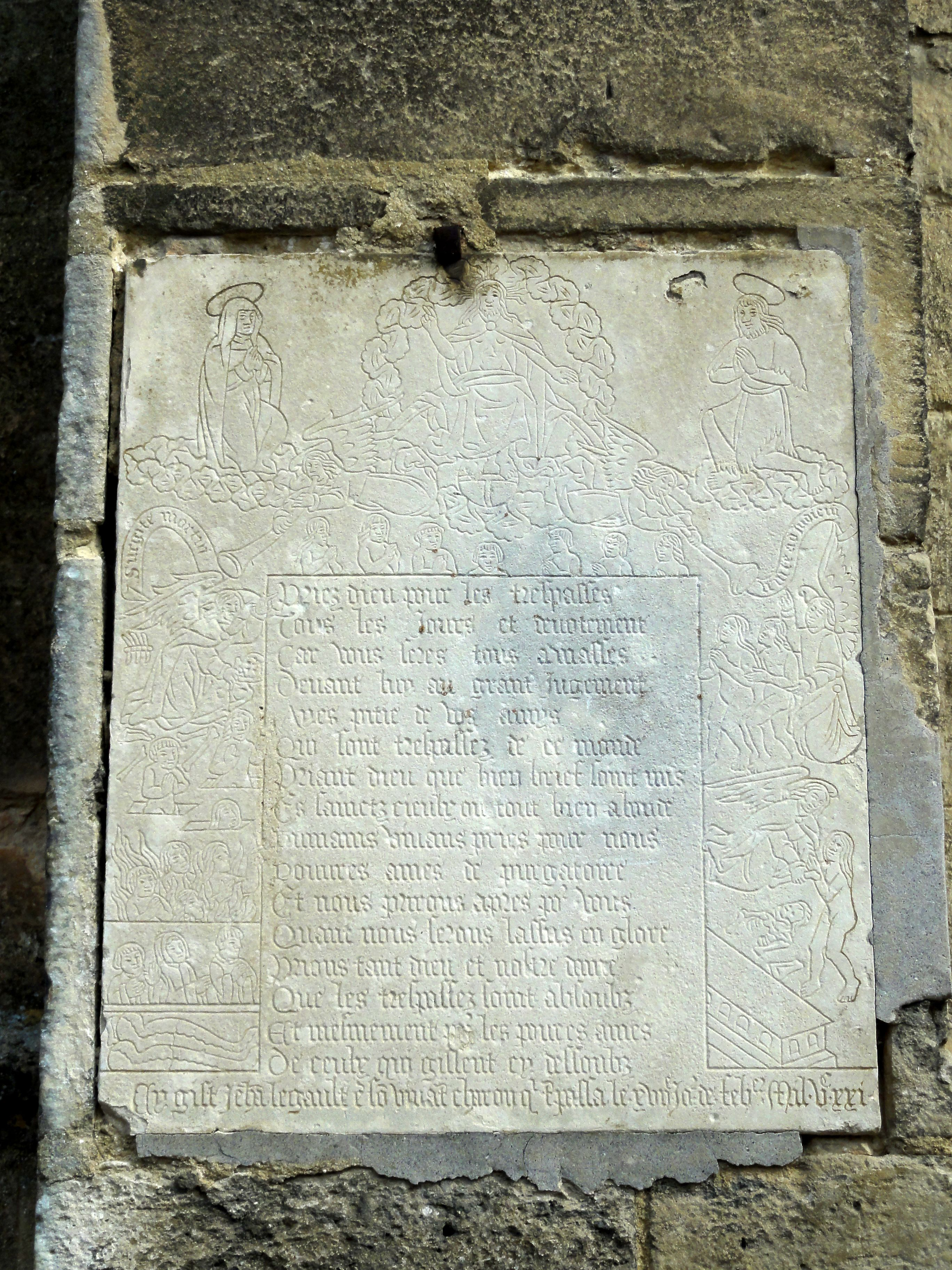
Plaque funéraire de Jehan Legault, 1521.

La plaque funéraire de Jehan Legault est en pierre taillée et gravée. Elle mesure 74 cm de hauteur, et 62 cm de largeur, et date de 1521. La plaque est scellée dans le contrefort gauche du croisillon sud, qui devrait pourtant être légèrement postérieur, car se rattachant à la campagne de construction du collatéral sud de la nef. La partie supérieure de la plaque est couverte d'une représentation du Jugement Dernier. Au sommet, le Christ Juge trône sur une nuée, au-dessus de deux anges qui sonnent de la trompette, et entre la Vierge de douleur à gauche et saint Jean à droite. Plus bas, figurent des morts en pierre, représentés en buste. À gauche et à droite de l'inscription, des anges accueillent des morts, qu'ils tirent du purgatoire (à gauche) et de leurs tombes (à droite), tandis que d'autres morts subissent les flammes de l'enfer (à gauche), et que des vivants prient pour leurs morts (également à gauche). L'inscription se lit comme suit : « Priez dieu pour les trespasses / Tous les Jours et dévôtement / Car vous serez tous amasses / Devant luy au grant Jugemement. / Ayes pitie de nos âmes / Qui sont trespassez de ce monde / Priant dieu que bien brief soint mis / Es sainctz cieulz ou tout bien abonde / Humain vivans pries pour nous / Pouvres âmes du purgatoire / Et nous prierons après por vous / Quant nous serons lassus en gloire / Prions tant Dieu et nostre Dame / Que les trespassez soient absoubz / Et mesmement por les povres âmes / De ceulx qui gissent cy dessoubz ». Puis sur une seule ligne tout en bas : « Cy gist Jehan Legault en son vivant charon qui trespassa le xviiie jour de feber Mil VC xxi ». La transcription dans la notice de la base Palissy comporte des erreurs, dont notamment chevalier en lieu et place de char[r]on. Le classement de la plaque remonte à 1912,.
La dalle funéraire à effigie gravée d'un chevalier est en pierre. De plan trapézoïdal, elle mesure 223 cm de hauteur, 105 cm de largeur au niveau de la tête, et 83 cm au niveau des pieds. Elle date de 1359. Intégrée dans le pavage du croisillon sud, elle est presque effacée, et de surcroît couverte de mousse. Le chevalier est représenté allongé, sous une arcature architecturée, la tête nue, vêtue d'une cotte de mailles, les mains jointes pour la prière, et les pieds reposant sur un lévrier. Il tient un bouclier armorié portant lambel à cinq pendants au chef et une bande. Ces armoiries font penser à Louis Régnier qu'il s'agit d'un descendant de Renaud de Trie, chevalier, qui vivait en 1237. La partie lisible de l'épitaphe a été transcrite comme suit : « Cy gist […] chevalier qui trespassa l'an de Grâce M CCC L IX le premier mercredi de juing, priez pour l'âme de lui ». La dalle est classée depuis 1912, (sans illustration).

### Divers

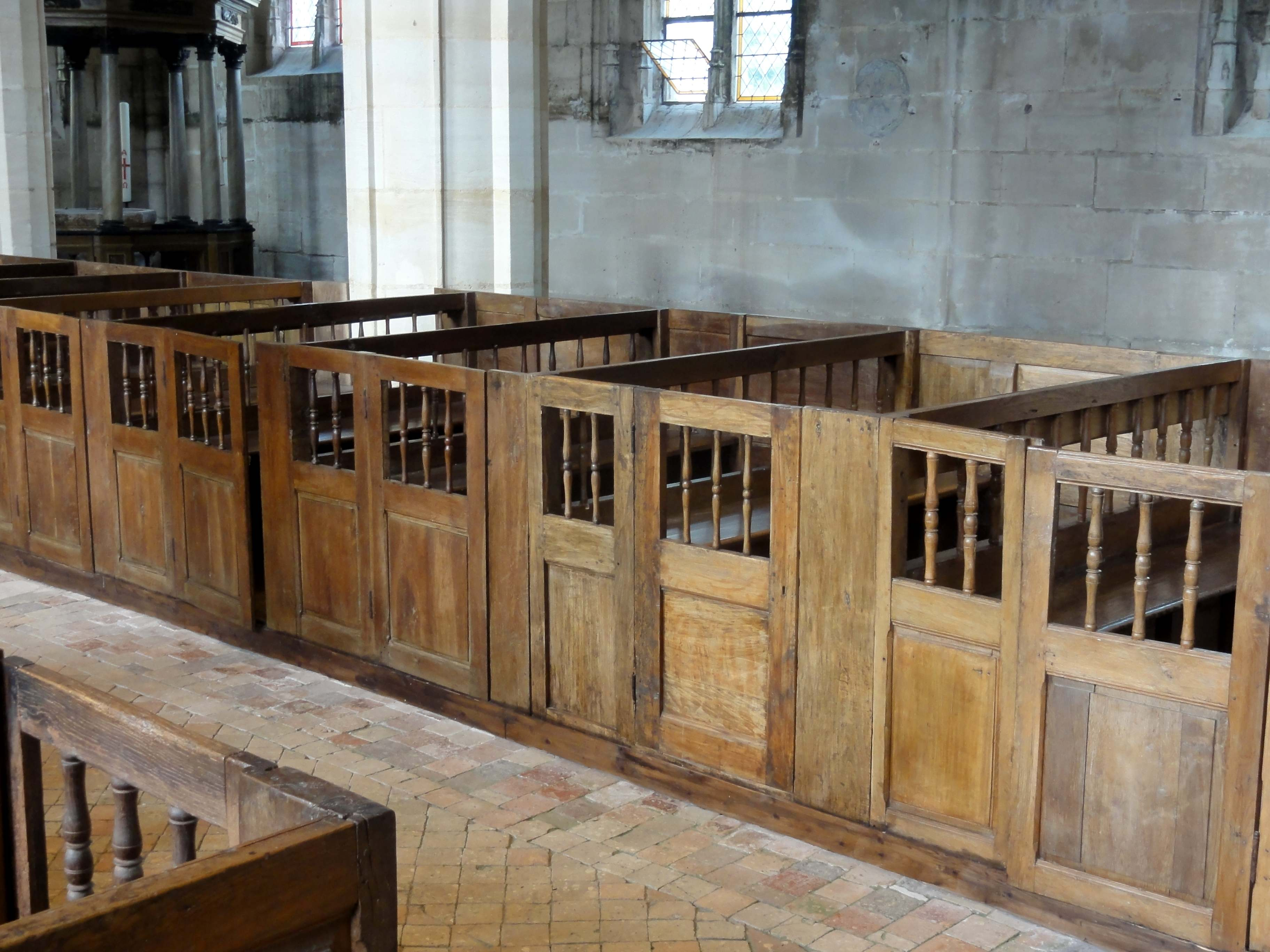
Bancs de fidèles.

- Les bancs de fidèles, qui ne subsistent que dans la nef, la dernière travée du collatéral sud, le croisillon sud et la chapelle de la Vierge, sont en bois taillé. Ils sont fermés par des portières qui se composent de deux panneaux, l'un ajouré grâce à des balustres en bois tourné, l'autre plein. Les dossiers sont eux aussi formés par des balustres en bois tourné. Les panneaux qui marque le début d'une rangée de bancs montrent des panneaux à fenestrages dans le goût du XVIIIe siècle, et des balustres factices, sans relief, découpés dans des planches. L'on voit aussi quelques parecloses de stalles intégrées dans les boiseries des bancs. Tous ces bancs sont antérieurs à la Révolution. Plusieurs sont encore marqués des noms des familles qui y avaient leurs places attitrées, accompagnés de l'année de l'installation : 1666 C Chevalier — J. F. Poupel 1756. — Charles . Lesueur . 1756. L'inscription de ces bancs au titre objet est intervenu en 1989[86],[87].
- La niche au-dessus de l'arcade ouvrant sur la chapelle de la Vierge, issue de la transformation d'une ancienne baie romane qui montait au-delà de la lunette de la voûte du XIIIe siècle, est en bois taillé et peint. Elle abrite aujourd'hui la Vierge à l'Enfant provenant du portail. Flanquée de deux pilastres aux chapiteaux garnis de feuilles d'acanthe, elle est surmontée d'une cimaise constituée de moulures multiples, qui s'infléchit au-dessus de la niche pour former un arc en plein cintre. Un orbe marque le couronnement. Le pilastre de droite est encore cantonné d'un aileron baroque, dont l'homologue à gauche a disparu. Les pots-à-feu jadis placés au-dessus des pilastres ont également disparu. La niche est inscrite au titre objet depuis 1989[88].
- La bannière de procession ou de confrérie, portant l'inscription CONFRERIE / DE · ST JOSSE, est en textile. Elle arbore en son milieu en médaillon ovale, vraisemblablement en toile cirée, sur lequel est peint saint Josse, en surplis, une longue étole rouge jetée autour du cou, seul dans un paysage, tenant un crucifix dans sa main droite. Cette bannière est inscrite depuis 1989[89].
- Le « bâton de saint Josse » comportait une statuette en bois doré de 12 cm de hauteur. Il fut exécuté en 1784 par Duchesne, sculpteur à Gisors, en même temps que le « bâton de la Vierge », moyennant une rémunération de 144 livres. Au début du XXe siècle, il était encore conservé dans une armoire vitrée dans le croisillon nord, mais son dais avait déjà disparu. Louis Régnier dit la statuette « d'une exécution délicate et d'un sentiment gracieux, en dépit de la chasuble en forme de violon dont le saint est affublé. Il lit dans un livre que porte sa main droite. Son bras gauche est allongé le long du corps et tient une couronne, par allusion à son origine royale ». L'armoire et le bâton ont également disparu depuis, de même que l'armoire semblable qui abritait le « bâton de la Vierge ». La statuette de la Vierge Marie avait déjà été remplacée par une pale copie au début du XXe siècle[86]. Celle-ci et son dais de 1784 en sont aujourd'hui les derniers vestiges.
- L'ensemble de quatre carreaux de sol de forme hexagonale est en terre cuite émaillée. Chaque carreau mesure 18,5 cm de hauteur, et 10 cm de largeur. Ils ont vraisemblablement été produits dans le pays de Bray voisin entre 1525 et 1530. Les carreaux ont été découverts vers 1879 lors de travaux de pavage dans la nef, en dessous du banc d'œuvre. Ils ont ensuite été scellés dans la pile sud-ouest de la croisée du transept, du côté du collatéral sud. Le dessin, des têtes humaines (deux têtes d'hommes de profil gauche casqués et deux têtes de femmes de profil droit), placées dans des médaillons circulaires entourés de rinceaux végétaux dans les pointes de l'hexagone, est gravé. Il était autrefois rehaussé par un émail de couleur, qui s'est effacé avec le temps[75],[90] (sans illustration).

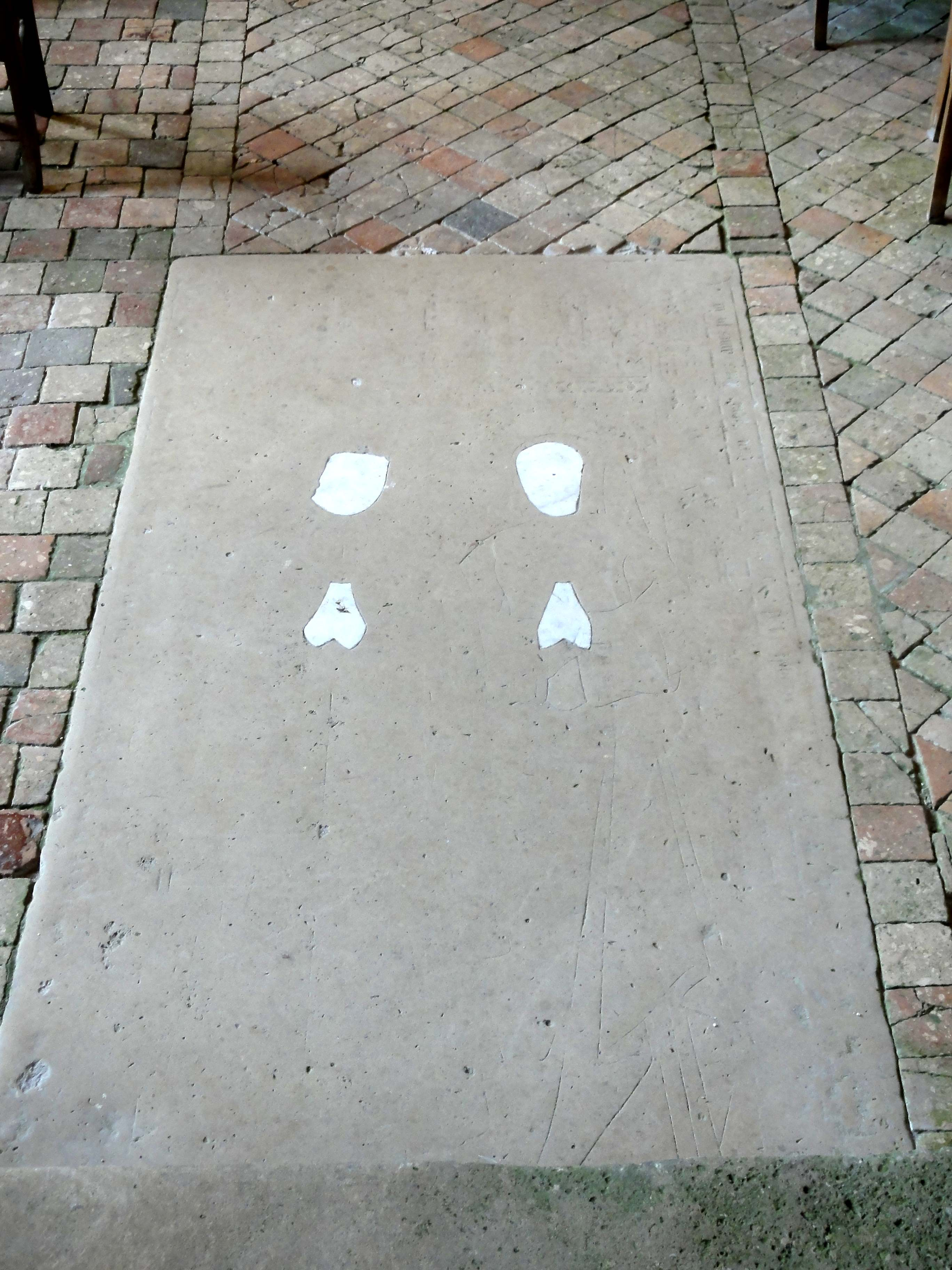
Dalle funéraire non identifiée.
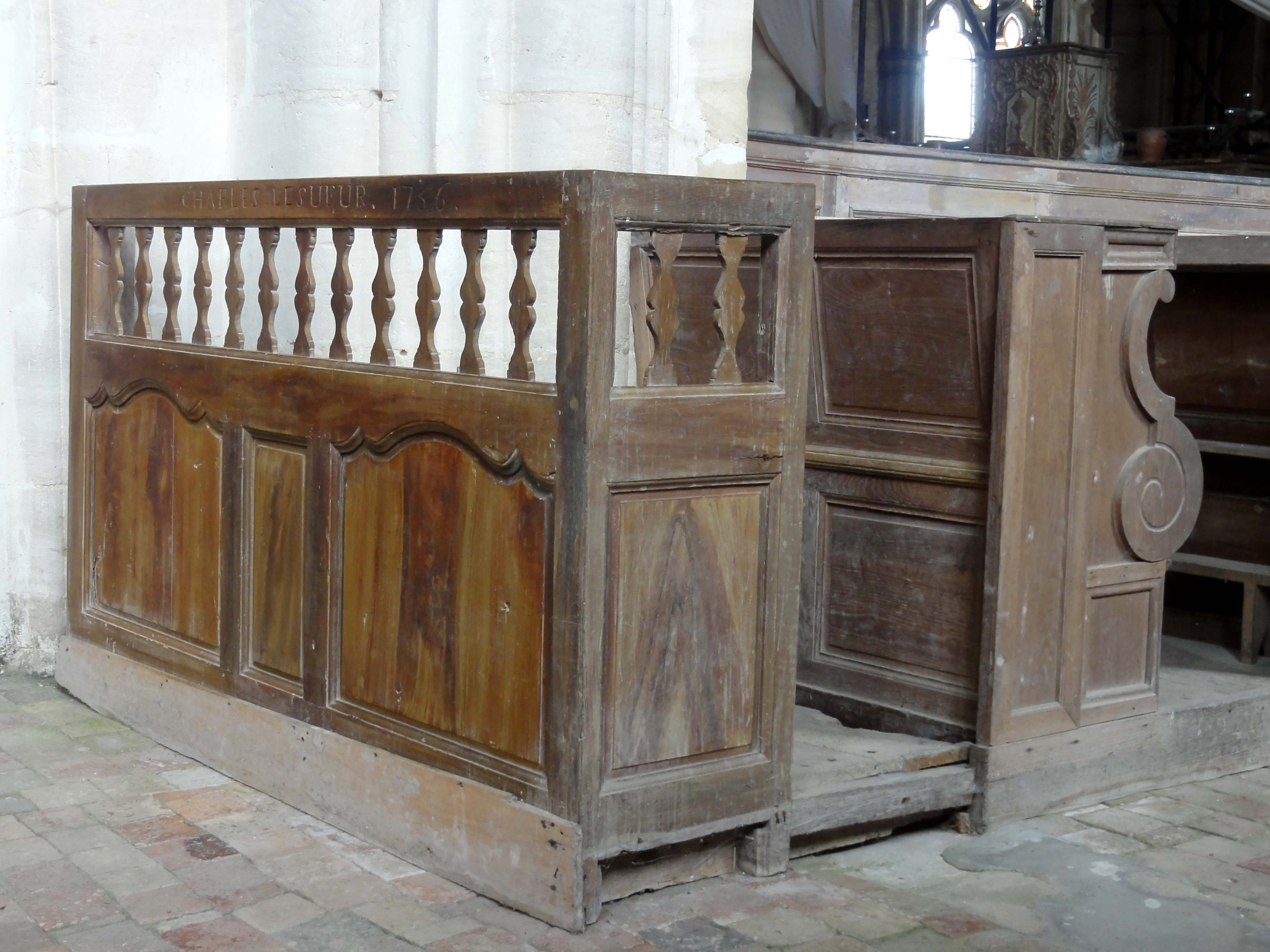
Bancs de fidèles.
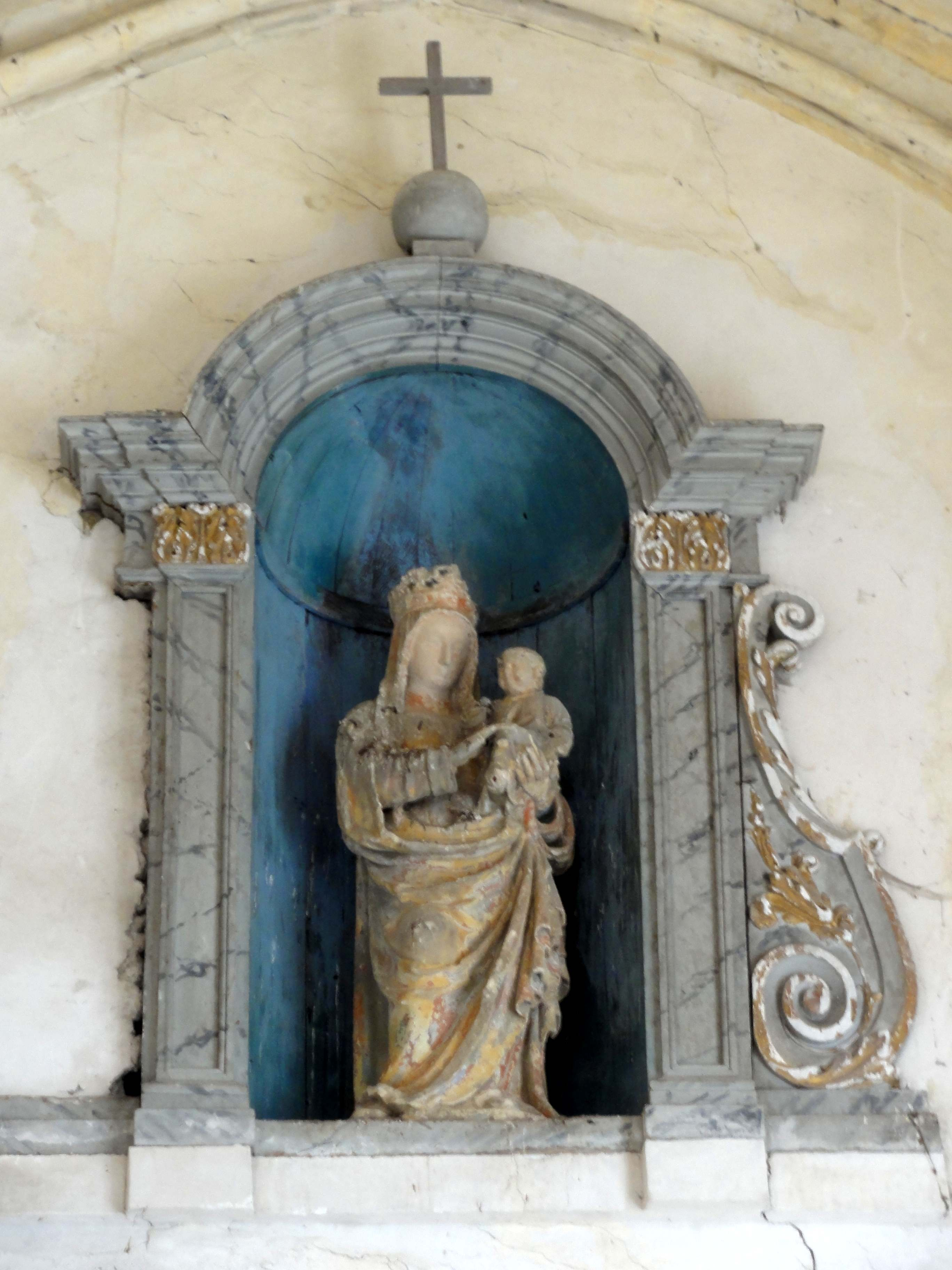
Niche à statue.
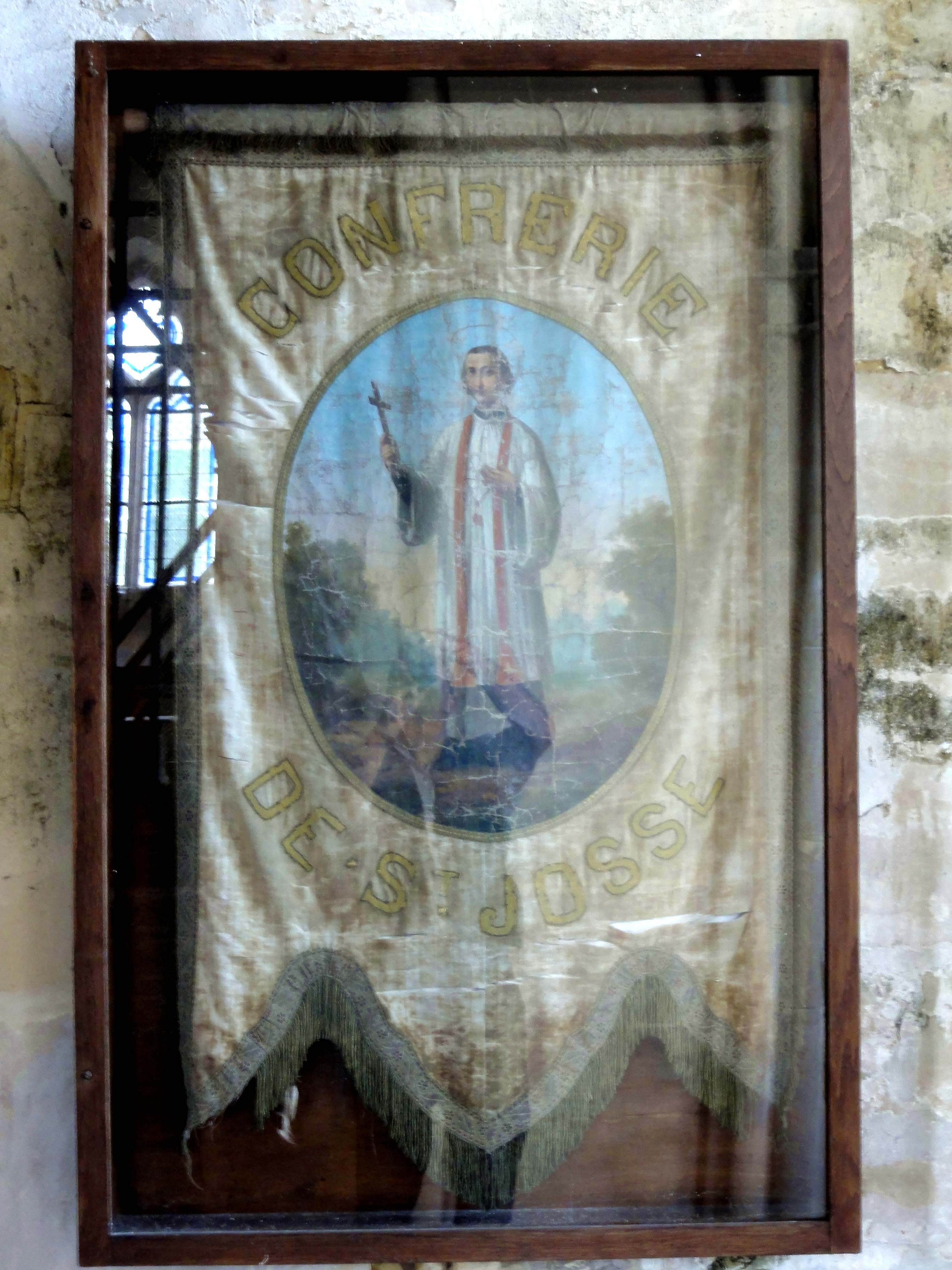
Bannière de confrérie - saint Josse.
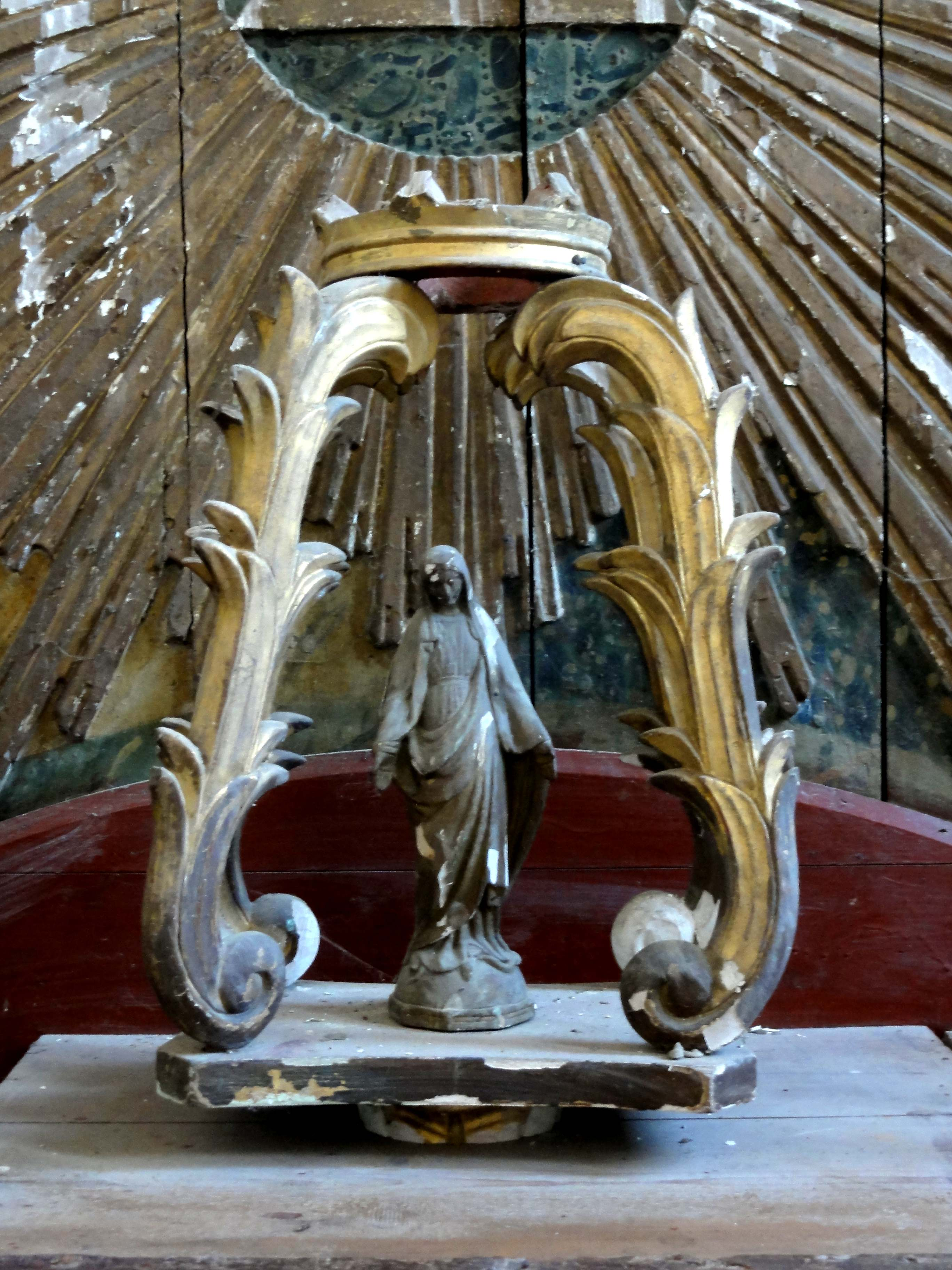
Bâton de procession - la Vierge Marie.